# التأثير الحضاري للمسيحية
التأثير الحضاري للمسيحية مُعقّد ويشمل مجالات الحضارة كافة؛ حيث لعبت الديانة المسيحية دورًا رئيسًا في تشكيل أسس وسمات الثقافة والحضارة الغربية. إذ أثرّت المسيحية بشكل كبير على المجتمع ككل بما في ذلك الفنون واللغة والحياة السياسية والقانون وحياة الأسرة والموسيقى. تلونت طريقة التفكير الغربية تحت تأثير المسيحية ما يقرب ألفي سنة من تاريخ العالم الغربي،  كما كانت مصدرًا رئيسًا للتعليم فقد تم تأسيس العديد من الجامعات في العالم من قبل الكنيسة،  ويُشير عدد من الباحثين والمؤرخين كذلك إلى دور المسيحية الرائد في رعاية وتطوير العلوم،  فقد كانت أيضًا المسؤول الرئيس عن نشوء بعضها كعلم الوراثة، وساهمت في ظهور الثورة العلمية،  إلى جانب تقديم الرعاية الطبية والخدمات الاجتماعية. كما كان لها تأثير واضح في العمارة فقد أنتجت كاتدرائيات لا يزال بعضها قائمًا بين مآثر وروائع الهندسة المعمارية الأكثر شهرًة في الحضارة الغربية. كان دور المسيحية في الحضارة متشابكًا بشكل معقد في تاريخ وتشكيل أسس المجتمع الغربي، وكان جزء كبير من تاريخ الكنيسة مرتبطًا بالغرب.
نشأت المسيحية عام 27 من جذور مشتركة مع اليهودية وتعرضت للاضطهاد من قبل الإمبراطورية الرومانية، لكنها أصبحت في عام 380 الديانة الرسمية للإمبراطورية الرومانية، فشاركت بشكل معقد في السياسة الأوروبية ولا يزال تأثيرها السياسي راسخ حتى اليوم في العالم الغربي، وكانت تعاليم يسوع والوصايا العشرة مصدر الهام للقوانين الغربية وذات تأثير أخلاقي على الفكر الغربي،  وشكلّت تعاليم يسوع والكتاب المقدس واحدة من ركائز الحضارة الغربية،  وتركت بصمة واضحة على الفلسفة الغربية. بعض من أمثال يسوع، مِثل مَثل السامري الصالح، تعد اليوم مصدرًا مهمًا لمفاهيم حقوق الإنسان. وكان أيضًا لتعاليم المسيحية ولاهوتها أثر على الزواج والحياة الجنسية، كذلك كان للمرأة نصيب من المسيحية حيث رفعت الكنيسة من قيمتها وزادت من تأثيرها على المجتمع، وكان لها دور بارز في تاريخ المسيحية،  رفضت الكنيسة وأد الأطفال وحاربت ظاهرة العبودية،  ورفضت الطلاق، وسفاح المحارم، والمثلية الجنسية وتعدد الزوجات، وتنظيم النسل والإجهاض والخيانة الزوجية.
لا يتوقف تأثير المسيحية على الحضارة الغربية فقد لعب المسيحيون أيضًا دورًا بارزًا ورياديًا في تطوير معالم الحضارة الإسلامية والشرقية. ففي عهد الدولة العباسية نشط المسيحيون في الترجمة من اليونانية إلى السريانية ومن ثم للعربية، حيث كان معظم المترجمين في بيت الحكمة من المسيحيين، ونشطوا أيضًا بالطب والعلوم والرياضيات والفيزياء فاعتمد عليهم الخلفاء،  كما وقاد المسيحيون النهضة العربية بصحفهم وجمعياتهم الأدبية والسياسية. وحتى اليوم لهم دور فعّال في العالم العربي والإسلامي في مختلف النواحي الاجتماعية والاقتصادية والسياسية. كذلك الأمر في الشرق الاقصى وآسيا الوسطى وجنوب شرق آسيا وشبه القارة الهندية للمسيحية إرث عريق ولا يزال في كافة المجالات خاصًة في التعليم والرعاية الصحية.
المسيحية تعتبر أكبر ديانة في العالم إذ يبلغ عدد أتباعها أكثر من 2.2 مليار نسمة،  وتأثيرها على العالم واضح من خلال إنتشار ثقافتها الدينية؛ في أعيادها مثل عيد الفصح وعيد الميلاد كونها أيام عطل رسمية للأمم الغربية ولعدد كبير من الدول الغير مسيحية،  وكون تقويمها؛ التقويم الميلادي هو التقويم الأكثر انتشارًا في العالم وهو التقويم الدولي في العصر الحديث، وفي أنو دوميني أي تقسيم تواريخ البشرية إلى قبل وبعد ميلاد يسوع مؤسس المسيحية؛ وفي دور المسيحيون الهام في تطوير الحضارة؛ إذ ذكرت 75 شخصية مسيحية من مختلف المجالات في كتاب الخالدون المئة في قائمة المائة شخصية الأكثر تأثيرًا في تاريخ البشرية،  كما أنَّ حوالي (65.4%) من الحاصلين على جائزة نوبل بين الأعوام 1901- 2000 كانوا من المسيحيين. وبات للمسيحية بصمة واضحة في الحضارة العالمية وتاريخ البشرية على مختلف الأصعدة.
انتُقدت العديد من الإجراءات الكنسيّة والتي كان لها تأثير عميق على المجتمع الغربي؛ تجدر الإشارة بوجه خاص الانتقادت الموجهة إلى الممارسات التعسفية والقاسية لمحاكم التفتيش الرومانية والإسبانية، ومحاكمة جاليليو جاليلي، ورفض منح سر الكهنوت للمرأة واضطهاد غير المسيحيين، كما وينتقد العديد من الباحثين دور المسيحية التاريخي في إذكاء مشاعر معاداة السامية ومعاداة المثليين والتمييز بحق النساء. كذلك يتطرق عدد من النقاد إلى علاقة المسيحية والعنف إذ تُعتبر كل من الحملات الصليبية والحروب الدينية في أوربا أبرز الأمثلة على العنف المسيحي. ومن القضايا الجدلية أيضًا قضية العبودية حيث يلقى البعض اللوم على الكنيسة لأنها لم تفعل ما يكفي لتحرير من العبودية، وعلاقة المسيحية والاستعمار إذ يتهم البعض المؤسسات المسيحية والمبشرين باستخدام التعاليم الدينيّة لتبرير الأعمال التعسُفيّة التي قام بها المستعمرين بحق السكان الأصليين، فضلًا عن أرتباط العديد من المؤسسات الكنسيّة ودعمها للأنظمة الديكتاتورية والشمولية في القرن العشرين بحسب العديد من النقّاد. في الآونة الأخيرة أثارت قضايا مثل نظرية الخلق وتطور والخلايا الجذعية وتنظيم النسل جدلًا وانتقادات في علاقة المسيحية مع العلوم.

## مقدمة

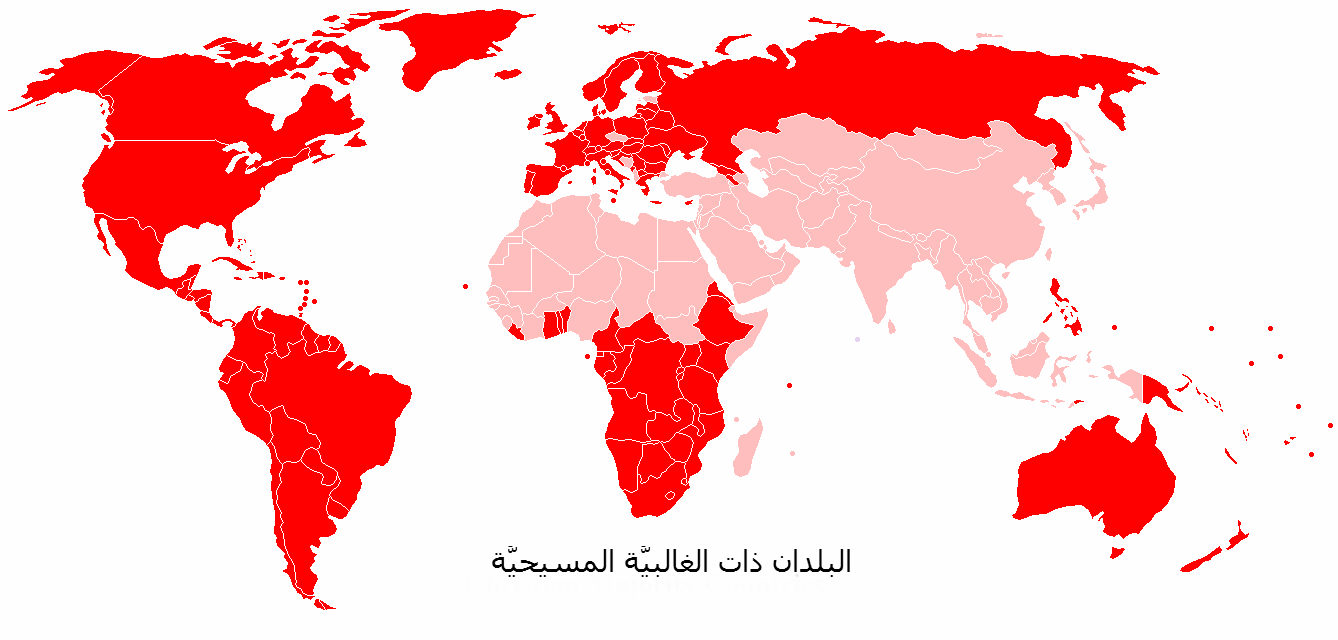
العالم المسيحي (باللون الأحمر)، وهي مجموعة البلدان ذات الغالبية المسيحية والحضارة المسيحية المشتركة والتي ترتبط من الناحية التاريخية والثقافية والاجتماعية والسياسية.

| التأثير الحضاري للمسيحية           | يمكن القول إنّ يسوع هو الشخص الأكثر نفوذًا وتأثيرًا على وجه التاريخ. فهو موجد الديانة المسيحية، أكبر حضارة في هذا العصر. المسيحية غيّرت العالم، وغيرت طريقة تفكير وعيش الناس. تاريخ العالم كان سيكون مختلف اختلافًا جذريًا ان لم يكن قد ولد يسوع. على الرغم من حياة يسوع الأرضية كانت قصيرة، الا انه ترك وراءه تعاليم كان لها الأثر الأكبر في تغيير مسار البشرية. | التأثير الحضاري للمسيحية |
| — جيفري بلايني، كتاب تاريخ العالم. | |                          |

## مساهمة المسيحيين في الحضارة العالمية

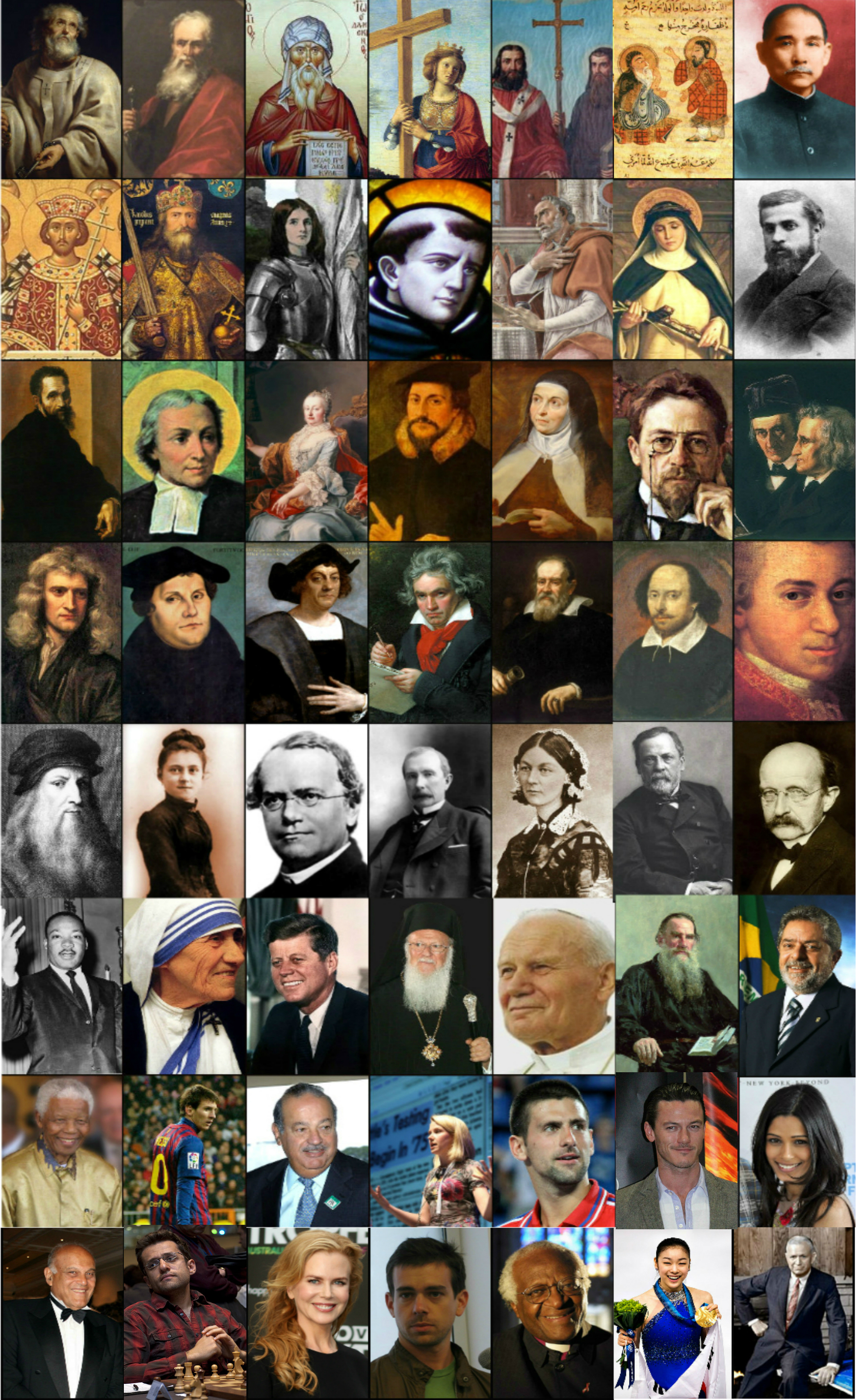
مجموعة صور لعدد من مشاهير المسيحيين من مختلف المجالات.

على مر العصور ساهم كل من رجال الدين والعلمانيين المسيحيين على حد سواء مساهمات كبيرة في تطوير الحضارة الإنسانيّة،  كما ويُذكر أن هناك المئات من المسيحيين البارزين الذين ساهموا في الحضارة الإنسانية والمجتمع الغربي من خلال تعزيز وتطوير العلوم، الطب، الفن، الموسيقى، الأدب، المسرح، الفلسفة، العمارة، الإقتصاد والسياسة. وقد ذكرت في قائمة المائة شخصية الأكثر تأثيرًا في تاريخ البشرية في كتاب الخالدون المئة، 75 شخصية مسيحية من مختلف المجالات. وذكر كتاب ذكرى 100 عام لجائزة نوبل أنَّ حوالي (65.4%) من الحاصلين على جائزة نوبل بين الأعوام 1901- 2000 كانوا من المسيحيين.
تطول قائمة الأدباء المسيحيين البارزين ولكن منهم: دانتي أليغييري وميغيل دي ثيربانتس ووليام شكسبير وتشارلز ديكنز وفيودور دوستويفسكي وأنطون تشيخوف والأخوين غريم وهانس كريستيان أندرسن وجوناثان سويفت وجيوفاني بوكاتشيو وآرثر كونان دويل وأغاثا كريستي ولويس كارول وج. ر. ر. تولكين وسي. إس. لويس وليو تولستوي الذي اشتهر من خلال الحرب والسلم.
كما لعبت الأسر المسيحية البروتستانتيّة مثل عائلة روكفلر، ومورجان، وفورد، وروزفلت، وفاندربيلت، وكارنجي، ودو بونت، وآستور، وفوربس دورًا هامًا على صعيد الاقتصاد العالمي.
في مجال العلوم وجدت دراسة ذكرت في ذكر كتاب ذكرى 100 عام لجائزة نوبل أن نصيب المسيحيون بين السنوات 1901-2000 كان 72.5% من جوائز نوبل في الكيمياء،  وكان 65.3% من جوائز نوبل في الفيزياء،  62% من جوائز نوبل في الطب،  53.5% من جوائز نوبل في الإقتصاد. ويعتبر عدد من العلماء المسيحيين آباء لحقول علمية عديدة، بما في ذلك، ولكن ليس على سبيل الحصر، الفيزياء الحديثة، والصوتيات، وعلم المعادن، والكيمياء الحديثة، وعلم التشريح الحديث، الطبقات، وعلم الجراثيم، وعلم الوراثة والهندسة التحليلية، وعلم الكون الفيزيائي. اختراعات العلماء من المسيحيين تشمل البطارية، وسماعة الطبيب،  والآلة الحاسبة الميكانيكية، والبيديه، وتكييف الهواء،  والطائرة،  وطريقة بريل، والميكانيكية طباعة الحروف المتحركة، وبندول فوكو، والشبكة العنكبوتية العالمية.

## القيم الإنسانية

### الأخلاق وحقوق الإنسان

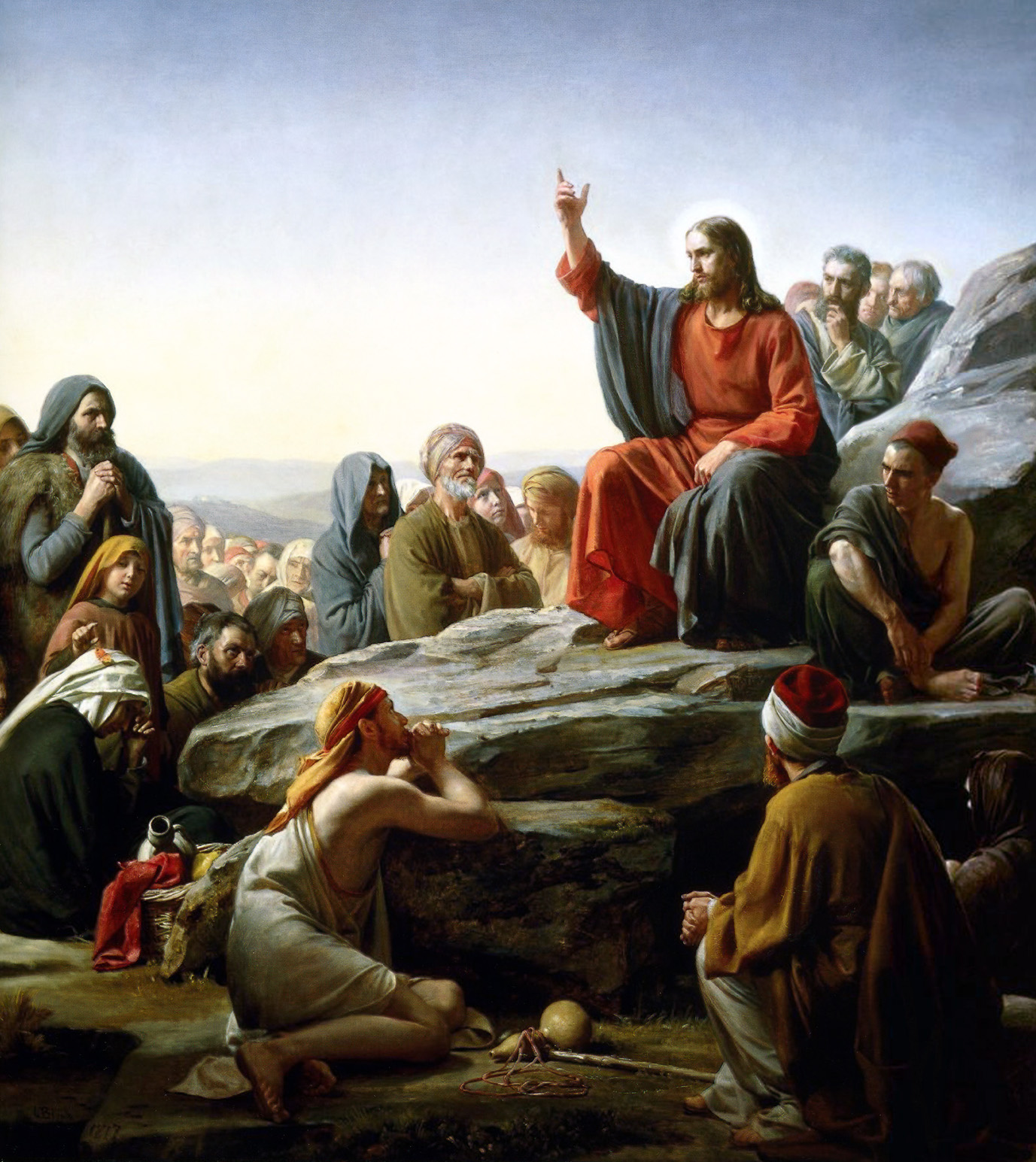
الموعظة على الجبل بريشة كارل بلوش، تعتبر تعاليم الموعظة على الجبل ركيزة الاخلاق المسيحية.

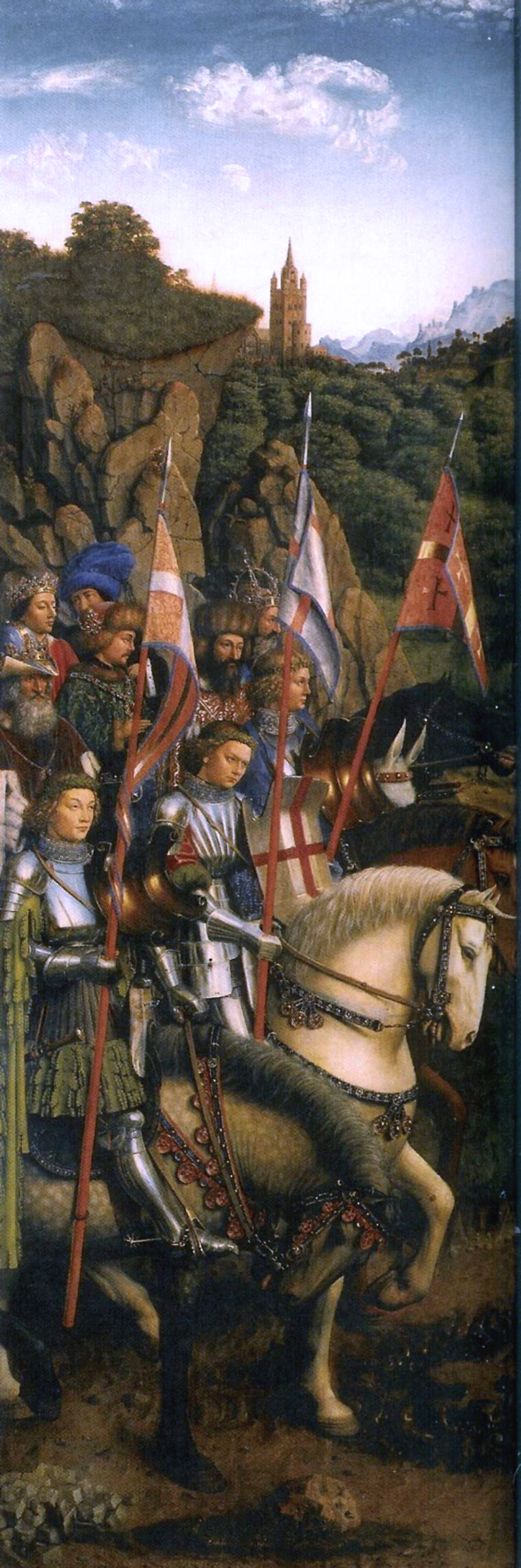
فرسان المسيح، كان للفرسان المسيحيون أثر في الدفاع عن الضعفاء والمحتاجين خلال القرون الوسطى.

ترتكز الأخلاق المسيحية على تعاليم يسوع خاصةً عظة الجبل، وشكلت تعاليم الكتاب المقدس وآباء الكنيسة والمجامع المسكونية، المرجع الأخلاقي الرئيس للمسيحية.
وفي القرون الوسطى تبنّى القديس توما الإكويني الفضائل الأربعة الرئيسة لأفلاطون وهي العدالة والشجاعة والاعتدال والحكمة وأضاف إليها الفضائل المسيحية مثل الأمل والإيمان والإحسان، والتي ذكرها بولس. وشملت أيضًا السبع خطايا المميتة والفضائل السبع وهي العفة، والاعتدال، والإحسان والاجتهاد والصبر واللطف والتواضع، لتصبح ركائز الأخلاق المسيحية.
دعا يسوع إلى مساعدة الآخرين والكنيسة تطلق على هذه المساعدات اسم أعمال الرحمة، وتأخذ هذه الأعمال أهمية خصوصًا لدى الكنيسة الكاثوليكية، والأرثوذكسية والميثودية وينظر إلى هذه الأعمال كوسيلة لنيل النعمة والقداسة. تقليديًا تم تقسيم أعمال الرحمة إلى فئتين، في كل منها سبعة عناصر: أعمال الرحمة البدنية والتي تهتم بالاحتياجات المادية للآخرين، وأعمال الرحمة الروحية التي تهتم بالاحتياجات الروحية للآخرين.
واتباعًا لتعاليم يسوع في خدمة الآخرين أنشأت الكنيسة المستشفيات والمدارس والجامعات والجمعيات الخيرية ودور الأيتام والملاجئ لمن هو بلا مأوى.
وخلال القرون الوسطى ظهرت فرق دينية كاثوليكية من الفرسان وكانت وظيفتهم حماية العزّل والضعفاء والعجزة، والكفاح من أجل المصلحة العامة للجميع. كانت هذه بعض الإرشادات والواجبات الرئيسة لفرسان القرون الوسطى؛ التي بنيت على مبدأ رئيس في توجيه حياة الفرسان وهو الرجولة والشهامة، وقد رُمز الشهامة بتناول ثلاثة مجالات رئيسة هي: الجيش، والحياة الاجتماعية، والدين.
وقد تأثر مبدأ الشهامة من الأخلاق المسيحية، وساعدت الحملات الصليبية في وقت مبكر لتوضيح رمز الشهامة وارتباطه الاخلاقي بالدين. نتيجة لذلك، بدأت فرق الفرسان المسيحية تكريس جهودها لخدمة أغراض مقدسة. ومع مرور الوقت، طالب رجال الدين الفرسان استخدام أسلحتهم في المقام الأول من أجل حماية النساء والضعفاء والعزل بشكل خاص، واليتامى، والكنائس.
في العهد الجديد ركزّت تعاليم يسوع على المحبة والتسامح وعدم اللجوء إلى العنف، وفي العصور المسيحية المبكرة اعتبرت المسيحية بحسب المؤرخين ديانة مسالمة، لكن طرأت تغييرات بعدما أعلنت المسيحية كديانة رسمية للامبراطورية الرومانية إذ تم تسييس المسيحية.
خلال القرون الاولى للمسيحية، رفض العديد من المسيحيين الانخراط في المعارك العسكرية. في الواقع، كان هناك عدد من الأمثلة الشهيرة من الجنود الذين أصبحوا مسيحيين، ورفضوا الانخراط في القتال بعد اعتناقهم الدين، وأعدم لاحقًا الكثير منهم لرفضهم القتال. ويرجع سبب التزام السلمية ورفض الخدمة العسكرية حسب المؤرخ مارك المان إلى مبدأين: «أولًا كان ينظر إلى استخدام القوة والعنف كتناقض مع تعاليم يسوع. وثانيًا كان ينظر إلى الخدمة في الجيش الروماني كنوع من العبادة المطلوبة لتأليه الإمبراطور الذي هو شكل من أشكال الوثنية بالنسبة للمسيحيين».
تاريخيًا تمتلك المسيحية تقليدًا طويلاً مع معارضة العنف،  لعلّ كتابات آباء الكنيسة أبرز تجلياته، فكتب أوريجانوس: «لا يمكن أبداً أن يذبح المسيحيين أعداءهم، حتى لو كان أكثر الملوك والحكام والشعوب اضطهادًا لهم، وكان ذلك سببًا لزيادة في عدد وقوة المسيحيين». وكتب إكليمندس الإسكندري: «قبل كل شيء، لا يسمح للمسيحيين في استعمال العنف». كما جادل ترتليان بقوة ضد كل أشكال العنف، معتبرًا الإجهاض والحرب والعقوبات القضائية حتى الموت شكل من أشكال القتل. وتعتبر هذه المواقف لثلاثة من آباء الكنيسة والتي تتمسك بها اليوم كل من الكنيسة الكاثوليكية والأرثوذكسية. وقد نشأت في الوقت الحاضر عدة كنائس مسيحية دعيت باسم كنائس اللاعنف، وتدعو إلى الاعتراض الضميري على الخدمة العسكرية، جزء أساسي من الإيمان.
في القرن العشرين تبنّى مارتن لوثر كنغ أفكار غاندي اللاعنفية وكيفها في لاهوت الكنيسة المعمدانية وسياستها،  كما برزت العديد من الجمعيات والحركات المسيحيّة النسويّة في مجال مناهضة العنف ضد المرأة.

### المرأة

جان دارك قديسة وبطلة قومية فرنسية، كانت موضوع مؤلفات أدبية كثيره في أوروبا.

أثرت الكنيسة على النظرة الاجتماعية للمرأة في جميع أنحاء العالم بطرق هامة، حسب بعض المؤرخين أمثال جيوفيري بلايني. أما في تاريخ المسيحية، فبدوره لعبت النساء أدوارًا متعددة إن كان في السلك الرهباني أو العلماني، كاللاهوتيات، والراهبات، والملكات، والصوفيات والشهداء، والممرضات، والمعلمات وحتى مؤسسات مذاهب. علمًا أنه وكما يتضح من إنجيل لوقا، فإن ليسوع نفسه أتباعًا من النساء.
في اللاهوت المسيحي يتساوى الرجل والمرأة في الحقوق والواجبات، استنادًا إلى تعاليم يسوع في المساواة بين الجنسين،  ولعل من أبرز مظاهر تكريم ورفع شأن المرأة هو التكريم الخاص لمريم العذراء، لدى أغلب كنائس وطوائف العالم المسيحي، واللاهوت المريمي أحد فروع علم اللاهوت العقائدي الذي يدرس دور مريم في العقيدة المسيحية، ويعرف أيضًا باسم الماريولوجي.

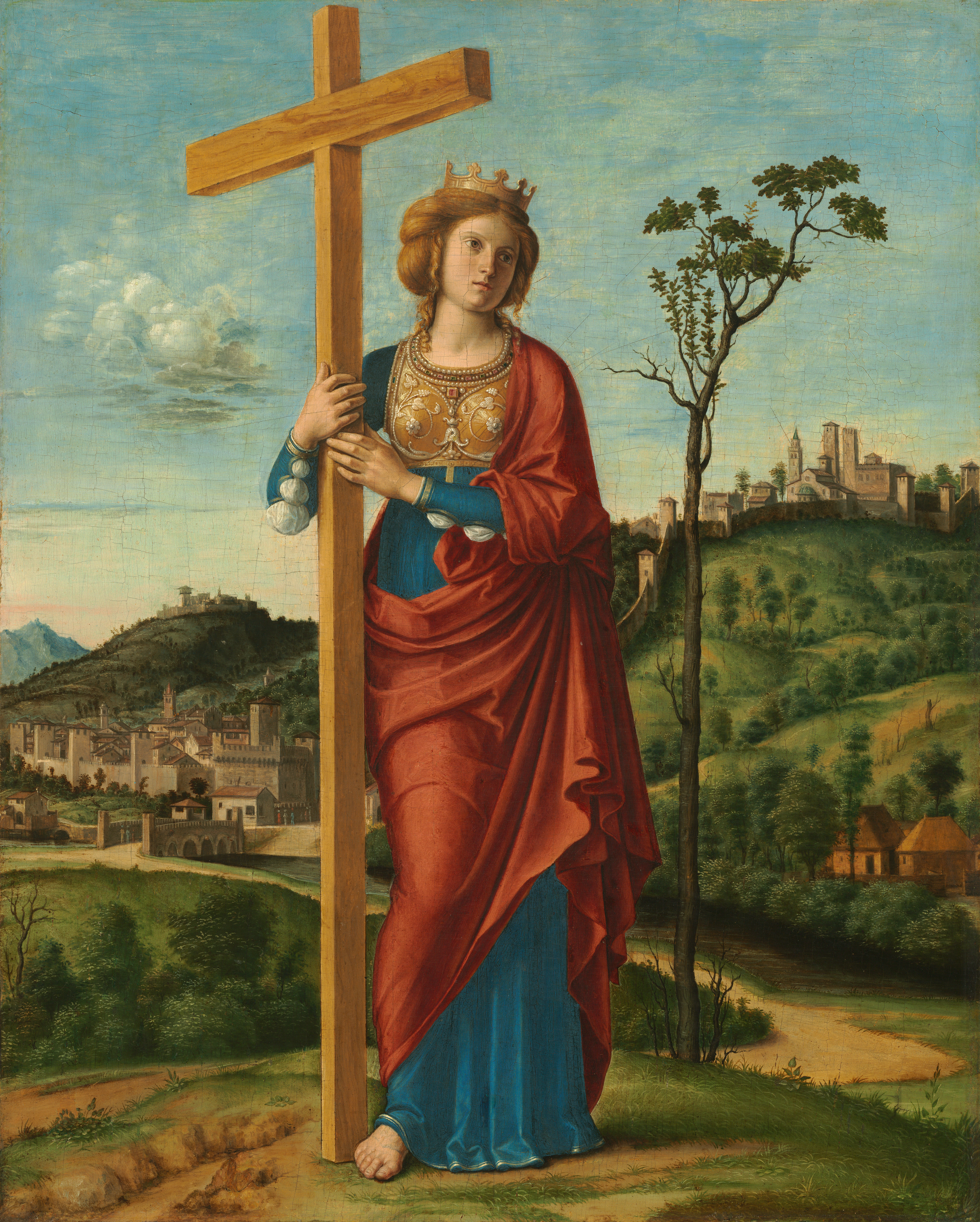
الإمبراطورة هيلانة: غيّر اعتنقها هي وابنها للمسيحية تاريخ العالم.

اعتبرت الكنيسة علاقتها مع مريم العذراء علاقة بنوّة، وهو ما أثر على عدد وافر من الفنانين في صورة مريم العذراء والتي أطلق عليها لقب السيّدة أو مادونا. وكانت موضوعًا محوريًا للفن والموسيقى الغربية والأمومة والأسرة، فضلاً عن ترسيخ مفاهيم التراحم والأمومة في قلب الحضارة الغربية، كما يعتقد عدد وافر من الباحثين منهم آليستر ماكراث؛ وعلى العكس من ذلك، فقد أثرت القصة التوراتية لدور حواء على النظرة للمرأة في المفهوم الغربي بوصفها «الفاتنة».
غير أن الأمر لا يخلو من الانتقادات، إذ إن الكنيسة الكاثوليكية والأرثوذكسية ترفض منح سر الكهنوت للمرأة. ما وجده البعض انتقاصًا من حقوق المرأة ومساواتها؛ عمومًا ذلك لا يمنع التأثير الكبير لها في المؤسسات المسيحية وخاصة في الرهبنات وما يتبع لها من مؤسسات، كما كانت هناك العديد من القديسيات في هذه الكنائس.
لعلّ القديسة هيلانة والدة الإمبراطور قسطنطين والقديسة مونيكا والدة أوغسطينوس، من أكثر النساء تأثيرًا في التاريخ الكنسي، أما في العصور الوسطى تزايدت الأعلام النسويّة البارزة وأدوارها القيادية في الأديرة مثل القديسة كلارا الأسيزي، وحتى سياسيات وعسكريات أمثال القديسة جان دارك «شفيعة فرنسا»، وإليزابيث الأولى ملكة إنكلترا التي ركّزت المذهب البروتستانتي في البلاد والامبراطورة البيزنطية تيودورا والتي بدورها دعمت الأرثوذكسية اللاخليقدونية في الإمبراطورية البيزنطية، أما من مؤسسات المذاهب سطعت إيلين وايت مؤسسة الأدفنتست وماري بيكر إيدي مؤسسة العلم المسيحي. في القرن العشرين، أطلقت الكنيسة الكاثوليكية لقب معلم الكنيسة الجامعة على ثلاثة نساء هنّ القديسة الإسبانية تريزا الإفيلية، وكاترين السينائيّة والراهبة الفرنسية تريزا الطفل يسوع. يُذكر أيضًا الأم تريزا التي نافحت عن العدالة الاجتماعية ورعت مساعدة الفقرات وحازت على جائزة نوبل للسلام.
تعارض المسيحية عددًا من العادات الاجتماعية التي هي في نظرها مذمومة ومنها وأد البنات، والطلاق، وسفاح المحارم، وتعدد الزوجات والخيانات الزوجية وتقوم بمساواة الخطيئة بين الرجل والمرأة. وتتجلى مظاهر المساواة حسب الكنيسة في القوانين الكنيسة وتشريعاتها مع وجود الاختلافات بين الأحوال الشخصية لمختلف الكنائس،  إلا أنها تشترك في عدد من التشريعات مثل قضية الارث حيث يتساوى الرجل والمرأة في حصته من الإرث،  وكذلك في حالتي الطلاق بما فيه فسخ الزواج أو الهجر، حيث يشترك الأب والأم في النفقات وتقاسم الثروات المدخرة بشكل متساوي إلا في بعض الحالات الخاصة،  كما تعطى الحضانة للمرأة، في سنين الطفولة الأولى.

### الأطفال

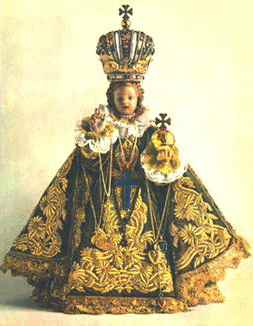
الطفل يسوع براغ.

في العالم القديم، على سبيل المثال في الإمبراطورية الرومانية أو في اليونان القديمة، لم يكن الوأد يعتبر بجريمة وكان يمارس على نطاق واسع. تعددت أسباب اللجوء إلى الوأد منها كتضحية للآلهة أو إذا كان الطفل غير شرعي، أو بحالة صحيّة سيئة، أو ذو عاهة، أو حتى من أنثى، أو إذا شكل عبئًا على الأسرة بشكل عام.
عند ظهور المسيحية رفضت الوأد بشكل قاطع، وذلك استنادًا إلى تعاليم الرسل والديداخي: «لا تقتل من ولدت». لاحقًا شجب آباء الكنيسة هذه الممارسات وكتب عدد منهم مؤلفات مثل ترتليان وأثيناغوراس وغيرهما لشجب هذه المماراسات واعتبروا أن قتل طفل هو «خطيئة شريرة». وفي عام 318 صدر قانون في القسطنطينية يجرم الوأد.
وبعد القضاء على ممارسة الوأد، شهدت القرون الوسطى ولادة أول دور للأيتام كتطوير لما كان يتم خلال تلك المرحلة من ترك الأطفال غير المرغوب فيهم عند باب الكنيسة أو الدير، وكان يكلف رجال الدين لرعايتم وتربيتهم.
كذلك كانت ممارسة وأد الأطفال منشرة في أفريقيا،  وأستراليا،  والإمريكيتين،  وعند مجيء المبشرين المسيحيين شجبوا هذه الممارسات وعملوا على منع قتل الأطفال،  وكانوا العامل الأساسي وراء القضاء على هذه الممارسات بين الشعوب التي دخلت المسيحية.
فيما يخصّ الإجهاض، فمنذ نشوؤها اتخذت المسيحية موقفًا معارضًا للإجهاض، مع أنه لا يوجد أي ذكر له في الكتاب المقدس، إلا أن العقائد أدرجته ضمن فعل القتل المنهي عنه في الوصايا العشر. ويشمل تجريم الإجهاض بدءًا من اللحظة الأولى للتخصيب. أي أنه وبمفهوم الكنيسة العَقدي فإن الجنين يتمتع بكامل حقوق الحياة. لا يزال هذا الموقف، موقف غالبية الطوائف المسيحية وتشجع على الإنجاب، تاركة أيّاه لتقدير الزوجين، وتراه «هبة إلهية».
حتى القرن التاسع عشر كانت غالبية الدول ذات الأكثرية المسيحية لا تسمح بإجراء عمليات إجهاض،  غير أنه ومع تكاثر انتشار الظاهرة تزامنًا مع فصل الدين عن الدولة، أخذت القوانين المؤيدة له تنتشر في العالم الغربي، إلا أن ذلك لم يطو الجدل حول هذه القضية.

### العبيد

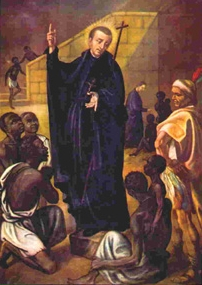
القديس بيتر كلافير عمل من اجل تحرير العبيد.

قبلت الكنيسة مبدئيًا العبودية كجزء من النسيج الاجتماعي للمجتمع الروماني، وحضّت على المعاملة الإنسانية للعبيد وطالبت العبيد على التصرف بشكل مناسب تجاه أسيادهم. خلال القرون الوسطى، تغير هذا الموقف فعارضت الكنيسة استعباد المسيحيين؛ ومع نهاية العصر الوسيط، كانت ظاهرة الرق في أوروبا قد اندثرت، ثم بداية عصر الاستكشاف ازدهرت تجارة العبيد في المستعمرات الأوروبية وترافق ذلك مع إساءة المعاملة. أصدر العديد من الباباوات أبرزهم بولس الثالث منشورات بابوية تدين إساءة معاملة الأمريكيين الأصليين المستعبدين، إلا أنها قد تجوهلت. في عام 1537 أصدر البابا بولس الثالث منشورًا ثوريًا يدعو فيه إلى احترام السكان الأصليين وحقوقهم معلنًا أنهم بشر،  وفي عام 1839 ندد البابا غريغوري السادس عشر جميع اشكال الرق.
لقد عرف عن الجيش الأسباني بالقسوة في تعامله مع السكان الاصليين في اميركا اللاتينية، مما جعل المبشرين الكاثوليك يعملون لمكافحة قوانين استعباد الهنود الحمر. ولعب عدد من الرهبان أدوارًا مهمة في الدفاع عن حقوق العبيد والسكان الأصليين وأدت جهودهم في الدفاع عن حقوق العبيد إلى نقاش حول طبيعة حقوق الإنسان في الفكر الغربي،  وولادة القانون الدولي المعاصر. فمثلا بارتولومي دي لاس كاساس كانت له مساعي حثيثة لرفع الظلم الذي وقع على السكان الأصليين بعد الغزو الإسباني، وكذلك تصدى الراهب فرانشيسكو دي فيريتا لقوانين العبودية وللانتهاكات التي ارتكبتها السلطات الأسبانية ضد الهنود الحمر.

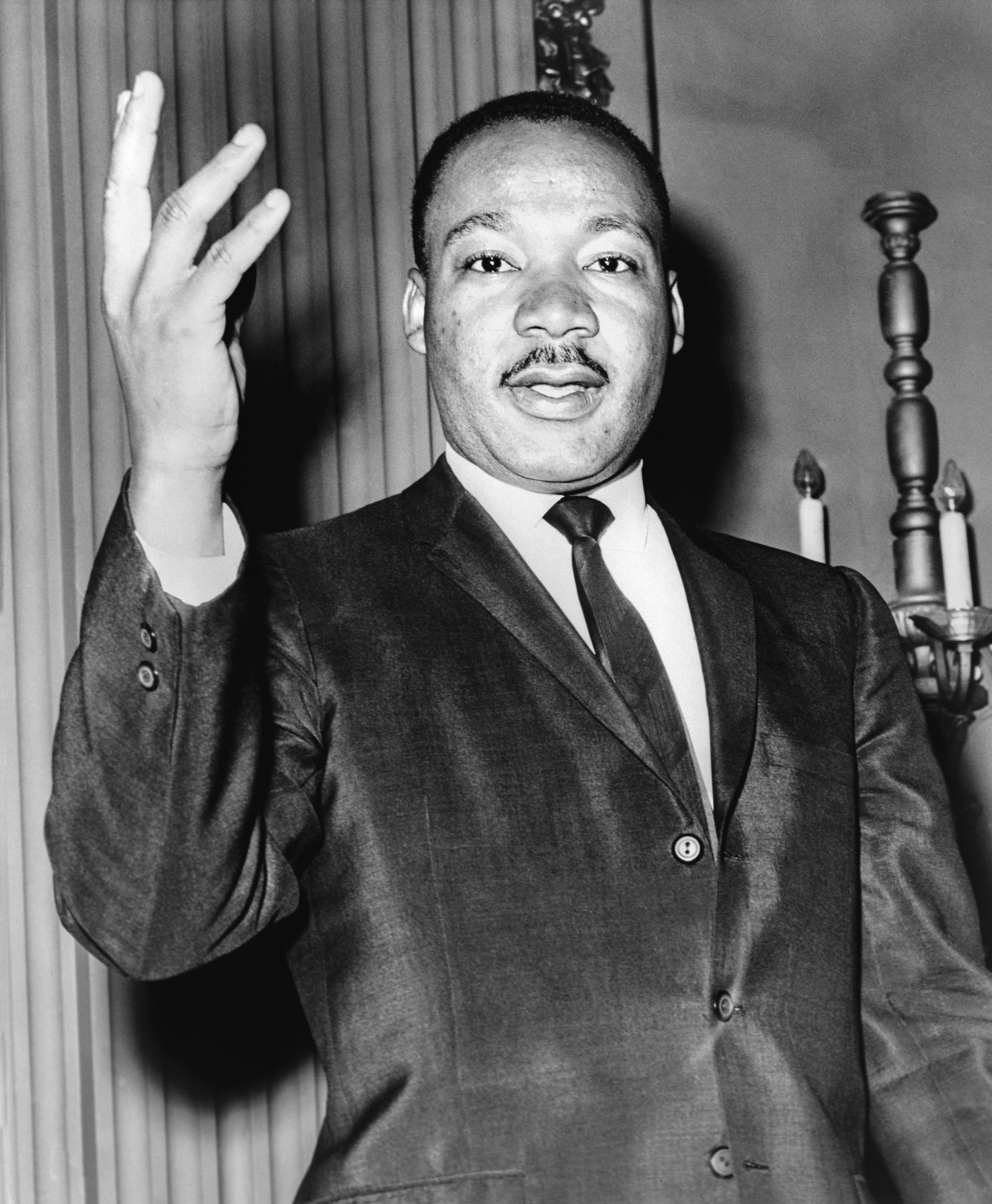
مارتن لوثر كينغ، قس وناشط سياسي إنساني، من المطالبين بإنهاء التمييز العنصري.

بحلول نهاية القرن التاسع عشر كانت القوى الأوروبية قد تمكنت من السيطرة على معظم المناطق الداخلية الأفريقية، وقد لحقهم بعد ذلك المبشرين المسيحيين فقاموا ببناء المدارس والمستشفيات والكنائس والأديرة،  وكان للمؤسسات المسيحية دور في تثقيف ونحسين المستوى التعليمي والطبي للأفارقة.
يجادل رودني ستارك العالم في علم اجتماع الدين في كتابه «لمجد الله»، أن المسيحية بشكل عام والبروتستانتية بشكل خاص، ساعدت على إنهاء الرق في جميع أنحاء العالم،  ويشاركه في ذلك أيضًا لامين سانه المؤرخ في جامعة ييل،  إذ يشير هؤلاء الكتّاب إلى أن المسيحيين كانوا ينظرون إلى الرق بأنه خطئية ضد الإنسانية وفق معتقداتهم الدينية.
وفي أواخر القرن السابع عشر بدأت الطوائف البروتستانتية مثل القائلون بتجديد عماد في انتقاد الرق. العديد من الانتقادات المماثلة وجهت أيضًا من قبل جمعية الأصدقاء الدينية، المينونايت، والاميش ضد الاسترقاق، لعلّ كتاب هيريت ستاو «كوخ العم توم»، والذي كتبته «وفقًا لمعتقداتها المسيحية» في عام 1852، أحدث صدىً عميقًا في انتقاد الرق. وكانت جمعية الأصدقاء الدينية من أولى المؤسسات الدينية المناهضة للعبودية، كما لعب أيضًا جون ويسلي، مؤسس الميثودية، دورًا في بدء حركة التحرير من العبودية كحركة شعبية.
بالإضافة إلى المساعدة في التحرير من العبودية من قبل الطوائف البروتستانتية والكاثوليكية، فقد بذل عدد من المسيحيين مزيد من الجهود نحو تحقيق المساواة العرقية، والمساهمة في حركة الحقوق المدنية. فمنظمة الأميركيين الأفارقة تذكر الدور الهام للحركات الاحيائية المسيحية في الكنائس السوداء التي لعبت دور هام وأساسي في حركة الحقوق المدنية. ولعل أبرز المسيحيين ممن لعبوا دور في حركة الحقوق المدنية مارتن لوثر كينغ، وهو قس للكنيسة المعمدانية، وزعيم حركة الحقوق المدنية الإميركية ورئيس مؤتمر القيادة المسيحية الجنوبية، وهي منظمة مسيحية تنادي بالحقوق المدنية.

## الزواج وحياة الأسرة

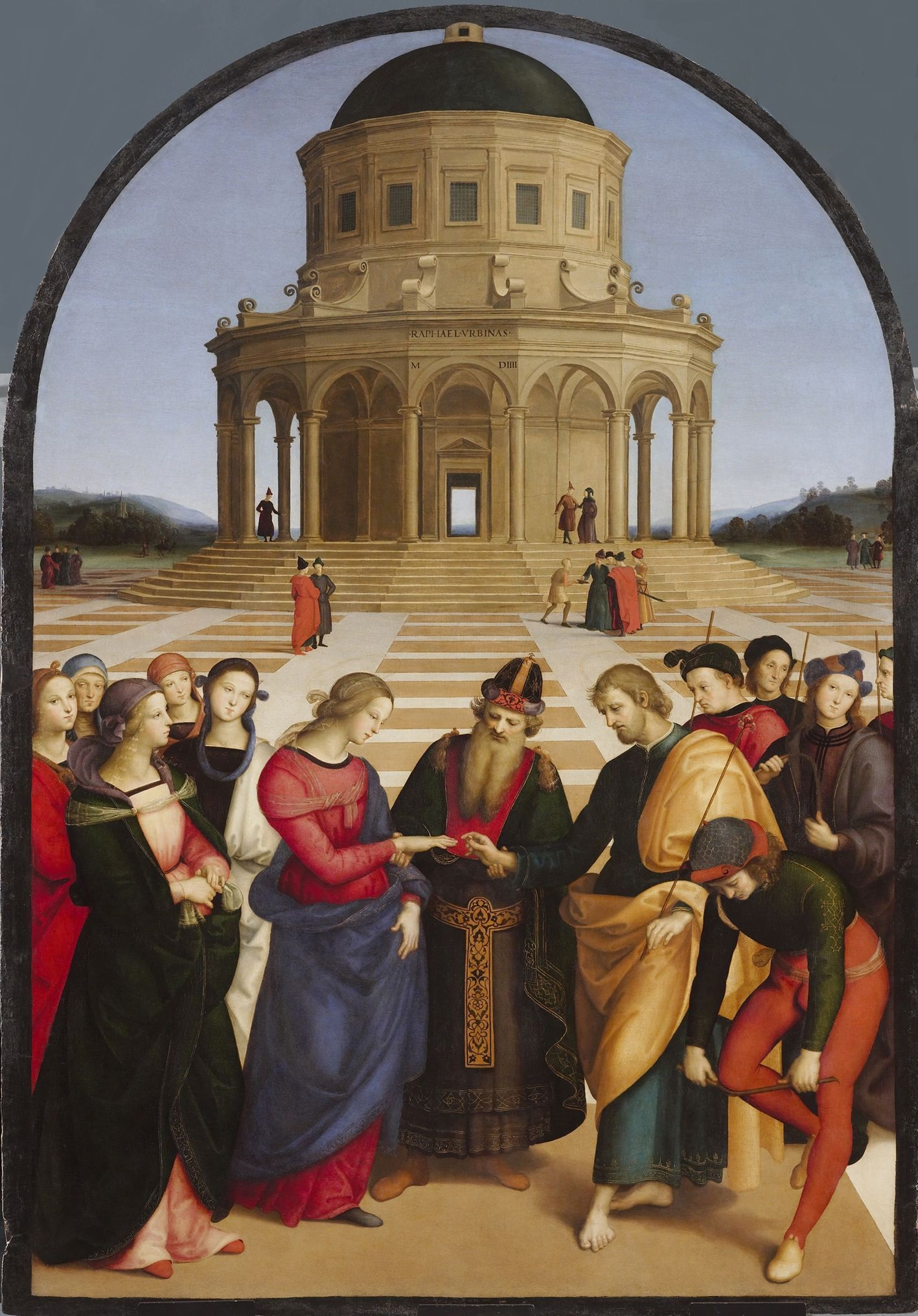
لوحة زواج مريم العذراء من القديس يوسف بريشة رفائيل.

هنري الثامن ملك إنجلترا صاحب أشهر قضية طلاق في التاريخ الغربي.

لقد رفعت المسيحية من قيمة الزواج والاسرة فبحسب تعاليم الكنيسة تعتبر الأسرة الوحدة المركزية للمجتمع المسيحي،  وهي في المفهوم المسيحي كنيسة صغيرة،  وقد اهتمت الكنيسة بالزواج واعتبرته سرًا من الأسرار السبعة المقدسة وذلك لكونه يشكل أساس العائلة، بحيث يصبح به الزوجان جسدًا واحدًا. كما ويحضّ الكتاب المقدس على صلة الرحم والقرابة والعلاقات الأسرية. فضلًا عن آيات تدعو إلى تدعو إلى طاعة الوالدين والإحسان إليهما.
خلال عصر الاضطهاد، تميز المسيحيين بالتماسك والترابط الأسري والاجتماعي فمثلاً، يعلن إريك كاوفمان أن المسيحيين طوروا نظامًا اجتماعيًا فعالاً على ضوء الإنجيل، فعلى عكس الوثنيين فإن المسيحيين كانوا يعتنون بمرضاهم خلال فترات انتشار الأوبئة إلى جانب عنايتهم بالمعاقين والعجزة، فضلاً عن التشديد على أهمية إخلاص الذكور في الزواج ووحدانية هذا الزواج، ما خلق نوعًا من العائلة المستقرة التي افتقدها المجتمع الروماني وجعل المؤمنات الجدد في ظل هذا الاستقرار يلدن ويربين عددًا أكبر من الأطفال،  إضافة إلى وجود حياة اجتماعية مميزة فيما بين أعضاء الجماعة الواحدة ومساعداتهم الدائمة لبعضهم البعض.
ظهر أثر المسيحية في تنظيم الأسرة، فقد تلاشت أو كادت تتلاشى في العصر البيزنطي سلطة رب الأسرة. حيث اعترف القانون للابن بقدر من الشحصية القانونية، وحرّم على الأب قتل أبناءه وحلّ محله التأديب وأصبح كل من حق الإرث والنفقة قائمًا على صلة الدم سواء سواءً عبر علاقة تعتبرها الكنيسة شرعيّة أما لا، وجعل مدة العدّة كاملة للمرأءة الأرملة. وكانت كتابات العهد الجديد وآباء الكنيسة قد حددت دور كل فرد من أفراد الأسرة وخصصت لهم حقوق وواجبات معينة: فالأب هو المسؤول الرئيس عن حفظ ورعاية العائلة،  والأم بدورها الاحترام والعناية بالأسرة ومساعدة زوجها، كما وعلى الأبناء احترام وإكرام الوالدين.
ومن جهة أخرى استحدث القانون الروماني كثيرًا من مبادئ، في نظام الأسرة، من تأثير المسيحية. من ذلك موانع الزواج التي أدخلت في العصر البيزنطي مثل تحريم الزواج بين المسيحيين وغير المسيحيين وذلك استنادا إلى الكتاب المقدس،  وبين الفتاة والرجل الذي تولى تعميدها لأنه يعتبر أبًا روحيًا لها، وإعطاء المرأءة الحق في التبني إذا لم يكن لها أولاد، ونظام منح البنوة الشرعية أو تصحيح النسب.

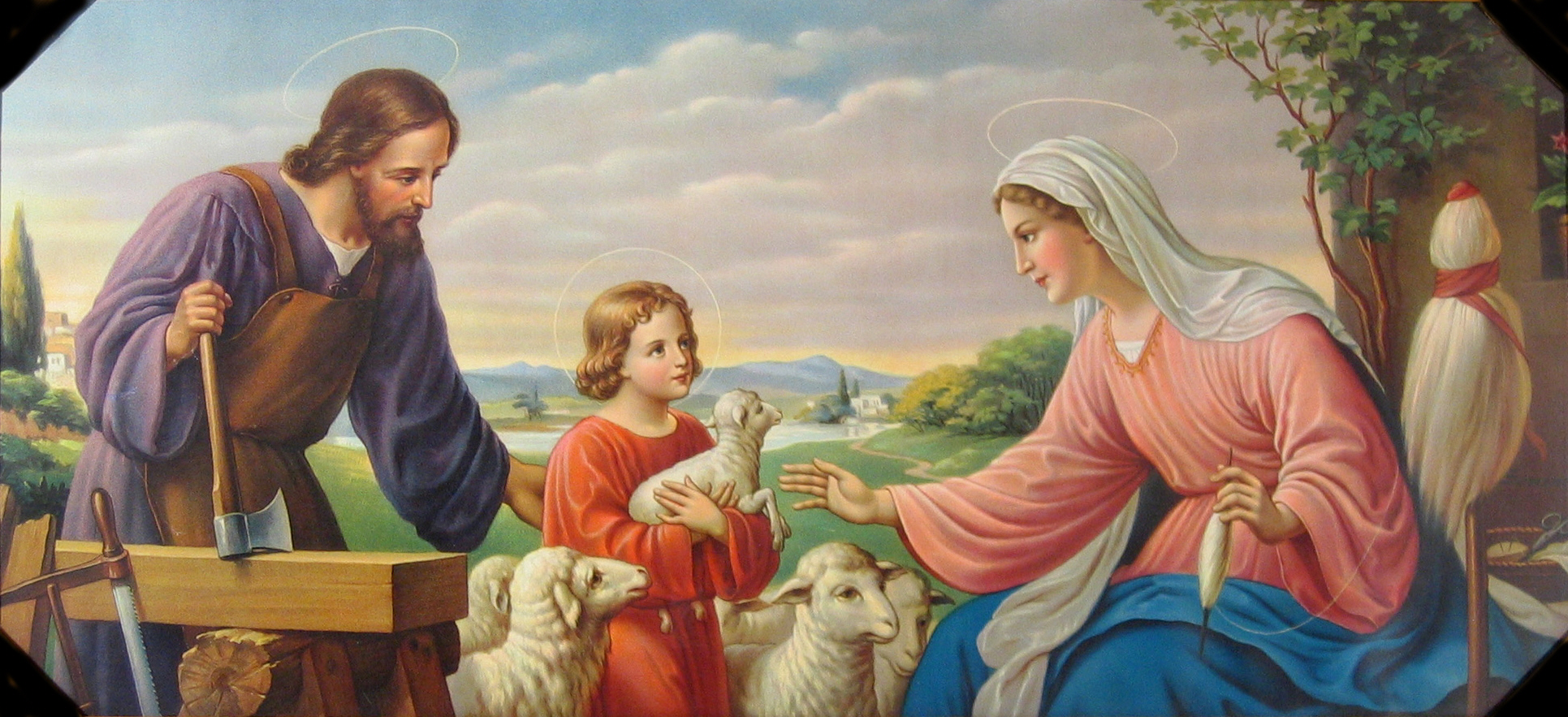
العائلة المقدسة، تدافع الكنيسة عن قيم العائلة التقليدية.

تنظر المبادئ المسيحية للزواج على أنه علاقة أبدية. لذلك من الصعب الحصول على الطلاق نظرًا لكون الزواج عقدًا غير منحل،  فقد فيّد القانون الكنسي حق الطلاق بعدة قيود لكن لم يصل إلى إلغائه، وظهرت أوضاع أخرى من التسهيلات كفسخ الزواج أو الهجر. ولعل إحدى أشهر قضايا الطلاق في التاريخ الغربي قضية طلاق هنري الثامن ملك إنجلترا من كاثرين أراغون عام 1534 ما أدى إلى تأسيس الكنيسة الأنجليكانية وذلك بعدما رفض البابا ترخيص طلاقه. تاريخيًا كانت القوانين الغربية تمنع الطلاق ولم يتغير ذلك الا مع بداية فصل الدين عن الدولة واستحداث الزواج المدني. كانت إحدى اخر الدول التي تمنع الطلاق مالطا وذلك حتى عام 2011. علمًا أن عددًا من الكنائس البروتستانتية تسمح بالطلاق التوافقي بين الشخصين، إذ لا تر به سرًا.
تبدو المسيحية أكثر تعقيدًا للزواج بين الأقارب بالنسبة للديانتين اليهودية والإسلام وإن كان هناك تفاوت ملحوظ بين مختلف المذاهب المسيحية الفرعية، 
عمومًا لا يجوز زواج أبناء العمومة المباشرين إلا بعد إذن خاص من السلطات الروحية العليا، ولظروف قاهرة. ولعلّ بعض الطوائف البروتستانتية هي الأكثر تساهلاً في هذا الخصوص.

### العادات الجنسية

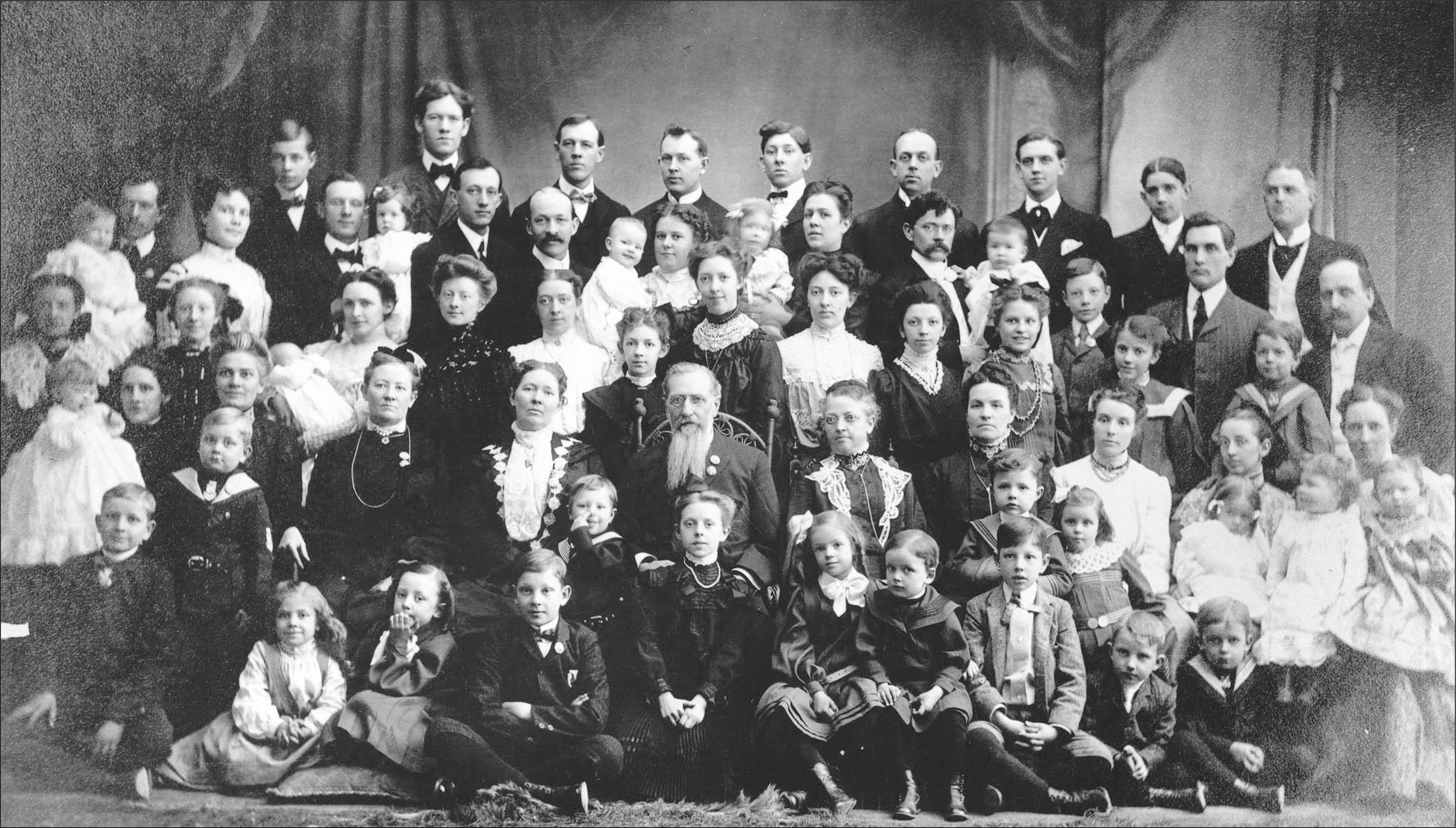
عائلة جوزيف سميث مؤسس كنيسة يسوع المسيح لقديسي الأيام الأخيرة وهي إحدى الطوائف المسيحية التي تمارس تعدد الزوجات.

أدان آباء الكنيسة في وقت مبكر من تاريخ المسيحية تعدد الزوجات، والمثلية الجنسية، الزنا وسفاح المحارم. كما ورفعت الكنيسة من شأن البتولية وأهميتها.
لا يعتبر تعدد الزوجات شكلاً من أشكال الزواج المقبولة داخل المسيحية، ففي العهد الجديد دعى يسوع إلى وحدانية الزواج،  وترفض اليوم معظم الطوائف المسيحية تعدد الزوجات. وان كانت هناك بعض الطوائف التي تمارس تعدد الزوجات مثل المتشددين من المورمون. وقد كان لنظرة الكنيسة حول وحدانية الزواج أثر في القوانين الغربية، فغالبية الدول الغربية لا تعترف قوانينها بأي تعدد للزوجات.
عام 360 جرّم الإمبراطور ثيودوسيوس الأول المثلية الجنسيّة، استنادًا إلى إدانة العهد الجديد لها. وتمّ من بعد ذلك تطبيق عقوبات بحق المثليين،  واستمر الوضع على ما هو عليه حتى عام 1861 مع بداية فصل الدين عن الدولة.
لا تزال الكنيسة الكاثوليكية،  والكنائس الأرثوذكسية،  وغالبية الكنائس البروتستانتية تدين المثلية الجنسية، وتنظر إلى الممارسة الجنسية المثلية على أنها خطيئة.
والكنيسة الكاثوليكية تمنع منح سر الكهنوت للمثليين، ولا تسمح للمثليين من الرجال والنساء دخول سلك الرهبنة.
تمنع الكنيسة الكاثوليكية زواج الكهنة، مع وجود استثناء في الكنائس الكاثوليكية الشرقية شرط أن يتم قبل نيل السر،  وينذر الرهبان نذر العفة أي البتولية إلى جانب الطاعة والفقر. بينما تسمح الكنائس الأرثوذكسية الشرقية والمشرقية في زواج الكهنة وتفرض البتولية على الرهبان وحدهم، وكذلك حال الكنائس البروتستانتية التقليديّة، أما البروتستانتية الغير تقليدية فلا يوجد لديها سر كهنوت من الأساس.

## السياسة والقانون

### من عصر الاضطهاد إلى الديانة الرسمية

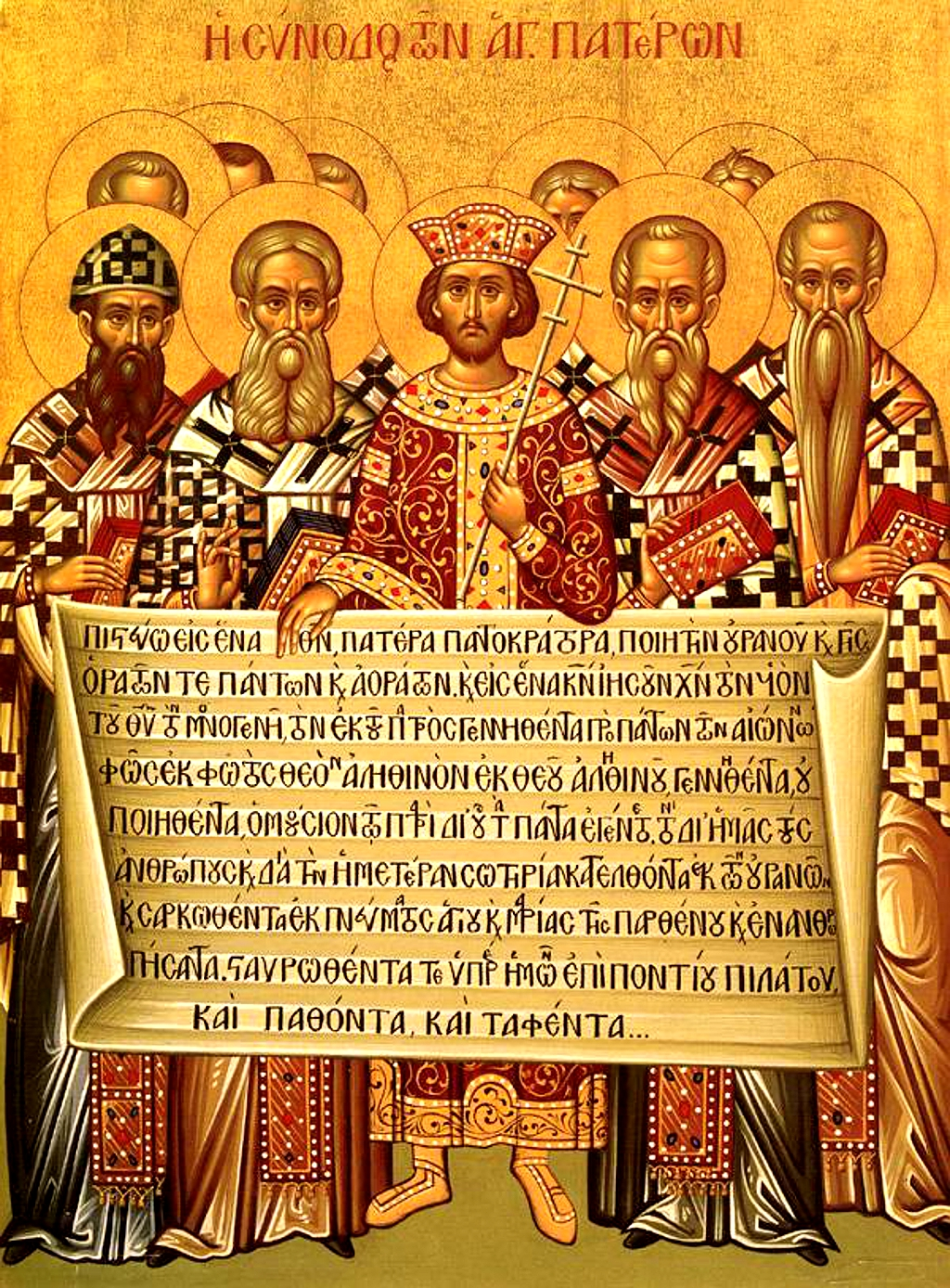
أيقونة بيزنطية تظهر قسطنطين الأول محاطًا بالبطاركة والأساقفة في مجمع نيقية الأول ويمسكون قانون الإيمان الذي صاغة المجمع.

شكلت حياة وتعاليم يسوع والتي مصادرها الرسميّة الكتاب المقدس أساس عقيدة المسيحية، وأحد أهم المؤثرات على الحضارة الغربية بمختلف فروعها،  سيّما الوصايا العشرة.
واجه المسيحيون اضطهادات شتى من قبل الإمبراطورية الرومانية وذلك من عام 58 حتى 312 بسبب رفضهم الاعتراف بعبادة الأباطرة. ومع ذلك، فإن الدين المسيحي، انتشر عن طريق الكنيسة والتجار والمبشرين في أنحاء العالم القديم، ونمت المسيحية بسرعة إن كان في الحجم والتأثير.
أنهى مرسوم الإمبراطور قسطنطين المسمى في التاريخ باسم مرسوم ميلانو عام 313 مرحلة الاضطهادات وشكل اعتناقه للمسيحية نقطة تحول هامة في التاريخ. وبعد المرسوم المذكور سنّ قوانين وسياسات بما يتفق مع المبادئ المسيحية؛ فجعل يوم الأحد عطلة رسميّة بالنسبة للمجتمع الروماني، وشرع في بناء الكنائس قبل أن يعلن المسيحية دينًا للإمبراطورية ويترأس مجمع نيقية عام 325.
ومع ازدياد السكان والثروة في الامبراطورية الرومانية الشرقية أدى إلى إنشاء قسطنطين لمدينة القسطنطينية لتكون عاصمة للامبراطورية البيزنطية، وغدت مركز حضاري سيّما بالنسبة للمسيحية الشرقية ومقر بطريركية القسطنطينية المسكونية وبالتالي ظهرت منافسة سياسية بين بطريرك القسطنطينية والبابا في روما حول زعامة العالم المسيحي، وكان حصار روما من قبل القوط الغربيين والوندال في عام 410 وفي عام 455 قد صعّد من أجواء المنافسة. على الرغم من التواصل الثقافي والتبادل بين الشقيّن الشرقي والغربي للإمبراطورية الرومانية، فإن تاريخ المسيحية وكل من المسيحية الشرقية والغربية أخذت مسار ثقافي متباين، مع الانشقاق العظيم بين الكنيسة الكاثوليكية والكنيسة الأرثوذكسية الشرقية عام 1054.

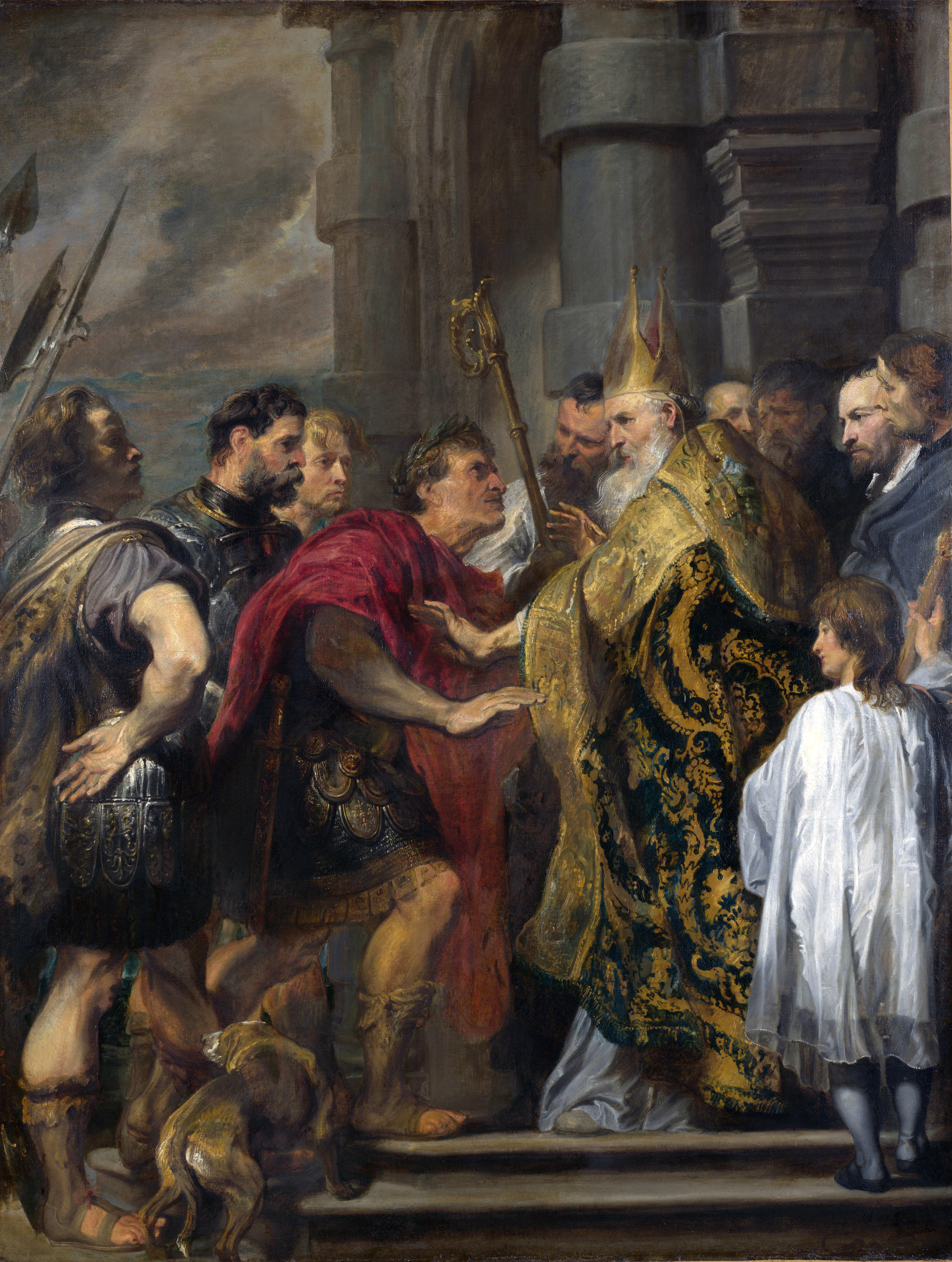
إمبروسيوس والإمبراطور ثيودوسيوس الأول، بريشة انطوني فان ديك.

وقد تجلى تحول المسيحية من طائفة هامشية، إلى قوة رئيسة داخل الإمبراطورية من تأثير إمبروسيوس أسقف ميلانو. وهو أحد معلمي الكنيسة الجامعة وواحد من أكثر الشخصيات الكنسية تأثيرًا في القرن الرابع، أصبح إمبروسيوس لاعب في السياسة الإمبراطورية، ويتودد لنفوذه المتنافسون على العرش الامبراطوري. عندما أمر الإمبراطور ثيودوسيوس الأول بمذبحة عقابية ضد الآلاف من المواطنين في سالونيك، منعه إمبروسيوس من دخول الكنيسة وقبول سر القربان حتى يقدم توبة وكفارة عمليّة وعلنيّة ويصلح ما أمكن من آثار هذه المذابح. وهو ما كان بداية سيطرة الكنيسة على الحياة السياسية في أوروبا. عام 543 قام الإمبراطور جستينيان الأول بجمع القوانين بما يتلائم مع تعاليم المسيحية والتي دعيت بقانون جستينيان تم ذلك بمساعدة من رجال دين مسيحيين وقد عُرف عن هذه المجموعة أنها من أكبر الإسهامات الرومانية في مجال الحضارة،  هيمنت هذه القوانين على العالم الأرثوذكسي لعدة قرون، ولا تزال الكنائس المسيحية الشرقية تُطبق قانون جستنيان في مسائل الأحوال الشخصية.
بعد سقوط روما أصبحت البابوية مصدر استمراري للسلطة وسيطرت على المسائل العسكرية؛ قام البابا غريغوري الكبير بإصلاحات صارمة في إدارة الكنيسة، وبرز كمحامي روماني ومسؤول، وراهب، ومثل التحول من الكلاسيكية إلى آفاق القرون الوسطى، وكان أبًا لكثير من الهياكل التابعة للكنيسة الكاثوليكية في وقت لاحق. وفقًا للموسوعة الكاثوليكية، فإنه تطلع إلى الكنيسة والدولة كوحدة مشتركة، ولكنها عملت في مجالين متميزين، الكنسية والعلمانية والإكليريكية، وبحلول وقت وفاته، كانت البابوية قوة عظمى في إيطاليا:
ارتبطت أيضًا بعض الكنائس المسيحية الشرقية في السياسية، فمثلًا حصلت كل من السلالة السليمانية في إثيوبيا وأسرة بجرتيوني في جورجيا على الشرعية من كنيسة التوحيد الأرثوذكسية الإثيوبية والكنيسة الجورجية الرسولية الأرثوذكسية، باعتبارهم من سلالة الملك داود وسليمان،  فأرتبطت الكنيسة والدولة ارتباطًا وثيقًا في كل من إثيوبيا وجورجيا.

### القرون الوسطى

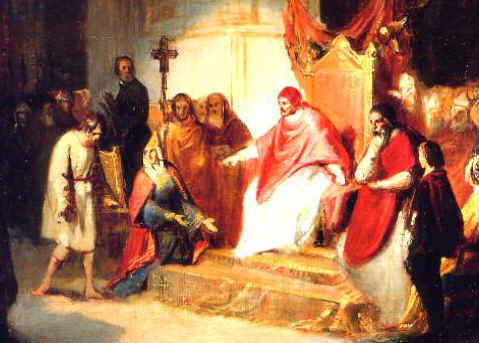
هنري الرابع والبابا غريغوري السابع في كانوسا 1077، بريشة ايمانويل كارلو.

بحلول القرن الحادي عشر من خلال جهود غريغوري السابع، نجحت الكنيسة بتأسيس واعلان نفسها بأنها «كيان مستقل من الناحية القانونية والسياسية داخل المسيحية الغربية». مما أتاح للكنيسة قوة سياسية وتأثير كبير على المجتمع الغربي؛ وكانت قوانين الكنيسة وتشريعاتها القانون النافذ ويمتد تأثيرها إلى السلطات القضائية وحياة والشعوب في جميع أنحاء أوروبا، مما أتاح لها سلطة بارزة. ومن خلال نظام المحاكم الخاص بها، احتفظت الكنيسة الولاية على جوانب كثيرة من الحياة العادية، بما في ذلك الميراث، والتعليم، والوعود شفوية، وخطاب القسم، والجرائم الأخلاقية، والزواج. وباعتبارها واحدة من أقوى المؤسسات في العصور الوسطى، فقد انعكست المواقف الكنيسة على القوانين العلمانية الحديثة.
كانت الكنيسة الكاثوليكية في القرون الوسطى أقوى مؤسسة في أوروبا وأكثر عالميّة وديموقراطيّة، خصوصًا في المنظمات الرهبانية التي تتبع قوانين القديس بندكت. وغدت الأديرة الملجأ الثقافي والعلمي في أوروبا، وإليها لجأت مختلف النُخب لتبرز في الآداب والعلوم وغيرها من الثياب الرهبانيّة أو الأسقفيّة، ولعلّ نشاط دير كلوني أحد أبرز علائم تلك المرحلة.
في كثير من الأحيان خلال العصور الوسطى تم استبعاد النساء من الحياة السياسية والتجارية، ومع ذلك كانت الحياة الرهبانية استثناء لذلك الاستبعاد. فرؤساء الأديرة والمنازل الرهبانية من الإناث كان لهنّ تأثير يكاد يساوي تأثير رؤساء الأديرة من الذكور. «لقد عوملن مثل الملوك والأساقفة، وأعظم البارونات وعلى قدم من المساواة الكاملة، وكنّ حاضرات في جميع الاحتفالات الدينية والوطنية المهمة، وعرفنّ في إخلاصهن للكنيسة، وعوملن مثل الملكات، وشاركن في المجالس والمداولات الوطنية».
ومع ازدياد شعبية الإخلاص لمريم العذراء، أم يسوع، كان له الفضل في جعل قيمة الأمومة قيمة مركزية في المجتمعات الأوروبية. وقد كتب كتب كينيث كلارك أن تكريم العذراء في أوائل القرن الثاني عشر: «قد علمت البرابرة ذوي الطباع الصارمة والقاسية فضائل الحنان والرحمة».
طبعت تلك المرحلة الاعتراف بفرنسا كأول دولة حديثة تعترف بها الكنيسة، وأُطلق عليها لقب «الابنة الكبرى للكنيسة»؛ وقد تم الاعتراف بكلوفيس الأول ملك الفرنجة، من قبل البابوية باعتباره حامي مصالح روما. وتبعًا لذلك، حمل ملوك فرنسا لقب ملك المسيحية (باللاتينية: Rex Christianissimus).

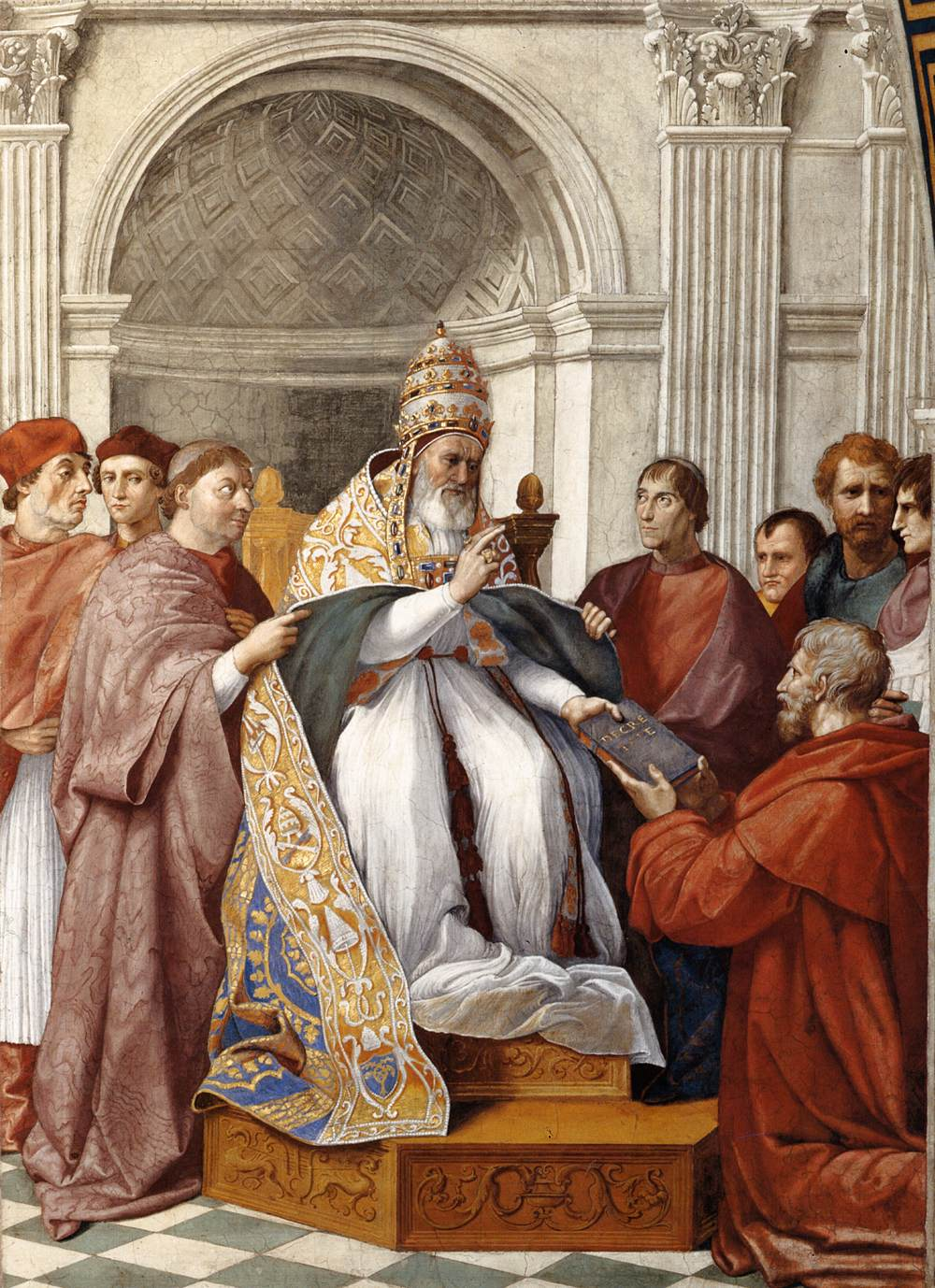
البابا غريغوري الكبير والذي جعل من البابوية مؤسسة سياسة بارزة.

أصبح شارلمان إمبراطور الإمبراطورية الرومانية المقدسة، غزا البلدان المنخفضة، وشمال ووسط إيطاليا وفي عام 800 توّج البابا ليون الثالث شارلمان إمبراطورًا للإمبراطورية الرومانية المقدسة. شهد تنصّر ستيفين الأول ملك المجر مرحلة تاريخيَّة هامة لدول أوروبا الوسطى، حيث يعتبر أول ملك للمجر (1000-1038). وقد عمل على نشر وترسيخ المسيحية بشكل كبير في المجر، سلوفاكيا، ترانسيلفانيا، كرواتيا وشمال صربيا.
خلال القرون الوسطى كانت القوى المؤثرة على الصعيد السياسي في المجتمع الغربي هي: النبلاء ورجال الدين والملوك، وقد نتج عن ذلك صراع في بعض الأحيان بينهم. وكانت سلطة الباباوت قوية بما يكفي لتحدي سلطة الملوك. ولعلّ نزاع التنصيب أهم صراع بين الكنيسة والدولة في أوروبا خلال القرون الوسطى. إذ تحدت مجموعة من الباباوات سلطة الملكيات في السيطرة على التعيينات لمسؤولين عن الكنائس مثل الأساقفة ورؤساء الأديرة. سيّما بلاط الامبراطور فريدريك الثاني، ومقره في جزيرة صقلية، إذ واجه توتر وخصومة ومنافسة مع البابوية من أجل السيطرة على شمال إيطاليا. وكانت أحد أسباب فترة بابوية أفينيون خلال الأعوام 1305 حتى 1378 الصراع بين البابوية والتاج الفرنسي.
في عام 1054 وبعد قرون من العلاقات المتوترة، وقع الانشقاق العظيم وقسم العالم المسيحي بين الكنيسة الكاثوليكية وتركزت في روما وسادت في الغرب، والكنيسة الأرثوذكسية الشرقية، والتي تركزت في القسطنطينية، عاصمة الامبراطورية البيزنطية. وكان نظام الحكم في القسطنطينية مركز الأرثوذكسية الشرقية، نظام ثنائي في قيادة الكنيسة بين الاباطرة البيزنطيين وبين البطاركة، فوظيفة الإمبراطور البيزنطي حماية الكنيسة الشرقية وإدارة إدارتها بواسطة ترأس المجامع المسكونية وتعيين البطاركة وتحديد الحدود الإقليمية لولايتها. ولا يستطيع بطريرك القسطنطينية أن تولي منصبه إذا لم يحصل على موافقة الإمبراطور. وقد عارض بشدة عدد من آباء الكنيسة الشرقيين مثل يوحنا ذهبي الفم بطريرك القسطنطينية وأثناسيوس بطريرك الإسكندرية، سيطرة الأباطرة البيزنطيين على الكنيسة الشرقية.
في عام 1095 دعا البابا أوربان الثاني إلى الحروب الصليبية من أجل استرداد الأرضي المقدسة من الحكم الإسلامي، بعدما منع السلاجقة المسيحيين من زيارة الأماكن المقدسة حسب العقائد المسيحية في فلسطين وهدم كنيسة القيامة. وعلى الرغم من النجاح الأولي من الحملة الصليبية الأولى، فقد انتهت الحملات في نهاية المطاف بالفشل بعد نحو قرنين من التواجد في المشرق.
أُنتج في هذه الفترة فن فيه مزيدًا من الإسراف وفنون العمارة، وظهر أيضًا من نادى بالبساطة الحميدة من مثل فرنسيس الأسيزي، والملحمة الشعرية الكوميديا الإلهية لدانتي. ومع ازدياد نمو قوة وثراء الكنيسة، سعى الكثير من أجل إصلاح الكنيسة. مثل الدومينيكان والفرنسيسكان والتي شددت على الفقر والروحانية.

### من عصر النهضة إلى اليوم

اقتحام سجن الباستيل، كان للثورة الفرنسية دور في القضاء على النفوذ الديني.

شهدت مرحلة عصر النهضة الاصلاح البروتستاني في ألمانيا على يد مارتن لوثر،  إذ انتقد مارتن لوثر الفساد في الكنيسة الكاثوليكية وفي مقدمة ما انتقد قضية صكوك الغفران، وشراء بعض المناصب العليا في الكنيسة والمحسوبية إضافة إلى ظهور ما يشبه «عوائل مالكة» تحتفظ بالكرسي الرسولي مثل آل بورجيا. ظهرت فيما بعد عدد من المذاهب البروتستانتية والتي ارتبطت مع الدولة التي نشأت بها، مثل المذهب اللوثري في النرويج والدنمارك والكنيسة الأنجليكانية في إنكلترا حيث يكون الملك رأس الكنيسة،  فهي تجعل من الملك رئيسًا لهذه الكنيسة بدلاً من البابا، وغالبًا ما تكون سلطة الملك فخرية في حين يتولى رئيس أساقفة معين من قبل الملك شؤون الإدارة الفعلية. ونجح جان كالفن مؤسس الكالفينية بتشكيل حكومة ثيوقراطية في جنيف عرفت بنظامها المتشدد، إذ اعتبر كالفن الكتاب المقدس بأنه المرجعية الأولى ذات الشرعية والسلطة والتي يجب أن تخضع لها السلطات الأرضية. كما أسس الراهب الدومينيكاني جيرولامو سافونارولا حكومة ثيقراطية في فلورنسا مميزًا أيّاها بأنها «جمهورية مسيحية ودينية» بعد صراع مع آل ميديشي وانتقال السلطة إليه.
عام 1453 استطاعت الدولة العثمانية فتح القسطنطينية وسقطت الإمبراطورية البيزنطية،  وتحول ثقل الكنيسة الأرثوذكسية إلى روسيا؛ وروسيا كانت الكنيسة الأرثوذكسية مؤسسة قوية، فقد أعاد الأباطرة الروس من أسرة رومانوف الثنائية التقليدية في قيادة الكنيسة بينهم وبين البطاركة،  وأصبحت روسيا قائدة العالم الأرثوذكسي.
وظهر في هذه الفترة مبدأ «الحق الإلهي» من قبل الملوك لتبرير الحكم المطلق، ومن هؤلاء لويس الرابع عشر الذي زعم أن سلطته الممنوحة له من الله لا حقّ لأحد من رعاياه حدها. كما حاول جيمس الأول وتشارلز الأول، ملوك إنجلترا، استيراد هذا المبدأ وعليه نمت المخاوف بأن تشارلز الأول بصدد تأسيس حكم استبدادي، وتمخضت
تلك المخاوف باندلاع الحرب الأهلية الإنجليزية. كما وصل رجال دين مناصب هامة وخطيرة في الدول الأوروبية مثل الكاردينال ريشيليو الذي كان وزير الملك الفرنسي لويس الثالث عشر والكاردينال جول مازاران وكان رئيس الوزراء في عهد لويس الرابع عشر.

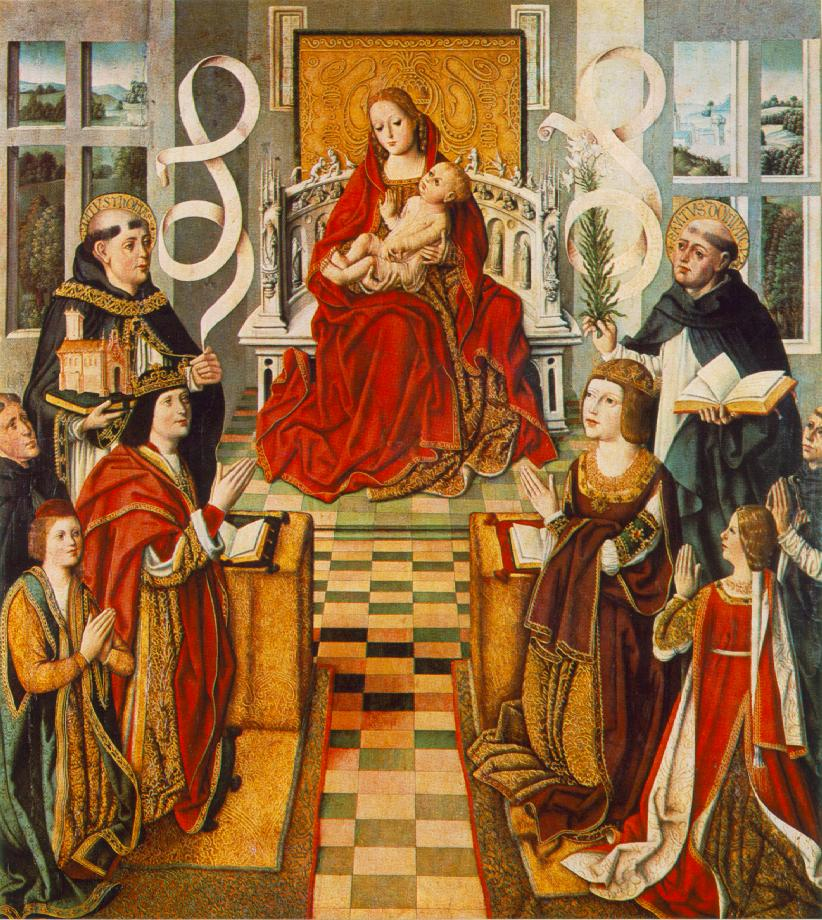
الملكان الكاثوليكيان، فرناندو الثاني والملكة إيزابيلا الأولى.

خلال القرن الثامن عشر نضجت الأفكار القومية والإلحادية في أوروبا، وتزامنت مع تجربتين لهما عميق التأثير في المسيحية: التجربة الأولى ممثلة بقيام الولايات المتحدة الإمريكية سنة 1789: كانت الولايات المتحدة مزيجًا من طوائف بروتستانتية عديدة لا تنظمها سلطة مركزية، لذلك فقد كان اعتماد إحدى هذه الطوائف دينًا للدولة أو لإحدى الولايات سيؤدي إلى مشاكل عديدة تؤثر على حالة الاتحاد الفدرالي لذلك كان لا بدّ من فصل الدين عن الدولة، وبالتالي كان الدين السبب الرئيس في خلق أول جمهورية علمانية،  لقد وجد المسيحيون الأمريكيون، النظام الجديد بما يتيحه من حرية إنجاز الله تمامًا كما حصل مع موسى وداوود وفق الكتاب المقدس، فرغم علمانيتهم ظل الإمريكيون مخلصين لمسيحيتهم؛ كذلك فحسب الموسوعة البريطانية فقد تأثر الآباء المؤسسون للولايات المتحدة عند كتابة دستور الولايات المتحدة من تعاليم الكتاب المقدس والقيم المسيحية؛ التجربة الثانية كانت الثورة الفرنسية سنة 1789 والتي قامت تحت شعار حقوق الإنسان وفصل الدين عن الدولة، لكن التجربة الفرنسية وعلى عكس التجربة الإمريكية كانت هجومية ومضادة للكنيسة فقد تم مصادرة أملاك الأوقاف بما فيها الكنائس والأديرة وإخضاعها لسلطة الدولة الفرنسية، كما واحتلّ نابليون الأول إيطاليا، وثبتت الاتفاقية الموقعة بينه وبين الكرسي الرسولي سنة 1801 وبكذلك فقد أصبح تعيين الأساقفة والكهنة وإدارة شؤونهم بيد السلطات الفرنسية وليس بيد الفاتيكان.

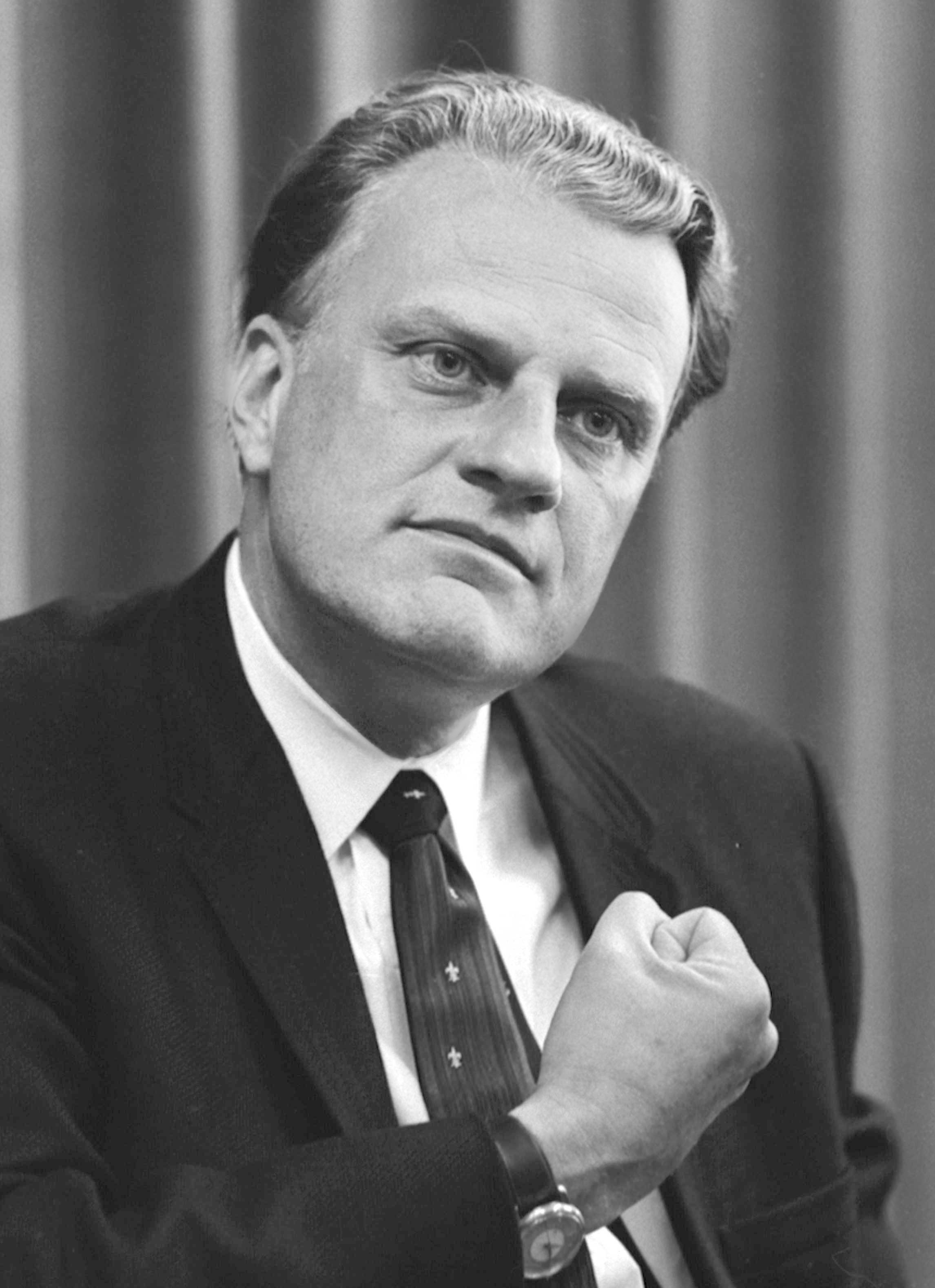
بيلي غراهام، دعي بواعظ البنتاغون وهو من رموز المحافظون الجدد.

وخلال فترة عصر القوميات تنامت فكرة القومية الإيطالية منذ عام 1814، ومع تفاقم عقيدة القومية الإيطالية أدت في النهاية إلى سيطرة المملكة الإيطالية على الدولة البابوية عام 1870 مع تخلي فرنسا عن مواقعها في روما مما سمح للمملكة الإيطالية بملء الفراغ وانتزاع الدولة البابوية من السيادة الفرنسية. رغم ذلك فإن الفاتيكان والمباني المحيطة به ظلت ذات حكم خاص في ظل هذا الوضع الذي دعي به البابوات بشكل مجازي «سجناء روما»؛ واستمرت العلاقة بشكل غير منظم قانونيًا حتى عام 1929 حين أبرمت اتفاقيات لاتران الثلاثة، التي أوجدت الفاتيكان بالشكل المتعارف عليه اليوم، ونظمت التعاون السياسي، الاقتصادي والأمني بين إيطاليا والفاتيكان.
كانت الكنيسة الروسية الأرثوذكسية مؤسسة قوية في الامبراطورية الروسية، وأرتبطت بالأسرة الحاكمة، وشكّل النفوذ المتزايد للقس غريغوري راسبوتين أحد الأسباب التي سببت قيام الثورة الروسية عام 1917. أدى قيام الشيوعية سنة 1917 إلى تأثير سلبي على الكنيسة الأرثوذكسية. وقادت الكنيسة الكاثوليكية، خلال حبرية يوحنا بولس الثاني معارضة عالمية ضد الشيوعية انتهت بانهيار الاتحاد السوفيتي.
لعبت المسيحيّة دورًا هامًا في إحياء الأفكار الوطنية ودفع التطور في دول الشرق الأقصى، مثلًا لعبت الكنيسة المشيخية في تايوان دورًا سياسيًا هامًا من خلال دعهما للحركة الديمقراطية في تايوان وإنتمت العديد من العائلات السياسيّة العريقة في تايوان للكنيسة المشيخية. ولعبت المدارس المسيحية في كوريا الجنوبية دورًا بارز في تقوية الوعي الوطني بين الشعب الكوري.

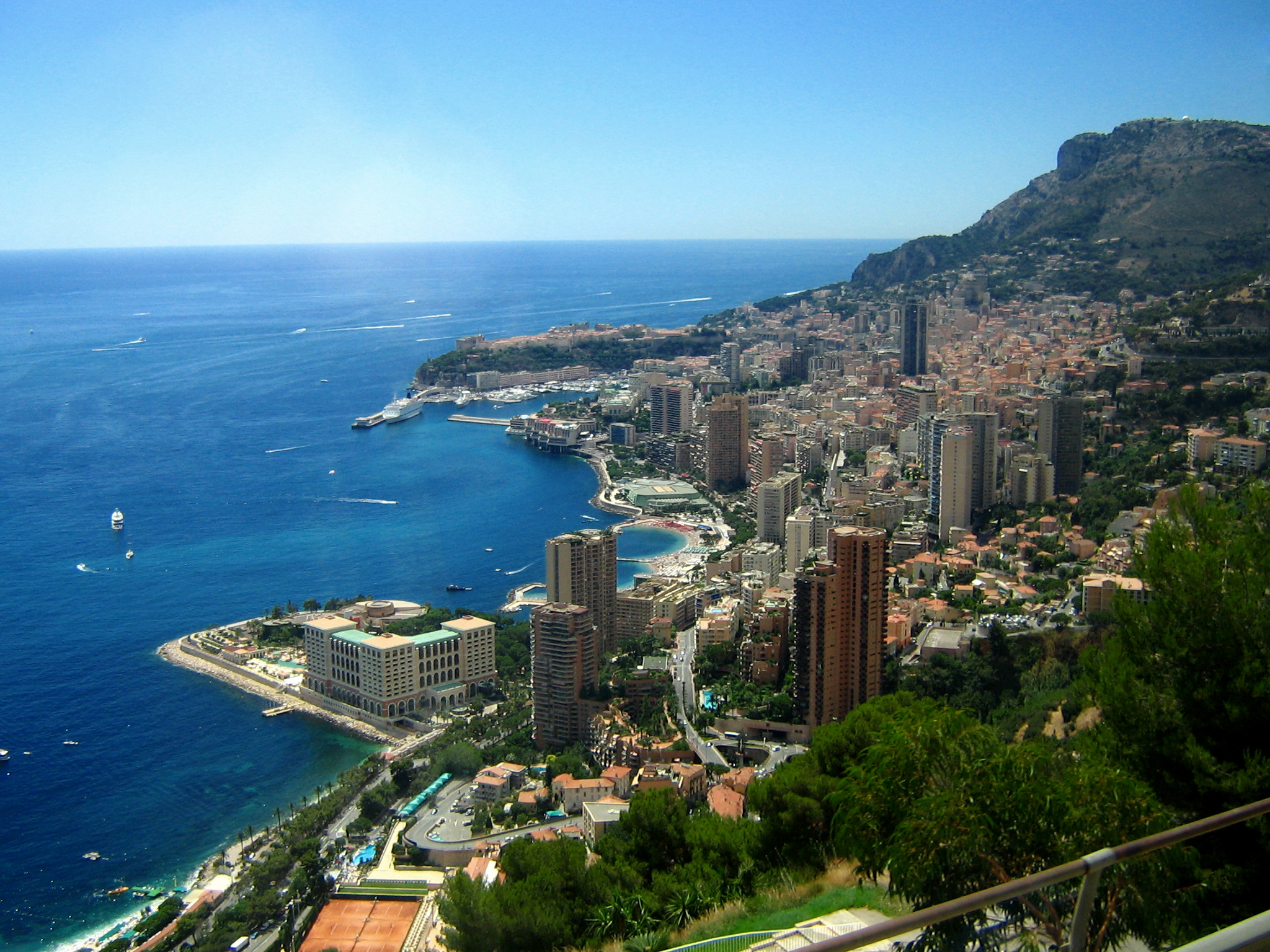
إمارة موناكو، وهي من الدول التي لا تزال تتخذ المسيحية دين رسمي.

لا تزال المسيحية تلعب دور سياسي مؤثر في المجتمعات الغربية ففي الولايات المتحدة مثلًا استطاع اليمين الانجيلي منذ سبعينات القرن الماضي السيطرة على الحزب الجمهوري وكان مسؤولاً عن تحديد رئيس الجمهورية منذ جيمي كارتر عام 1976، حتى جورج بوش الابن سنة 2000. وفي أمريكا اللاتينية من خلال لاهوت التحرير، ناضلت الكنيسة الكاثوليكية من أجل العدالة الاجتماعية والقضاء على الفقر والديكتاتورية والدفاع عن المظلومين.
أما في أوروبا فالاحزاب الديموقراطية المسيحية وهي أحزاب ذات خلفية كاثوليكية، تلعب دور فعال في السياسة الأوروبية وقد نشأت أولًا في بلجيكا وسرعان ما انتشرت في كافة أرجاء أوروبا،  ولعل أبرز الاحزاب المسيحية هو الاتحاد الديمقراطي المسيحي في ألمانيا الذي يشترك في الائتلاف الحاكم مع الحزب الديمقراطي الحر منذ عام 2009. ومن جماعات الضغط السياسي المسيحية في الاتحاد الأوروبي أوبوس داي وسانت إيجيديو. كذلك فقد كان للكنيسة الكاثوليكية نفوذ سياسي واجتماعي وثقافي قوي في كيبك في كندا حتى عام 1960 مع بداية الثورة الهادئة. أما في قبرص فقد ترأس المطران مكاريوس الثالث رئيس وكبير أساقفة الكنيسة القبرصية الأرثوذكسية كأول رئيس لقبرص المستقلة من عام 1955 وحتى وفاته عام 1977. وفي اليابان ترأس سبعة مسيحيين منصب رئيس وزراء اليابان مما يعكس تأثيرهم على المجتمع.
اليوم فإن غالِبيّة الدول التي يشكل فيها المسيحيون أغلبية، تَتَّبَنّى النظام العلماني حيث يتم دعم الفكرة من تعاليم الكتاب المقدس: «أعْطُوُا إِذَاً مَا لِقَيْصَرْ لِقَيْصَرْ وَمَا لِلَّهِ لِلَّهِ»، ومع ذلك فالديانة المسيحية هي دين الدولة في عدة بلدان حيث أنّ المسيحية هو المعتقد الديني الرسمي الذي تتخذه هذه الدول عادةً في دساتيرها بشكل رسميّ وهذه الدول: الأرجنتين وموناكو حيث المذهب السائد هو الكاثوليكية، وأرمينيا حيث المذهب السائد هو الأرثوذكسية المشرقية الأرمنية واليونان حيث المذهب السائد هو الكنيسة اليونانية الأرثوذكسية، والنرويج والدنمارك حيث المذهب السائد هو اللوثرية وعدد آخر من الدول. هناك العديد من بلدان أخرى، مثل قبرص والدول الإسلامية، التي وإن كانت لا تملك كنيسة رسمية، لا تزال تعطي اعترافاً رسمياً إلى مذاهب مسيحية مُحَددّة.

## التعليم

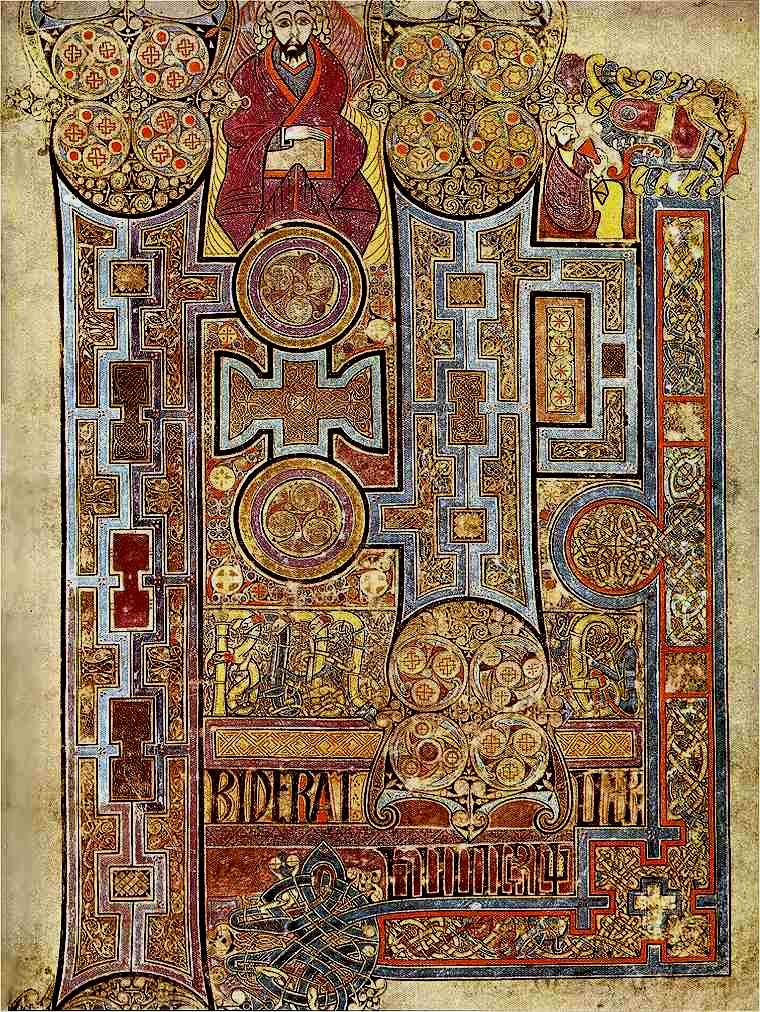
منمنمة لكتاب كيلز ويظهر فيه زخرفة. حافظت الكنيسة على المخطوطات والمعارف القديمة خلال القرون الوسطى.

لقد دعى آباء الكنيسة إلى ضرورة التعليم لكل عضو في الكنيسة، ان كان طفلًا أو معتنق للمسيحية،  وذلك استنادًا إلى تعاليم الكتاب المقدس.
في عام في 530 كتب بندكتس كتاب الحكمة الرهبانية، والذي أصبح نموذجًا لتنظيم عمل الأديرة في جميع أنحاء أوروبا. حافظت هذه الأديرة الجديدة على الحرف التقليدية والمهارات الفنية وحافظت أيضًا على الثقافة الفكريّة والمخطوطات القديمة داخل مدارسها ومكتباتها. فضلًا عن توفير حياة روحية لرهبانها، إذ كانت أيضًا مركز إنتاج زراعي واقتصادي، لا سيمّا في المناطق النائية، وأصبحت الأديرة إحدى القنوات الرئيسة للحضارة.
بعد إصلاح كلونياك داخل الأديرة الرهبانية عام 910، تطورت الأديرة وتوسعت وأصبحت مركز علمي وتكنولوجي. فقدمت عدة إخترعات وابتكارات وتم الحفاظ داخل الأديرة على الآداب والمخطوطات والعلوم القديمة. كما وتم بناء داخل الأديرة مدارس ومكتبات. أّلف الرهبان في أديرتهم عدد من الموسوعات المتخصصة بالمسيحية ومواضيع أخرى، وألّف القديس ايسيدورو من إشبيلية، أحد أهم علماء العصور الوسطى، موسوعة شاملة أُعتبرت إحدى أهم معارف القرون الوسطى.
ظهرت خلال القرون الوسطى مدارس قرب الكنائس والكتدرائيات، ودعيت بمدارس الكاتدرائية. وكانت هذه المدارس مراكز للتعليم المتقدم، وبعض من هذه المدارس أصبحت في نهاية المطاف الجامعات الأولى في الغرب. وأُعتبرت مدرسة كاتدرائية شارتر أكثر المدارس شهرةً وتأثيرًا. وكانت الجامعات المسيحية في العصور الوسطى في دول أوروبا الغربية، قد شجعت على حرية البحث وخرّجت مجموعة كبيرة ومتنوعة من العلماء والفلاسفة. وتعتبر جامعة بولونيا ذات الأصول المسيحية أقدم جامعة في العالم.
خلال القرن الثالث عشر ظهرت الرهبانية الفرنسيسكانية والدومينيكان، وكان لهم أثر كبير في نشر المعرفة في المناطق الحضرية. وطوروا من أساليب التعليم في مدراس الكاتدرائية. ولعلّ أهم اللاهوتيين الدومينيكان توما الأكويني الذي عمل في عدة جامعات، وأنجز مؤلفات في الفلسفة وفي الفكر الأرسطي والمسيحية.
قد حافظ الباباوات على حفظ العلوم والفكر، إذ أٌفتتحت مكتبة الفاتيكان التي ضمت أعدادًا هائلة من المخطوطات والكتب النفيسة خصوصًا إثر سقوط القسطنطينية بيد السلطان محمد الفاتح العثماني، وتهريب نفائس المدينة وكنوزها نحو أوروبا. وتعتبر مكتبة الفاتيكان مركزًا لعلوم اللاهوت، والقانون، والفلسفة، والشعر، والتاريخ.
أسسّ إغناطيوس دي لويولا الأسباني جمعية اليسوعيين في عام 1540. وأُعتبر اليسوعيين نخبة المجتمع الأوروبي وعمل عدد منهم كمربين للملوك في الدول الكاثوليكية عمومًا وفي فرنسا وبولندا وبافاريا والبرتغال خصوصًا. ومع افتتاح عصر التبشير وصل اليسوعيين إلى الهند وباكستان واليابان والصين وكندا وأميركا الوسطى والجنوبية بالأخص في البرازيل وباراغواي وأستراليا وبنوا عدد كبير من المؤسسات التعليمية. وخرّجت مدارسهم وجامعتهم نخبة وصفوة المجتمعات الغربية. كما وأسس القديس جان باتيست دي لاسال رهبانية إخوة المدارس المسيحية أو الفرير عام 1684 في مدينة رانس في فرنسا، وأدارت الرهبانية مدارس ابتدائية وثانوية ومدارس داخليّة وكليات ومعاهد لتدريب المعلمين فادّى ذلك إلى رفع مستوى التعليم في الغرب.

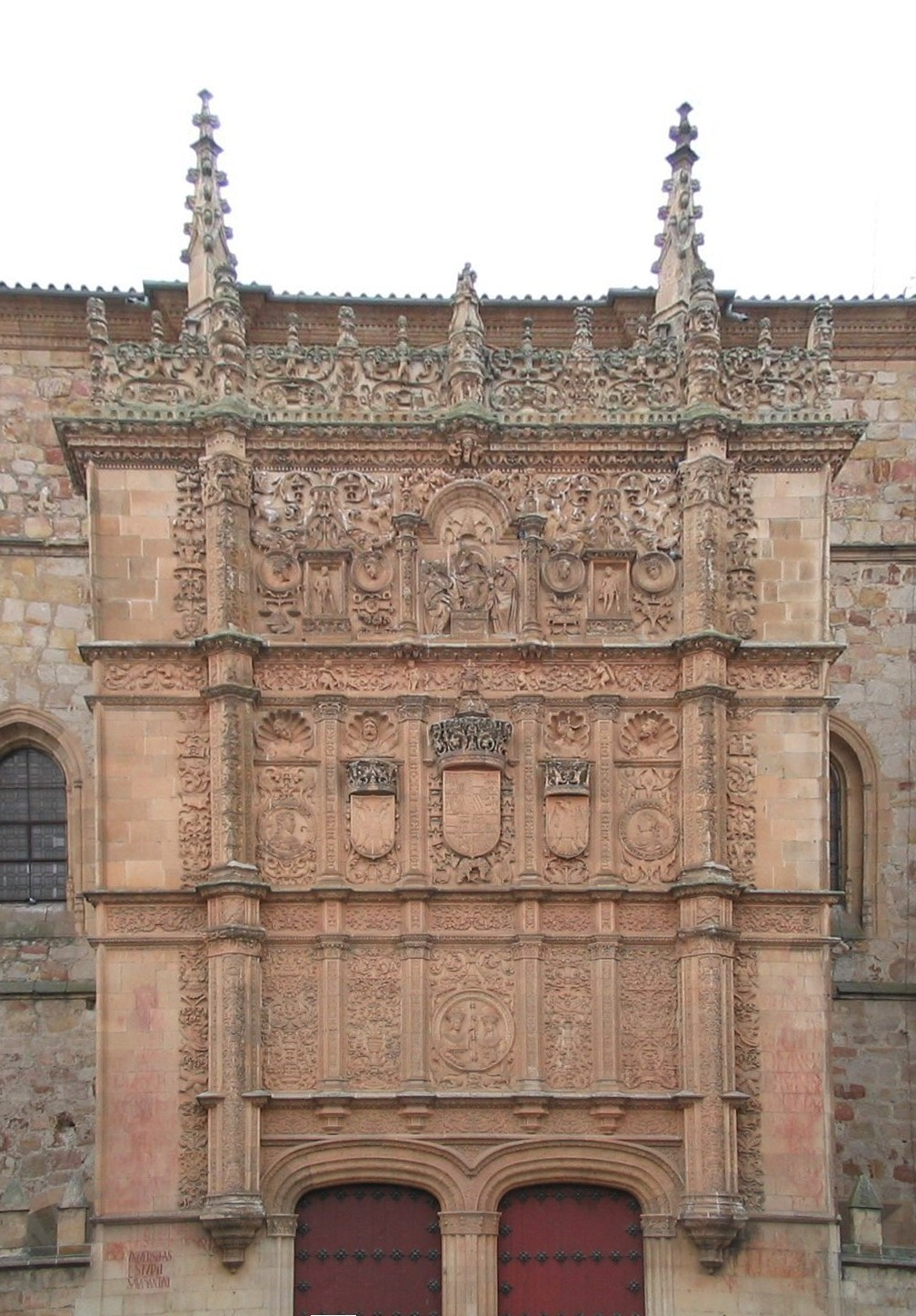
مدرسة سالامانكا، كانت معقل اللاهوتين والمفكرّين الإسبان والبرتغاليين ومنارة اللاهوت والفلسفة المسيحية خلال عصر النهضة.

لعبت الكنيسة الأرثوذكسية أيضًا أدوارًا مماثلة في التعليم وكان لها تأثير كبير على اللغات واللسانيات وعلم النحو فمثلًا أوجد الراهب الأرمني ميسروب ماشدوتس الأبجدية الأرمنية ووضع القديسين كيرلس وميثوديوس الأبجدية الكيريلية. كما تطور علم قواعد اللغات خاصًة تلك التي اكتسبت أهمية دينية خاصة مثل اللغة اللاتينية التي أعتبرتها الكنيسة الرومانية الكاثوليكية لغة مقدسة واللغة اليونانية في الكنيسة الأرثوذكسية الشرقية واللغة السريانية للكناس ذات التراث السرياني وعرف عن القديس أفرام السرياني كأحد رواد تطور هذه اللغة. يذكر أيضًا أن منطقة شمال أفريقيا أو المغرب العربي الحالي العديد أنجبت عدد وافر من الشخصيات الفكريَّة الذين كان لهم تأثير كبير في العالم المسيحي.
أمّا في المجال التعليمي فقد دعمت الكنيسة التعليم في الامبراطورية البيزنطية،  فأنشأت المدارس والمعاهد وأهمها جامعة القسطنطينية التي كانت تُدرّس الفلسفة والقانون والطب ونحو اللغة اللاتينية واليونانية وبلاغتها في حين نشطت المدارس الأكاديميّة الفلسفية والفلكيّة في الإسكندرية،  وبنيت أيضًا المدارس الرهبانية التي ركزت على الكتاب المقدس واللاهوت والليتورجيا لكنها تضمنت أيضًا تعليم نصوص أدبية وفلسفيّة وعلميّة في المناهج الدراسية، وبذل الرهبان الأرثوذكس جهودًا في نسخ المخطوطات الكنسيّة، وكتب الأدب القديمة. وكان لكهنة الكنيسة الأرثوذكسية الشرقية بعد سقوط القسطنطنية فضل في نشر التعليم، وقد أعتبروا التنويريين والمربين لمجتمعات أوروبا الشرقية، فقد كان لرجال الدين وأسرهم دور في محو الأميّة في أوروبا الشرقية. ونشروا أيضًا علم النحو وعملوا على ترجمة الكتب والمؤلفات إلى اللغات السلافية. يُذكر أنّ أول الصحف التي صدرت في أوكرانيا حظيت بدعم من الكنيسة.
وقد لعبت أيضًا زوجات وبنات الكهنة أدورًا هامة في رفع المستوى التعليمي لدى المرأة في مجتمعات شرق أوروبا.
كان لنشوء البروتستانتية دور هام في تحسين مستوى التعليم ونشر المعرفة، فقد دعا مارتن لوثر إلى حق الفرد في تفسير الإنجيل، وشجّع على قراءة ودراسة الكتاب المقدس. وكان للبروتستانتية دور في إدخال الاجتهاد والتفكير الحر على الفكر الغربي، فقد قام مارتن لوثر بترجمة جديدة للكتاب المقدس من اليونانية إلى الألمانية فأعتبر ذلك العمل الضخم حجر الأساس في تاريخ الأدب الألماني.

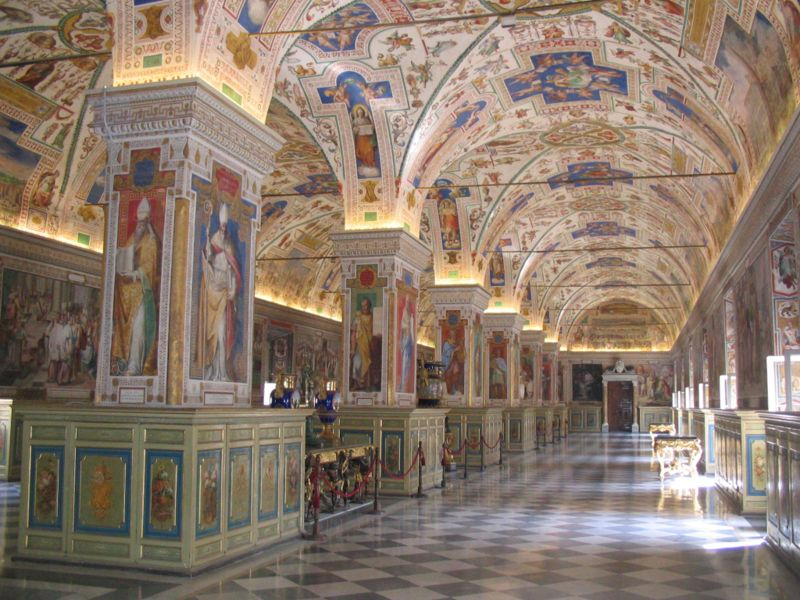
القاعة الرئيسة لمكتبة الفاتيكان، وهي إحدى أقدم وأكبر المكتبات في العالم وتحوي مجموعة مخطوطات تاريخية مهمة.

شدّد المصلحين البروتستانت كل من مارتن لوثر وجان كالفن وغيرهم على أهمية التعليم. في عام 1578 أصدر مجلس الكنائس البروتستانتية الفرنسية منشور يجبر فيه الوالدين تعليم أبناءهم إذ رأى المصلحون البروتستانت في أهمية التعليم داخل الأسرة باعتبارها الوحدة الأساسية لتعزيز الاعتقاد الديني، والإستقرار الاجتماعي، لذلك طالبوا بتوجيه المزيد من الاهتمام للأطفال ولتعليمهم ومحاولة نشر القراءة والكتابة حتى يتسنى للجميع قراءة الكتاب المقدس، وبالتالي فإن الدول البروتستانتية كانت تولي أهمية للتعليم في المنزل وللحياة المنزلية وفي كيفية الاعتناء بها. ونتيجة لأهمية التعليم فقد بنيت بالقرب من الكنائس مدارس، ومنها مدارس للبنات، إذ دعا المصلحون البروتستانت أيضًا لتعليم المرأة. وكان أيضًا للتطهريين في الولايات المتحدة شأن هام في افساح المجال للمرأة في التعليم.
إتبعت المدارس والجامعات البروتستانتية خط مختلط عن المنهاج الكاثوليكي. فقد شددّت المؤسسات التعليمية البروتستانتية على إرساء القيم البروتستانتية من الانضباط، والتعلّم والمعرفة. وشدّدت فيه على احياء اللغات الوطنية، فتطور علم النحو وقواعد الغات الأوروبية، وكان مركز اهتمامهم تعليم ودراسة الكتاب المقدس.
لقد أدرجت كل من الكنيسة الكاثوليكية والبروتستانتية التعليم كجزء من التبشير. التاريخ يظهر أنه خلال التبشير، كان يتم فتح مدارس من قبل المبشرين الكاثوليك والبروتستانت، ولا يزال هذا التأثير واضح للعيان فمثلًا في كل من أستراليا ونيوزيلندا يدرس حوالي 11% من الطلاب في مدارس كاثوليكية وفي الهند تملك الكنيسة الكاثوليكية وحدها حوالي 25,000 مدرسة. في بعض البلدان، تعتبر الكنيسة المزوّد الرئيس للتعليم وأحيانًا أخرى يكون نظامها التعليمي أفضل من الحكومي. في الوقت الحاضر، لدى الكنيسة الكاثوليكية شبكة كبيرة من المدارس وعددها 125,016 وتمتلك أكبر تنظيم تعليمي غير حكومي في العالم. يظهر تأثير وأهمية التعليم في عدد من المجتمعات المسيحية من خلال نسبتهم في المؤسسات الأكاديميّة على سبيل المثال في هونغ كونغ وفقًا لإحصاء جامعة هونغ كونغ، هناك ما يقرب من 24.3% من طلاب الجامعات هم من المسيحيين وذلك اعتبارًا من العام الدراسي 2010/2011 على الرغم من أنهم يشكلون 10% من السكان، في إسرائيل مثلًا تبلغ نسبة المسيحيون من الطلاب العرب المتعلمين في الجامعات الإسرائيلية 40% مع انهم يشكلون 9% من المواطنين العرب في إسرائيل. كما ويظهر التأثير الثقافي الكبير للمسيحية في اليابان من خلال المدارس وغيرها من أشكال التأثير المختلفة. يُذكر أن 7 دول ذات أغلبّية مسيحية من أصل 10 تتربع على قائمة الدول العشرة الأكثر تعليمًا في العالم من حيث نسبة السكان الحاصلين على شهادة جامعية والتي أعدتها منظمة التعاون والتنمية الاقتصادية.

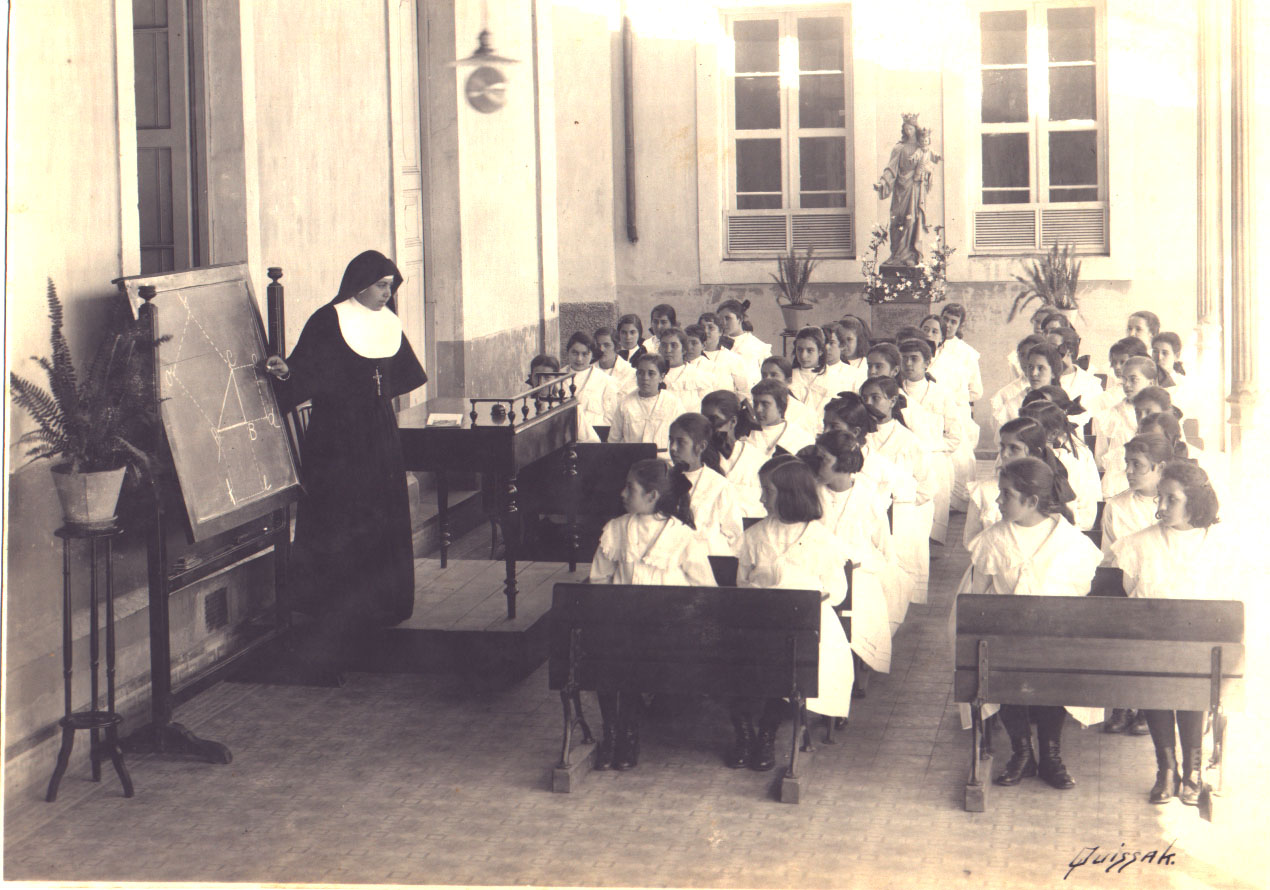
صورة لراهبة تُدَّرس الرياضيات للفتيات في البرازيل عام 1917: شجعت الكنائس المسيحية على تعليم المرأة.

وجدت دراسة الدين والتعليم حول العالم قامت بها مركز بيو للأبحاث عام 2016 أنَّ المسيحيون هم المجموعة الدينيَّة الثانية الأكثر تعليمًا في العالم بعد اليهود، فيما يُعد كل من المسلمون والهندوس الجماعات الدينيَّة الأقل حصولاً على تعليم رسمي وذلك وفقًا لدراسة ديمغرافية شملت 151 بلدًا عن تباين التعليم بين الأديان ومسح استند على بيانات متوفرة عن فئة متوسط العمر فيها 25 سنة وما فوق.
وفقًا للدراسة يتصدر المسيحيين المرتبة الثانية كأكثر الجماعات الدينية تعليمًا، إذ تصل معدل سنوات الدراسة للمسيحي في العالم حوالي 9.3 سنة، وهو أعلى من المعدل العام الذي يبلغ 7.7 سنة، بالمقابل تصل معدل سنوات الدراسة لليهودي في العالم حوالي 13.4 سنة، ويصل معدل سنوات الدراسة للملحدين واللادينيين حوالي 8.8 سنة، أما المسلمون والهندوس فيصل معدل سنوات الدراسة حوالي 5.6 سنة. في المجمل يُعد المسيحيين واحد من الجماعات الدينيَّة الأكثر تعليمًا في العالم، إذ أنَّ الغالبية العظمى (91%) من المسيحيين الذين تتراوح أعمارهم من 25 وما فوق حصلوا على التعليم الرسمي، وحصل حوالي 67% منهم على تعليم ثانوي، وفقًا للدراسة يتصدر المسيحيين المرتبة الثانية كأكثر الجماعات الدينية الحاصلة على تعليم عال أو تعليم جامعي في العالم، حيث حوالي خُمس المسيحيين في العالم يحملون شهادات جامعية وهي ثاني أعلى نسبة بعد اليهود. أمَّا من حيث العدد بغض النظر عن النسب المئوية فإن المسيحيين يحلّون في المرتبة الأولى من حيث عدد حملة الشهادات الجامعيَّة.
يُذكر أن الدراسة وجدت أنه لدى المسيحيين في المجتمعات والدول التي يشكل فيها المسيحيين الغالبيَّة معدل سنوات دراسة مرتفع،  ويتصدر مسيحيين ألمانيا (13.6 سنة) ومسيحيين نيوزيلندا (13.5 سنة) ومسيحيين ليتوانيا (13.0 سنة) المجتمعات المسيحية الأكثر تعليمًا. تشير الدراسة أنَّ ارتفاع المستوى التعليمي للمسيحيين في العديد من الدول يعود لعدة أسباب منها قيام الرهبان المسيحيين في الشرق الأوسط وأوروبا في بناء المكتبات والمطابع، حيث قاموا في الحفاظ على الثقافة الفكريَّة والمخطوطات القديمة داخل مدارسها ومكتباتها، وفي كثير من الحالات، تطورت هذه الأديرة المسيحية إلى جامعات مرموقة.
وبحسب الدراسة يعود ارتفاع نسب المتعلمين بين النساء المسيحيات لعدة أسباب حيث تشير الدارسة أن واحدة من الأسباب هي تشجيع المصلحين البروتستانت أمثال مارتن لوثر وقادة حركة التقوية المسيحيَّة على تعليم وتثقيف المرأة مما أدى إلى محو الأمية بين النساء في المجتمعات البروتستانتية في وقت مبكر. وفي بحث قامت به جامعة ميونخ لبيانات بالنسبة للتعليم في البلدان الأوروبية يعود لعام 1970، وجد أنَّ البلدان ذات النسبة العالية من البروتستانت فيها تكافؤ ملحوظ بين الرجال والنساء في سنوات التعليم.

### الجامعات

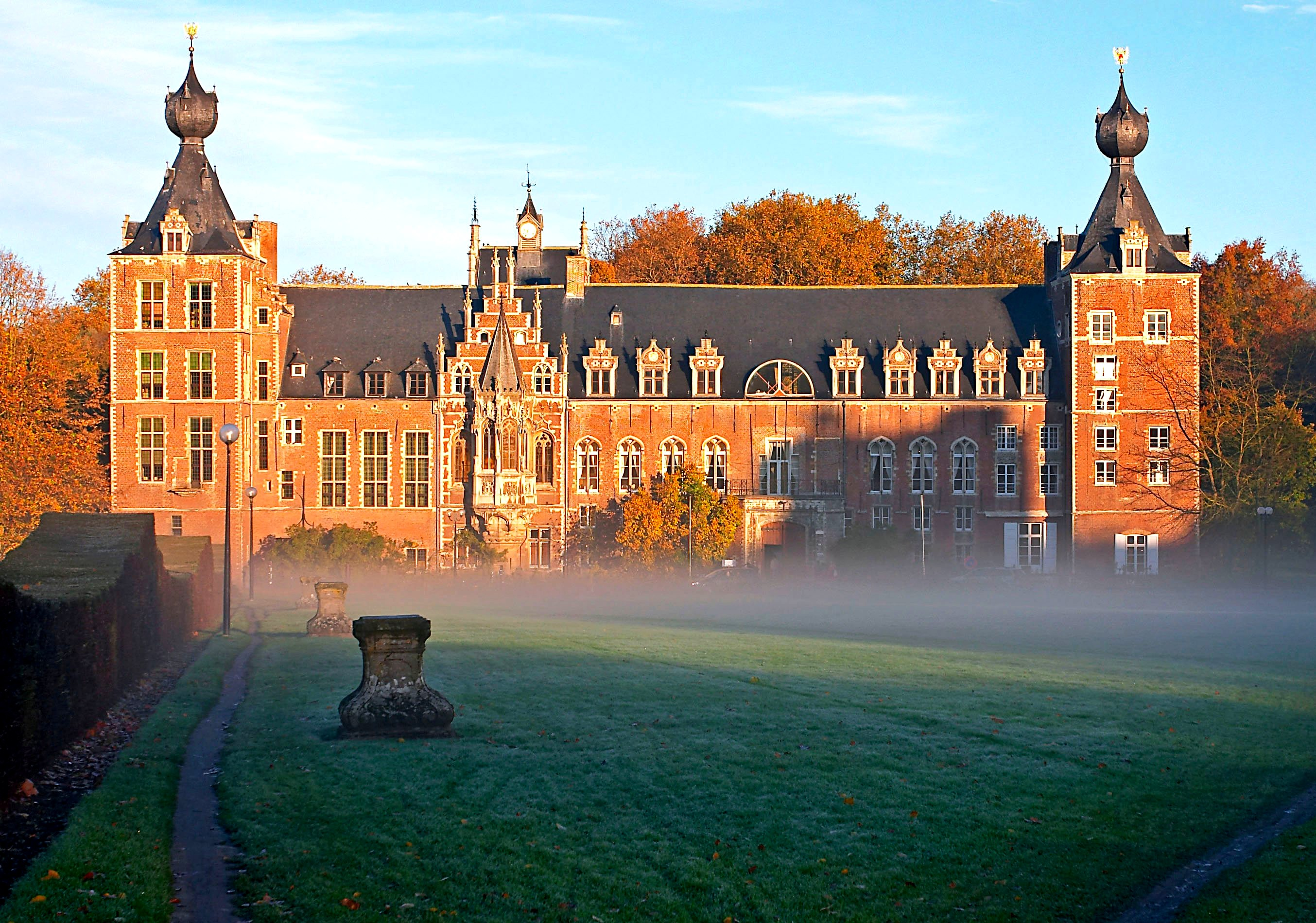
جامعة لوفان الكاثوليكية، تعتبر إحدى أفضل الجامعات الكاثوليكية في العالم.

تعود عمومًا الجامعة كمؤسسة للتعليم العالي إلى القرون الوسطى ويشير الباحثين إلى كون الجامعة ذات جذور مسيحية. فقبل قيامها رسميًا، عملت العديد من الجامعات في العصور الوسطى لمئات السنين كمدارس المسيحية ومدارس رهبانية، وعلّم فيها الرهبان والراهبات، كذلك تعتبر منح الشهادة الجامعية بعد إنهاء التعليم نتاج مسيحي. ويرى المؤرخ جيفري بلايني أن الجامعة أصبحت سمة مميزة للحضارة المسيحية.
أوائل الجامعات التي أرتبطت بالكنيسة الكاثوليكية بدأت كمدرسة كتدرائية أو مدرسة رهبانية ثم سرعان مإنفصلت مع زيادة عدد الطلاب ومن هذه الجامعات كانت جامعة بولونيا، وجامعة باريس، وجامعة أوكسفورد، وجامعة مودينا، وجامعة بلنسية، وجامعة كامبردج، وجامعة سالامانكا، وجامعة مونبلييه، وجامعة بادوفا، وجامعة تولوز، وجامعة نيو أورليانز، وجامعة سيينا، وجامعة بودابست، وجامعة كويمبرا، وجامعة روما سابينزا وجامعة جاجيلونيان في كراكوف وشغل نسبة كبيرة من رجال الدين والرهبان المسيحيين مناصب كأساتذة في هذه الجامعات، كان يتم التدريس فيها كافة المواضيع كللاهوت والفلسفة والقانون والطب والعلوم الطبيعية. وقد وضعت هذه الجامعات تحت رعاية الكنيسة الكاثوليكية عام 1229 على إثر وثيقة بابوية.
كان عدد الجامعات الأوروبية غداة الإصلاح البروتستانتي قد إزداد بشكل كبير اثر التنافس الكاثوليكي-البروتستانتي في بناء الجامعات والمؤسسات التعليمية، مما أدى إلى انتعاش ورفع المستوى في التعليم والعلوم والفكر.

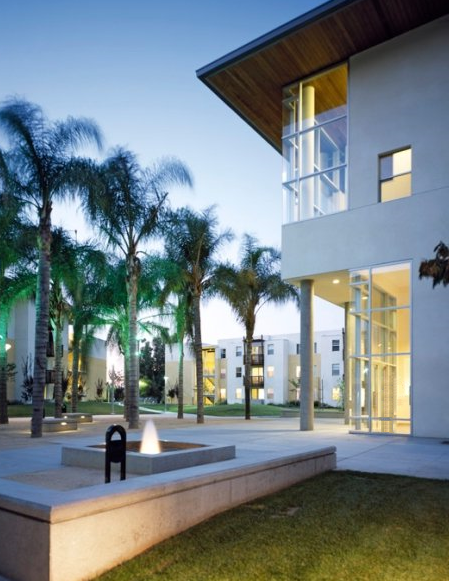
بيوت للطلبة الجامعيين، في كاليفورنيا، تملكها منظمة أوبوس داي.

لا يقتصر هذا الأمر على أوروبا في الولايات المتحدة العديد من الجامعات المرموقة ذات خلفية مسيحية خاصًة البروتستانتية،  وبعضها من جامعات رابطة اللبلاب، منها جامعة هارفارد التي تأسست على يد القس البروتستانتي جون هارفارد وجامعة ييل التي تأسست على يد مجموعة من رجال الدين البروتستانت وجامعة برنستون التي أرتبطت بالكنيسة المشيخية الأمريكية. وجامعة بنسلفانيا التي أسسها رجال دين من الكنيسة الأسقفية والميثودية وجامعة كولومبيا التي أرتبطت بالكنيسة الأسقفية وجامعة براون التي أسستها الكنيسة المعمدانية أما كلية دارتموث فقد أسسها القس الأبرشاني إلياعازر ويلوك كجامعة تبشيرية وجامعة ديوك التي أسسها رجل الأعمال واشنطن ديوك وأرتبطت تاريخيً ورسميًا ورمزيًا في الكنيسة الميثودية،  كذلك فان أولى الجامعات في أمريكا اللاتينية تأسست على يد الكنيسة الكاثوليكية أقدمها جامعة سانيا كروز في المكسيك وجامعة توما الأكويني في جمهورية الدومنيكان وجامعة سان ماركوس الوطنية في البيرو وهي أقدم مؤسسة تعليم عالي في العالم الجديد، تأسست في 12 مايو 1551 وجامعة قرطبة الوطنية في مدينة كوردوبا في الأرجنتين وهي من أقدم الجامعات في قارة أمريكا الجنوبية حيث تأسست عام 1613.
منذ القرن الثامن عشر، أدّت أنشطة الطوائف المسيحية المتنافسة في مناطق البعثات إلى تكثيف إنشاء مؤسسات النظام التعليمي المسيحي في آسيا وأفريقيا. حتى يكون للدول الأفريقية والآسيوية نظامهم الخاص من المدارس والجامعات، والمؤسسات التعليميّة المسيحية والتي أدت وظيفة هامة بعضها تعتبر مؤسسات تعليمية مرموقة على مستوى العالم منها جامعة سانت فرنسيس كسفاريوس في بومباي، وجامعة صوفيا في طوكيو، وجامعة دوشيشا ذات الخلفية المشيخية في كيوتو اليابانية.
تمتلك اليوم كافة الكنائس المسيحية جامعات خاصة بها، تأتي في المقدمة الكنيسة الكاثوليكية والتي تملك 1,046 جامعة حول العالم. عدد من هذه الجامعات يعتبر من أفضل جامعات العالم مثل جامعة لوفان في بلجيكا، والتي حسب التصنيف الأكاديمي تحتل بين أفضل 100 جامعة في العالم،  وجامعة جورجتاون وجامعة النوتردام وكلية بوسطن في الولايات المتحدة وجامعة نافارا في إسبانيا ويملكها الأوبوس داي وتعتبر من أفضل جامعات أوروبا والجامعة الكاثوليكية البابوية في التشيلي، كذلك يُعرف الأوبوس داي بامتلاك عدد كبير من مساكن للطلاب الجامعيين خاصًة في إسبانيا والبرتغال وأمريكا اللاتينية،  وتعرف أيضًا الجامعات اليسوعية الكاثوليكية بمستواها التعليمي والأكاديمي العالمي، لا يقتصر وجود الجامعات على الكنيسة الكاثوليكية فقط، فالكنائس البروتستانتية المختلفة والأرثوذكسية تمتلك أيضًا عدد كبير من الجامعات.

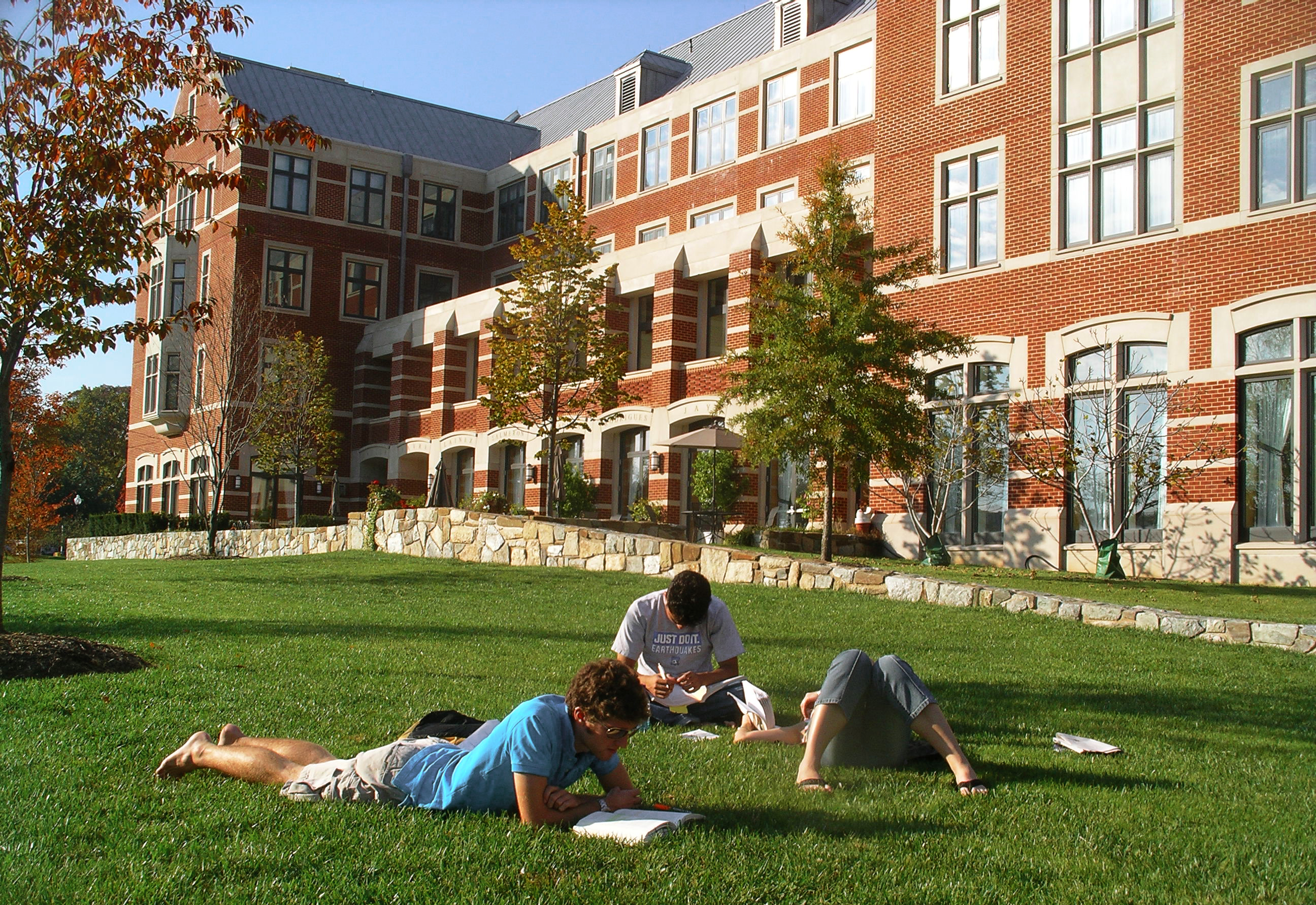
جامعة جورجتاون، وهي من أفضل وأعرق جامعات الولايات المتحدة.
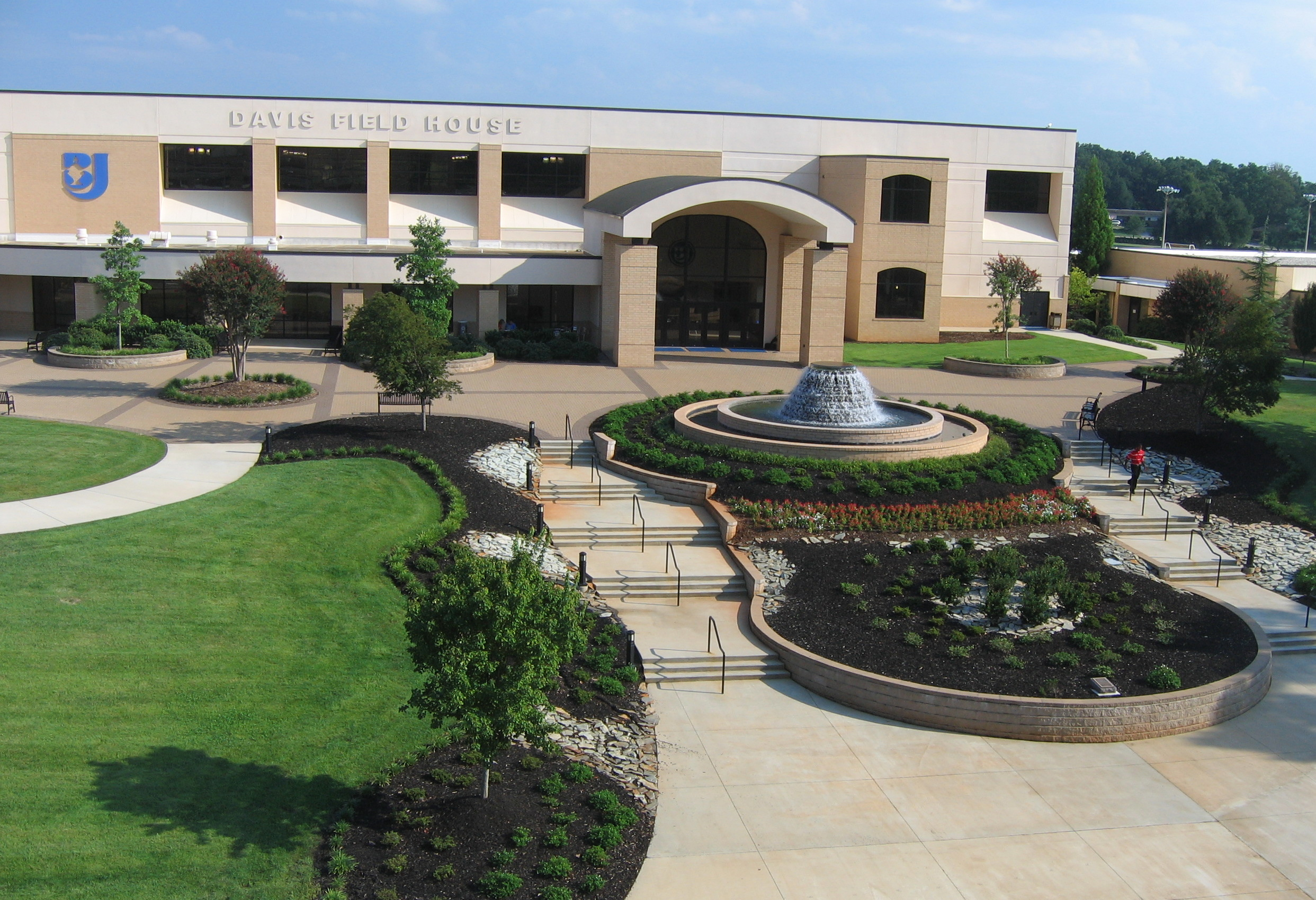
جامعة بوب جونز البروتستانتية، أكبر جامعة بروتستانتية في اميركا الشمالية.
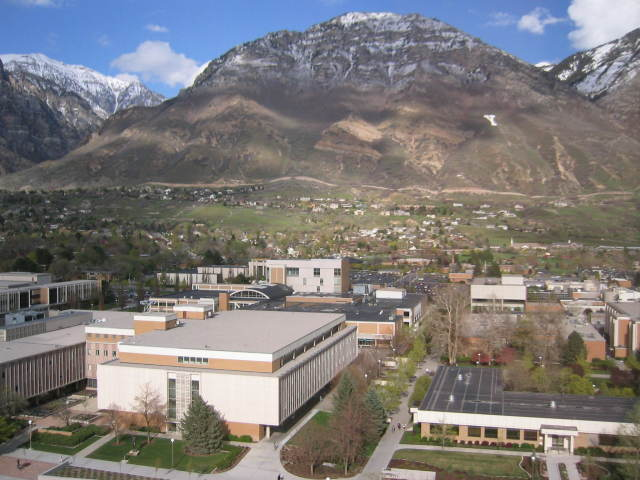
جامعة بريغام يونغ التابعة إلى كنيسة يسوع المسيح لقديسي الأيام الأخيرة، وهي أكبر جامعة دينية في الولايات المتحدة.
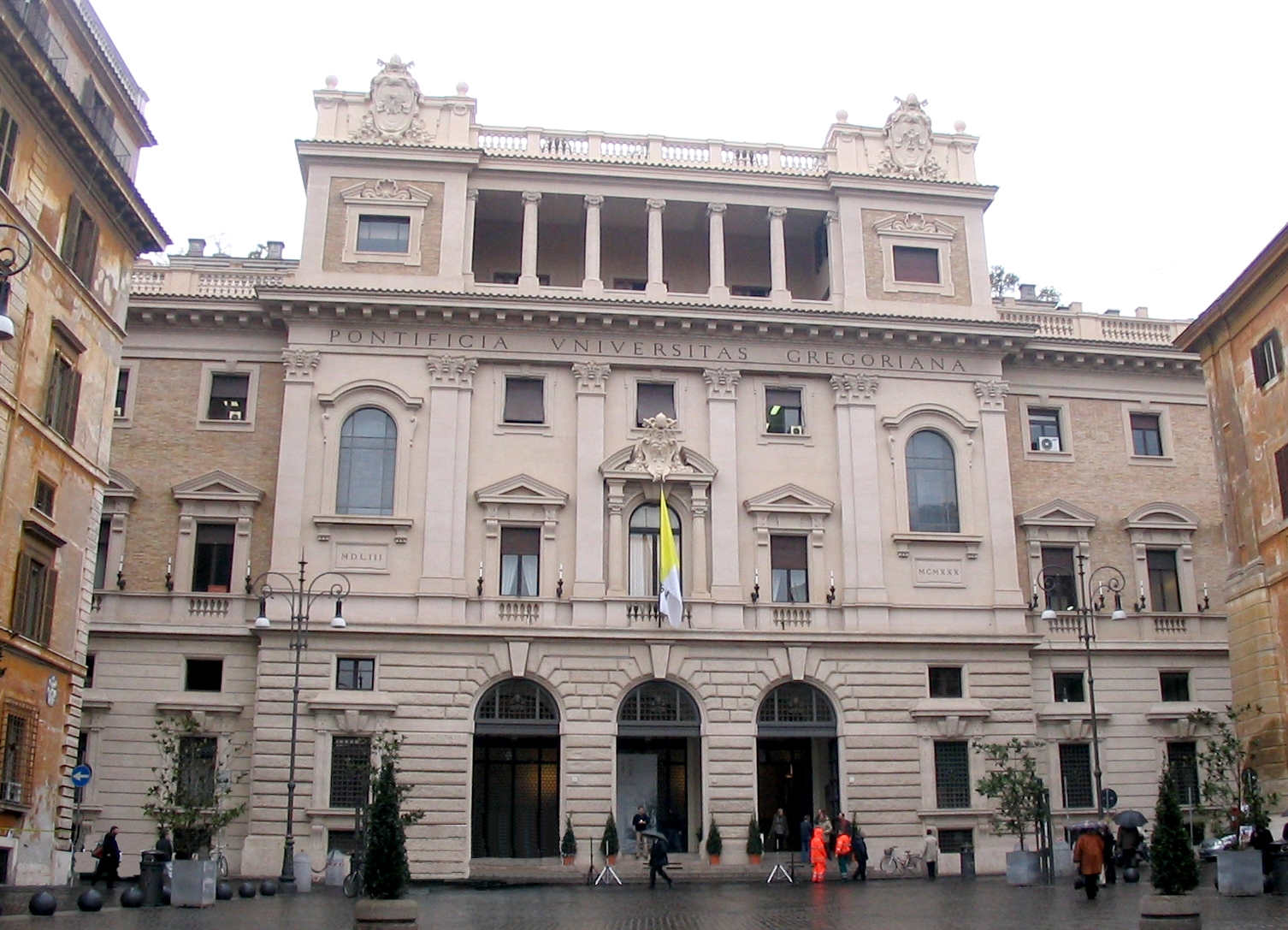
الجامعة الغريغورية الحبرية في روما، وهي من الجامعات التي تتبع الفاتيكان مباشرًة.
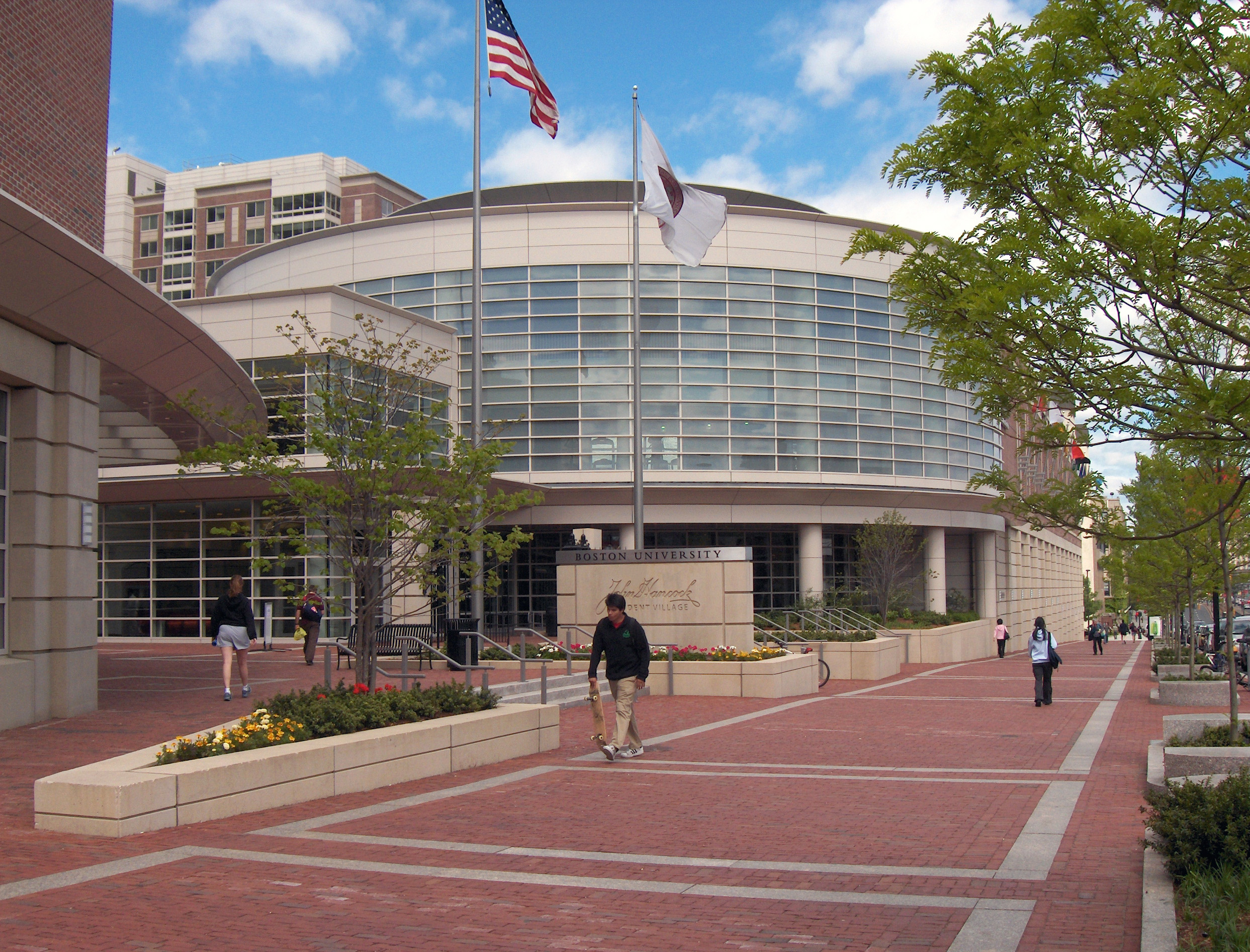
جامعة بوسطن، وترتبط بالكنيسة الميثودية، وهي رابع أكبر جامعة خاصة في الولايات المتحدة الأمريكية.

## العلوم والطب

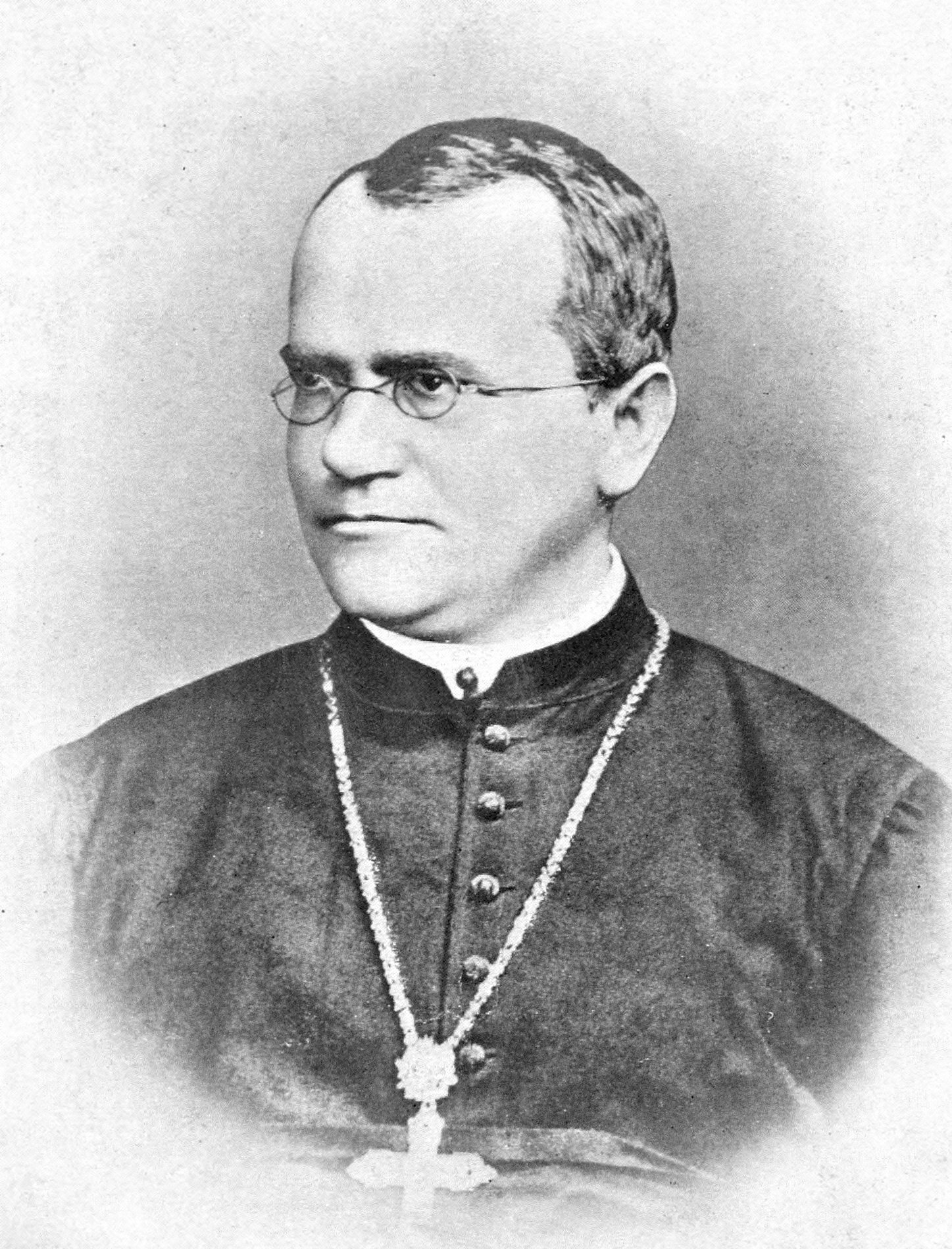
غريغور مندل، أبو علم الوراثة، لقد رعت الكنيسة مختلف أنواع العلوم، وقد ساهم العديد من رجال الدين المسيحيين في تطوير العلم.

تاريخيًا تطورت تحت قيادة الكنيسة مختلف أنواع العلوم خصوصًا الفلك،  والرياضيات،  والتأثيل،  والفلسفة، والبلاغة،  والطب،  والتشريح،  والفيزياء خصوصًا الأرسطوية (أي المنسوبة إلى أرسطو)،  والفيزياء المكيانيكية خصوصًا أدوات الحرب،  إلى جانب العمارة والكيمياء والجغرافيا والفلسفة وعلوم النبات والحيوان.
وقد كان تأثير الكنيسة على الحروف الغربية والتعلّم هام. فالنصوص القديمة من الكتاب المقدس قد أثرت بعمق على الفن والتفكير الغربي، والأدب والثقافة لعدة قرون. بعد انهيار الإمبراطورية الرومانية الغربية، كانت المجتمعات الرهبانية الصغيرة عمليًا البؤر الإستيطانية لمحو الأميّة في أوروبا الغربية. في الوقت ذاته، فقد أنشأت مدارس الكاتدرائية، وهي مدارس اقيمت بالقرب من الكنائس، وأصبحت هذه المدارس في مرحلة متقدمة جامعات أوروبا الأولى، ورعت الكنيسة الآلاف من مؤسسات التعليم الابتدائي والثانوي والعالي في جميع أنحاء العالم منذ ذلك الحين. وكذلك الامر كان بالنسبة للكنائس الشرقية التي رعت العلوم في الإمبراطورية البيزنطية، والتي ارتبطت ارتباطًا وثيقًا مع الفلسفة القديمة، والميتافيزيقيا. ومن الإنجازات التي طبقت فيها العلوم كانت بناء كنيسة آيا صوفيا. خلال عصر النهضة البيزنطية دعمت الكنيسة الشرقية الحركة والنهضة العلمية وخاصًة في مجال علم الفلك والرياضيات والطب فكتب الرهبان الموسوعات الطبية التي تضمنت شروحا في أمراض العين والأذن والفم والعمليات الجراحية، وقد ترجمت هذه الموسوعات إلى اللاتينية والسريانية والعربية. كما أنتج الرهبان البيزنطيين أبحاثًا في حقول كيمياء المعادن والسبائك والرياضيات والهندسة الجغرافية، وكانوا يؤمنون بأن الكواكب والنجوم لها تأثير على أحداث الأرض، وكانت العلوم من الأسباب الرئيسة في احياء الآداب اليونانية القديمة والدراسات النحويّة والأدبية والعلمية في إيطاليا مطلع عصر النهضة.

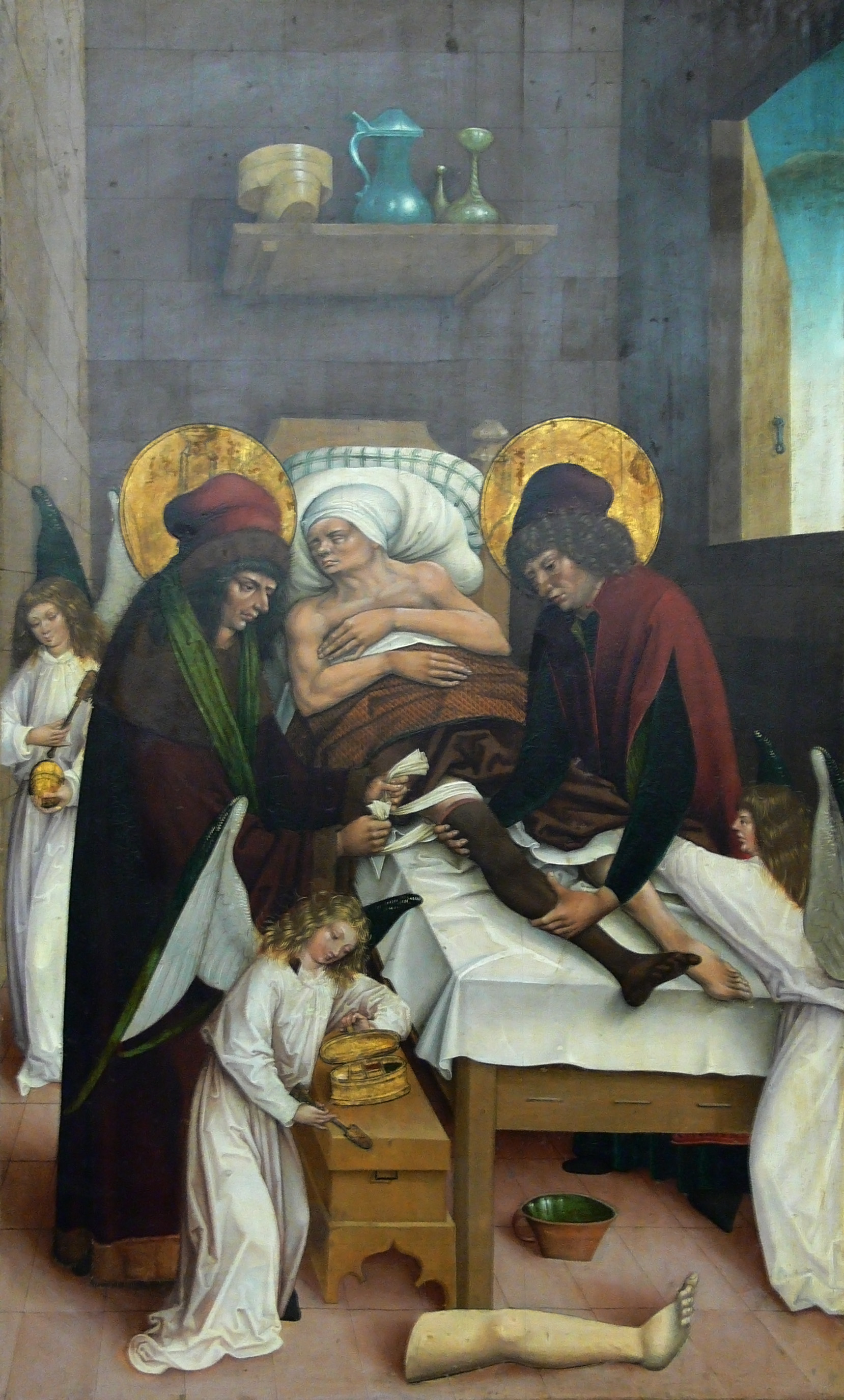
رسمة للقديسين قزما ودميان شفعيّ الأطباء في الكنيسة الكاثوليكية يقومان بعملية زراعة الأعضاء.

وفي الغرب سعت الكنيسة الكاثوليكية ورجال الدين أيضًا في أوقات مختلفة لفرض رقابة على النصوص والعلماء. خاصًة عقب سيطرة المحافظين على الكرسي الرسولي منذ وفاة البابا جول الثالث سنة 1555، مما أدى إلى إدانة بعض العلماء، وأشهرها قضية ادانة جاليليو جاليلي سنة 1633، الذي دافع عن نظرية مركزية الشمس، قائلاً أنها لا تعارض ما ورد في النصوص الدينية. وهي قضية تصفها الكنيسة اليوم بالمؤسفة،  رغم أن الفكرة التي أدين جاليلي بسببها وهي مركزية الشمس كانت قد ظهرت أولاً على يد كوبرنيك واستقبلت بحفاوة في بلاط البابا بولس الثالث سنة 1543، ما يعكس تأثير الوضع السياسي على الكنيسة.
العديد من مؤرخي العلم، بما في ذلك باحثين غير مسيحيين أو كاثوليك أمثال جون ل.هلبرون،  وديفيد ليندبرغ،  إدوارد غرانت، توماس جولدشتاين،  وتيد ديفيس جادلوا على أنّ الكنيسة كان لها دورًا كبيرًا، وتأثير إيجابي على تطور العلوم في الحضارة الغربية. وفقًا لهم لم تكتف الكنيسة فقط بحفظ وصيانة ما تبقى من الحضارة القديمة أثناء الغزوات البربرية داخل الأديرة، ولكن أيضًا شجعّت على التعلّم والعِلم من من خلال رعايتها لكثير من الجامعات التي كانت قد نمت بسرعة في أوروبا تحت رعايتها، في القرن الحادي عشر والقرن الثاني عشر. وقد جادل توما الأكويني، العالم اللاهوتي والفيلسوف، بان الإيمان والعلم في تناغم تام، ومن خلال هذا السبب يمكن أن تساهم في فهم أعمق للوحي الديني، ويشّجع ذلك على التطور الفكري.
خلال المسيحية المبكرة كان للمفاهيم المسيحية من الرعاية ومساعدة المرضى دور في تطوير الأخلاق الطبية. وأنشأ المسيحيون أتباع كنيسة المشرق مدارس للمترجمين وألحق بها مستشفيات، ولعبوا أدورًا هامة في نقل المعارف الطبية إلى اللغة العربية. خلال هذه الفترة ظهر عدد من القديسيين ممن ارتبطت أسماءهم بالطب مثل القديسين كوزماس وداميان شفيعيّ الأطباء والقديس فيتوس ونيكولا كانوا أيضًا أطباء.
خلال العصور الوسطى حافظت الكنيسة على المخطوطات الطبية الكلاسيكية، وتحولت أديرة العصور الوسطى إلى مستشفيات ومراكز صحية. كان الأطباء والممرضات في هذه المؤسسات الرهبانيات والجماعات الدينية إضافة إلى كونهم أطباء، وتخصصت عدد من المؤسسات والرهبانيات الكنيسة في العمل في المجال الطبي والرعاية الصحية،  وسمحت الكنيسة الكاثوليكية ابتدءًا من عصر النهضة بالتشريح في الجامعات لأغراض تعليمية.

### دور الرجال الدين والعلماء المسيحيون

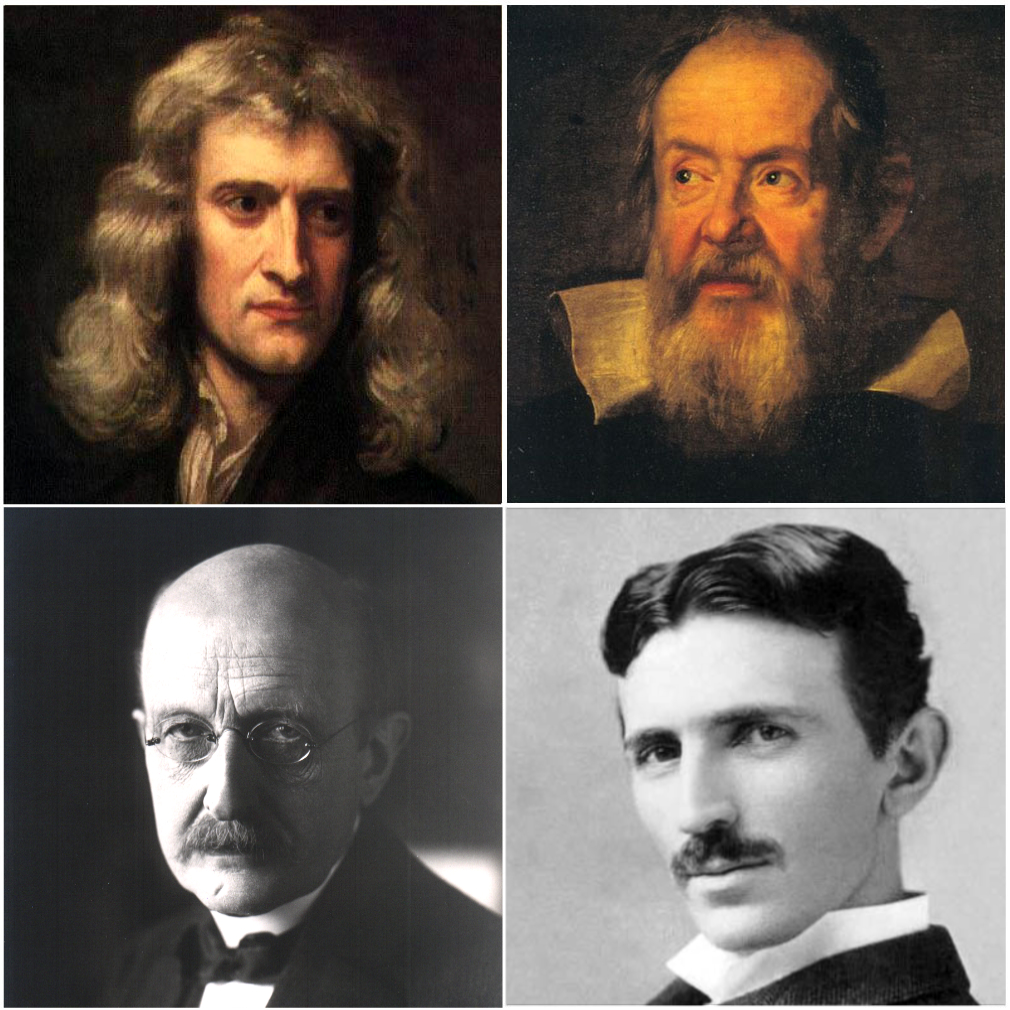
بعض العلماء المسيحيين المشاهير: إسحاق نيوتن وغاليليو غاليلي ونيكولا تسلا وماكس بلانك.

عدد كبير من الكهنة برزوا كعلماء، وكثير منهم كانوا من الرهبانية اليسوعية، كان منهم رواد في علم الفلك، علم الوراثة، علم المغناطيسية الأرضية وعلم الطقس والزلازل، والفيزياء الشمسية، والطب وأصبح بعض منهم «الآباء» لهذه العلوم. ومن أهم الأمثلة على رجال دين مسيحيين ممن كانت لهم مساهمات بارزة في تاريخ العلوم جريجور ميندل  من أهم علماء الجينات والوراثة، نيكولاس ستينو أب علم وصف طبقات الأرض وله اسهامات في علم التشريح،  رينه جوت هواي مؤسس علم البلورات،  وجان-بابتيست كاروني مؤسس علم الأحياء الخلوي،  وروجر باكون الراهب الفرنسيسكاني الذي كان واحدًا من أوائل دعاة المنهج العلمي، مارين ميرسين أبو علم الصوت والبلجيكي جورج لومتر أول من اقترح نظرية الإنفجار العظيم. أمثلة أخرى لرجال دين مسيحيين ممن لهم ساهموا في تطوير العلوم جون فيلوبونوس، ليو الرياضياتي، وليام الأوكامي، البابا سلفستر الثاني الذي أدخل إلى أوروبا الأباكوس،  فرانشيسكو ماريا جريمالدي العالم الفيزيائي، أثانيسيوس كيرتشر مخترع المكبر، ألبيرتوس ماغنوس مكتشف عنصر الزرنيخ،  نيكولاس كوبرنيكوس ويُعتبر أول من صاغ نظرية مركزية الشمس وكون الأرض جرماً يدور في فلكها،  جيوفاني باتيستا زوبي وكان أول من اكتشف بأن عطارد له طور كوكبي مثل القمر والزهرة، ثيودوريك بورجنوني له إسهامات هامة في طب الجراحة والمطهرات ومواد التخدير، جيوفاني جيرولامو ساتشيري وضع نظريات أساس الهندسة الزائدية، البابا غريغوريوس الثالث عشر معروف في إصلاح واصدار التقويم الغريغوري والمطران لوقا فوينو-ياسينتيسكي مطران الكنيسة الروسية الأرثوذكسية وكان أول جرّاح في العالم يمارس عملية الزرع.
هناك أيضًا عدد من المسيحيين الذين ليسوا برجال دين، ممن برزوا وعملوا في العلوم خاصًة في حقول الطب والفيزياء والكيمياء والاختراعات ولهم مساهمات أيضًا في الفكر واللاهوت المسيحي، ويعتبر أيضًا عدد من العلماء المسيحيين آباء لحقول علمية عديدة، بما في ذلك، ولكن ليس على سبيل الحصر، الفيزياء الحديثة، والصوتيات، وعلم المعادن، والكيمياء الحديثة، وعلم التشريح الحديث، الطبقات، علم الجراثيم، وعلم الوراثة والهندسة التحليلية، وعلم الكون الفيزيائي. اختراعات العلماء المسيحيين تشمل البطارية، سماعة الطبيب، والآلة الحاسبة الميكانيكية، والبيديه، وطريقة بريل، والميكانيكية طباعة الحروف المتحركة، وبندول فوكو. تمت تسمية ثلاث وحدات كهربائية مثلًا على اسم عدد من العلماء الكاثوليك مثل وحدة أمبير، فولت، وكولوم.

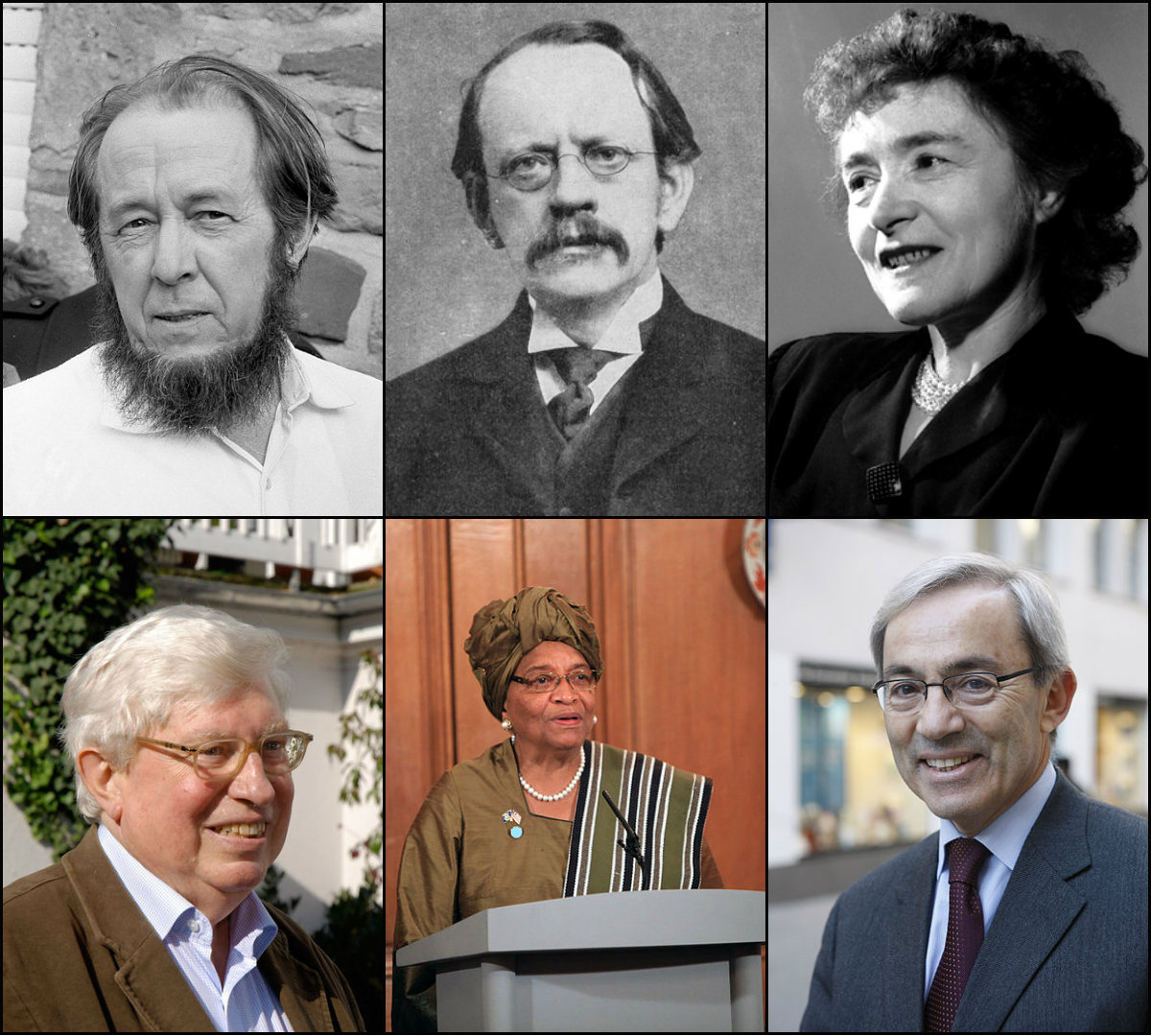
بعض مشاهير المسيحيين الحائزين على جائزة نوبل وهم من الأعلى واليسار: ألكسندر سولجنيتسين (أرثوذكسي) وجوزيف جون طومسون (أنجليكاني) وجرتي كوري (كاثوليكية) وكريستوفر بيساريدس (أرثوذكسي) وإلين جونسون سيرليف (بروتستانتية) وغيرهارد إرتل (مسيحي).

من العلماء المسيحيين على سبيل المثال لا الحصر في مجال الاختراعات تيم بيرنرز لي مخترع الإنترنت والفرد نوبل،  مخترع الديناميت وألكسندر غراهام بيل مخترع الهاتف، جولييلمو ماركوني مخترع المذياع، أنتوني فان لافينهوك، ويوهان غوتنبرغ  موجد المطبعة وويلبور رايت  مخترعا الطائرة. في مجال الرياضيات هناك فرانسيس بيكون، أبو المنهج العلمي الحديث وليونهارد أويلر والد الرياضيات الحديثة ووالد القنبلة النوويّة، وبليز باسكال الرياضياتي المعروف في الإحتمالات وهو من اخترع الآلة الحاسبة، ورينيه ديكارت، الذي اخترع نظامًا رياضيًا سمي باسمه وهو نظام الإحداثيات الديكارتية الذي شكل النواة الأولى لـلهندسة التحليليّة. وفي مجال علم الفلك يوهانس كبلر  الفلكي الألماني  والعالِم الفلكي جاليليو جاليلي. وفي الكيمياء ظهر أنطوان لافوازييه  والد الكيمياء الحديثة، ديميتري مندلييف وهو حفيد كاهن أرثوذكسي وواضع الجدول الدوري للعناصر الكيميائية وغيرهم. أما في مجال الطب هناك فيلهيلم كونراد رونتجن مكتشف الأشعّة السينية، ووليم هارفي  مكتشف الدورة الدموية، إدوارد جينر  مكتشف لقاح الجدري ونيكولاس أوغست أوتو والجرّاح جوزف ليستر موجد التعقيم ولويس باستور الذي عُرف بتجاربة التي اثبتت أن الكائنات الدقيقة هي المسؤلة عن الأمراض وعن اللقاحات  وألكسندر فلمنج  مكتشف البنسلين وغيرهم.
وفي الفيزياء برز ماكس بلانك  والد «النظرية الكمّيّة» في الفيزياء وإيرنست راذرفورد رائد في مجال الفيزياء دون الذرية، جون دالتون عالم في النظريّة الذرية؛ وله قانون الضغوط الجزئية، مايكل فاراداي واضع «قانون فاراداي»، وإسحاق نيوتن مكتشف الجاذبية وقوانين الحركة، والمهندس الميكانيكي والكهربائي نيكولا تسلا وهو ابن وحفيد كاهن أرثوذكسي وأندري ماري أمبير  موجد وحدة الأمبير.
يُذكر أنّ دراسة قامت بها جامعة نبراسكا- لينكون سنة 1998 وجدت أنّ 60% من العلماء الحائزين على جائزة نوبل في الفيزياء بين الأعوام 1901-1990 هم من خلفية مسيحية. وذكر كتاب ذكرى 100 عام لجائزة نوبل أنَّ حوالي (65.4%) من الحاصلين على جائزة نوبل بين الأعوام 1901- 2000 كانوا من المسيحيين. أي حصل المسيحيين على 423 جائزة من أصل 654 بين الأعوام 1901-2000. وذلك على الرغم من أنَّ نسبة المسيحييِّن في العالم هي 33.2%.

### البروتستانتية والثورة العلمية

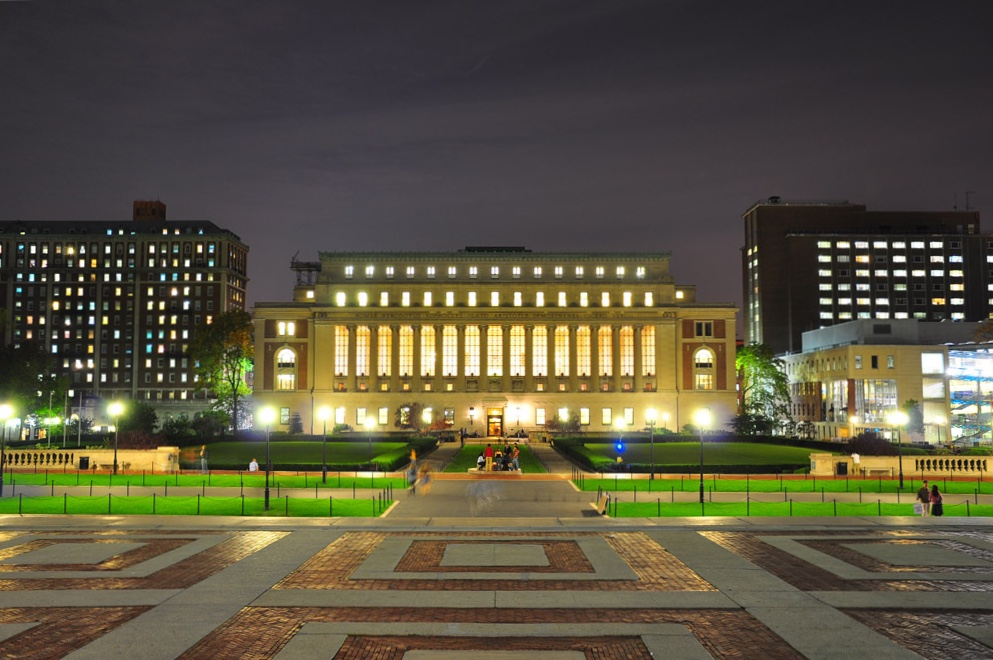
مكتبة جامعة كولومبيا، والتي كانت من معاقل البروتستانت، أثرت البروتستانتية ايجابيًا على انتشار الأبحاث العلمية.

يرى عدد من المؤرخين وعلماء الاجتماع أن ظهور البروتستانتية كان لها أثر كبير في نشوء الثورة العلمية،  فقد وجدوا علاقة ايجابية بين ظهور حركة التقوى البروتستانتية والعلم التجريبي. واستنادًا إلى روبرت ميرتون فأن العلاقة بين الانتماء الديني والاهتمام بالعلم هو نتيجة لتضافر كبير بين القيم البروتستانتية وتلك في العلوم الحديثة. وفقًا لأطروحة ميرتون شجعت القيم البروتستانتية على البحث العلمي من خلال السماح بالعلم لتحديد تأثير الله على العالم، وبالتالي يتم تقديم مبررات دينية لأغراض البحث العلمي. وتاريخيًا البروتستانتية لم تدخل في صراع مع العلم. كون البروتستانتية تركز على الاجتهاد وتعطي مكانة مميزة للدراسة والمعرفة والعقل. بحسب الأطروحة ساهم أيضًا عدد من أتباع الحركات البروتستانتية التطهيرية (أو البيوريتانيَّة) والتقويَّة في الإستقلالية الفكرية وتوفير الأدوات الفكرية والقيم الهامة للعلم. وكمثال على ذلك، تحدت حركة التقويَّة العقيدة الأرثوذكسيَّة عن طريق وسائل صيغ جديدة: أكتسبت المجلات الدورية اكتسبت أهمية مقابل الأطروحة الواحدة، وحل النقاش التنافسي محل الجدل التقليدي، والذي الذي حاول الحصول على المعارف الجديدة بدلاً من الدفاع عن الأطروحة الأرثوذكسية. وهو جزء من تأثير حركة التقوية التي أدت إلى الحداثة.
في عام 1958، قام عالم الاجتماع الأمريكي جيرهارد لينسكي بتحقيق في منطقة ديترويت في ميشيغان نشره تحت عنوان العامل الديني: دراسة سوسيولوجية الدين في التأثير على السياسة، والاقتصاد، والحياة الأسرية كشف، من بين أفكار أخرى، وجود فروق ذات دلالة إحصائية بين الكاثوليك من جهة والبروتستانت (البيض) واليهود من جهة أخرى فيما يتعلق بالاقتصاد والعلوم. ودعمت البيانات التي قام بها لينسكي الفرضيات الأساسية لأطروحة ماكس ويبر الأخلاق البروتستانتية وروح الرأسمالية. بحسب لينسكي: «المساهمات البروتستانتية في التقدم المادي، أصبحت بشكل غير مقصود وإلى حد كبير من المنتجات لبعض الصفات البروتستانتية المميزة. وكانت هذه النقطة المركزية في نظرية ويبر». وأشار لينسكي إلى أن جون ويسلي، وهو واحد من مؤسسي الكنيسة الميثودية، قد لاحظ أنَّ «العناية والتدبير» جعلت من الميثوديين أثرياء. حيث يقول لينسكي «في عصر مبكر، كان لكل من الزهد البروتستانتي والتفاني في العمل، كما لاحظ كل من ويسلي ويبر، من الأنماط المهمة التي عملت في تحقيق التقدم الاقتصادي». ومع ذلك، قال لينسكي، أنَّ الزهد أصبح نادر بين المذاهب البروتستانتية الحديثة. بدلاً من ذلك، أصبح لدى البروتستانت (البيض) واليهود درجة عالية من «الإستقلاليَّة الفكريَّة» والتي سهلت من التقدم العلمي والتقني.

#### التأثير في العصور الحديثة
وفقًا لمعطيات كتاب كتاب 100 عام على جوائز نوبل كان نصيب البروتستانت بين السنوات 1901-2000 حوالي 32% من جوائز نوبل. ذكرت دراسة للباحثة هارييت زوكرمان نُشرت في كتاب النخبة العلميّة: الحائزين على جائزة نوبل في الولايات المتحدة إلى أنّ 70.3% من النخبة العلميّة في الولايات المتحدة من خلفية بروتستانتية؛ فضلًا عن حوالي 60.9% من نخبة الأطباء، و74.1% من نخبة علماء الكيمياء و68.2% من نخبة علماء الفيزياء كانوا من خلفية بروتستانتية. ومن الطوائف البروتستانتية التي عرفت بكثرة حضور العلماء، جمعية الأصدقاء الدينية أو الكويكرز، حيث حضور العلماء هو أعلى لديهم مقارنة مع طوائف وديانات أخرى كما وقد برز عدد كبير منهم في الجمعية الملكية البريطانية وجوائز نوبل وبنسبة تفوق نسبتهم السكانية. قد أشار ديفيد هاكيت فيشر ذلك في كتابه بذور البيون من نظرية اقترحها في أن الكويكرز في الولايات المتحدة يفضلون «دراسة مميزة» عن الدراسات التقليدية الشعبية مثل اللغة اليونانية أو اللغة اللاتينية وكثيرًا ما ارتبط الكويكرز مع النخبة الثقافية في الولايات المتحدة. وتقترح نظرية أخرى سبب ذلك إلى تجنبهم الكهنوت واعطائهم مكانة خاصة للتعليم مما أعطاهم مزيدًا من المرونة في الاستجابة للعلم. وأظهر مسح اجتماعي قامت به جامعة شيكاغو علاقة إيجابية بين الكويكرز البيض وارتفاع معدل الذكاء، جنبًا إلى جنب الأسقفيين البيض والمشيخيين واللوثريين البيض واليهود الأشكناز. في دراسة أجريت عام 2009 حول اختلافات الذكاء للأميركيين البيض من خلال الطوائف، سجل الأسقفيين البيض أعلى متوسط معدل الذكاء قدره 113، وبحسب دراسة أجربت عام 2002 سجل الأسقفيين البيض والتوحيديين المسيحيين والكويكرز أعلى متوسط معدل الذكاء وأفضل إداء في اختبار سات SAT بين الطوائف المسيحية في الولايات المتحدة. وبحسب دراسة فريشمان وجد نسب الطلاب البروتستانت من الأسقفيين والمشيخييّن والبروتستانت ككل في جامعات رابطة اللبلاب تفوق نسبتهم السكانيّة بأضعاف.

### رعاة العلوم في الكنيسة الكاثوليكية

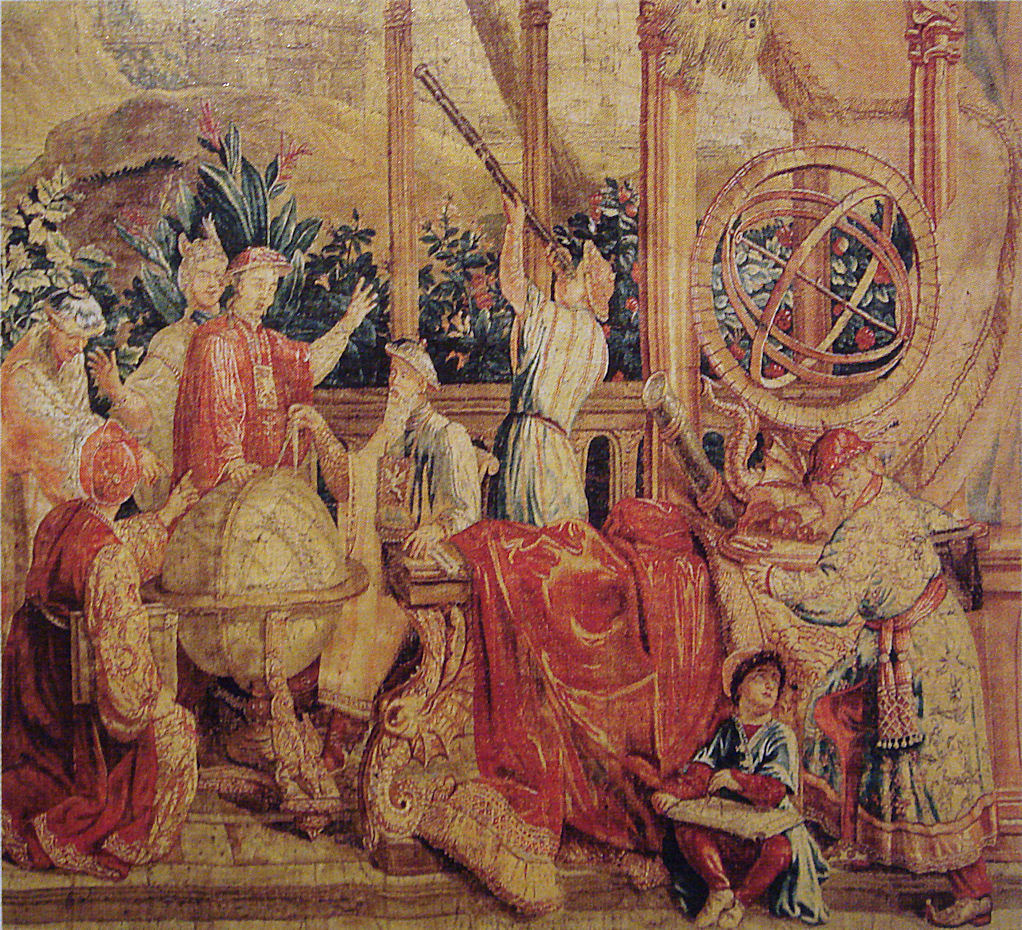
علماء فلك يسوعيين بجانب علماء صينيين.

استخدم نظام الرهبانية السيسترسية الكاثوليكية نظام عددي خاص به دعي في الأرقام السسترسية، والذي يمكن أن يعبر عن الأرقام من 0 إلى 9999 في علامة واحدة، وهي نظام عددي أكثر إحكاما من الأرقام العربية أو الرومانية. وفقًا لروب بيديكر، كانت "روح المبادرة والمشاريع" دائمًا جزءًا من هوية نظام الرهبانية السيسترسية، وكان السيسترسيون "محفزين لتطوير اقتصاد السوق" في أوروبا القرن الثاني عشر. حتى الثورة الصناعية، كانت معظم التطورات التكنولوجية في أوروبا تتم في الأديرة. ووفقًا لعالم القرون الوسطى جان جيمبل، فإن المستوى العالي من التكنولوجيا الصناعية لديهم سهّل انتشار التقنيات الجديدة: "كان لكل دير مصنع نموذجي، غالبًا بحجم الكنيسة وعلى بعد عدة أقدام فقط من الدير، وقادت القوة المائية آلات الصناعات المختلفة الموجودة على أرضيتها"." وتم استخدام القوة المائية لسحق القمح وغربلة الدقيق وملء القماش والدباغة - وهو "مستوى من الإنجاز التكنولوجي [الذي] يمكن ملاحظته عمليًا في جميع" الأديرة السسترسية. فحص مؤرخ العلوم الإنجليزي جيمس بيرك تأثير القوة المائية السسترسية، المستمدة من تكنولوجيا الطاحونة المائية الرومانية. وقدَّم السيسترسيون مساهمات كبيرة للثقافة والتكنولوجيا في أوروبا في العصور الوسطى: وفقاً لمؤرخين تعتبر العمارة السسترسية واحدة من أبرز أنماط العمارة في العصور الوسطى؛ وكان السيسترسيون القوة الرئيسة للانتشار التكنولوجي في مجالات مثل الزراعة والهندسة الهيدروليكية.
تاريخيًا كانت الرهبانية اليسوعية من أهم رعاة العلوم في الكنيسة الكاثوليكية، فقد أنشأ اليسوعيين عدد كبير من الجامعات والمؤسسات التعليمية، مما أدى إلى نشاط عدد منهم في العلوم. وبذل رهبان الإرساليات اليسوعية في الصين والهند جهدًا هامًا في العلوم خاصًة في الرياضيات والفلك والهيدروليكية والجغرافيا عن طريق ترجمة الأعمال العلمية إلى اللغة الصينية وتطويرها. وبحسب توماس وودز طوّر اليسوعيين مجموعة كبيرة من المعارف العلمية ومجموعة واسعة من الأدوات العقلية لفهم الكون المادي، بما في ذلك الهندسة الإقليدية التي طورت مفهوم حركة الكواكب. وأعتبر خبير آخر نقلًا عن توماس وود وبريتون أن أحد أسباب بداية الثورة العلمية في الصين كانت بسبب نشاط اليسوعيين العلمي فيها.
ووفقًا لجوناثان رايت، فاليسوعيون:
| التأثير الحضاري للمسيحية        | ساهموا في تطوير ساعات البندول، البارومترات، التلسكوبات والمجاهر، علم البصريات والكهرباء المغناطيسية، وفي كافة المجالات العلمية المختلفة. لاحظوا، في بعض الحالات قبل أي شخص آخر، المجموعات الملونة على سطح المشتري، وسديم المرأة المسلسلة وحلقات زحل. وضعوا نظرية حول الدورة الدموية (مستقلة عن نظرية وليم هارفي)، ونظرية الاحتمال النظري للطيران، وطبيعة المد والجزر للضوء. رسموا خرائط النجوم لنصف الكرة الجنوبي، وأطلقوا نظرية المنطق الرمزي، واوجدوا تدابير مراقبة الفيضانات في الأنهار وأدخلوا علامات الجمع والطرح في الرياضيات، كانت كل هذه جزء من الإنجازات النموذجية اليسوعية، ولا تستطيع عدم احتساب اليسوعيون عند الحديث عن العلماء المؤثرين امثال فيرما، هيغنز وإسحاق نيوتن. | التأثير الحضاري للمسيحية |
| — جوناثان رايت، كتاب جنود الله. | |                          |

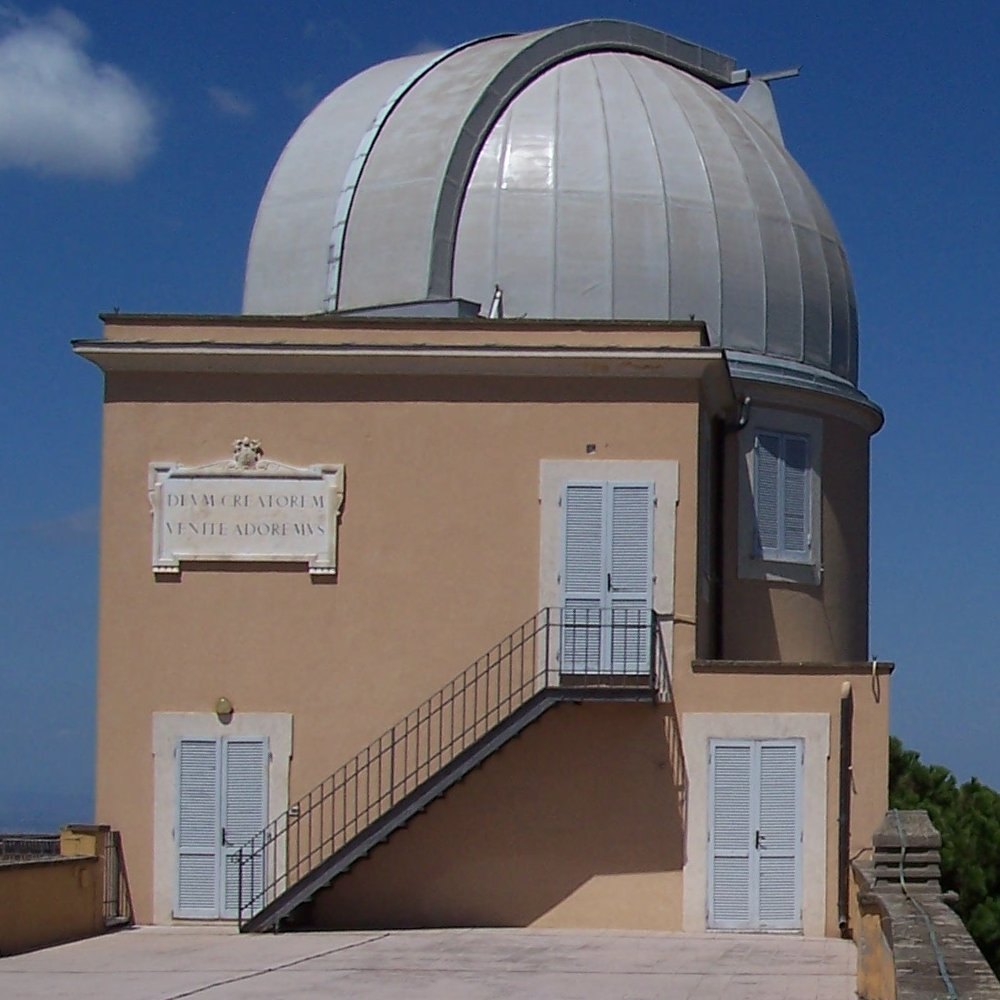
المرقب الفلكي الفاتيكاني.

اهتمّ اليسوعيون بالعلوم والتعليم ولعبوا اليسوعيون دوراًُ هاماً في تطوير العلوم في مختلف الميادين، سواءً كانت علوم تطبيقية أم اجتماعية - فلسفية، وبسبب الإسهامات الكبيرة التي قام بها اليسوعيين في تطوير علم الزلازل الكبيرة فقد أطلق على علم الزلازل «العلوم اليسوعية». وكما وقد وُصف اليسوعيون بأنهم المساهمون الأهم في الفيزياء التجريبية في القرن السابع عشر. يُذكر أنه تمت تسمية 35 من الفوهات على سطح القمر على أسماء علماء ورياضياتيين يسوعيين.
لا تزال الكنيسة الكاثوليكية حتى اليوم تساهم في تطوير العلوم، فمثلًا ترعى الكنيسة العلوم عن طريق الأكاديمية البابوية للعلوم والتي تأسست عام 1936 بطلب من البابا بيوس الحادي عشر، لتعزيز تقدم العلوم خصوصًا الرياضيات الفيزيائية والرياضيات الطبيعية ودراسة المشاكل المعرفية ذات الصلة؛ وقد خرجت أسماء هامة في علم الفيزياء في القرن العشرين أمثال الحائزين على جائزة نوبل في الفيزياء ستيفن هوكينغ وتشارلز هارد تاون.
كما أقام الفاتيكان المرقب الفلكي الفاتيكاني في قلعة غاندولوفو إلى الجنوب من روما، ويتبع للمرقب مرقبًا آخر في جبل غراهام بيل في الولايات المتحدة الإمريكية؛ وقد خرّج المرقب الذي يعتبر واحدًا من أهم مراقب العالم عددًا من العلماء المرموقين أمثال ميشال هيلر، جورج كوين، وفان جورج بيسبورغ وجميعهم حاصلين على جوائز تمبلتون لعلماء الكونيات؛ اهتمت الكنيسة الكاثوليكية طوال تاريخها بعلم الفلك خصوصًا لأهميته في تحديد ميعاد عيد الفصح وكذلك في حساب التوقيت والأيام، وكانت الفاتيكان قد قادت عملية تصحيح التقويم عام 1583 والذي عرف باسم بابا ذلك العصر غريغوري الثالث عشر باسم «التقويم الغريغوري» وهو التقويم الميلادي المعترف به في مختلف أنحاء العالم اليوم.

## الفن والموسيقى والأدب

### الفن

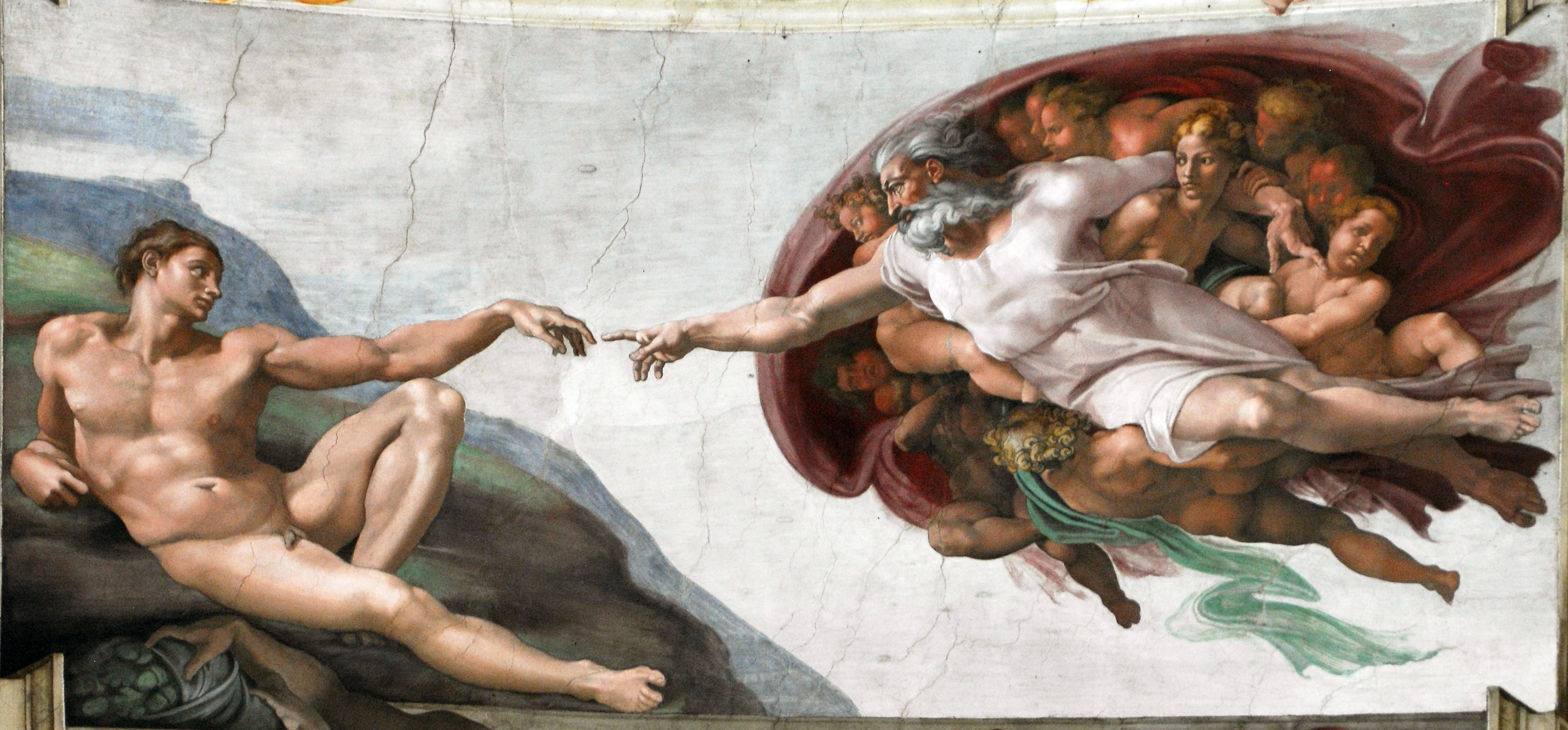
خلق آدم: أشهر أيقونات ميكيلانجيلو تزين سقف كنيسة سيستين في الفاتيكان وهي من أهم الأعمال الفنيّة الغربي.

كان للمسيحية بشكل عام والكنيسة الكاثوليكية بشكل خاص دور في تطوير وتألق الفن الغربي. ويتألف هذا من جميع المصنفات المرئية المنتجة في محاولة لتوضيح تعاليم المسيحية الدينية. ويشمل هذا الرسم والنحت والفسيفساء، صنع الأدوات المعدنية، التطريز، الأيقونات وحتى العمارة. وقد لعبت الكاثوليكية والأرثوذكسية دورًا بارزا في تاريخ وتطور الفن الغربي منذ القرن الرابع على الأقل. ومن المواضيع الرئيسة التي استلهمت في أعمال الفن المسيحي حياة يسوع، جنبا إلى جنب حياة تلاميذه، والقديسين، وأحداث من العهد القديم.

أيقونة أرثوذكسية ليسوع وتعبر إحدى أهم أيقونات المسيحية الشرقية.

من أوائل الفنون المسيحية التي ما زالت واضحة العيان هي اللوحات الجدارية التي رسمت على جدران المنازل وسراديب الموتى أثناء اضطهاد المسيحيين أيام الإمبراطورية الرومانية. والتوابيت الحجرية التي صنعها الرومان المسيحيين حوت تماثيل منحوتة تصور يسوع ومريم وشخصيات توراتية أخرى. عقب نهاية الإضطهاد اعتمد الفن المسيحي أشكال أكثر ثراء مثل الفسيفساء والمخطوطات المزخرفة. وقد اختلف موقف الكنائس المسيحية الشرقية والغربية تجاه الفنون خاصة تجاه مسألة التماثيل داخل الكنائس، ففي حين رفضت كنائس القسطنطينية وأنطاكية والإسكندرية ذلك وطورّت فنها الخاص خاصًة فن الايقونات، فقد سمحت بها الكنيسة الكاثوليكية في روما وما يتبعها من كنائس في الغرب الأوروبي،  وذلك عبر إستغلال الفن المسيحي الذي شيد التماثيل ذات الدلالة الدينية المسيحية، والتي استخدمت أيضاً في نشر الدين الجديد في أوساط الغرب الأوروبي الذي كان يعاني من الجهل بالقراءة والكتابة، وهكذا تم استغلال التماثيل المسيحية من أجل هدف تعليمي وتثقيفي بحت. بينما إتبعت الكنائس المسيحية الشرقية مسار مختلف في الفنون، إذ تطور فن الايقونات خاصةً في ظل الإمبراطورية البيزنطية حيث تطور فن موزاييك والفسيفساء من الرخام أو الزجاج وزخرفة المخطوطات، عقب سقوط القسطنطينية انتقل مركز فن الايقونات إلى روسيا والتي طورّت اساليب جديدة في فن الايقونات، ولا تزال روسيا حتى اليوم مركز لفن الإيقونات الشرقية.

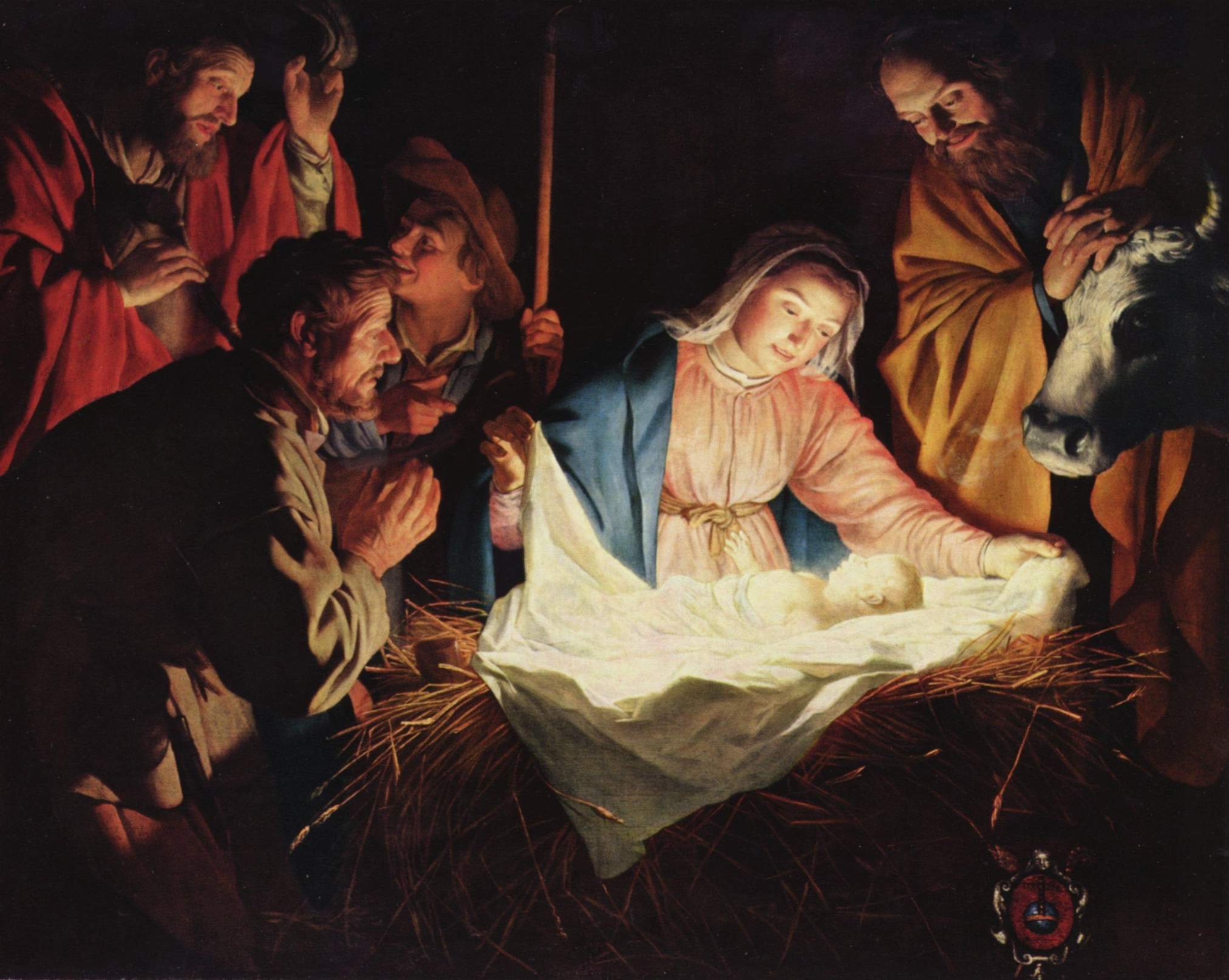
لوحة ميلاد يسوع، تظهر الطفل ومريم ويوسف والرعاة. بريشة هونثروست، 1622.

طورت الكنائس الأرثوذكسية المشرقية فنونها الخاصة التي ارتبطت بهويتها ففي الكنيسة القبطية عرفت في التصوير الجداري وفن الزخرفة القبطية كذلك الأمر بالنسبة كنيسة التوحيد الأرثوذكسية الإثيوبية التي طورت فن أفريقي مسيحي فريد. وطورت أيضًا كنيسة مالانكارا في الهند فن ذات عناصر هندية وسريانية.
خلال الاصلاح البروتستانتي ظهرت حركة دعت إلى تدمير الصور الدينية لم تحبذ البروتستانتية التصوير، ادّى ذلك إلى نشوء نوع فن جديد في الكنيسة الكاثوليكية وهو فن الباروك والروكوكو.
نشطت خلال عصر النهضة حركة فن الرسم والنحت واحتكر الفاتيكان أغلب الفنانين: ليوناردو دافنشي، ميكيلانجيلو، رافائيل وغيرهم. كما أن أغلب التحف الفنية القائمة حتى اليوم في مختلف أنحاء أوروبا والتي تعود لعصر النهضة، يعود الفضل في بنائها لتشجيع بابوات ذلك العصر.
أغلب الأعمال الفنية الغربيّة الكبرى من مختلف الأصعدة أيضًا كانت مرتبطة بالمسيحية، فالقسم الأكبر منها مأخوذ من الكتاب المقدس أو يمثل مقاطعًا وأحداثًا منه؛ ومن أبرز هذه الأعمال بيتتا، سقف كنيسة سيستينا، منحوتة قبر يوليوس الثاني وتمثال داوود لميكيلانجيلو، عذراء الصخور والعشاء الأخير لليوناردو دا فينشي ونافورة تريفي التي بنيت بطلب البابا أوربان الثامن وغيرها.

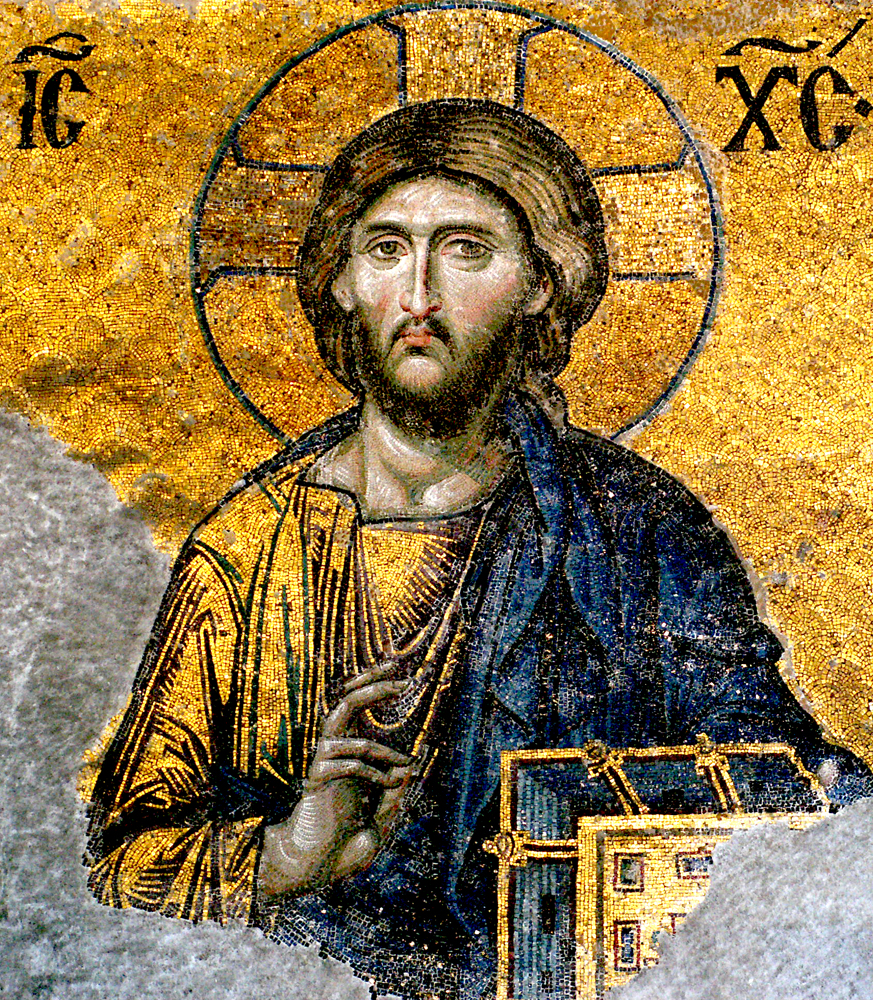
أيقونة فسيفسائية شرقية ليسوع.
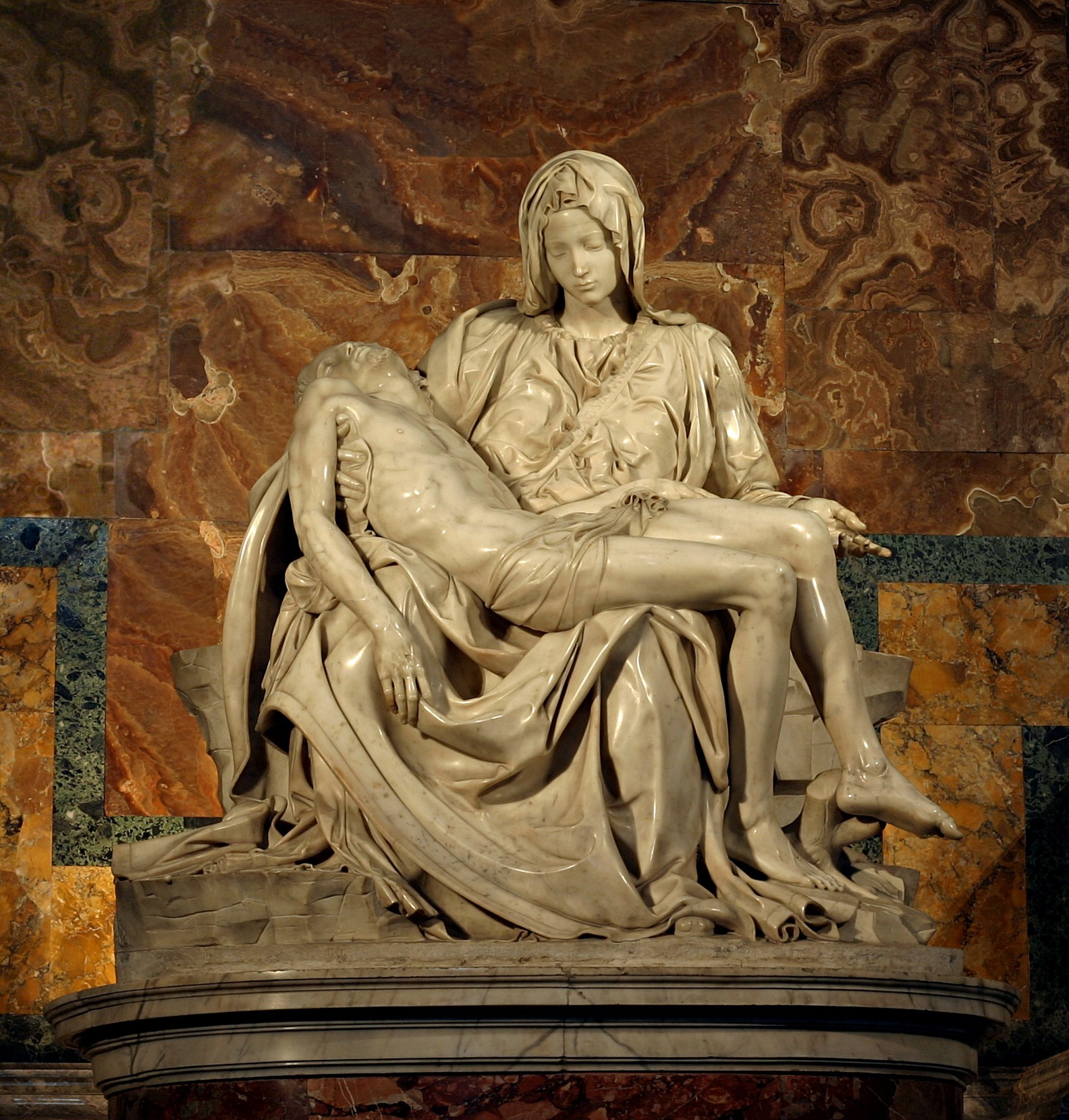
منحوتة بيتتا لميكيلانجيلو.
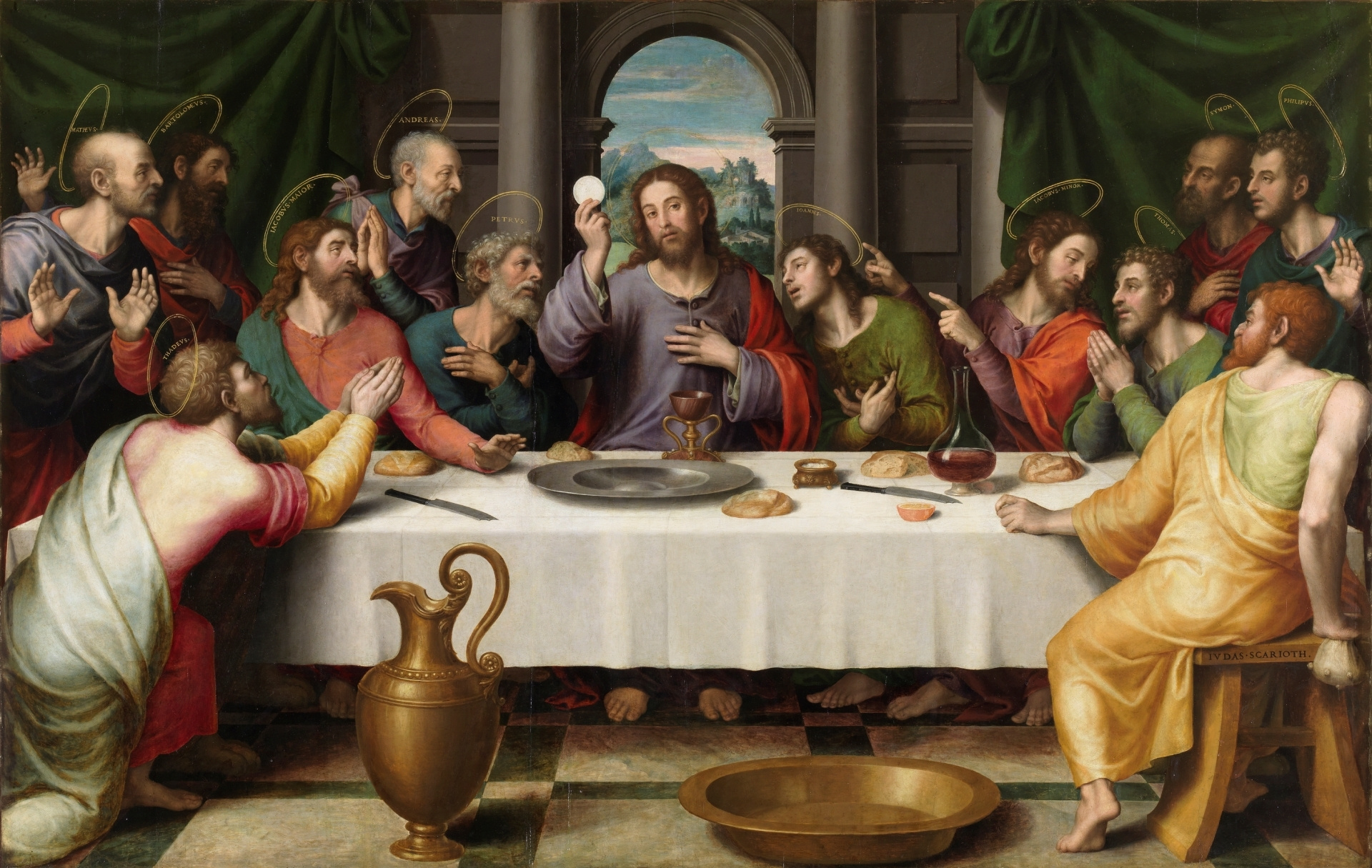
العشاء الأخير، بريشة فنشنست جوان ماسيب.
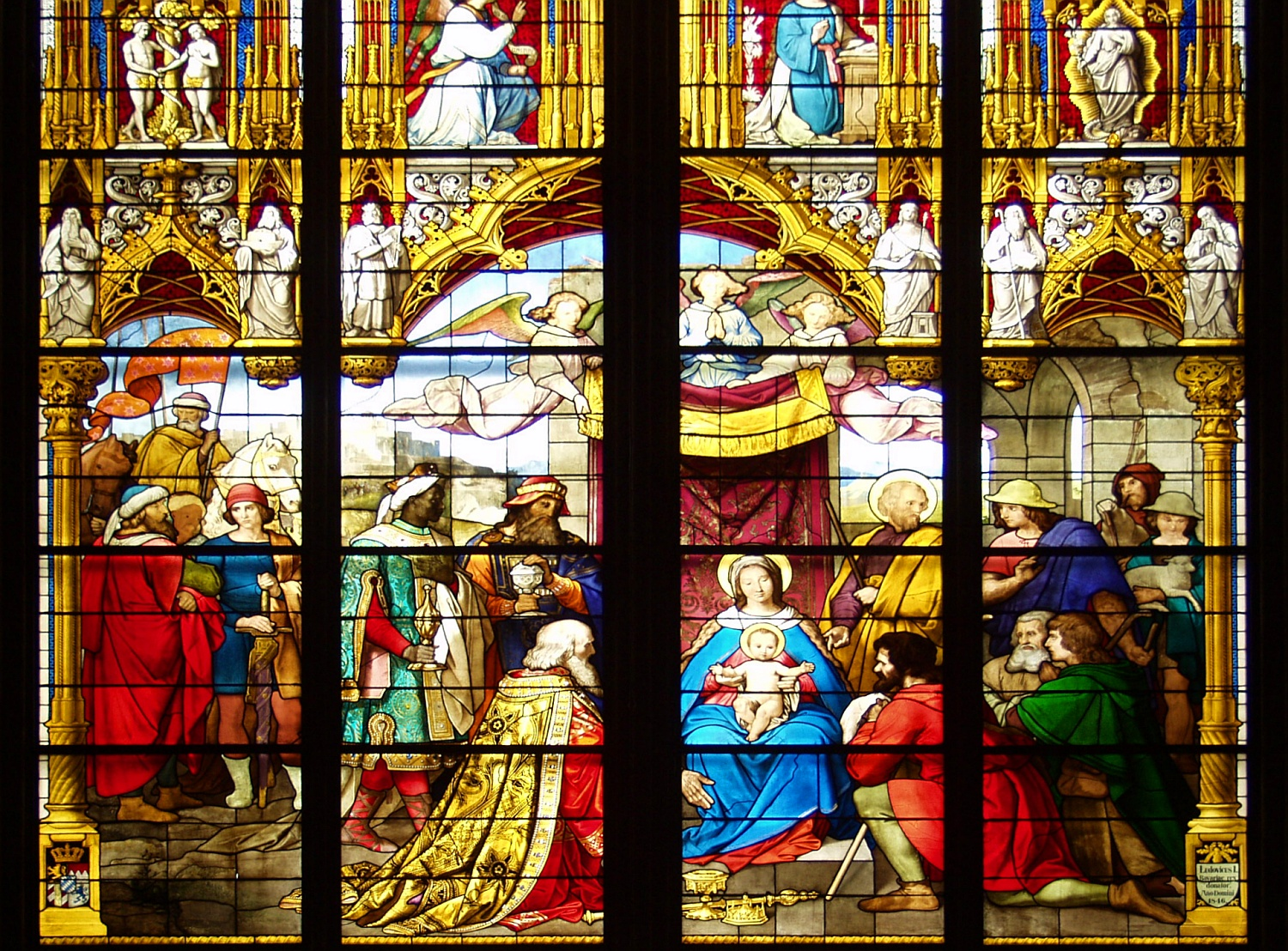
رسم على زجاج ملون يُظهر قصة ميلاد يسوع في كاتدرائية كولونيا.
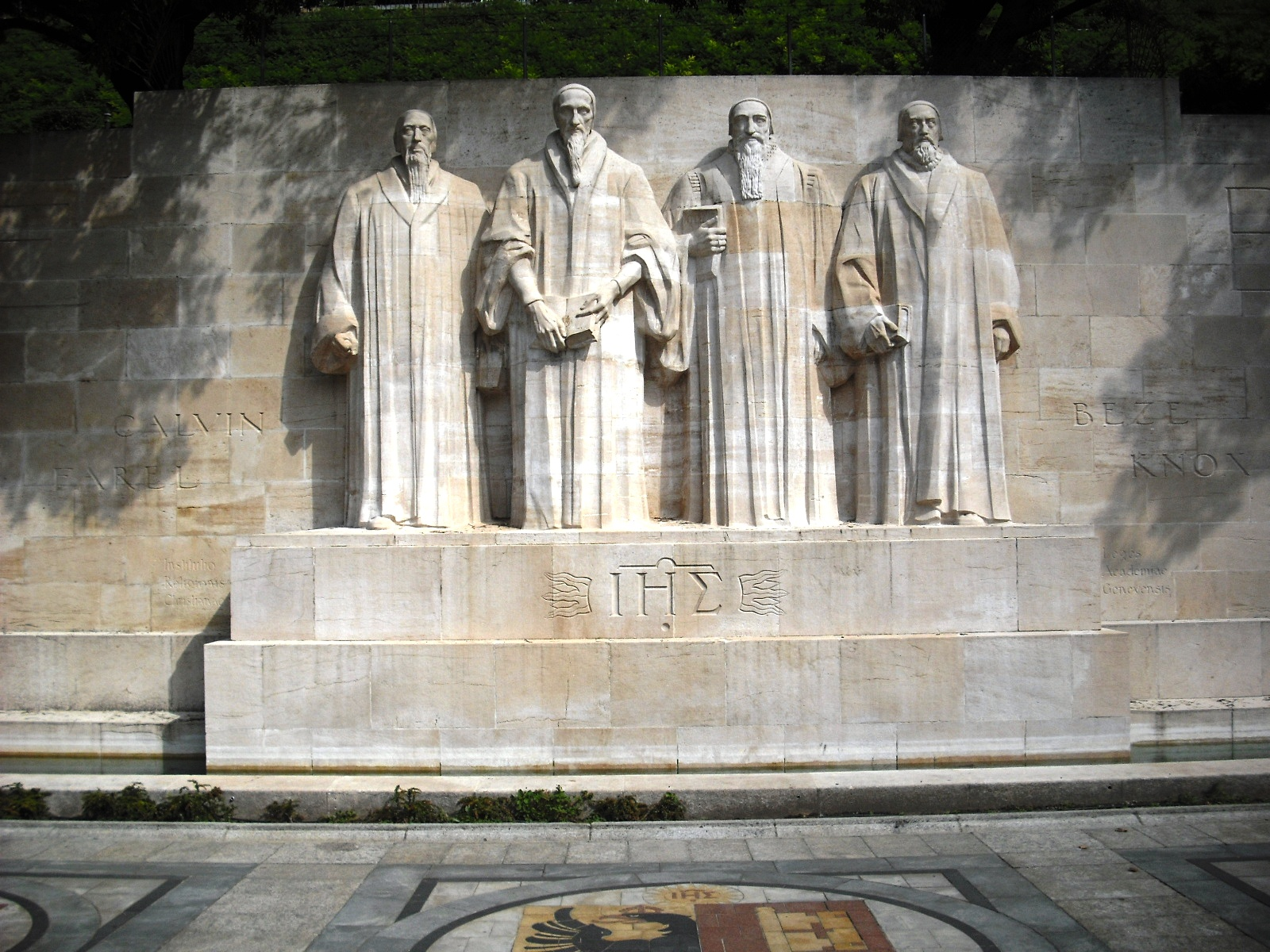
نصب المصلحون البروتستانت في جينيف، سويسرا.
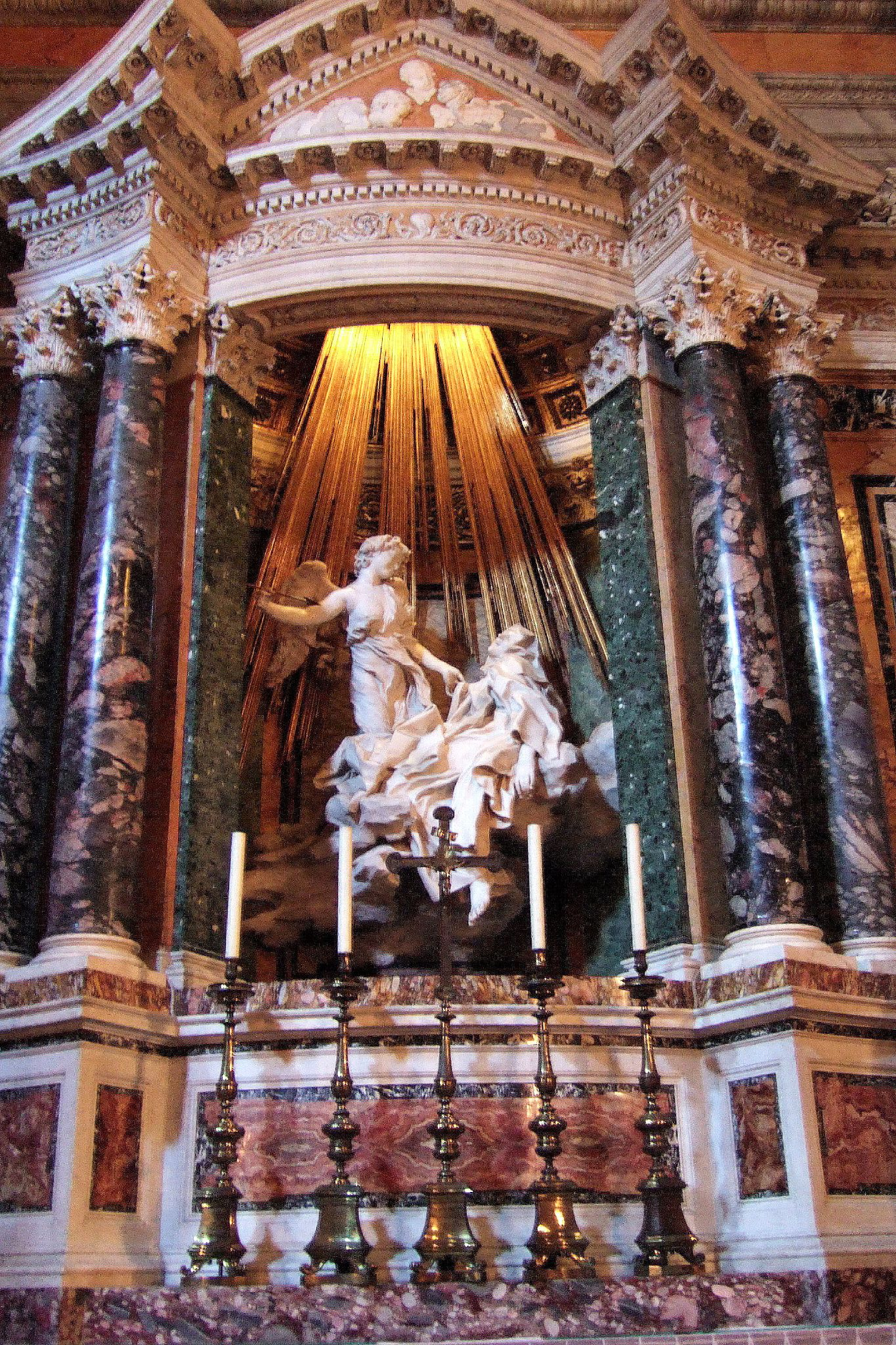
منحوتة القديسة تريزيا لجان لورينزو برنيني.
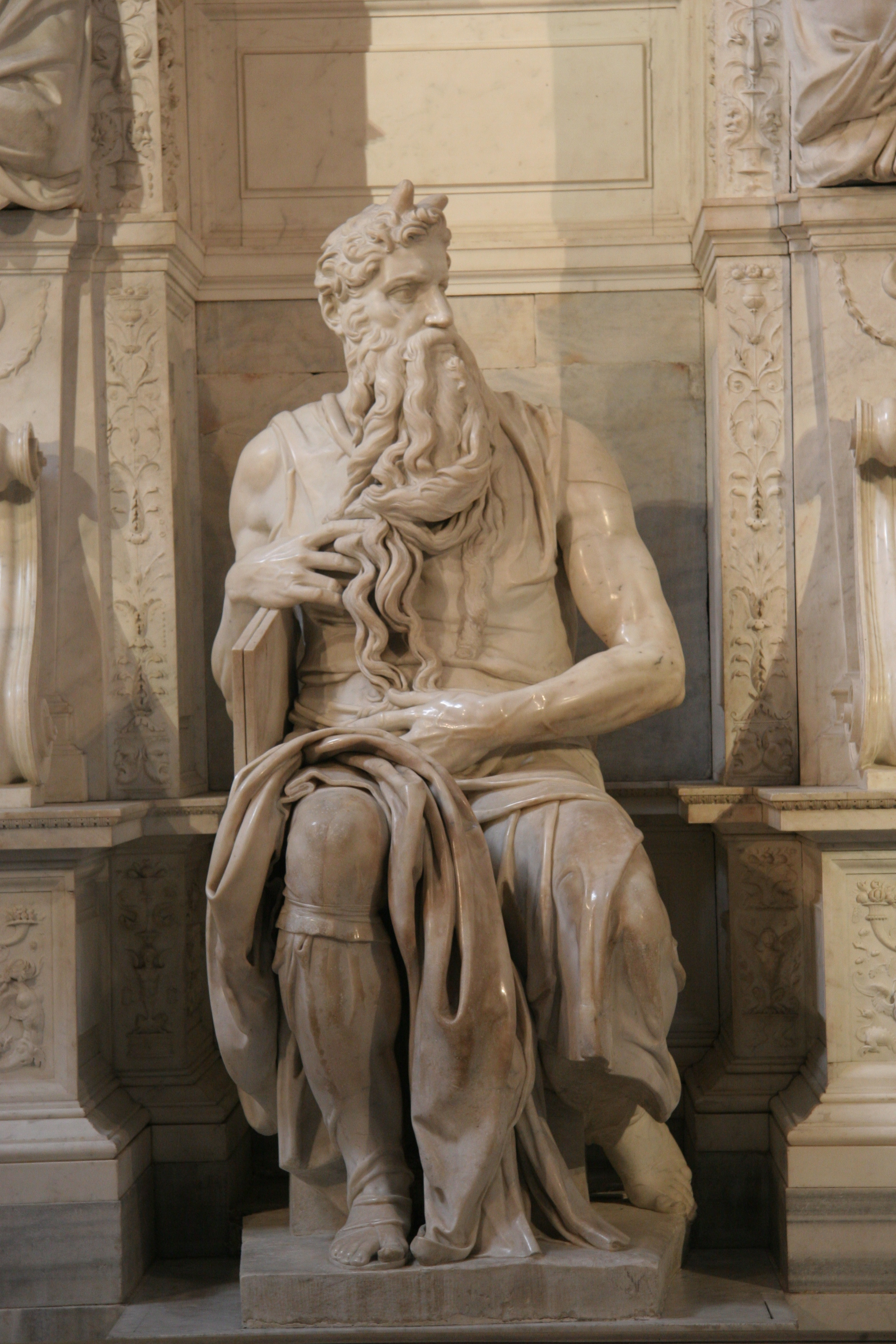
موسى ضمن منحوتة قبر يوليوس الثاني.
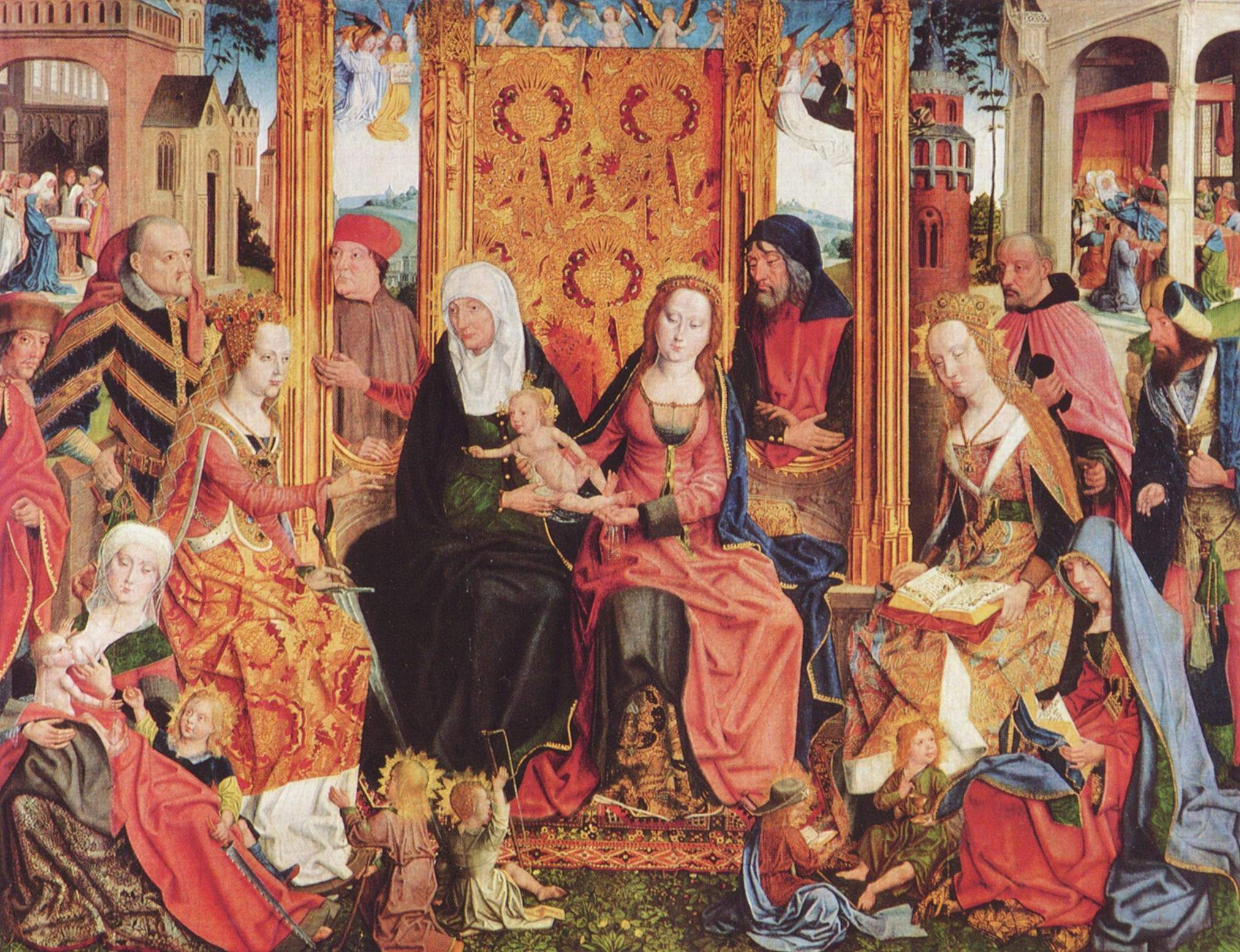
القرابة المقدسة، لوحة ألمانية.
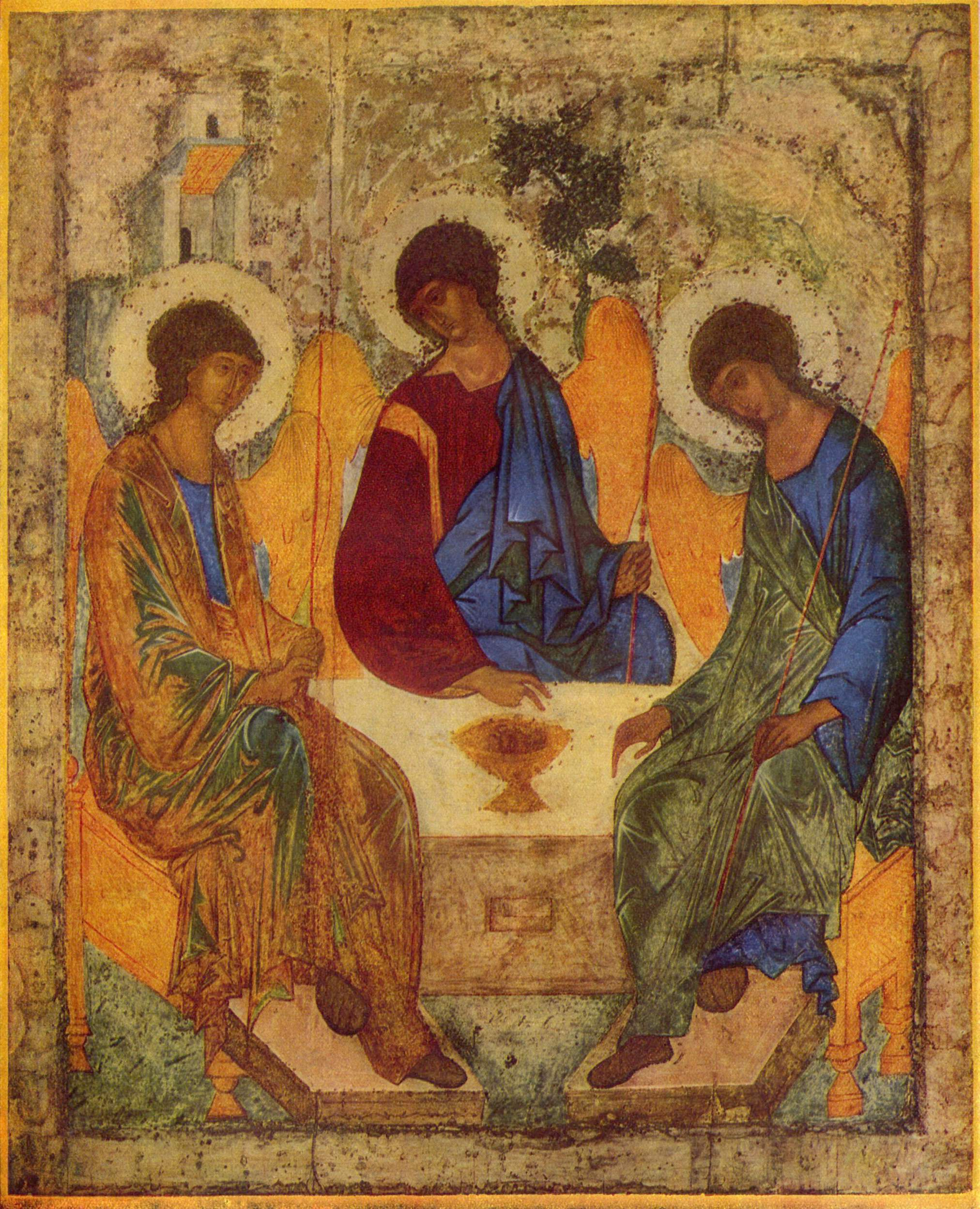
أيقونة الثالوث المقدس، بريشة أندريا روبلوف.
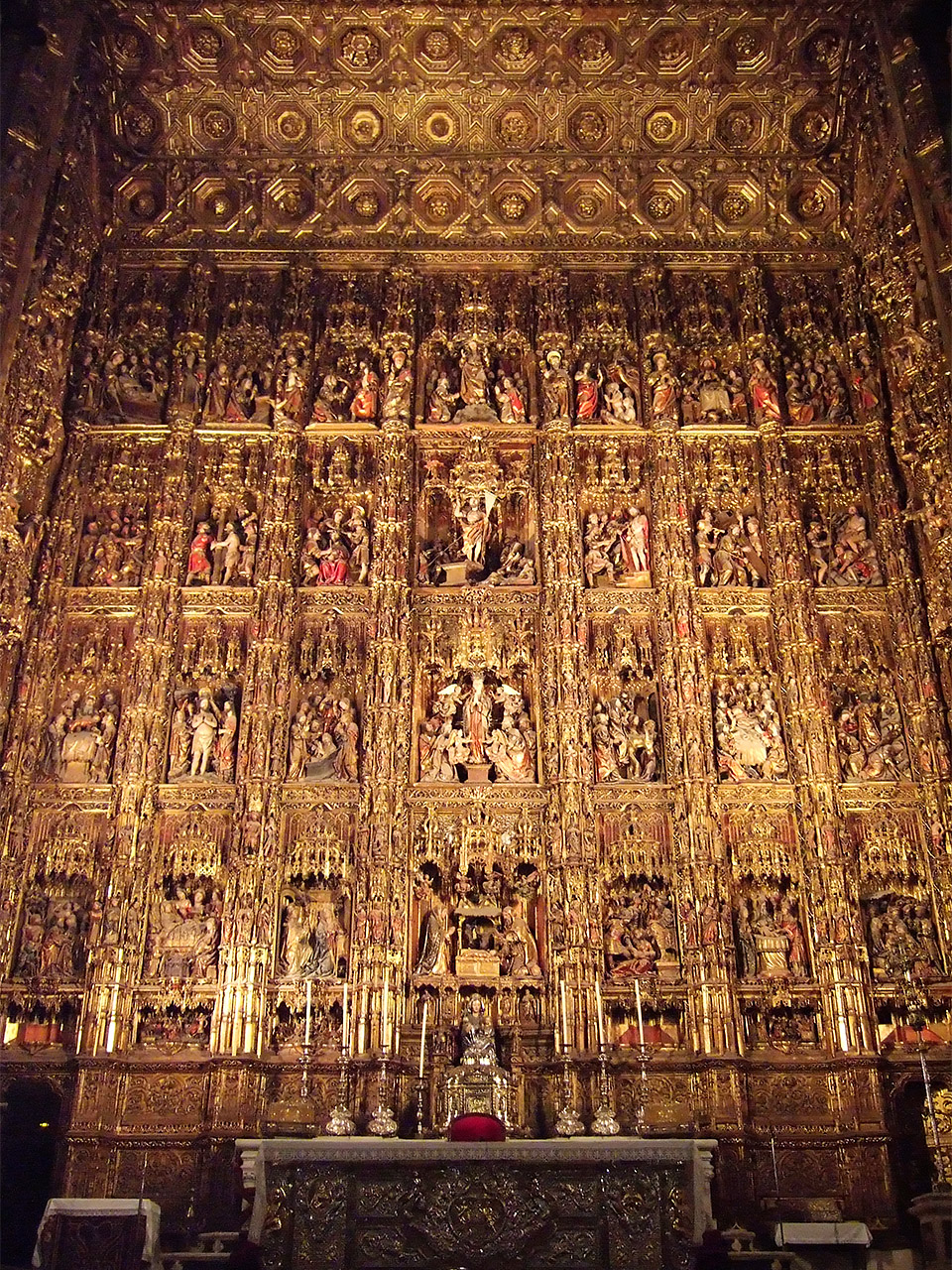
مذبح كاتدرائية إشبيلية، إسبانيا.

### الموسيقى
| القداس الجليل على يوتيوب احدى أهم أعمال لودفيج فان بيتهوفن الدينية |
| —اوركسترا ألمانية.                                                 |

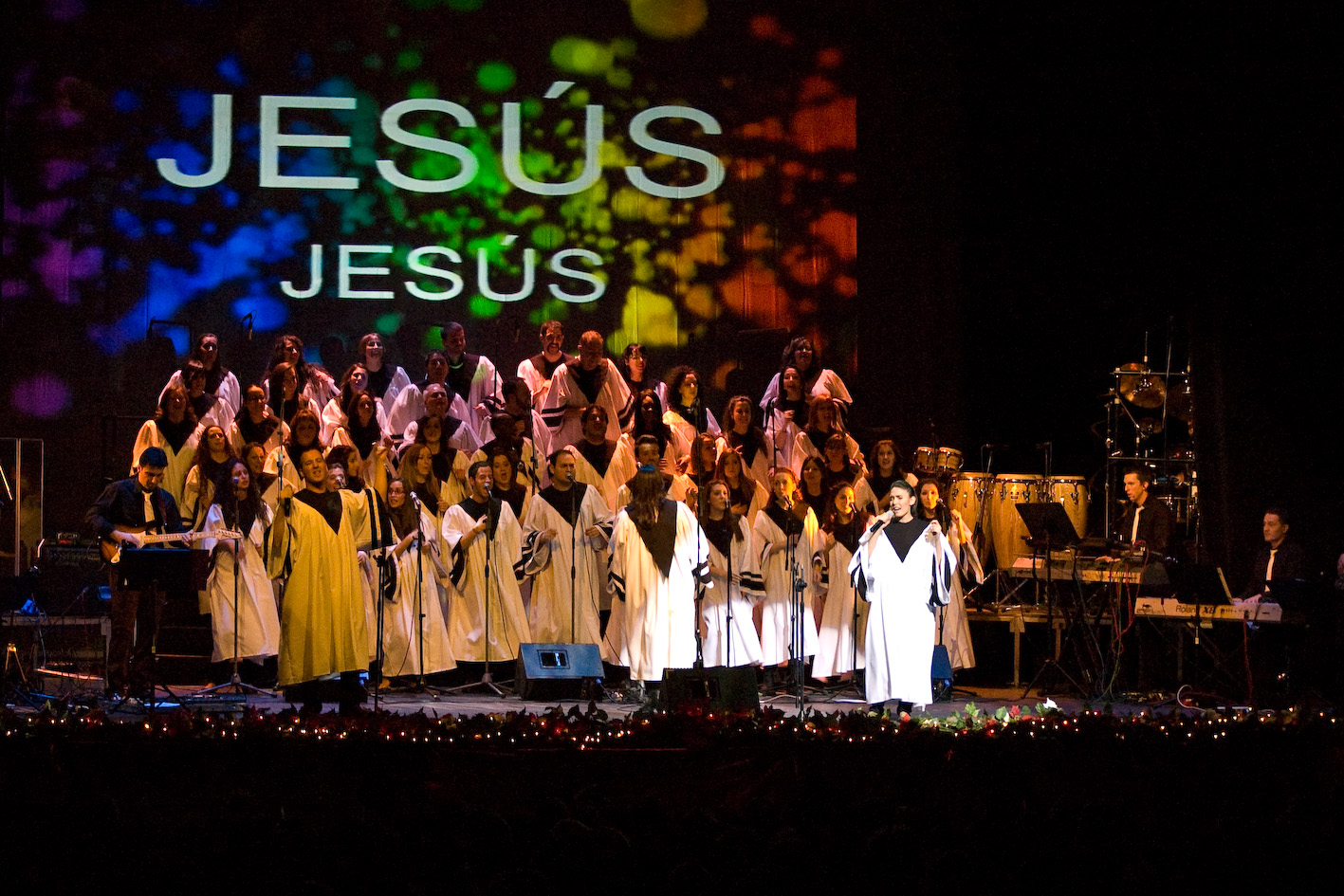
جوقة بروتستانتية في البرازيل.

استخدمت الموسيقى في طقوس العبادة والصلوات المسيحية. واخذ الغناء شكل فردي وجماعي، وشكل جوقة أو خُورُس. في القرن الرابع بعد انتهاء عصر اضطهاد المسيحيين قام آباء الكنيسة بتأسيس نظام للطقوس الدينية المؤلفة من الأناشيد التي ُترنم في المناسبات المختلفة طوال السنة، وقام بكتابة كلمات وموسيقى الأناشيد الدينية وتأثروا من الشعر الغنائي في العهد القديم أو المزامير. ثم اخذت كل كنيسة تضع موسيقى واناشيد خاصة فيها، وقد هذب البابا غريغوري الأول الموسيقى اللاتينية الكنسيّة فأحدث الترانيم الغريغورية وهي ألحان في الكتاب المقدس للموسيقى الكنسية اللاتينية. ويعتبر فن موسيقي غنائي جاد، ذو سير لحني غير مرافق بآلات موسيقية. ويرتكز الغناء الغريغوري على ثمانية سلالم موسيقية. كذلك تطورت الموسيقى في الكنائس الشرقية، فظهرت في الكنائس ذات التقليد السرياني، الموسيقى الكنسية السريانية تستخدم هذه الموسيقى ثمان مقامات شرقية، ويرجأ تاريخها إلى مار أفرام السرياني. وقد انتقلت هذه الموسيقى إلى الهند فطوّر مسيحيي مار توما نوع موسيقي يمزج عناصر سريانية وهندية. وتطورت الموسيقى الكنسية البيزنطية في الكنيسة الأرثوذكسية الشرقية وهي موسيقى صوتية بالكلية ولم تستعمل الآلات الموسيقية كما أنها آحادية الصوت مقابل تعدد الأصوات. المؤرخ تيارد تيلرد يقول أن الموسيقى البيزنطية كانت صوتية وكانت ترتل من قِبَل مرتل أو جوقة مدربة على الترتيل بتناغم. وأثّرت الموسيقى البيزنطية على الموسيقى البلغارية والرومانية والصربية وغيرها من دول البلقان وأوروبا الشرقية بحيث تبّنت عناصر موسيقية محلية شعبية، وعُرفت خلال القرن 15 والقرن 17 عصرها الذهبي حيث وصلت إلى أوج ازدهارها وانتشرت مدارس الموسيقى الليتورجية في جميع أرجاء أوروبا الشرقية ودول البلقان، وابتكر الملحنيين الأرثوذكس موسيقى كنيسة من ثمان مقامات تختلط فيها الموسيقة الكنيسة البيزنطية-اليونانية وعناصر موسيقية من اللغات المحليّة.
ظهرت في الكنيسة القبطية الأرثوذكسية الموسيقى الكنسية القبطية وهي من هي أقدم موسيقي كنسية موجودة، وقد وصفها عالم الموسيقي الإنجليزي، ايرنست نيولاند سمث، بجامعات أكسفورد ولندن:

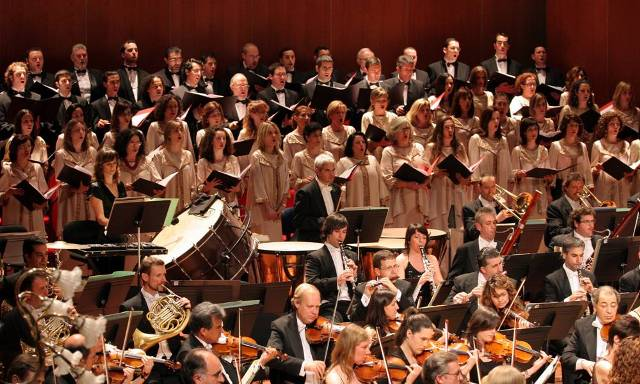
فرقة أوركسترا في بريطانيا، تعزف سمفونية هللويا لهاندل.

بلغت الموسيقى الغربية مع الكنيسة ذروة مجدها من ناحيتي الأداء الغنائي وانتشار العلوم والبحوث والدراسات الموسيقية. وضع الرهبان أول أشكال تدوين الموسيقى الغربية الحديثة من أجل توحيد القداس الكنسي في جميع أنحاء العالم،  وأُلّف عدد هائل من الموسيقى الدينية على مر العصور. أدّى هذا مباشرة إلى نشوء وتطور الموسيقى الكلاسيكية الأوروبية، والعديد من مشتقاته. وشجعت لكنيسة الكاثوليكية على وجه الخصوص النمط الباروكي، وشمل ذلك الموسيقى والفن والعمارة، وذلك في مرحلة ما بعد الإصلاح البروتستانتي فقد شجعت الكنيسة هذا النوع الديني من الفنون كوسيلة لتحريك العاطفة، ما أدى إلى تحفيز الحماس الديني.
أنتجت قائمة كبيرة من الملحنين والموسيقيين أعمال فنية سميت «بالموسيقى المقدسة» والتي لها مكانة بارزة في الثقافة الغربية وشهرة واسعة النطاق، بعضها تخص الكنيسة الكاثوليكية كقصيدة «إلى السعادة» للودفيج فان بيتهوفن، اوبرا «افي فيروم كوربوس» لفولفغانغ أماديوس موتسارت؛ والعمل الفني الشهير «السلام عليك يا مريم» لفرانز شوبرت، عمل سيزار فرانك في «الخبز الملائكي»، أنطونيو فيفالدي في اوبرا «المجد لله».
وبعضها الآخر موسيقى تخص الكنائس البروتستانتية كسمفونية هللويا لجورج فريدريك هاندل والعديد من أعمال يوهان سباستيان باخ وأوراتوريو الخلق وأوراتوريو الفصول لجوزيف هايدن.

### الأدب

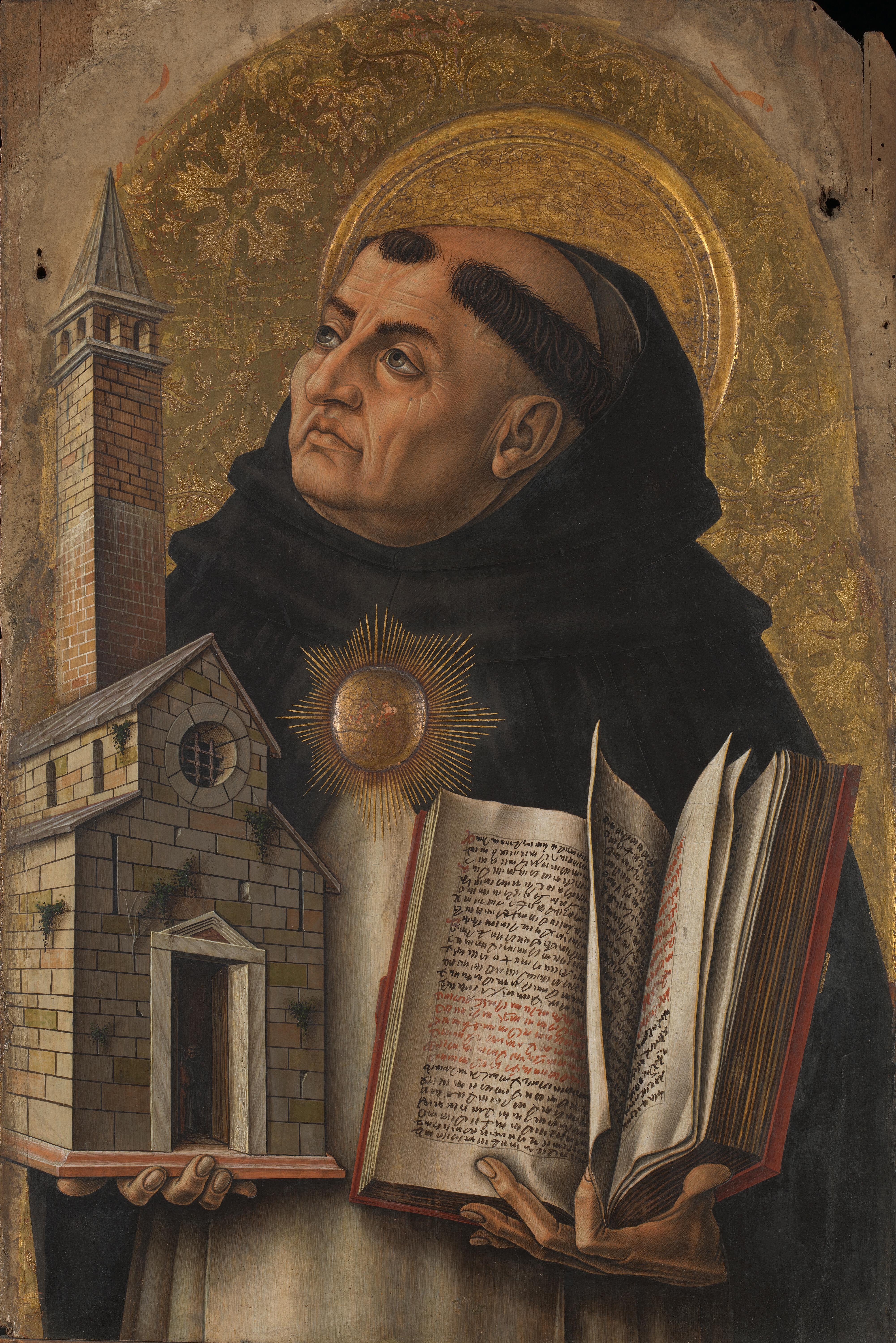
توما الأكويني، وهو أبو المدرسة التوماوية في الفلسفة واللاهوت.

كان للكتاب المقدس تأثير عميق على الحضارة الغربية وعلى الثقافات حول العالم، مع تقليد أدبي يمتد على بعد آلاف السنين، يُعد الكتاب المقدس أحد أكثر الأعمال تأثيراً على الإطلاق. من ممارسات النظافة الشخصية إلى الفلسفة والأخلاق، أثر الكتاب المقدس بشكل مباشر وغير مباشر على السياسة والقانون والحرب والسلام والأخلاق الجنسية والزواج والحياة الأسرية والرسائل والتعلم والفنون والاقتصاد والعدالة الاجتماعية والرعاية الطبية والمطبخ والمزيد. وقد ساهم أيضًا في تشكيل ملامح القانون الغربي والفن والأدب والتعليم.
كان الأدب أحد المجالات الثقافية البارزة التي أثرت بها المسيحية. مع التقليد الأدبي الذي يمتد ألفي سنة، كانت المنشورات البابوية والكتاب المقدس تعتبر من ثوابت القوانين الكاثوليكية ولكن أنتج أيضًا عدد لا يحصى من الأعمال الدينية التاريخية الأخرى والتي لها تأثير كبير على المجتمع الغربي. وما يزال الكتاب المقدس إحدى أكثر الكتب قراءًة في الغرب والعالم. كان لنصوص الكتاب المقدس ومواعظ يسوع مثل الموعظة على الجبل وأمثاله أثرًا هامًا في الأدب الغربي وقد تُرجم الكتاب المقدس إلى كافة اللغات، ومنها طبعة الكتاب المقدس للملك جيمس في اللغة الإنكليزية والذي يعتبر واحد من النصوص الأكثر إثارة للإعجاب في الأدب الإنكليزي، وقد أثرّت الطبعة في شعر جون ميلتون وخطب مارتن لوثر كينغ. كذلك الأمر بالنسبة للنصوص العهد القديم فالمزامير ومجموعة الكتب الشعرية التي كان لها أيضًا تأثيرًا عميقًا في الفكر والأدب الغربي،  أمّا رسائل بولس فكانت إحدى أقدم الوثائق المسيحية الموجودة والنصوص التأسيسية لعلم اللاهوت المسيحي.

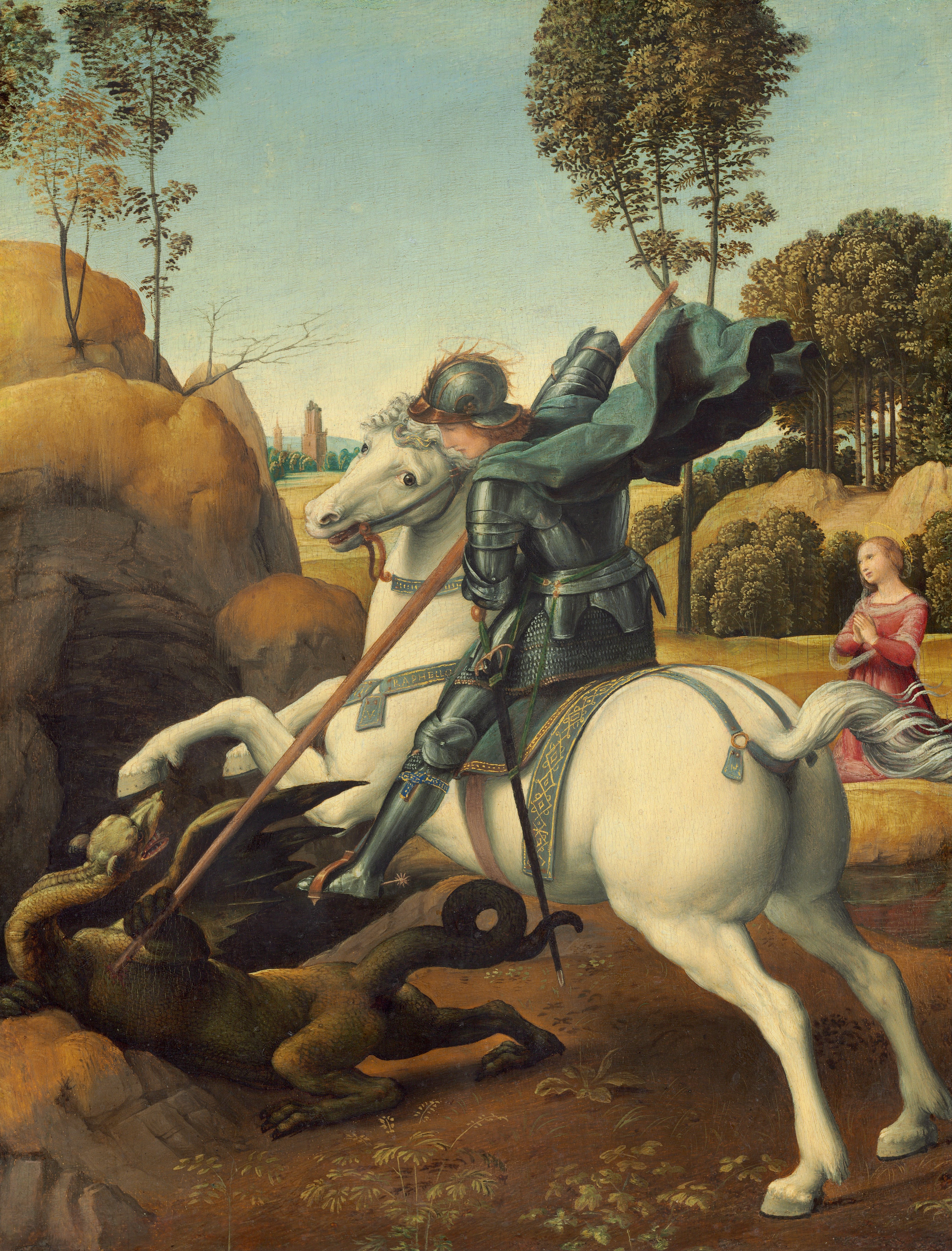
القديس جرجس والتنين وهي من قصص حكايات ذهبية، وتعد أحد أكثر الأعمال الأدبية المسيحية تأثيرًا على الفلكلور الغربي.

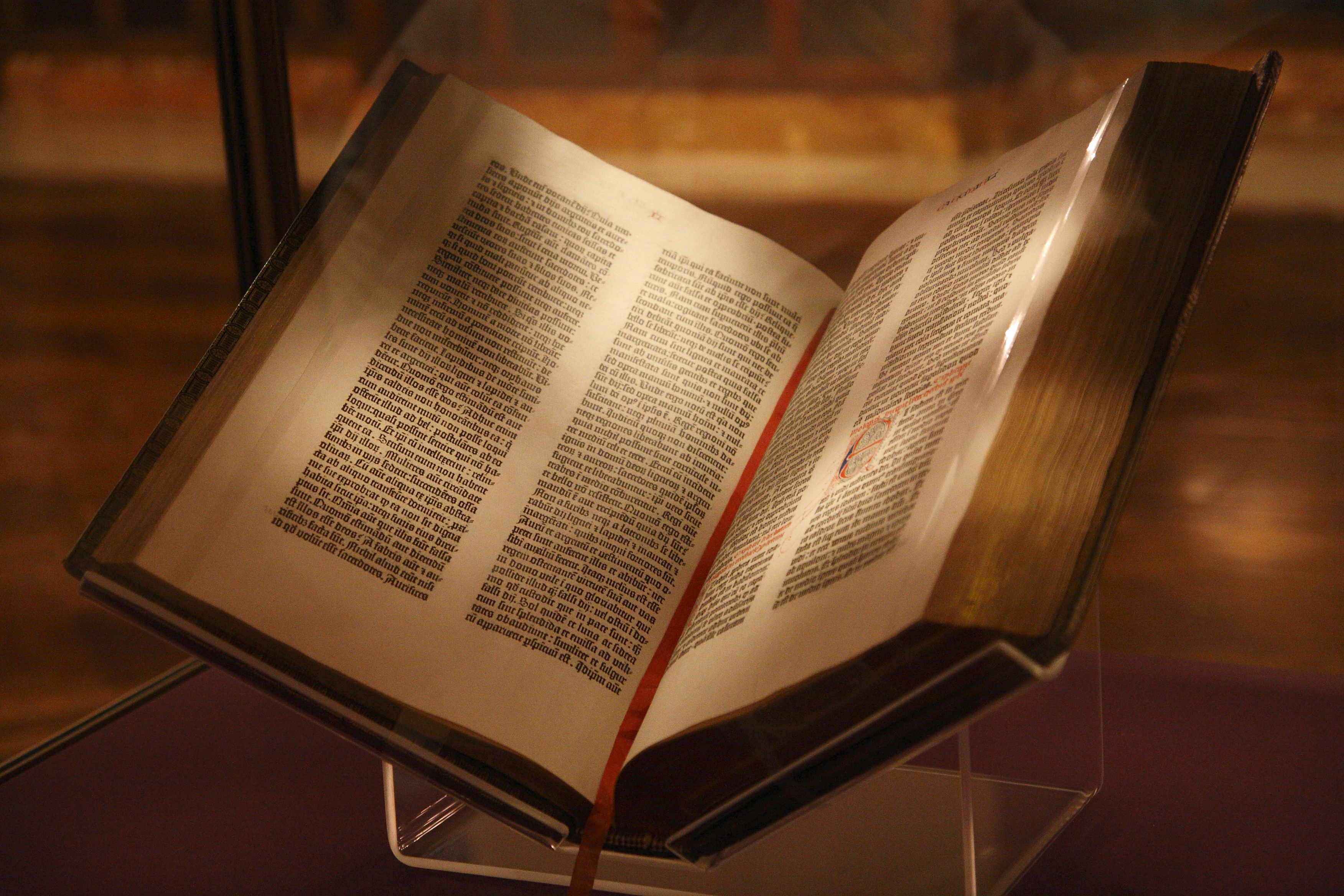
بيبل غوتنبرغ، أول طبعة للكتاب المقدس، طبعها يوهان غوتنبرغ، وله أهمية كبيرة في بدء ثورة وعصر الطباعة.

بعد قيامة يسوع بحسب العقيدة المسيحية، نمت المسيحية لتكون الدين السائد في الإمبراطورية الرومانية وبدأ تقليد دراستها ودراسة علومها ولاهوتها. إحدى أهم الكتابات التي انتشرت على نطاق واسع، كتاب القديس أوغسطينوس «الإعترافات»، وفيه يسرد قصة شبابه وتحوله إلى المسيحية، ويعتبر كتاب «الإعترافات» أول سيره ذاتية مكتوبة في الأدب الغربي. وقد أثرت كتابات أوغسطينوس تأثيرا عميقا في الثقافة الغربية. واللاهوتي والفيلسوف توما الأكويني، كان أحد الشخصيات المؤثرة في مذهب اللاهوت الطبيعي، وهو أبو المدرسة التوماوية في الفلسفة واللاهوت. تأثيره واسع النطاق على الفلسفة الغربية، وكثيرٌ من أفكار الفلسفة الغربية الحديثة هي إما ثورة ضد أفكاره أو اتفاقٌ معها، خصوصاً في مسائل الأخلاق والقانون الطبيعي ونظرية السياسة. وقد الف العديد من المؤلفات عن الفلسفة وتعتبر إحدى الأعمال الأكثر تأثيرا في الأدب الغربي. وقد كتب يعقوب دي فراغسي «حكايات ذهبية» وفيه يسرد حكايات القديسين وقد أثّر هذا الكتاب في الفن والثقافة والفلكلور الغربي،  كما وكتب الفيلسوف ورجل الدولة الإنجليزي توماس مور، «يوطوبيا» أو «المدينة الفاضلة» وذلك في عام 1516، ألّف إغناطيوس دي لويولا وهو شخصية رئيسة في حركة الإصلاح الكاثوليكي، كتاب تأملات مؤثرة ومعروفة باسم «الرياضات الروحية».
تأثر عدد من الكتّاب خلال القرون الوسطى من روح وقيم المسيحية فمثلًا الشعر الملحمي «الكوميديا الإلهية» لدانتي أليغييري، احتوت على فلسفة ومفاهيم كاثوليكية، فضلًا عن حكايات كانتربري لجيفري تشوسر وديكاميرون للكاتب والشاعر جيوفاني بوكاتشيو وغيرهم.
كذلك الأمر بالنسبة للكتاب في العصور الحديثة ويليام شكسبير استلهم في عدد من مسرحياته من القيم المسيحية، تشارلز ديكنز إحدى أهم أعماله «سلسة حكايات ليالي عيد الميلاد» وانشودة عيد الميلاد حملت معاني دينية، فضلًا عم فيكتور هوجو،  ألكسندر دوما،  ج. ك. رولينج في سلسلة هاري بوتر،  ج. ر. ر. تولكين في روايته الملحمية سيد الخواتم وسي. إس. لويس كتب عدد من المؤلفات حول المسيحية أو متأثرة من المسيحية أهمها سجلات نارنيا وغيرهم.
هناك بعض الباحثين من يرى أن عدد من الحكايات الخرافية وأدب الأطفال كتبت من روح القيم والمفاهيم المسيحية كحكايات الأخوان غريم وشارل بيرو وهانس كريستيان أندرسن وأساطير الملك آرثر والكأس المقدسة والراهب بريندان بطل الرحلة الأسطورية في المحيط الأطلسي، وأسطورة الملك يوحنا الذب حكم آسيا الوسطى أو إثيوبيا في القرون الوسطى. في الثقافة الإسلاميّة الشعبية ظهرت العديد من الشخصيات المسيحية الفلكلورية الأسطورية في مجموعة متنوعة من القصص الشعبية والأشعار منها على سبيل ألف ليلة وليلة التي تحتوي على شخصيات أدبية مسيحية خيالية مشهورة منها السمسار القبطي والخطاط السرياني وحكاية الأميرة شيرين ورهبان عمورية وتتكرر شخصية الطبيب والتاجر المسيحي بكثرة وتضمنت الشخصيات المسيحية الخيالية مسيحيين من بغداد وسائر العالم الإسلامي ومن روم الإمبراطورية البيزنطية.
وتطلق الكنيسة لقب «ملفان» لبعض رجال الدين في الكنائس المسيحية (ولبعض الراهبات بالكنيسة الكاثوليكية) اعترافًا بإنجازات قاموا بها في مجال اللاهوت والعقيدة. وتعطي الكنيسة الكاثوليكية لقب "Doctor Ecclesiae" ل-33 من قديسيها الذين برزوا في مجال التعليم والتثقيف.

#### الشعر
كان تأثير المسيحية في الشعر هام خاصًة في المناطق التي وصلتها المسيحية. القصائد المسيحية في كثير من الأحيان ترجع مباشرةً إلى الكتاب المقدس، والبعض الآخر يقدم قصة رمزية.
استُخدمت نماذج شعرية من قبل المسيحيين منذ بداية المسيحية. أقدم الأشعار المسيحية التي تستخدم كأناشيد دينية، تظهر في الواقع، في العهد الجديد. منها ترنيمة التمجيد، والتي تظهر في إنجيل لوقا، بالإضافة إلى أشعار العهد القديم مثل المزامير ومجموعة الكتب الشعرية. يعتقد علماء الكتاب المقدس أيضًا أن بولس قد كتب أجزاء من التراتيل المسيحية في وقت مبكر في رسائله:
| التأثير الحضاري للمسيحية                          | فَلْيَكُنْ فِيكُمْ هذَا الْفِكْرُ الَّذِي فِي الْمَسِيحِ يَسُوعَ أَيْضًا، الَّذِي إِذْ كَانَ فِي صُورَةِ اللهِ، لَمْ يَحْسِبْ خُلْسَةً أَنْ يَكُونَ مُعَادِلاً للهِ. لكِنَّهُ أَخْلَى نَفْسَهُ، آخِذًا صُورَةَ عَبْدٍ، صَائِرًا فِي شِبْهِ النَّاسِ. وَإِذْ وُجِدَ فِي الْهَيْئَةِ كَإِنْسَانٍ، وَضَعَ نَفْسَهُ وَأَطَاعَ حَتَّى الْمَوْتَ مَوْتَ الصَّلِيبِ. لِذلِكَ رَفَّعَهُ اللهُ أَيْضًا، وَأَعْطَاهُ اسْمًا فَوْقَ كُلِّ اسْمٍ لِكَيْ تَجْثُوَ بِاسْمِ يَسُوعَ كُلُّ رُكْبَةٍ مِمَّنْ فِي السَّمَاءِ وَمَنْ عَلَى الأَرْضِ وَمَنْ تَحْتَ الأَرْضِ، وَيَعْتَرِفَ كُلُّ لِسَانٍ أَنَّ يَسُوعَ الْمَسِيحَ هُوَ رَبٌّ لِمَجْدِ اللهِ الآبِ. | التأثير الحضاري للمسيحية |
| — بولس الطرسوسي، رسالة بولس الرسول إلى أهل فيلبي. | |                          |

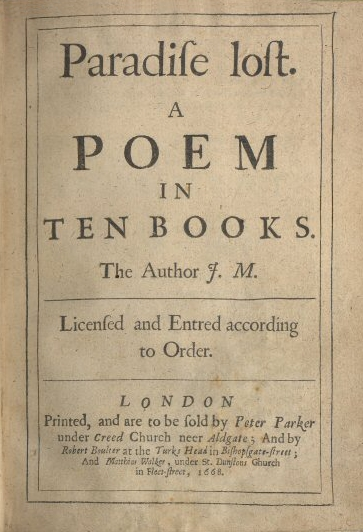
أول صفحة من الملحمة الشعرية الفردوس المفقود للكاتب الإنكليزي جون ملتون، كتبها عام 1667.

خلال العصور الكلاسيكية القديمة، تطورت الأشعار المسيحية في الكنيسة الشرقية والغربية، ومن أبرز أعلام الكنيسة الشرقية في هذه الفترة أفرام السرياني وهو راهب سرياني ومن رواد كتاب وشعراء المسيحية ويعده بعض المؤرخين واللاهوتيين أعظم من كتب القصيدة والترنيمة الدينية في الشرق المسيحي، وظهرت في الامبراطورية البيزنطية قصائد وأشعار في مدح مريم العذراء والتي عرفت بصلاة المدائح.
في الغرب المسيحي كُتبت عددًا من القضائد المهمة في اللغة اللاتينية والتي ما تزال تستخدم في قداس الكنيسة الرومانية الكاثوليكية، مثل Vexilla Regis وPange lingua gloriosi proelium certaminis (غرّد يا لساني، للكفاح المجيد)؛ من وجهة النظر الأدبية واللغوية، تعتبر هذه القصائد والتراتيل بمثابة ابتكارات هامة.
في كثير من الآداب العامية الأوروبية، يعتبر الشعر المسيحي بين آوائل الأشعار والآداب الأوروبية، وإعادة صوغ الكتاب المقدس كان في كثير من الأحيان سابق لترجمات الكتاب المقدس. فمثلًا في الشعر الإنجليزي القديم، حلم الصليب، ويتحدث الشعر عن تأمل على صلب المسيح والذي يتماهى مع الصور البطولية الجرمانية، وينطبق هذا على يسوع، هي واحدة من المعالم الشعرية الأقدم الموجودة في الأدب الإنجليزي القديم. دانتي أليغييري في ملحمته الشعرية الكوميديا الإلهية يمثل واحد من أقدم المعالم الشعرية للأدب العامي الإيطالي. كذلك فان الكثير من الشعر القديم الأيرلندي كتبه رهبان إيرلنديون وبالتالي فتتطرق هذه الأشعار إلى مواضيع دينية. وتتكرر هذه الأشعار المسيحية المبكرة في معظم اللغات الأوروبية.
كان للمرأة المسيحية دور بارز في كتابة الشعر والقصيدة المسيحية، خاصًة في المواضيع الصوفيّة، مثل القديسة الإيطالية كاترينا السيانيّة والإسبانية تريــــزا الأفيلية والفرنسية تريزا الطفل يسوع والألمانية، اليهودية الأصل، إديث شتاين.
| التأثير الحضاري للمسيحية              | أن أزرع السلامَ والفرحَ في كلِّ القلوب. يا رباناً محبوباً، المحبّة تَحثني لأنّي أراك في نفوس إخوتي وأخواتي. فالمحبّة، هي نجمتي الوحيدة، وفي نورِها أُبحر بدون ضلال، وشعاري مكتوبٌ على شراعي العيش بالحب. | التأثير الحضاري للمسيحية |
| — من كتابات القديسة تريزا الطفل يسوع. | |                          |

ظهر حديثًا الشعر المسيحي الحديث. وينتشر اليوم على نطاق واسع وهناك عدد من الكتاب المحدثين في المواضيع المسيحية ويظهر ذلك في كثير من قصائدهم، منهم وليام بليك، تشيسترتون وإليوت.

#### المسرح

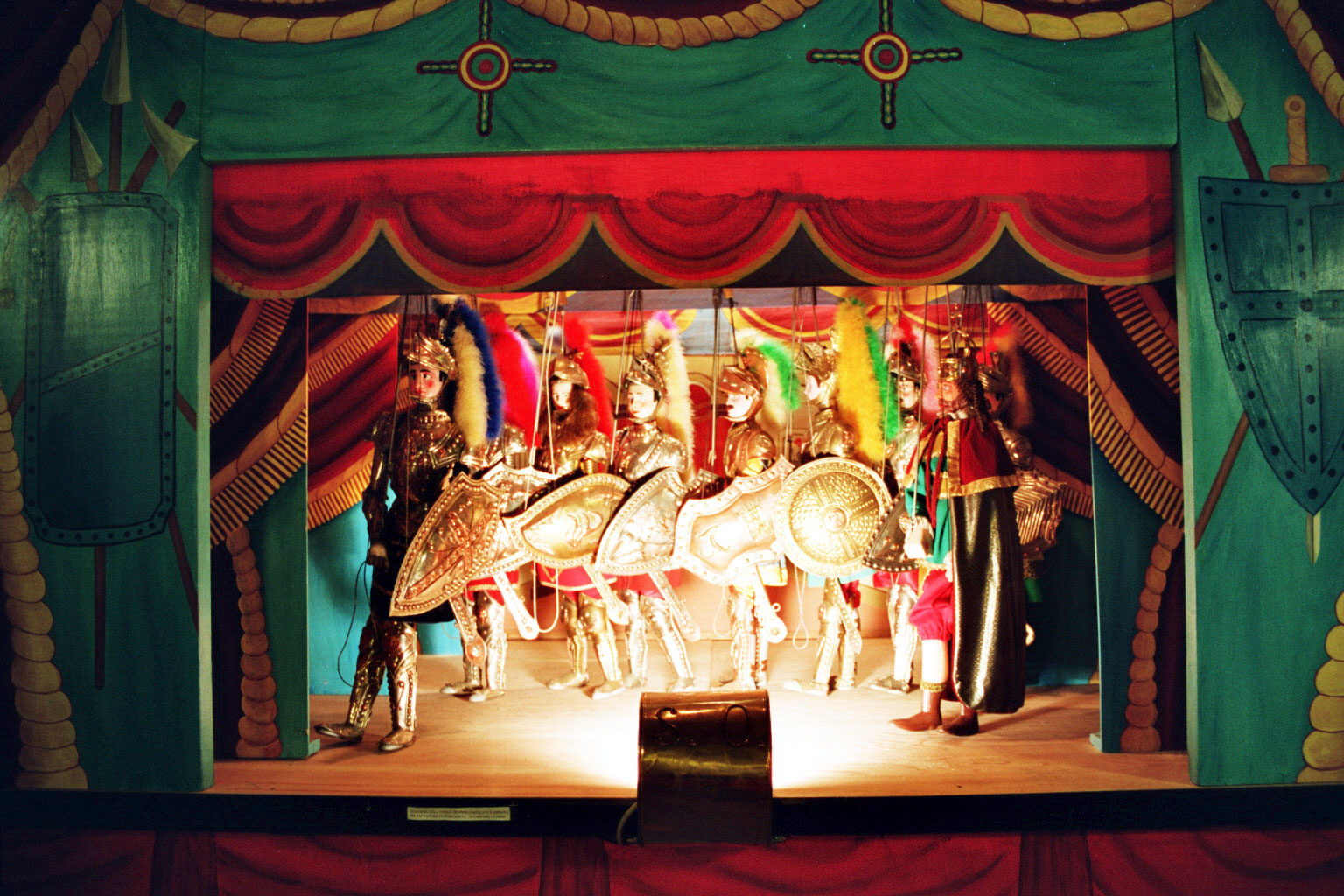
مسرح دمى العرائس في صقلية، كثيرًا ما استخدمت الكنيسة مسرح العرائس من أجل مسرحية الأسرار.

كان للكنيسة دور في تطوير المسرح. إذ بين القرنين التاسع والحادي عشر تطورت الطقوس إلى دراما طقسيّة لأن الطقس أصبح عاجزاً عن إرضاء متطلبات الجمهور المحب للعرض فتداخلت فيه العديد من التوسيعات والتنويعات إلى أن أقيمت عروض حقيقة داخل الكنائس وكان ممثلوها الرئيسون هم القائمون بالطقوس الكهنة ومعاونوهم ضمن موضوعات مستمدة من الكتاب المقدس ومن هذه العروض كمثال «لعبة دانيال» لكاتبها «ديبوفيه»،  وويلاحظ فيها هيمنة العنصر الموسيقي ضمن وظيفية مسرحية وكانت غايتها تثقيف المؤمنين ضمن سياسة الكنيسة، وكانت تنشد باللغة اللاتينية الكنسيّة، ثم ما لبثت أن حوربت هذه المسرحيات في المجامع الكنسيّة فحظرت التمثيليات الدينية داخل الكنيسة وانتقلت إلى باحات الكنائس والساحات لتصبح دراما نصف طقسيّة وأصبحت الأدوار وقفاً على ممثلين هواة في بادئ الأمر ثم محترفين فيما بعد وبدأت تتعدد اللغات في المسرحيات بحسب القوميات تمهيداً لقيام مسارح خاصة بكل بلد.

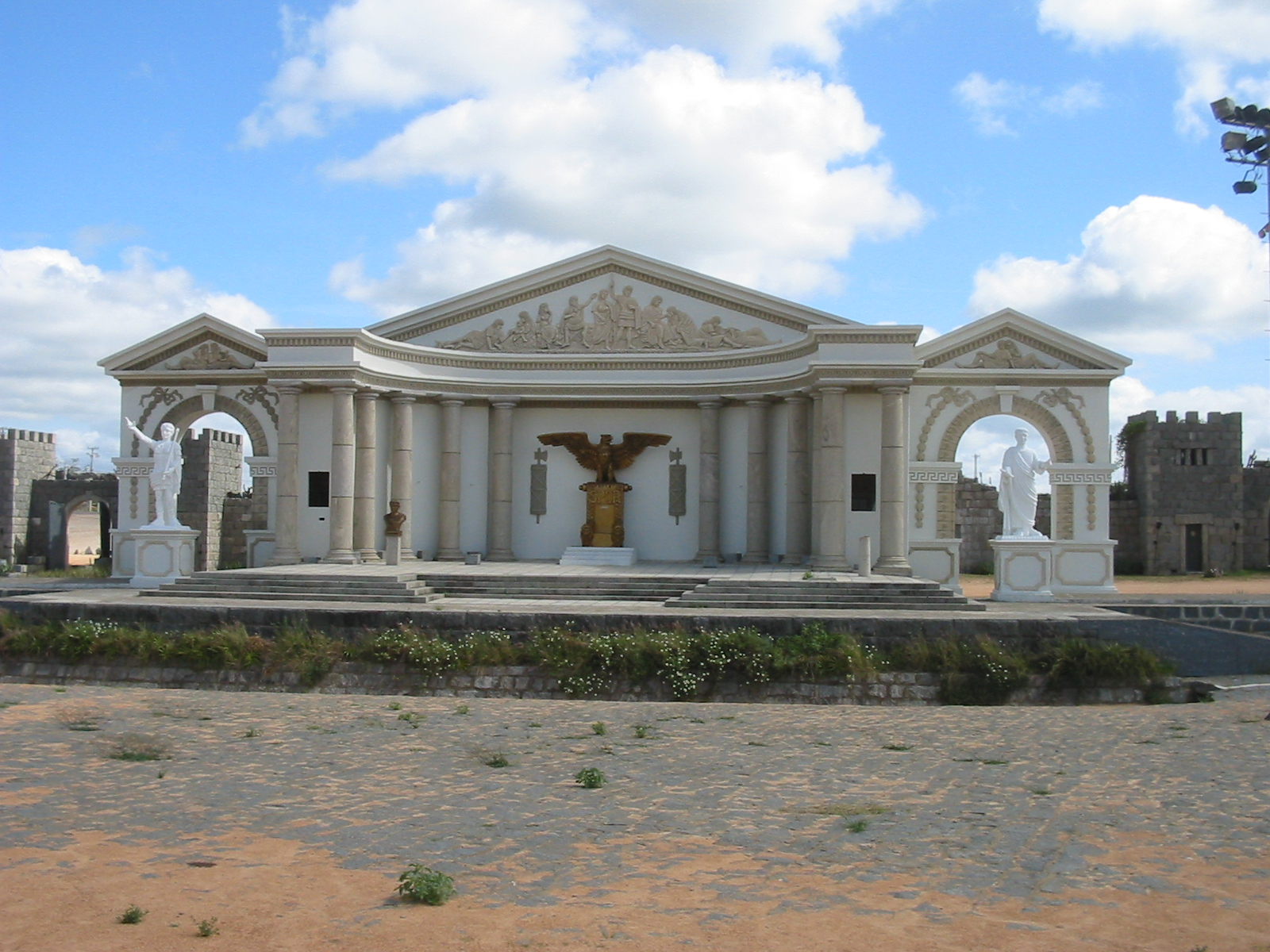
مسرح القدس الجديدة، في البرازيل. خلال اسبوع الالام يتم عرض مسرحية الآلام المسيح وقيامته.

كما جاء خروج المسرح من الكنيسة لضرورة توسيع مكان الفعل وزيادة عدد الممثلين وتصوير أحداث الدراما بلغة أقرب إلى الجمهور العادي ولتصبح شعبية وفي منتصف القرن الثاني عشر سميت هذه الدراما نصف الطقسيّة في فرنسا «بـالألعاب والمعجزات والأسرار» حيث احتوت على تأليف شعر من رجال الكنيسة أو البورجوازية وتمثيل مرتبط بقواعد الإيماء والإلقاء، وتحوي أزياء وأدوات وديكورات تعتمد على مجموعة أماكن مختلفة تقدم بشكل مساحات متلاصقة أفقياً وأحياناً عامودياً تسمى «بيوتا» تمثل كل منها مكاناً مختلفاً جغرافياً،  كالجحيم والسماء والجليل وقصر بيلاطس والقبر والسجن والجلجلة والجنة وأما في إيطاليا فتطورت الطقوس إلى ما سمي بالمدائحيّات،  وبحسب فيتوباندولفي فالمدائحيات ينظر لها بانها أول أشكال المسرح الموسيقي، الذي قدر له أن يتحول إلى «أوراتوريو» ابتهالية وإلى «أوبرا» مغناة.
يمكن القول بأن الأوراتوريو هي أوبرا ذات موضوع ديني تقدم في الكنيسة عوضاً عن المسرح فقد انبثق كل من الأوبرا والأوراتوريو من جذور واحدة، كما انبثقت التمثيلات الدينية مسرحيات الأسرار أو آلام المسيح والمسرحيات الدنيوية من جذور واحدة.

## العمارة

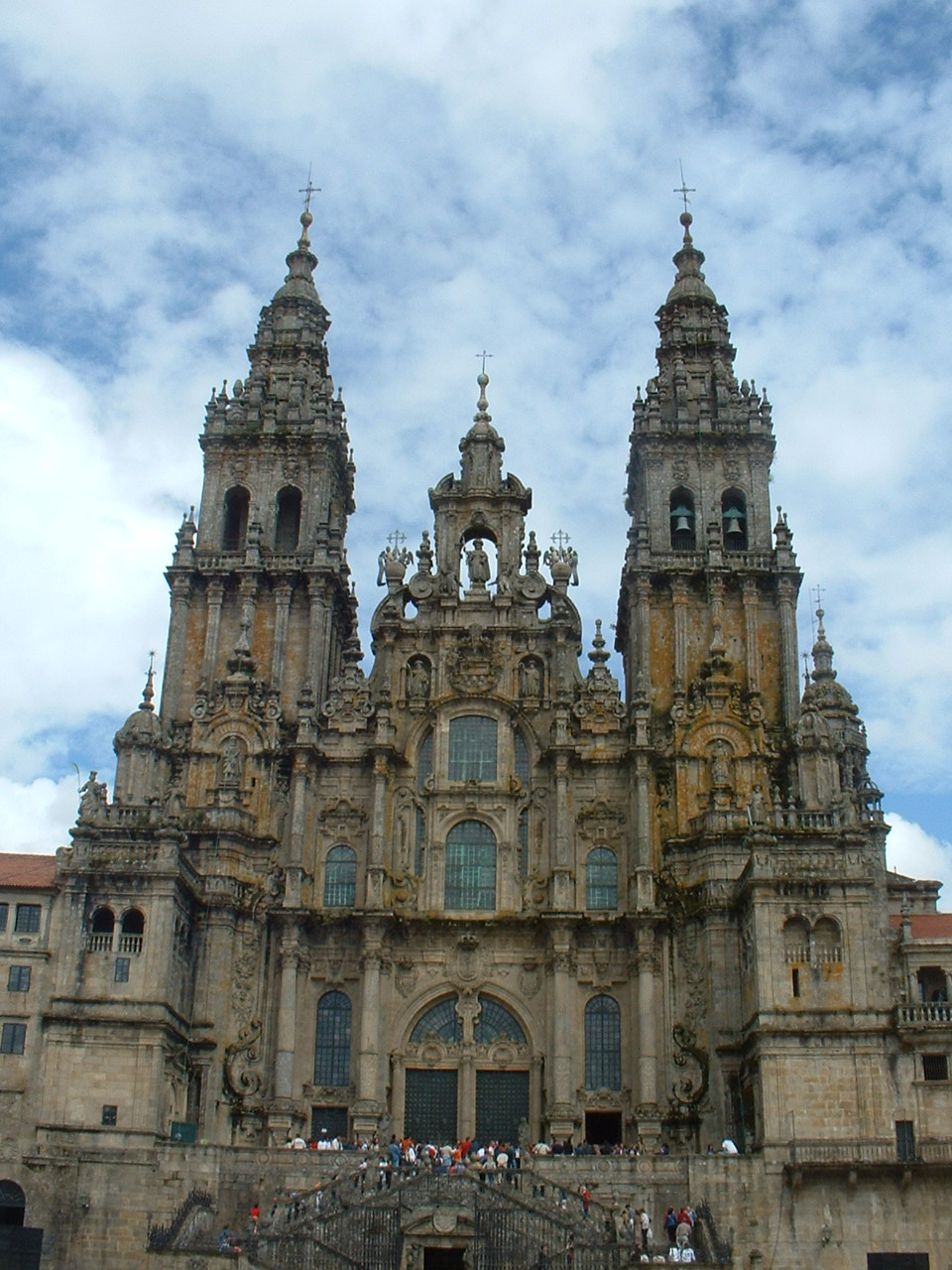
كاتدرائية القديس يعقوب في إسبانيا، من أبرز المعالم المسيحية في العالم.

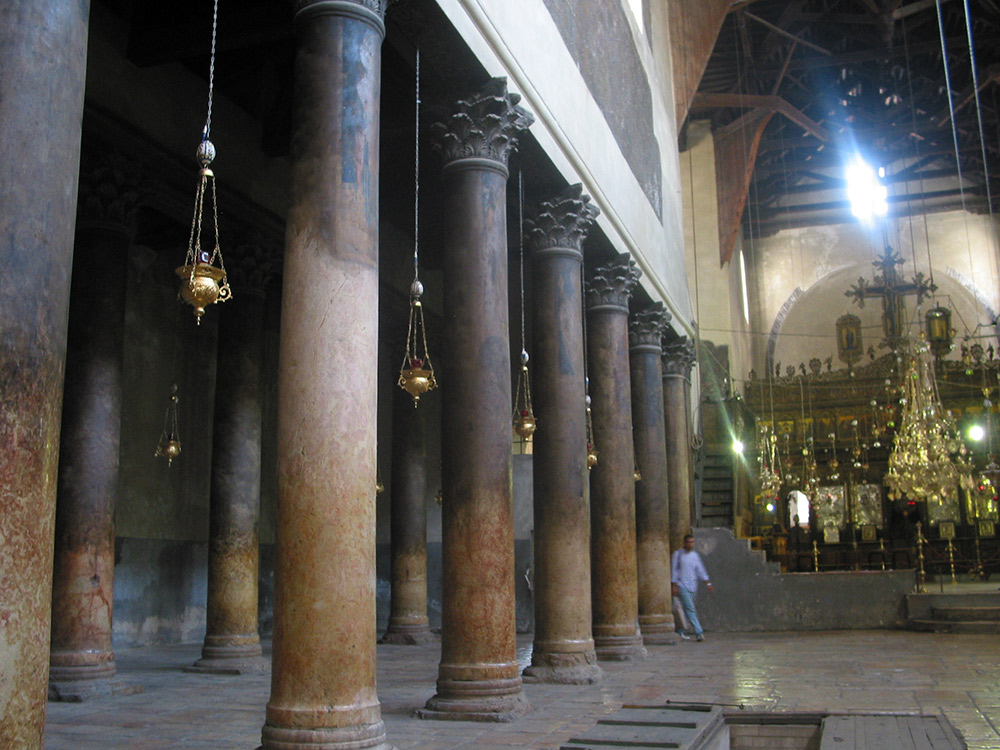
كنيسة المهد في بيت لحم، واحدة من أقدم الكنائس في العالم ويتداخل فيها الفن المسيحي الشرقي والغربي.

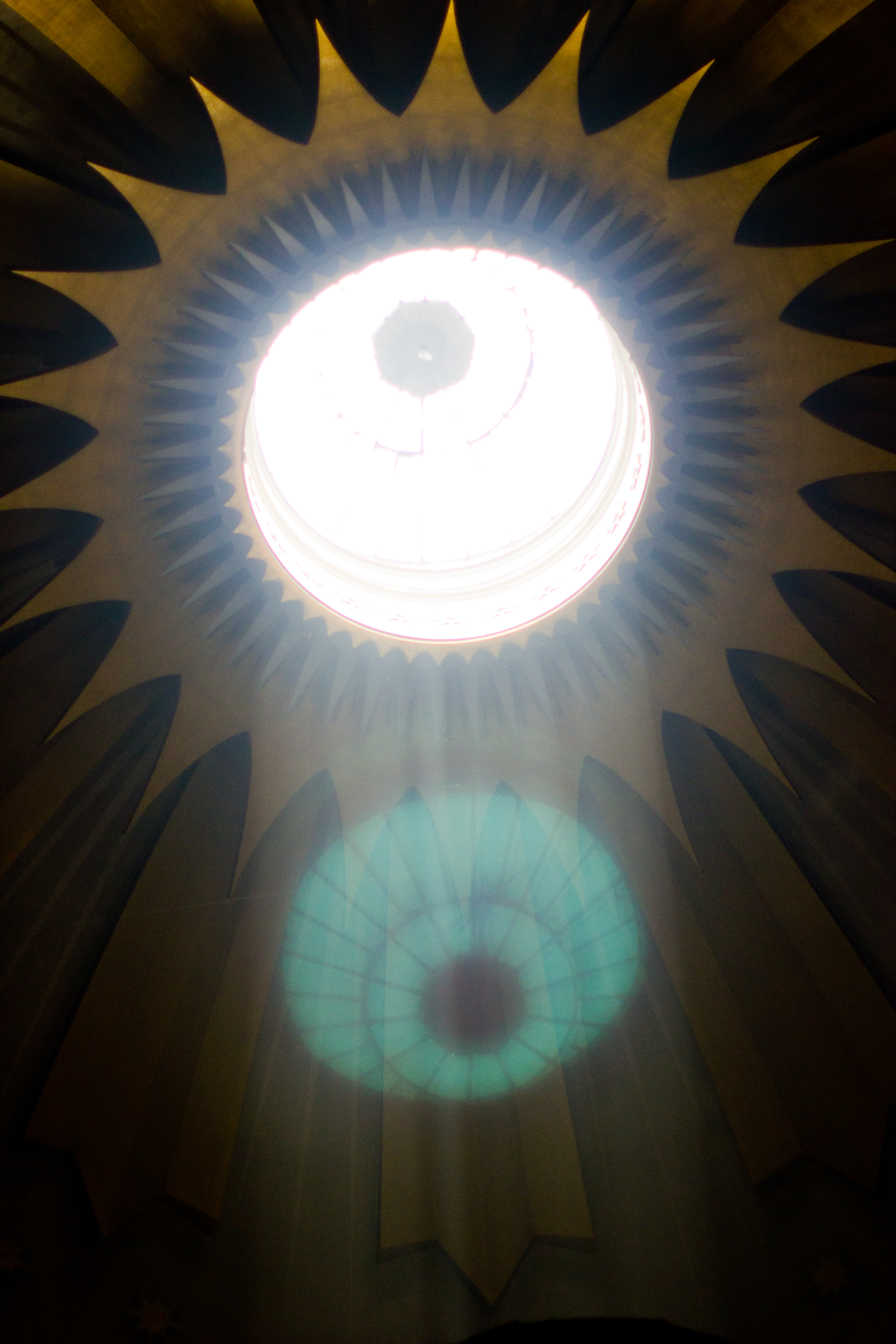
قبة "قيامة يسوع" في كنيسة القيامة.

تمركزت الحياة الروحية والفكرية في المسيحية حول الكنيسة لذا صمم المعماريون الكنائس والأديرة والمباني الدينية الأخرى، كما صممت القلاع والحصون والمنشآت الأخرى غير الدينية. العمارة الكنسيّة هو مصطلح يشير إلى الهندسة المعمارية للمباني والكنائس المسيحية. وقد تطورت أنواع هذه العمارة على مدى الفي سنة من الدين المسيحي، وذلك عن طريق الابتكار، من خلال التشبه الطرز المعمارية الأخرى، فضلًا عن الاستجابة للمعتقدات والممارسات والتقاليد المحلية. من ولادة المسيحية وحتى الآن، كان للمسيحية اثر في تطور العمارة والهندسة المعمارية من خلال التصماميم المسيحية للكنائس من العمارة البيزنطية، والكنائس والأديرة الرومانية، الكاتدرائيات القوطية وكنائس عصر النهضة. وكانت هذه المباني الكبيرة، مركزًا معماريًا مرموقًا ومن البناي المهيمنة في المدن والريف. وقد طوّرت العمارة المسيحية تقنيّات وفنون وديكورات الهندسة المعمارية.
ولعل أبرز المآثر للعمارة المسيحية هي الكاتدرائيات والبازيليكا. البازيليكيا والكاتدرائيات على وجه الخصوص، حوت أشكال هيكلية معقدة والتي توجد في كثير من الأحيان بشكل أقل في كنائس الرعية. كما أنها تميل إلى عرض مستوى أعلى من النمط المعماري المعاصر والعمل مع عدد كبير من الحرفيين من اجل إنجازه، واحتلت الكاتدرائية مكانة اجتماعية وثقافية وتاريخية هامة في الحضارة الغربية. عدد من الكاتدرائيات والكنائس والاديرة، تعتبر من بين الأعمال الأكثر شهرة في فن العمارة على كوكب الأرض. وتشمل هذه بازيليك القديس بطرس في روما؛ نوتردام دي باريس، وكاتدرائية كولونيا، وكاتدرائية ساليسبوري، وكاتدرائية براغ، وكاتدرائية لنكولن، ودير القديس دينيس في باريس، وبازيليك سانتا ماريا ماجوري في روما، وكنيسة سان فيتالي في رافينا؛ بازيليك القديس مرقص في البندقية، كنيسة وستمنستر في لندن، وكاتدرائية القديس باسيل في موسكو، كاتدرائية واشنطن الوطنية، ساغرادا فاميليا في برشلونة وكنيسة آيا صوفيا في إسطنبول، وهي الآن متحف.
نشأت العمارة المسيحية المبكرة وتطورت أثناء القرون الأولى للمسيحية عدد من الثقافات والطرز المعمارية الإقليمية في أوروبا والشرق الأوسط، ولكن معظم المعماريين المسيحيون الأوائل اقتبسوا كثيرًا من الرومان، واستخدموا العَقْد والقبو المعماري، واتخذوا تصميم القاعات الرومانية الكبيرة، التي كانت تُستخدم للاجتماعات العامة، كقاعدة لتصميم النوع الرئيس من الكنائس، أي البازيليكا. ويمكن اعتبار كنيسة القديس بطرس القديمة والتي كان قد بَدْءُ بنائها حوالي عام 330 كأول وأهم بازيليكا مسيحية مبكرة، وهي تقع في نفس مكان كنيسة القديس بطرس الحالية في روما. وقد أستخدم في بناء معظم البازيليكات طوب عادي أو حجر أمّا من الداخل فإنها تزدان بالفسيفساء والتصوير الجصي الفريسكو، وتتكون الفسيفساء من قطع من الزجاج والرخام أو الحجر تُجمع معًا وتشكل صورة أو تصميمًا ما، والتصوير الجصي لوحات تنفَّذ على الجص الرطب.
لا تزال بعض الكنائس التي تعود إلى المسيحية المبكرة قائمة ومنها كنيسة المهد في بيت لحم، والتي تعتبر إحدى أقدم كنائس العالم. ولا تزال أيضًا العديد من الكنائس المسيحية المبكرة موجودة في سوريا وأرمينيا، ومعظمهم في حالة خراب. وتظهر معالمها المعمارية كرومانية بدلًا من المعالم المعمارية البيزنطية، ولكن لها طابع إقليمي متميزة عن تلك التي في روما.
تقسيم الامبراطورية الرومانية في القرن الرابع، أسفر عنه اختلاف الطقوس المسيحية فتطورت بطرق مختلفة بين الأجزاء الشرقية والغربية للإمبراطورية. وكان الفاصل النهائي الانشقاق الكبير في عام 1054.

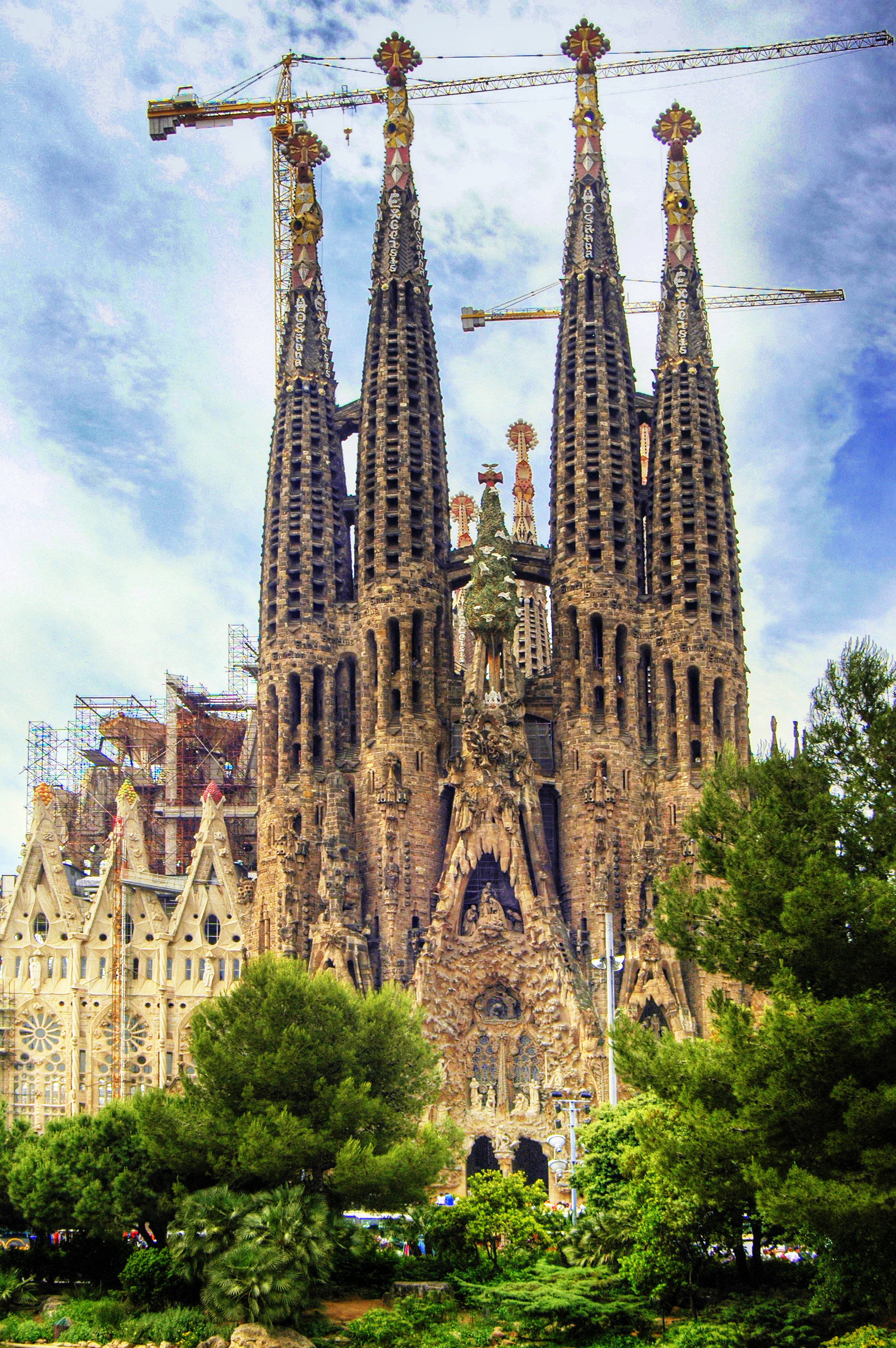
أوروبا الغربية، ساغرادا فاميليا في إسبانيا.
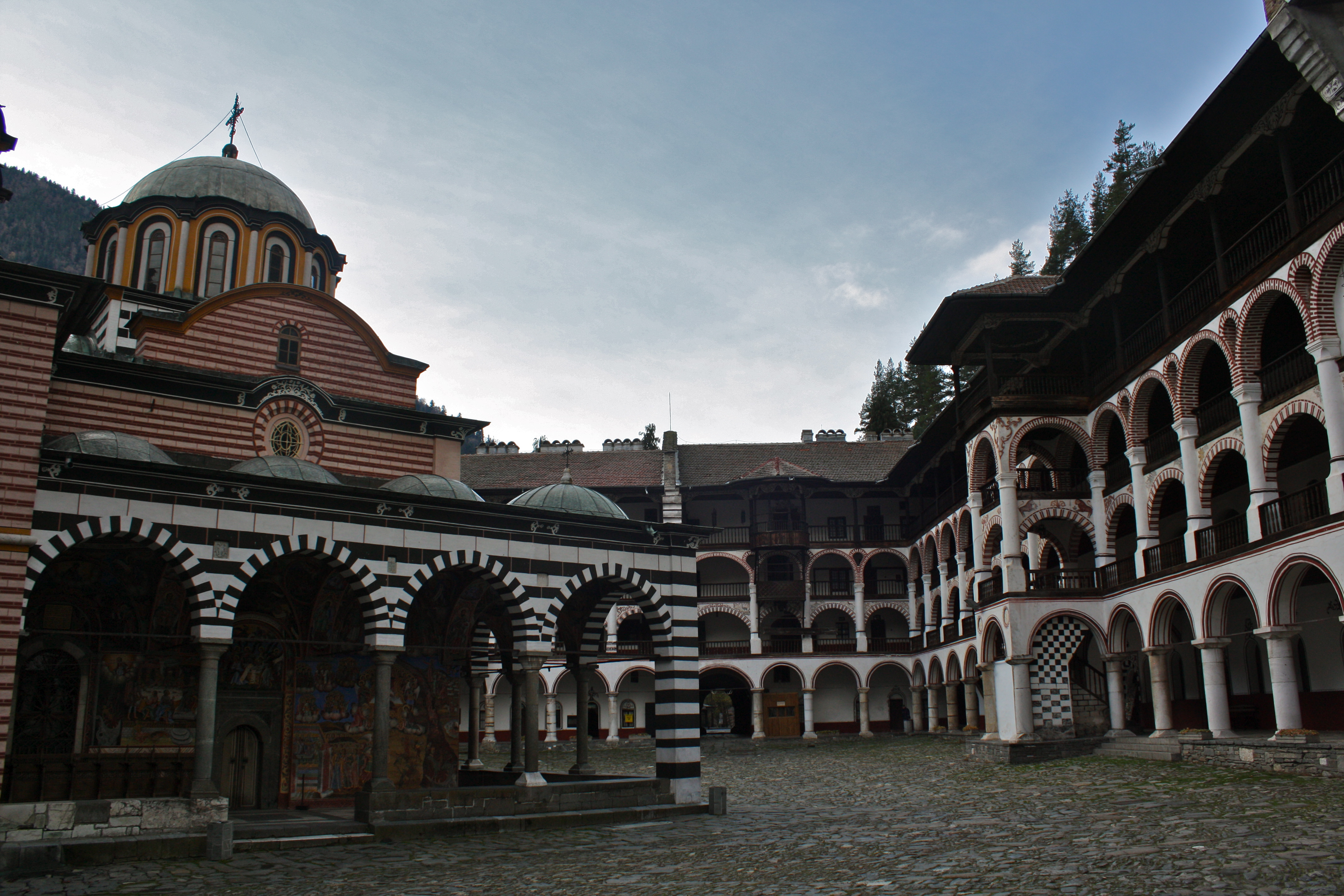
أوروبا الشرقية، دير ريلا في بلغاريا.
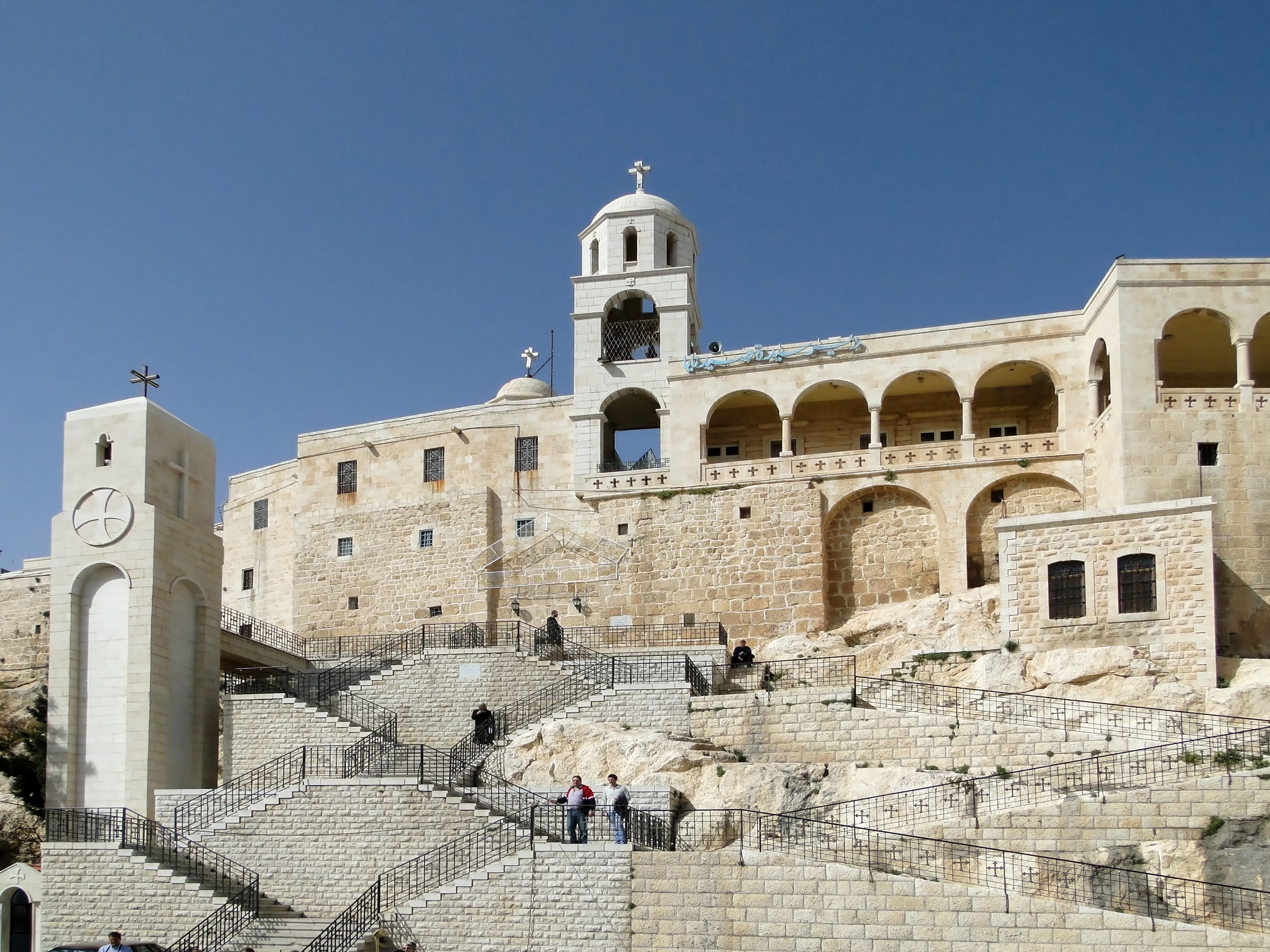
الشرق الأوسط، دير سيدة صيدنايا في سوريا.
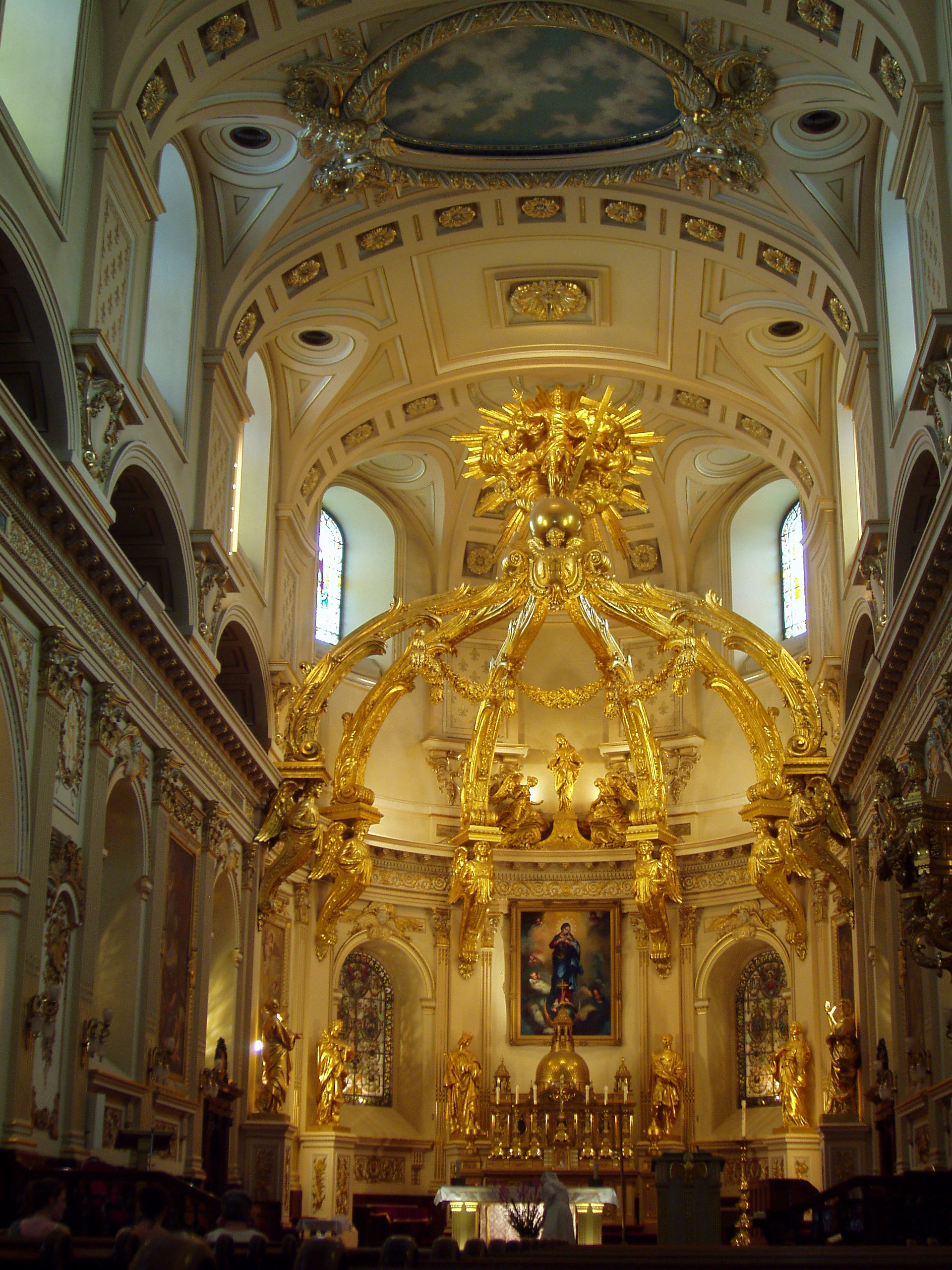
أمريكا الشمالية، كنيسة سيدة كيبيك في كندا.
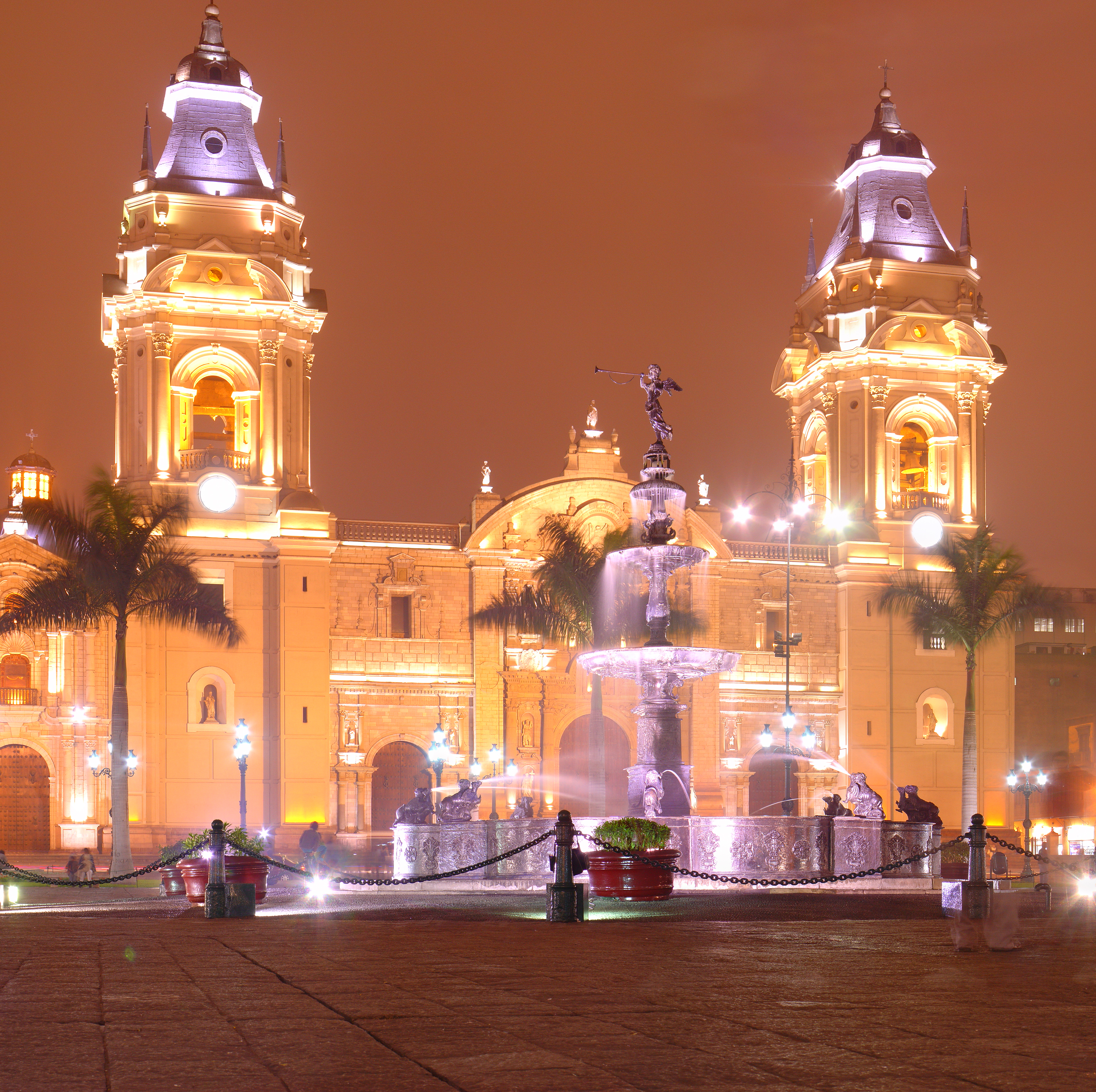
أمريكا الجنوبية، كاتدرائية ليما في البيرو.
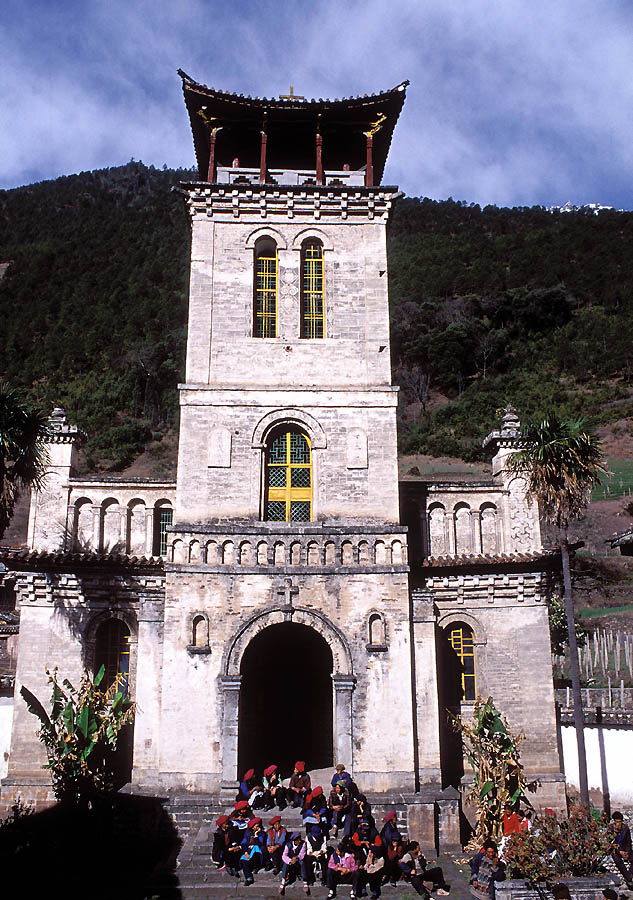
الشرق الاقصى، كنيسة في الصين على النمط التقليدي الصيني.
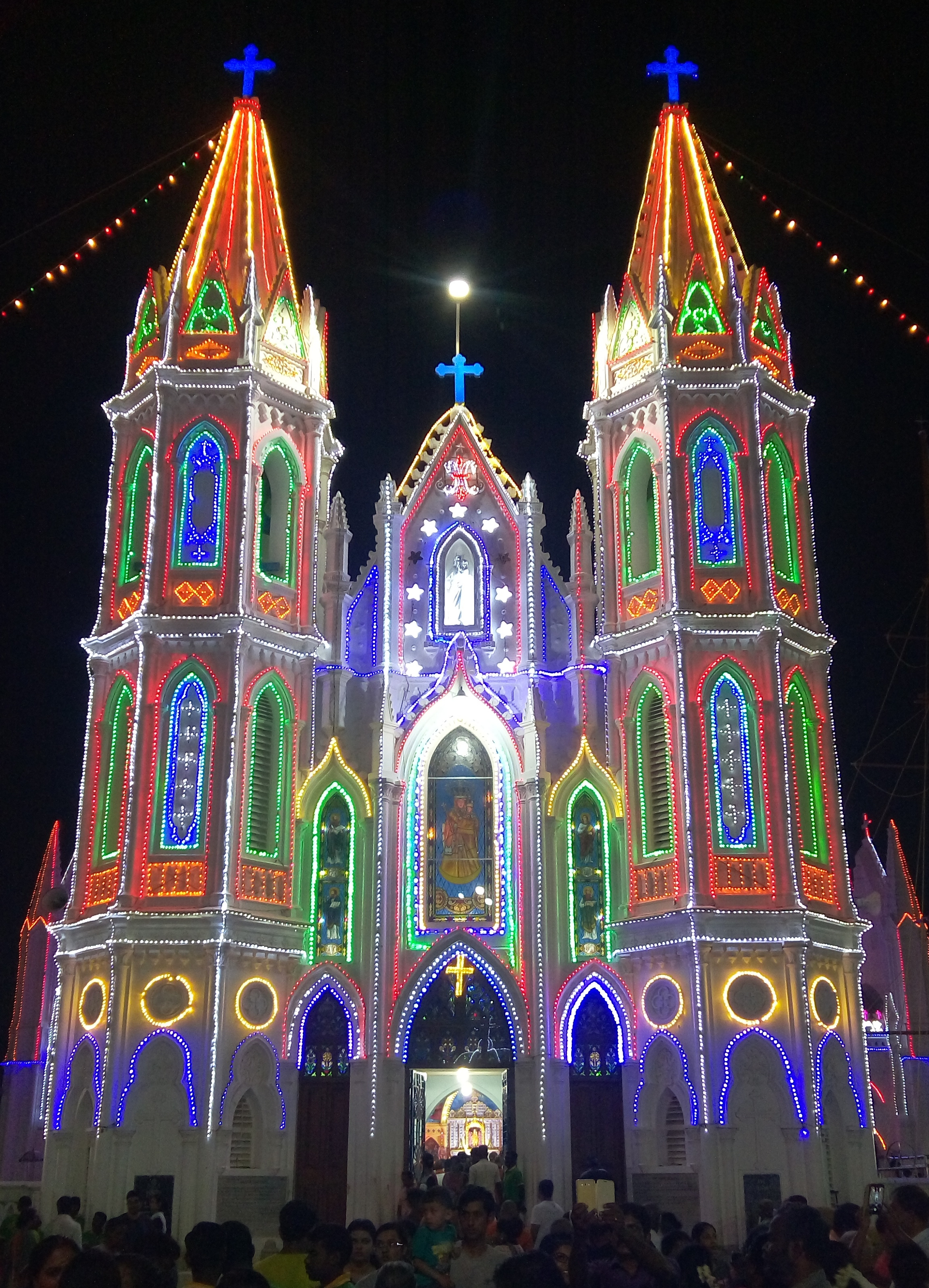
الهند، كنيسة فالنكاني.
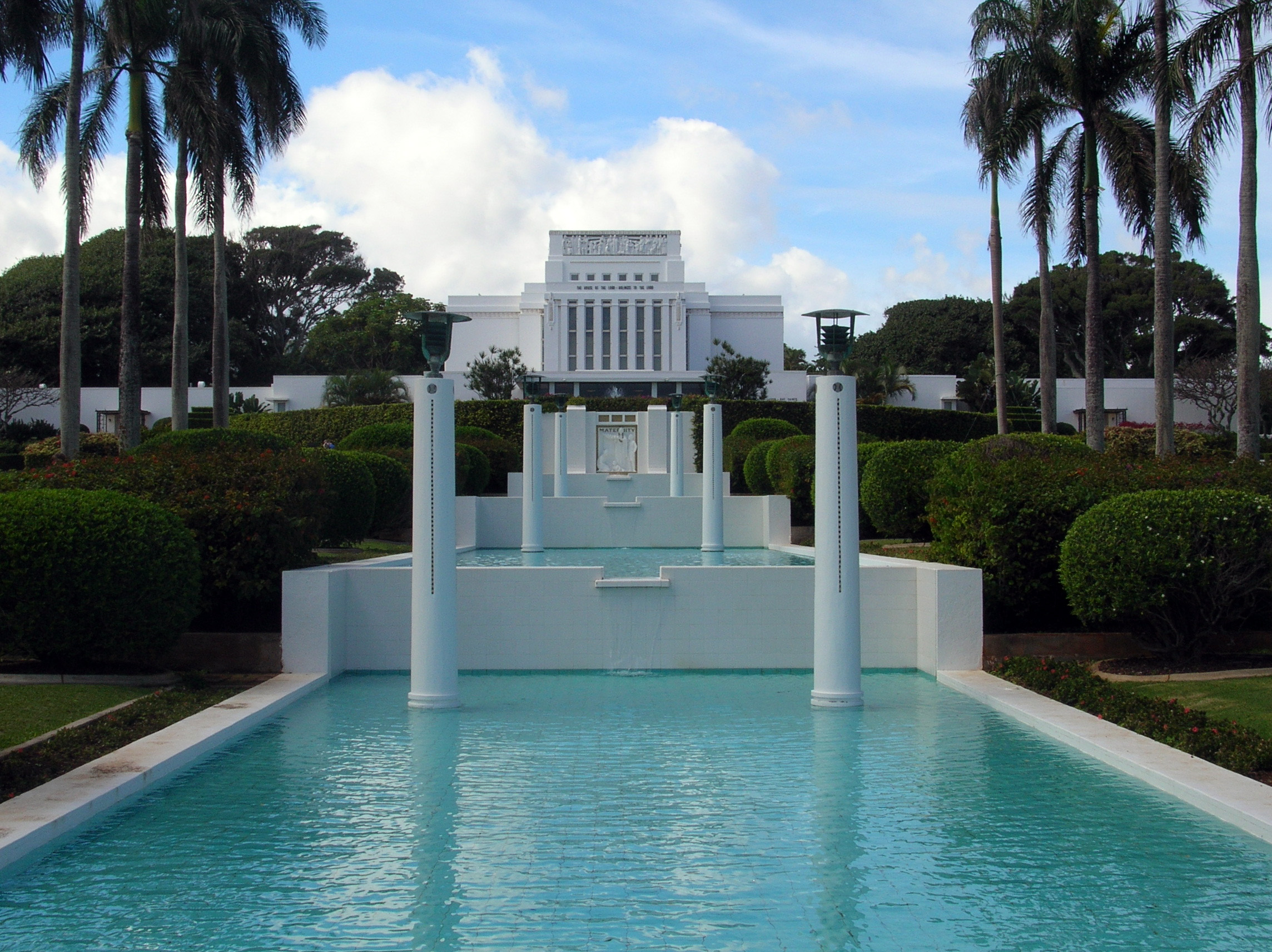
أوقيانوسيا، كنيسة لاي في هاواي.

### عمارة المسيحية الشرقية

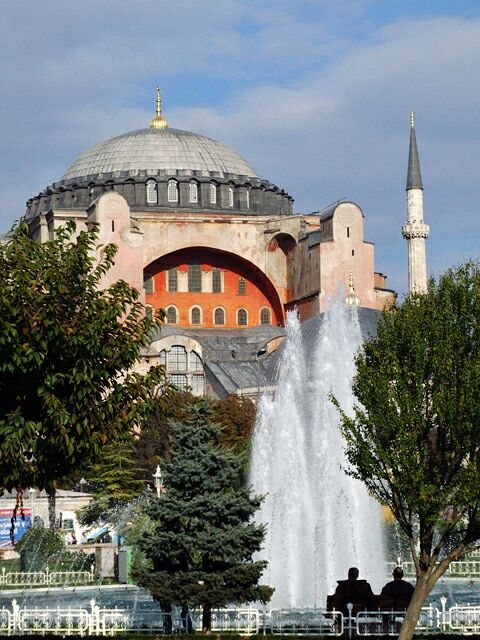
كاتدرائية آيا صوفيا في إسطنبول، وهي من أبرز الأمثلة على العمارة البيزنطية والمسيحية الشرقية، وهي اليوم متحف.

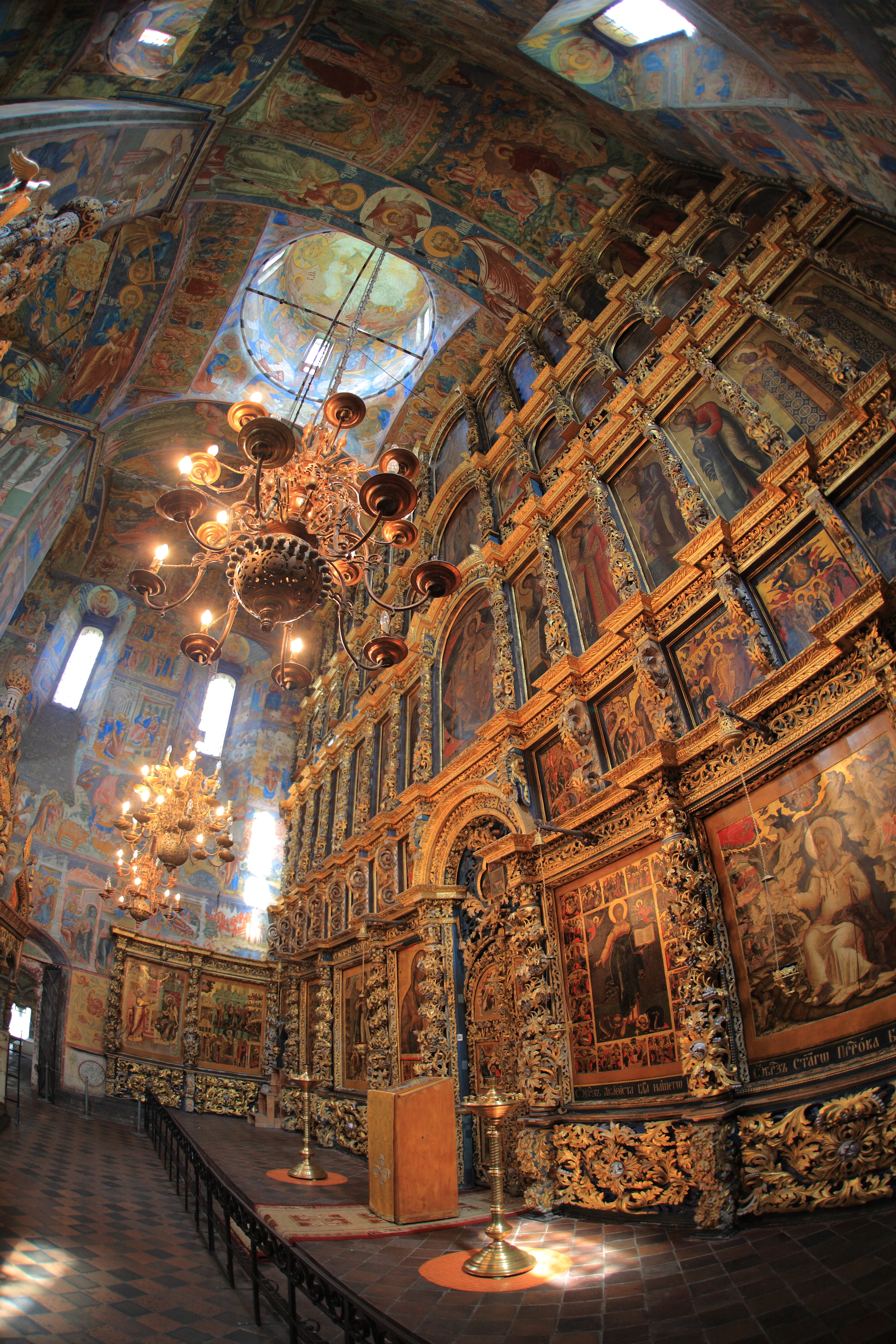
أيقونسطاس كنيسة أويا في اليونان من أبرز مميزات العمارة المسيحية الشرقية كثرة زخارفها الداخلية وأيقونتها.

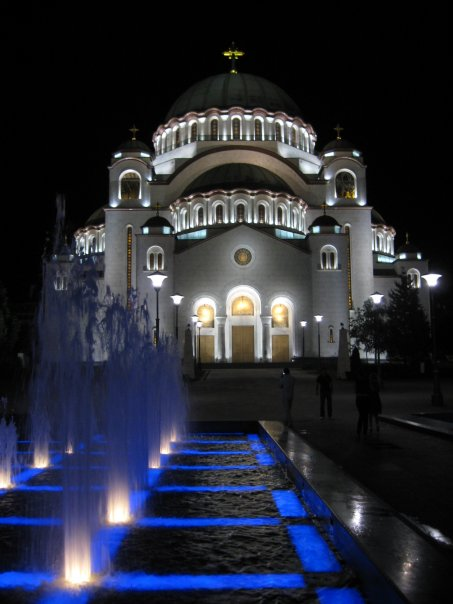
كاتدرائية القديس ساڤا ليلاً في بلغراد، صربيا.

بدأت المسيحية الشرقية والغربية بالتباعد عن بعضها البعض من وقت مبكر. وأخذت كل منها خط حضاري مختلف، ففي حين أن البازيليكا هو الشكل الأكثر شيوعًا في الغرب، أصبح الأسلوب المحكم السائدة في الشرق المسيحي. كما وشيدت مساكن وأضرحة قبور القديسين الذين كانوا قد لقوا مصرعهم خلال عمليات الإضطهاد التي انتهت بالكامل فقط تحول الإمبراطور قسطنطين للمسيحية. مثالًا هامًا ما يزال حتى اليوم هو ضريح غالا في رافينا والتي يعود تاريخها إلى عصر الإمبراطور جستنيان، ولا تزال تحتفظ على الزخارف الفسيفسائية.
في عام 330 نقل الإمبراطور قسطنطين عاصمة الإمبراطورية من روما إلى مدينة بيزنطة فيما يُعرف الآن بتركيا، وغيّر اسم بيزنطة إلى القسطنطينية وعُرِفَت امبراطوريته فيما بعد بالإمبراطورية البيزنطية. وبحلول القرن السادس، تطوّر طراز فريد من الفن البيزنطي. وكانت كاتدرائية آيا صوفيا بقبتها الضخمة في القسطنطينية إحدى أبرز إنجازات العمارة البيزنطية، وقد صممها أنثيميوس أوف تراليس وإسيدروس أوف ميليتوس. وتمثل الفسيفساء أهم الزخارف في معظم الكنائس البيزنطية. وهناك أمثلة أخرى للعمارة البيزنطية تشمل بازيليكا القديس مرقس في مدينة البندقية بإيطاليا.
ومع انتقال مركز الكنيسة الأرثوذكسية الشرقية إلى روسيا في القرن السادس عشر. انشأ نموذج معماري أرثوذكسي جديد، فهنا تم استبدال القبة من قبل إلى شكل أكثر رقة وأطول وأصبح شكل السقف مخروطي وذلك بسبب الحاجة إلى منع الثلوج بالتراكم على أسطح المباني. واحدة من أبرز الأمثلة على هذه الكنائس هي كاتدرائية القديس باسيل في الساحة الحمراء في موسكو.
أمّا بالنسبة للكنائس الأرثوذكسية المشرقية فقد تطور نمط معماري بحسب المنطقة والكنيسة. ظهرت مع الكنيسة القبطية الأرثوذكسية في مصر فن العمارة القبطية. والتي تعود أصولها بحسب عدد من الباحثين إلى العمارة المصرية القديمة، وإحدى نقاط التشابه بين خطط بناء المعابد المصرية القديمة، هي التقدم من الفناء الخارجي إلى الملاذ الداخلي الخفي المشابه لتلك الموجودة في الكنائس القبطية، وهي من صحن الكنيسة الخارجي أو الشرفة، والملاذ الخفية وراء الحاجز الأيقوني أو الأيقونسطاس. يرى آخرون ان العمارة القبطية تعود إلى تلك العمارة التي في الكنائس البيزنطية والرومانية. وهكذا انصهرت العمارة القبطية الأصلية مع التقاليد المصرية والأنماط المعمارية اليونانية-الرومانية والبيزنطية المسيحية.
بعد الفتح الإسلامي لمصر أثرت العمارة والفن القبطي على العمارة الإسلامية المصرية، ودمجت بعض الملامح الفنية القبطية في بناء العمارة الإسلامية في مصر. وفي وقت لاحق تأثر الفن والعمارة القبطية أيضًا بفن الزخارف التي استوحت من الأنماط الفنيّة الإسلامية. وتعتبر الكنيسة المعلقة في القاهرة القبطية من أبرز كنائس العمارة القبطية.
الكنيسة الأرمنية وهي الكنيسة الوطنية للشعب الأرمني، الذي يعتبر أول شعب يتخذ المسيحية دين رسمي له. طوّر الأرمن نمط معماري ارتبط بأبعاد مسيحية، وهي العمارة الأرمنية، ومن أبرز مميزاتها أنها تميل إلى أن تكون منخفضة وسميكة الجدران في التصميم.
طورّت كنيسة التوحيد الأرثوذكسية الإثيوبية فن مسيحي فريد إذ يوجد العديد من الكنائس المنحوتة في الصخر في أثيوبيا، أكثرها شهرة هي الكنائس الإثني عشر في لاليبيلا شمال البلاد، ويوجد أيضا نمط آخر في هندسة الكنائس الأثيوبية هو البازيليكا، ومن أشهر كنائس البازيليكا في أثيوبيا هي بازيليك سيدتنا مريم من صهيون في مدينة أكسوم، وفي القرن السادس الميلادي كان لهندسة الكنائس الأثيوبية تأثير قوي على طريقة بناء الكنائس في المناطق القريبة كصنعاء وفي معظم أنحاء شبه الجزيرة العربية. يوجد شكلين مميزين لبناء الكنائس الأثيوبية، الأول المربع أو المستطيل والذي يتواجد في تجراي والثاني الشكل الدائري وتجده في أمهارة وفي شيوة.

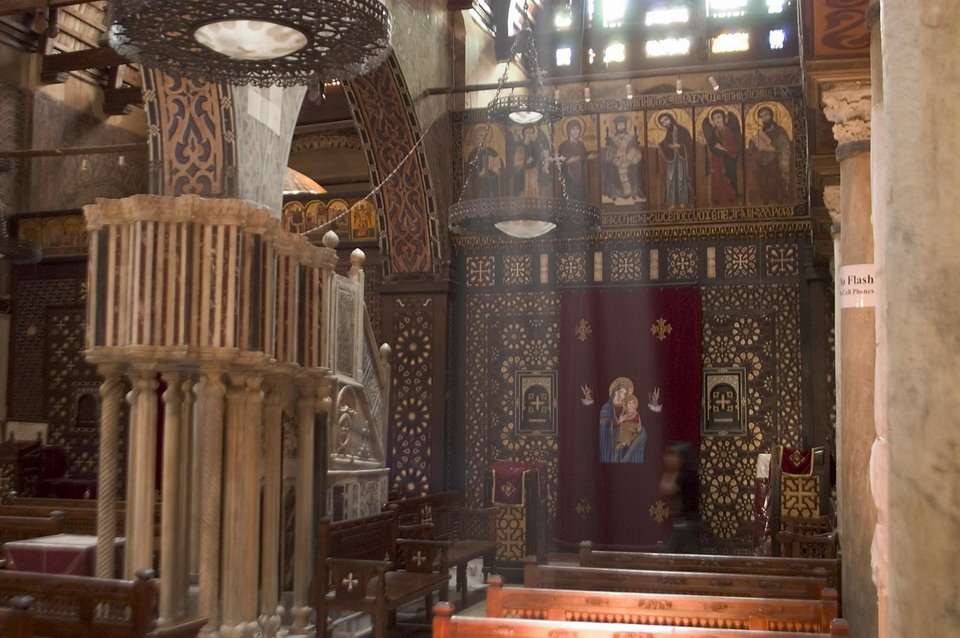
الكنيسة المعلقة في القاهرة، وهي نموذج للعمارة القبطية.
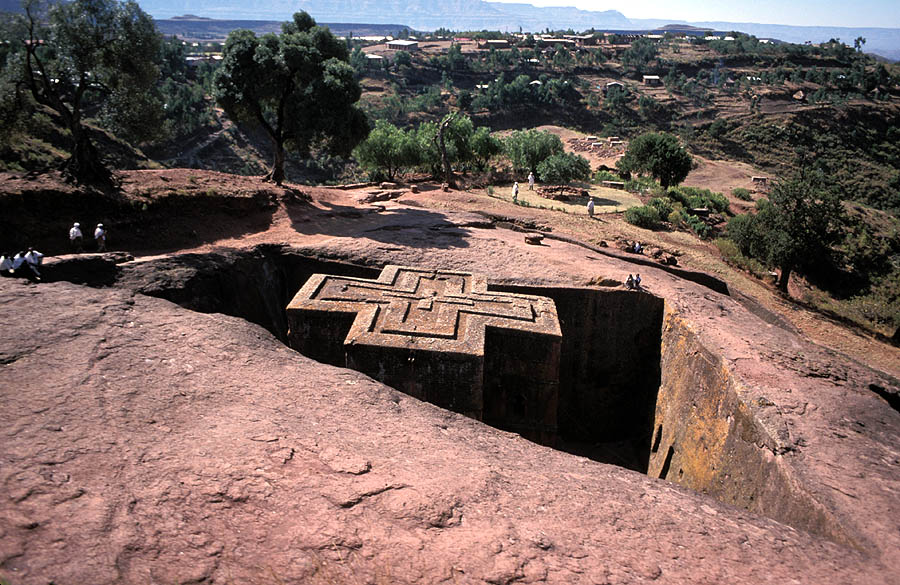
كنيسة منحوتة في الصخر في اكسوم. وهي نموذج للعمارة الأرثوذكسيّة الإثيوبية.
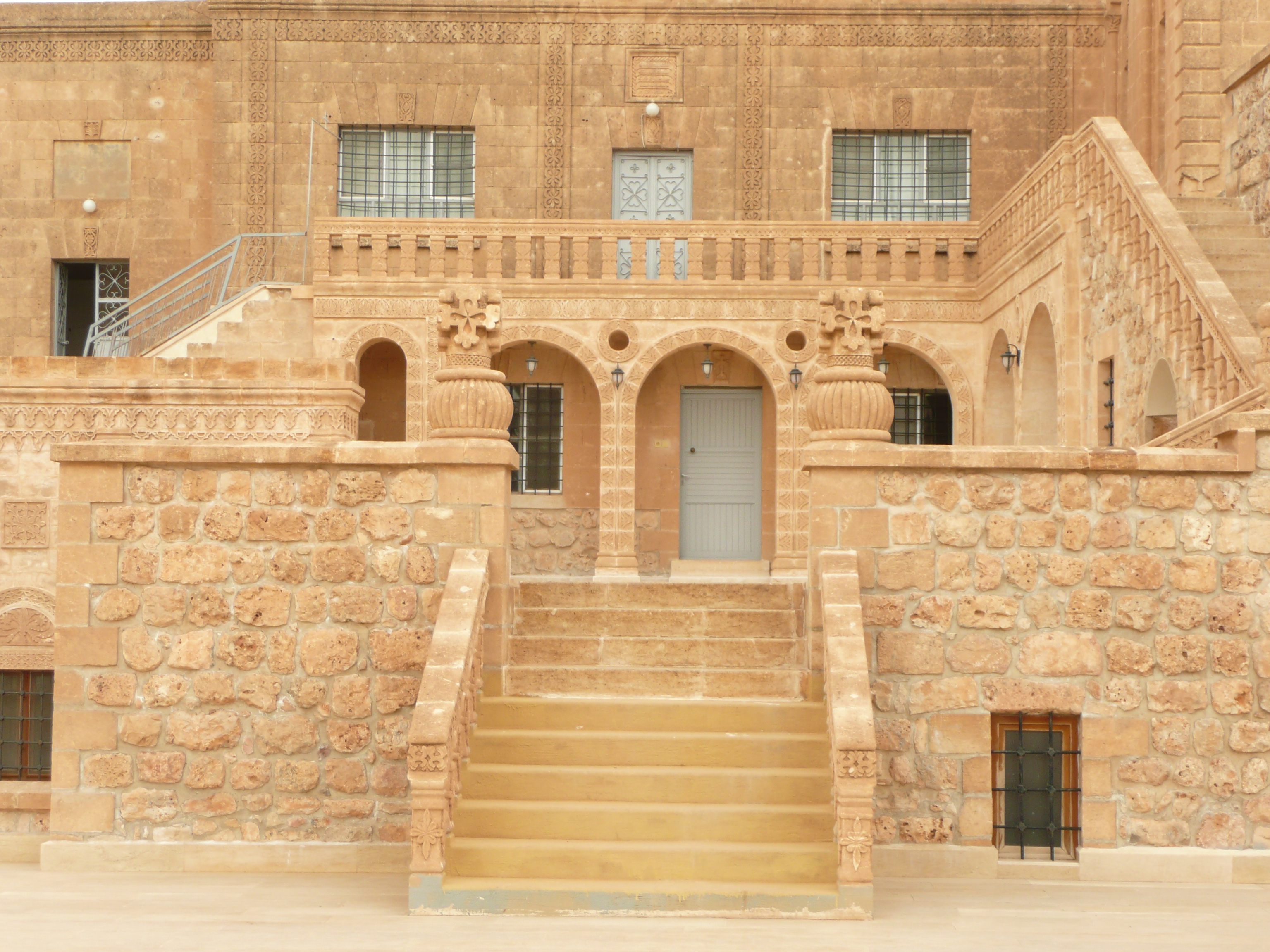
مدخل دير مار كبرئيل في مديات في  تركيا، وهو من أهم المراكز الروحية السريانيّة.
مذبح كنيسة الأرمن الأرثوذكس، يُعتبر الأرمن من الشعوب الأولى التي اعتنقت المسيحية.
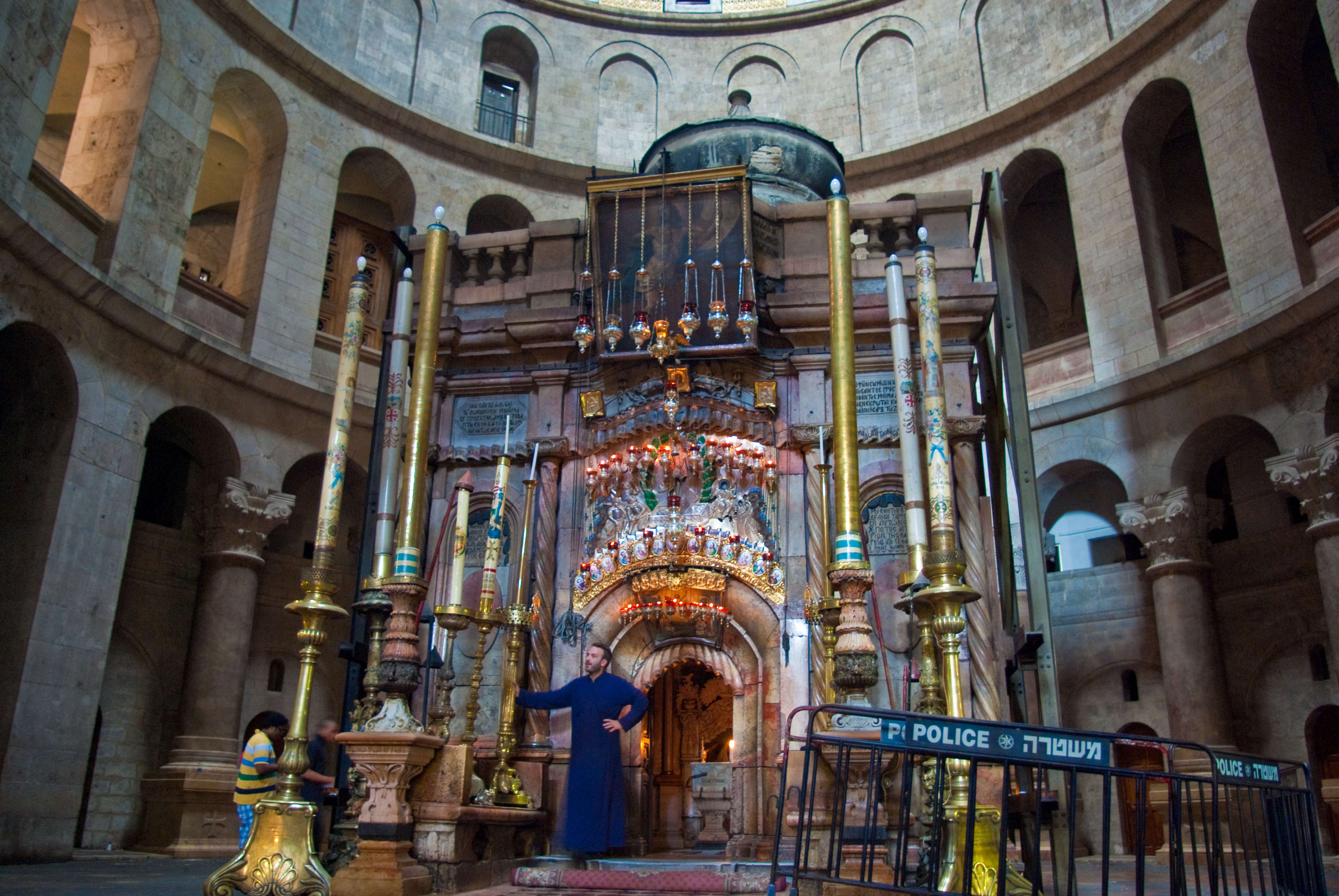
قبر يسوع في كنيسة القيامة، القدس وتتميز بنمط معماري مسيحي شرقّي.
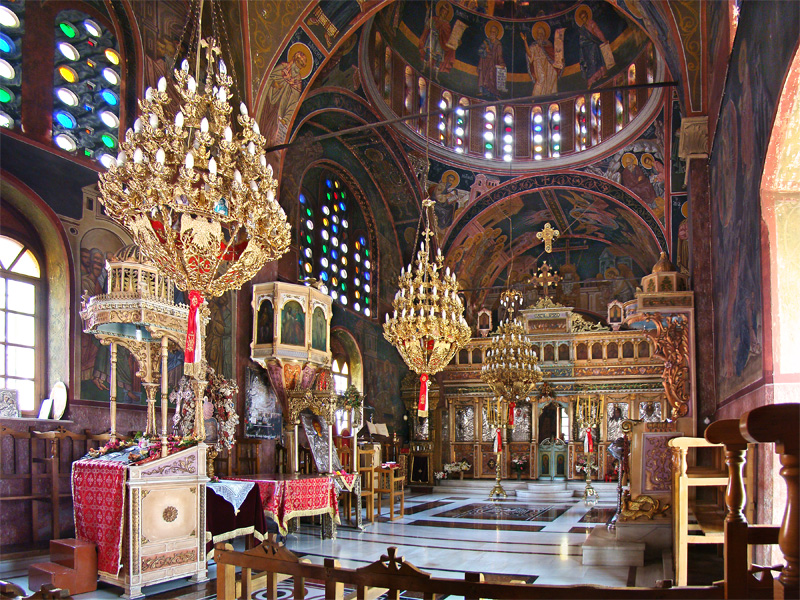
داخل كنيسة أرثوذكسيّة في جزيرة رودس مبنيّة على النمط المعماريّ البيزنطيّ.
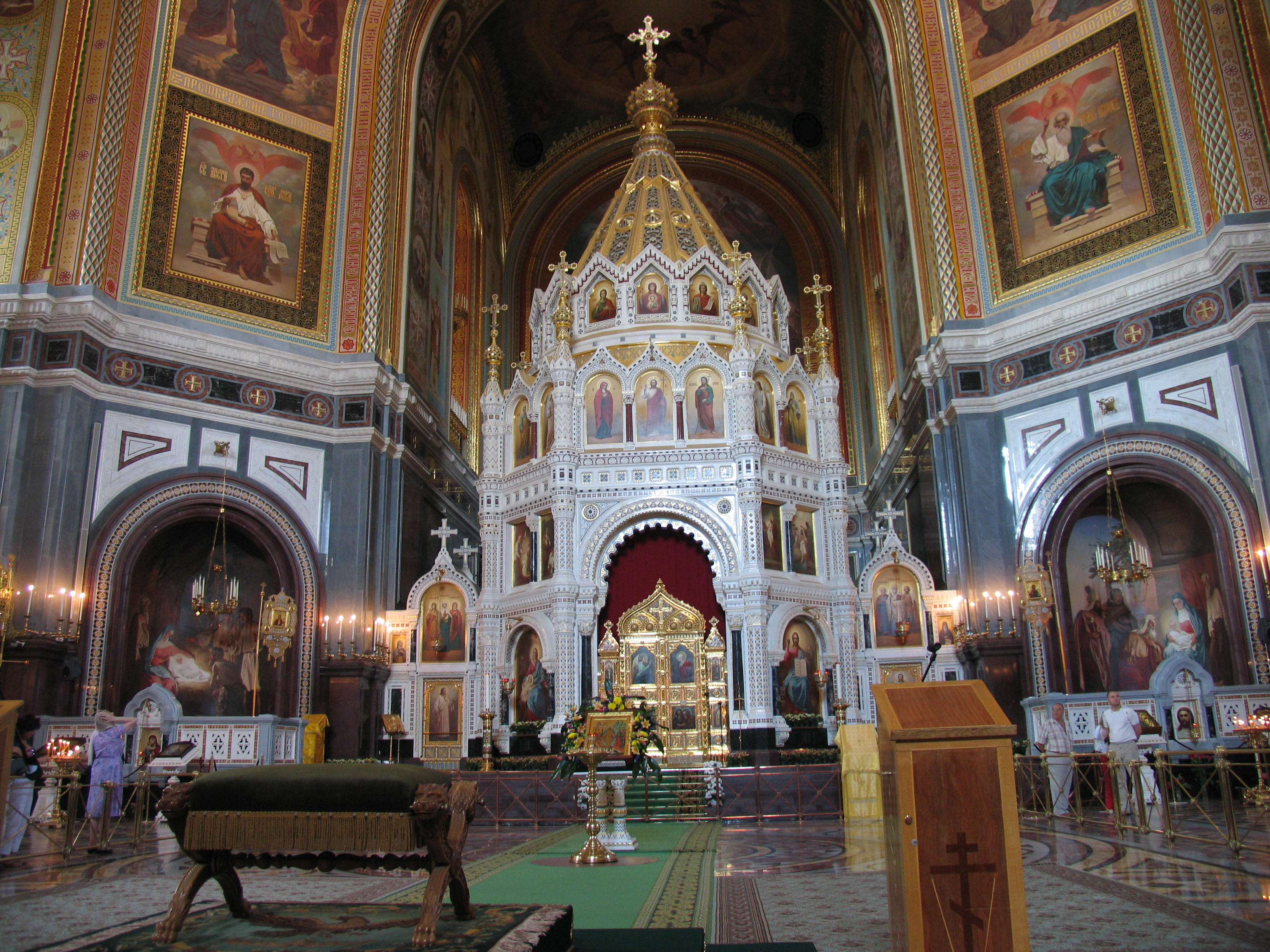
أيقونسطاس كنيسة المسيح المخلص الأرثوذكسية في موسكو.
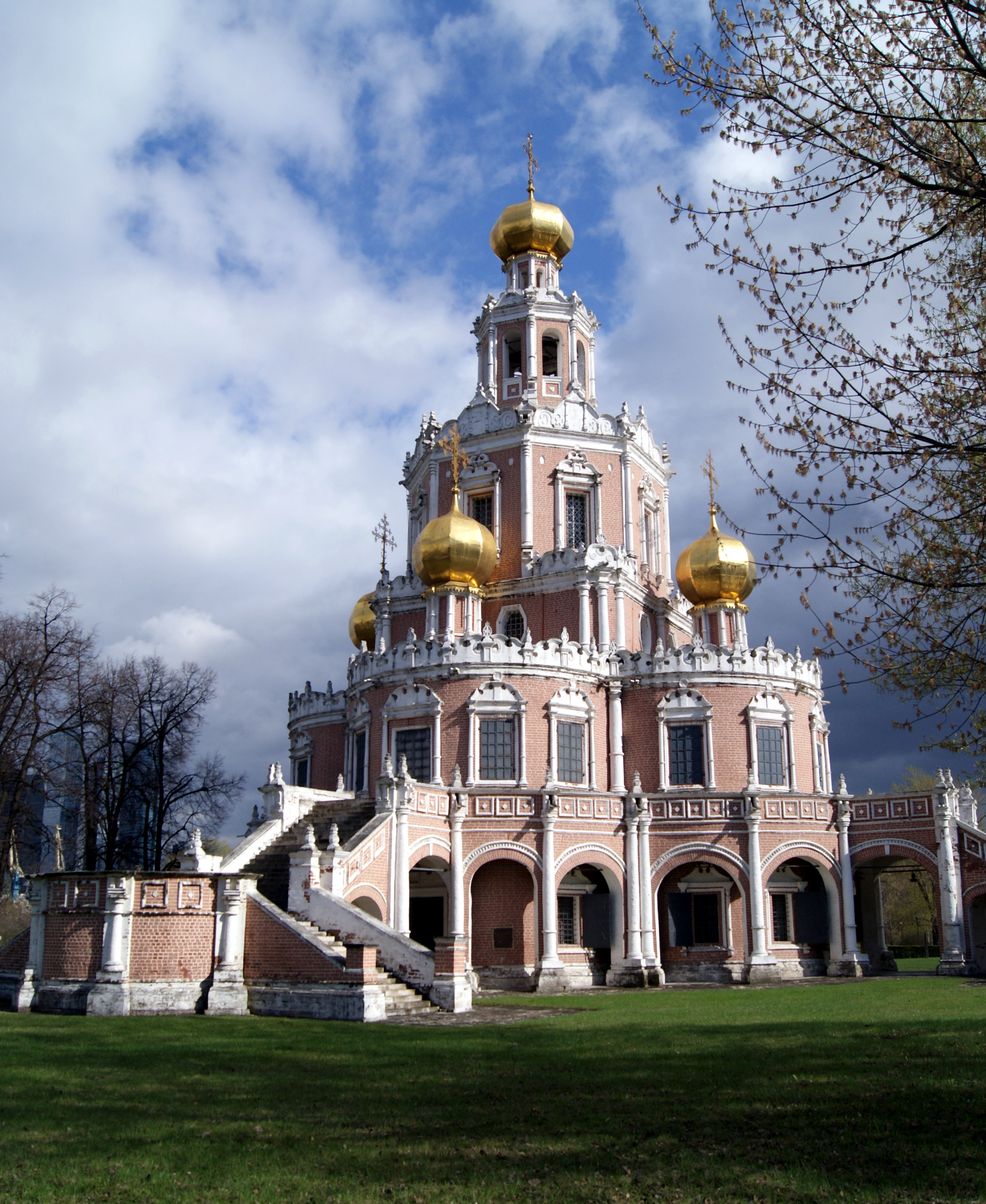
كنيسة روسية أرثوذكسية، لقد طورت الكنيسة الروسية نمط معماري مميز.
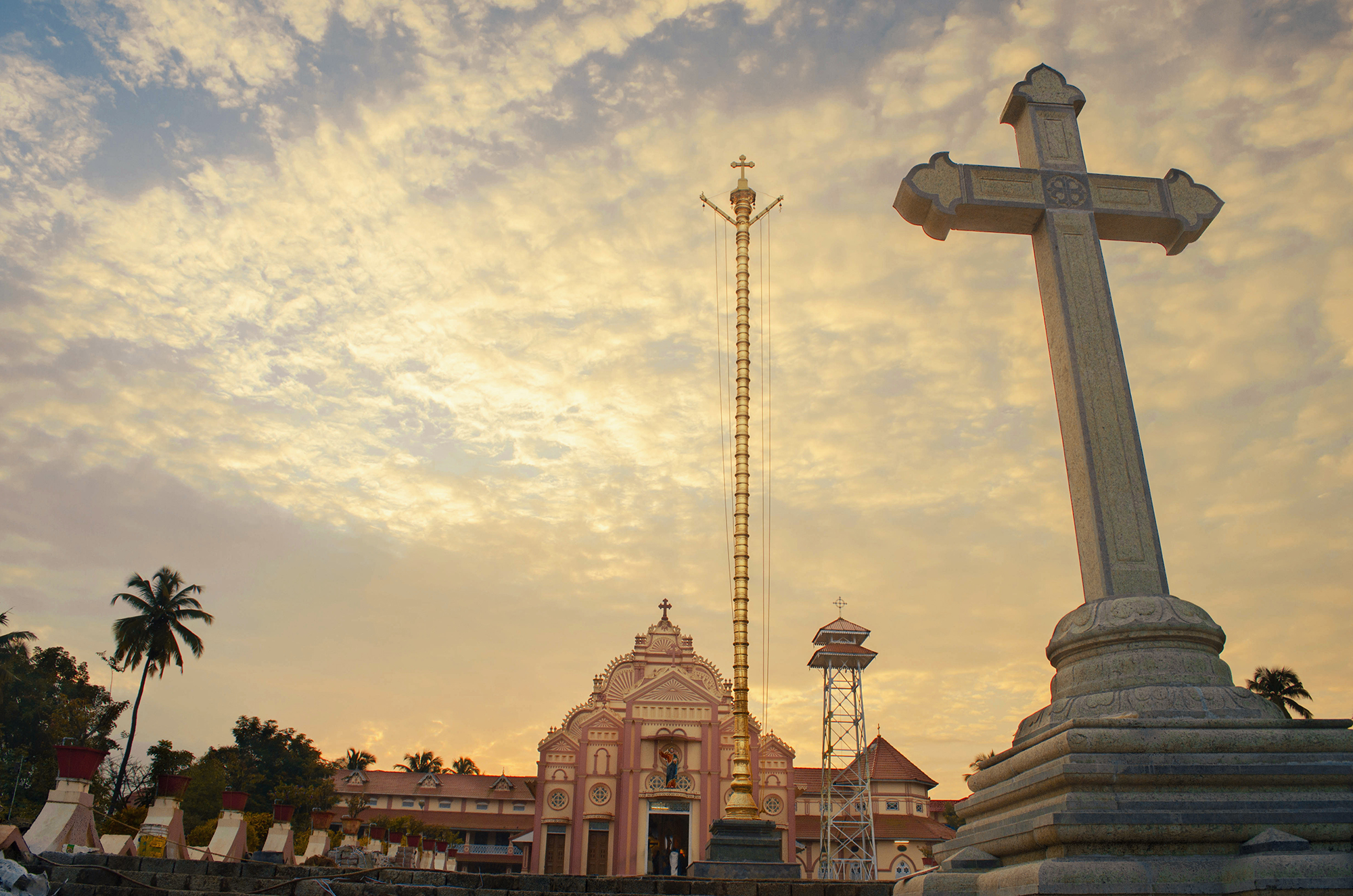
كنيسة سريانية تعود لمسيحيي مار توما في الهند، حافظ مسيحيي مار توما على ثقافة مسيحية هنديّة متأثرة بالتقاليد المسيحية السريانية.
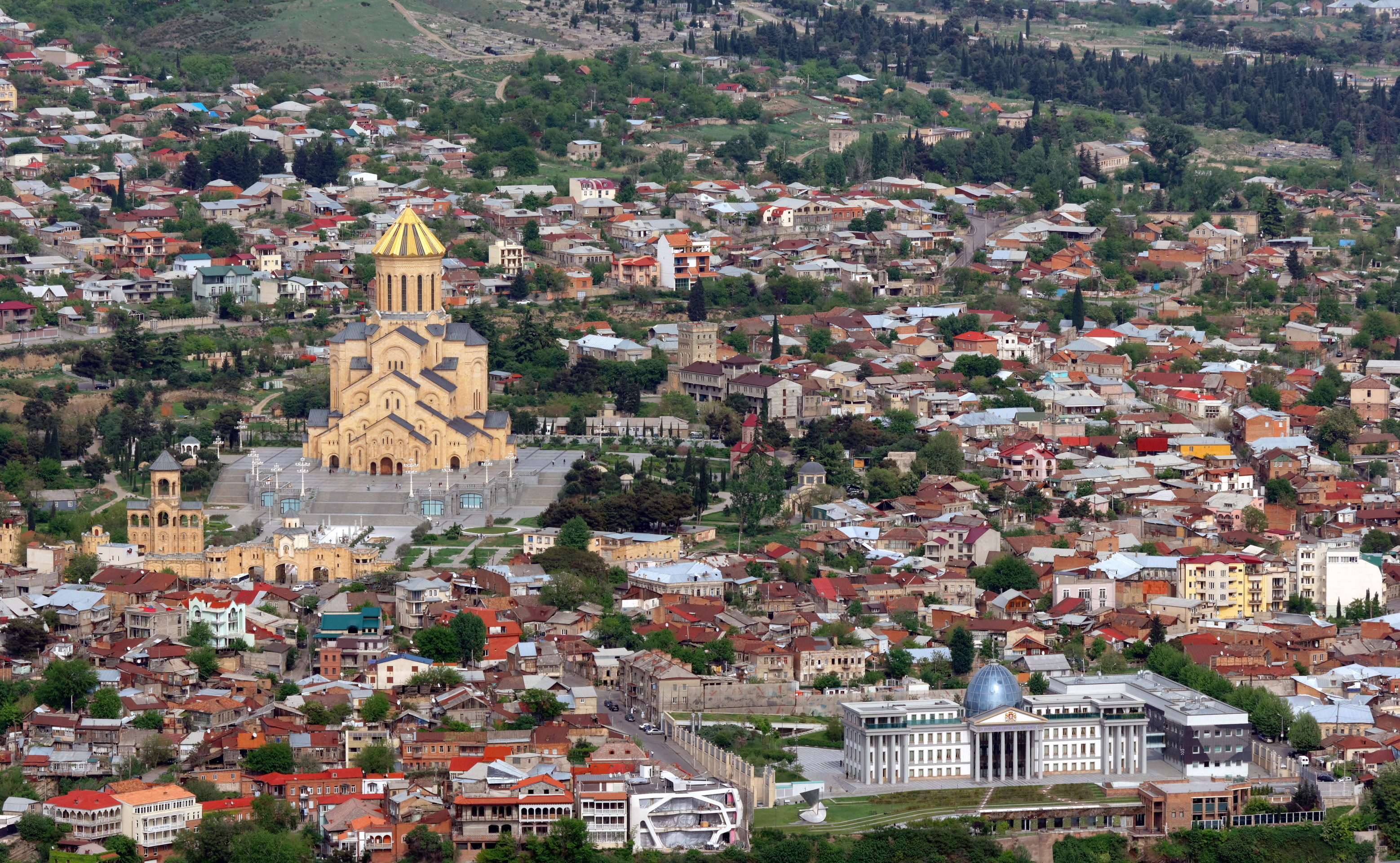
كاتدرائية ساميبا في تبليسي في  جورجيا، طورّت الكنيسة الجورجية الرسولية الأرثوذكسية ثقافتها الدينية الخاصة.

### عمارة المسيحية الغربية

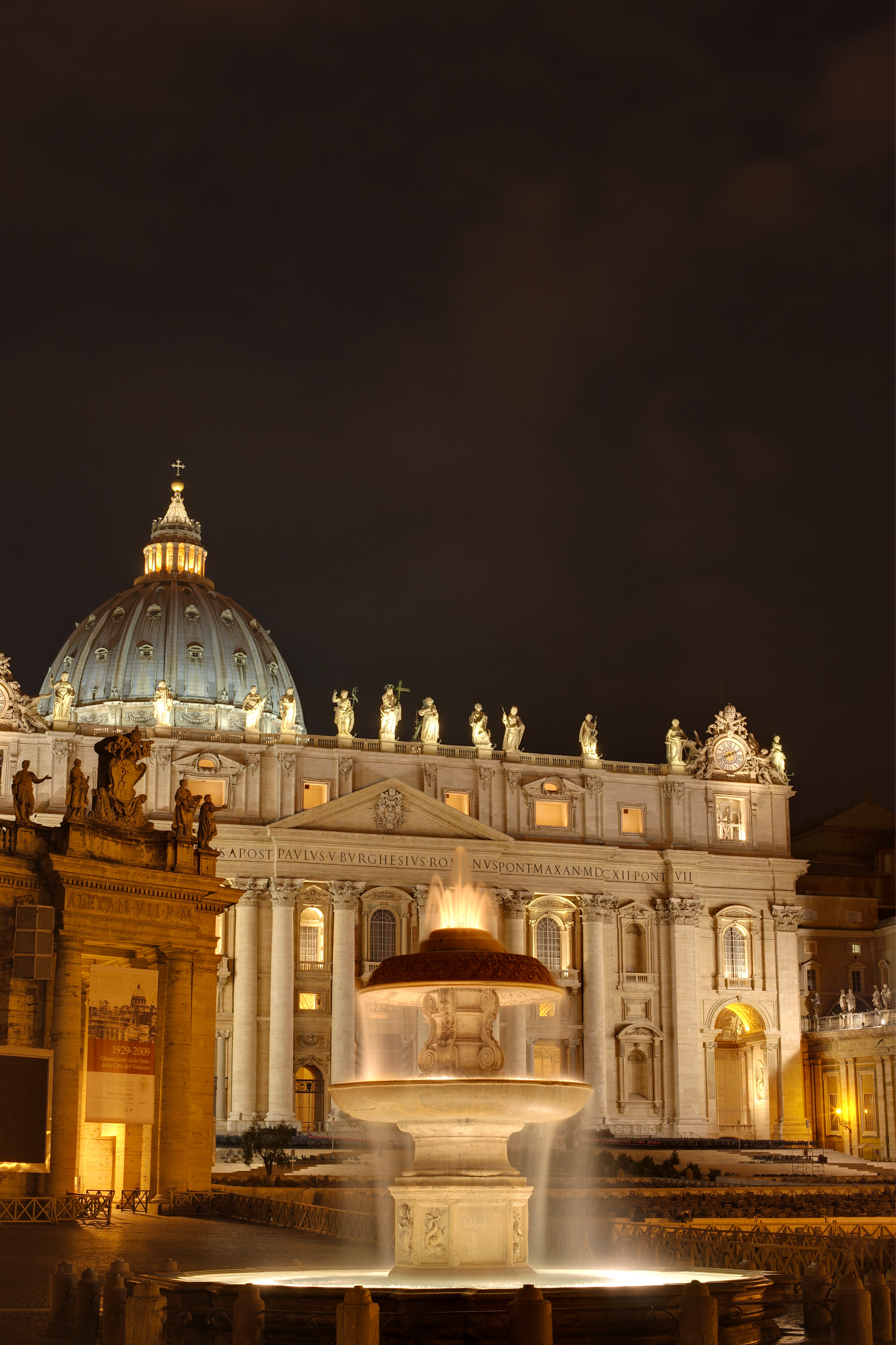
كاتدرائية القديس بطرس تعتبر أكبر كنيسة في العالم ولها مكانة مميزة في الكنيسة الكاثوليكية.

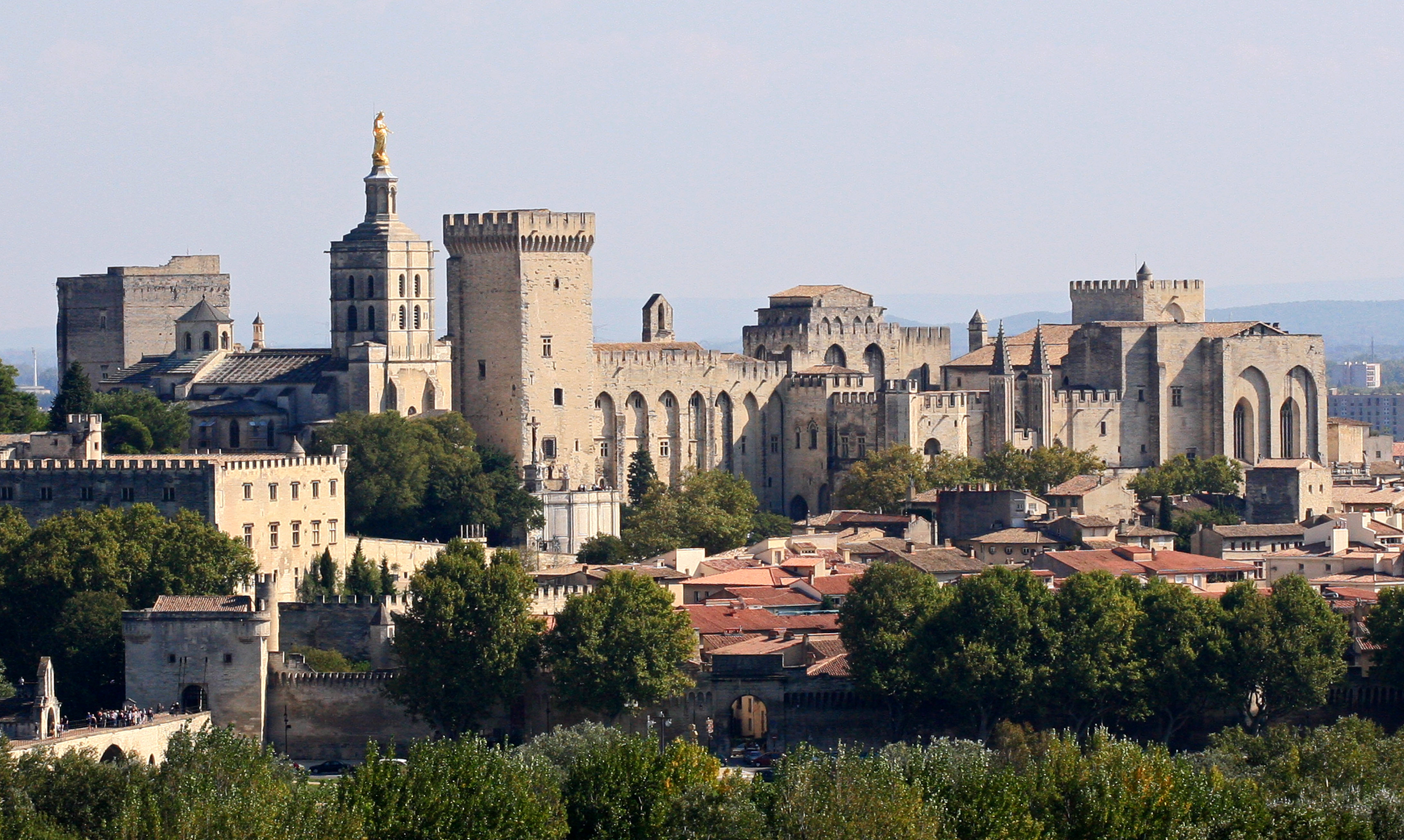
قصر البابا في أفينيون، فرنسا حيث كان مقر الباباوات سابقًا.

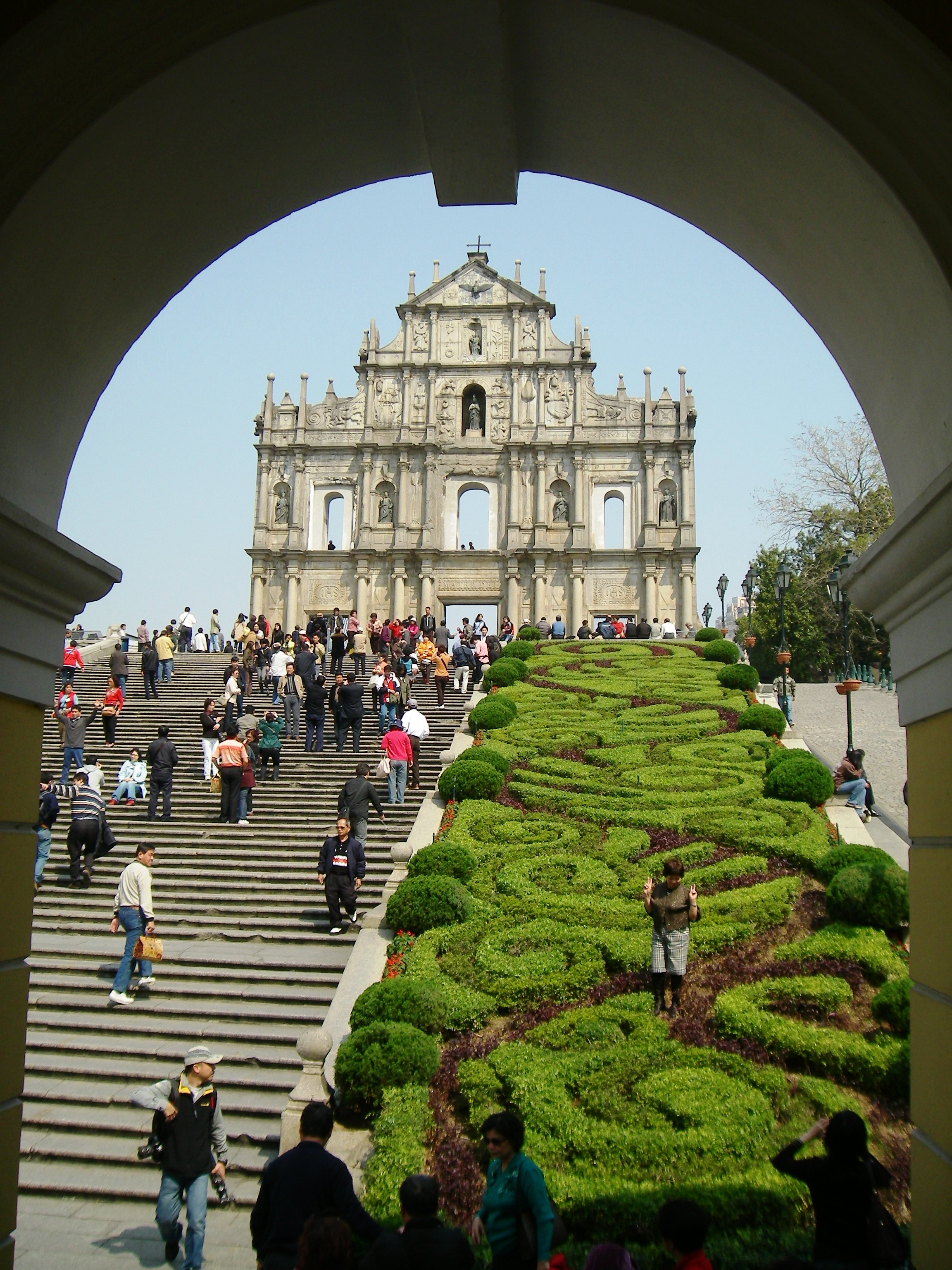
كاتدرائية القديس بولس في المركز التاريخي، ماكاو.

ظهرت على مدار تاريخ المسيحية الغربية عدة أنماط معمارية ترتبط بالفترة التاريخية التي ظهرت فيها. خلال العصور الوسطى ظهر:
- العمارة الكارولنجية: وهي على اسم شارلمان الذي كان ملكًا على الفرنجة بين عامي 768 و814. ومن عاصمته في موقع آخر حاليًا في ألمانيا، حكم شارلمان مساحات شاسعة شملت معظم أوروبا الغربية. أراد شارلمان وعائلته إحياء الثقافة المسيحية المبكرة في روما، وادعى المعماريون الكارولنجيون أنهم نقلوا عمارة المسيحية المبكرة، ولكنهم غيروا في النماذج حتى تناسب احتياجاتهم، وكانت لهم إسهامات شهيرة فيما يخص تصميم الكنيسة والدير، فقد اتبع المعماريون المسقط الأفقي للبازيليكا ولكنهم أضافوا أماكن للصلاة وأضرحة مطورة وأبراجًا عالية وابتكروا أيضًا مدخلا يعرف بالعمل الغربي «وستويرك» ضم ردهة ومصلى وأبراجًا صغيرة تسمى التورتات. طوّر الرهبان الكارولنجيون مسقط الدير الذي ترتبط به الكنيسة والمكتبة والمطبخ ومرافق أخرى بممرات مغطاة.
- العمارة الرومانسكية: بدأت في القرن التاسع وحققت أعظم إنجازاتها في القرنين الحادي عشر والثاني عشر.

وتبرز أهمية هذه الكنائس التي صُمِّمت في إيطاليا أولاً، ثم في فرنسا وألمانيا وإسبانيا وإنجلترا أخيرًا. وابتكر العلماء في القرن التاسع عشر مصطلح الرومانسكية الذي يعني «مِثْل الرومان». ويعتقد هؤلاء العلماء أن لبعمارة الرومانسكية هي أساسًا انعكاس للتصميمات الرومانية، ومع ذلك فإن العمارة الرومانسكية هي في الواقع مزيج من العمارة الرومانية والبيزنطية وأنواع أخرى. وتختلف كنائس الرومانسكية نوعًا ما من بلد لآخر، ولكن معظم الكنائس تشترك في ملامح معينة، فكنيسة الرومانسكية النموذجية لها جدران سميكة وأعمدة مبنية متقاربة وعقود ضخمة مقوسة، ويرتفع برج من السقف عند النقطة التي يتقاطع فيها الجناح الرئيس مع الصحن الرئيس للكنيسة، وتحمل البرج أربع ركائز تسمى الدعامات، وهناك عقود محمولة على أعمدة تفصل الصحن الرئيس عن الممرين الجانبيين، وقد بُنيت شرفة داخلية تطل على الممر الجانبي المعقود تسمَّى ترايفوريم «رواق ثلاثي العقود»، ويعلو الشرفة إضاءة علوية من خلال صف من النوافذ في داخل عقود. وخلال فترة الرومانسك، جاء كثير من الناس إلى هذه الكنائس لزيارة الكنائس التي كانت تحتوي على رفات وممتلكات بعض القديسين. وكانت الكنائس المهمة ضخمة جدًا تستطيع أن تستوعب أعدادًا كبيرة، ومثال ذلك كنيسة سانت سرنين في تولوز بفرنسا، تضم هذه الكنيسة جناحين على جانبي الصحن الرئيس، وتفتح على الممر الدائري المحيط بالقوصرة مصليات صغيرة، ويسمح هذا المسقط للزوار بالتحرك خلال المبنى على طول الممرات دون إزعاج للمراسم التي تقام عند المذبح الرئيس.

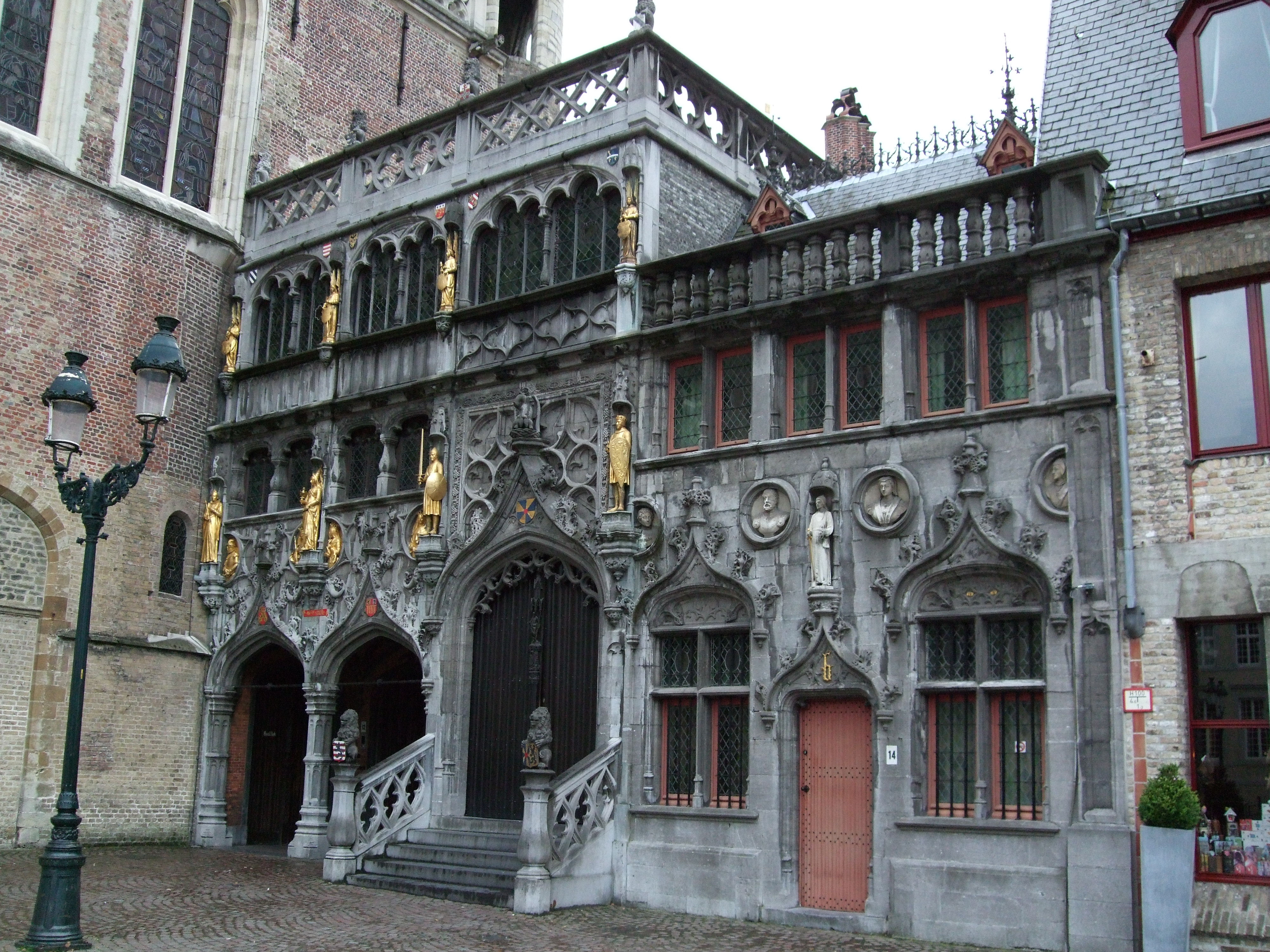
بازيليكا الدم المقدس في بلجيكا.

- العمارة القوطية: والتي ازدهرت في غربي أوروبا في الفترة الممتدة بين منتصف القرن الثاني عشر والقرن الخامس عشر. وكلمة قوطي أصلها مصطلح اشتُقَّ من كلمة تعني الرَفْض، واستخدمها الفنانون والكتاب في القرنين الخامس عشر والسادس عشر، الذين أرادوا إحياء العمارة الكلاسيكة لقدماء الإغريق والرومان في أوروبا. وقد مكن نظام تشييد جديد المعماريين القوط من تصميم كنائس بجدران رقيقة ودعامات أخف من تلك التي كانت في كنائس الرومانسك، وكثير من الدعامات مكونة من مجموعات من الأعمدة بارتفاع عدة طوابق، وقد مد المعماريون القوطيون الدعامات إلى السقف، ثم قوّسوا كل عمود في شكل أضلاع مثل المظلة المفتوحة، وسدوا الفراغات بين الأضلاع بالحجر، وكانت تلك الأقبية المضلعة ضمن أهم الخصائص التي تميزت بها العمارة القوطية. وهناك مظهر آخر للطراز القوطي هو العقود المدبَّبة والاستعاضة عن أجزاء كبيرة من الجدران بنوافذ ذات زجاج ملون، وكان لمعظم الكنائس دعامات طائرة، وهي دعامات على هيئة عقود بشكل متعامد من الطوب أو الحجر تبُنى على الجدران الخارجية. نحت المثَّالون أشكال القديسين وأبطال المسيحية على أعمدة مداخل الكنيسة.[349]

خلال عصر النهضة ظهرت عمارة النهضة والذي كان عصر انبعات للعمارة الرومانية. كما وجلب الاصلاح البروتستانتي على يد مارتن لوثر في القرن السادس عشر تغييرات متطرفة على الهندسة المعمارية، ففي الكنائس البروتستانتية أُزيلت التماثيل وشجعت على نمط معماري بسيط خالي من الزخرفة. فظهرت العمارة الباروكية والروكوكو في الكنيسة الكاثوليكية من خلال الاصلاح المضاد وانتشرت في جميع أنحاء إيطاليا وأجزاء أخرى من أوروبا. وقصد المعماري الباروكي أن يترك أثرًا دراميًا من خلال أعماله. والمبنى الباروكي النموذجي يتصف بالأشكال المنحنية والاستخدام المتقن والمعقد للأعمدة والمنحوتات واللوحات المزخرفة من أجل الزينة. وكان أهم المؤيدين لعمارة الباروك الكنيسة الكاثوليكية وملوك أوروبا الكاثوليك خصوصًا من قبل آل هابسبورغ في النمسا والمجر وآل بوربون في فرنسا وإسبانيا، الذين أعتبروا حماة الكنيسة الكاثوليكية.

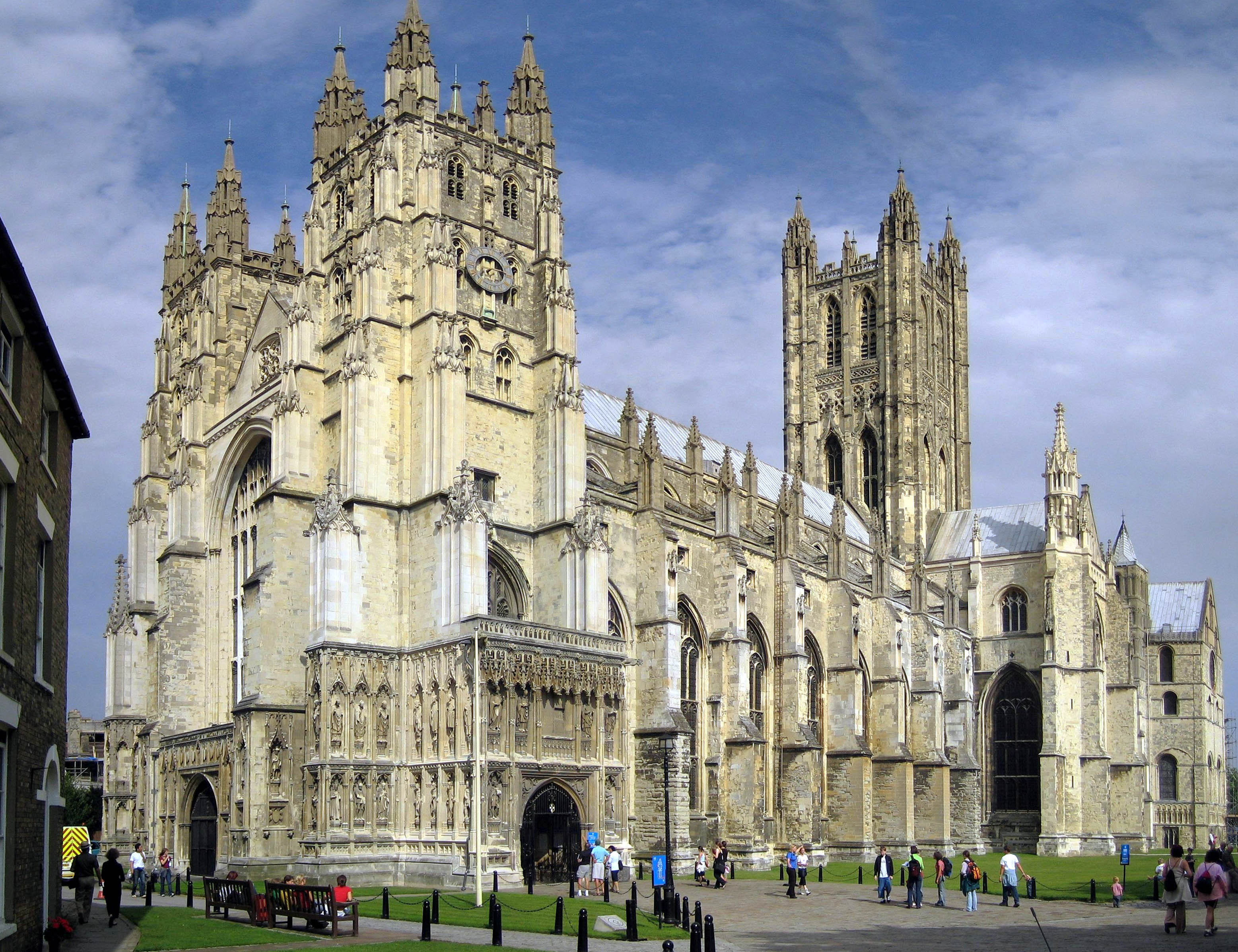
نموذج من العمارة القوطية، كاتدرائية كانتربري في  المملكة المتحدة.
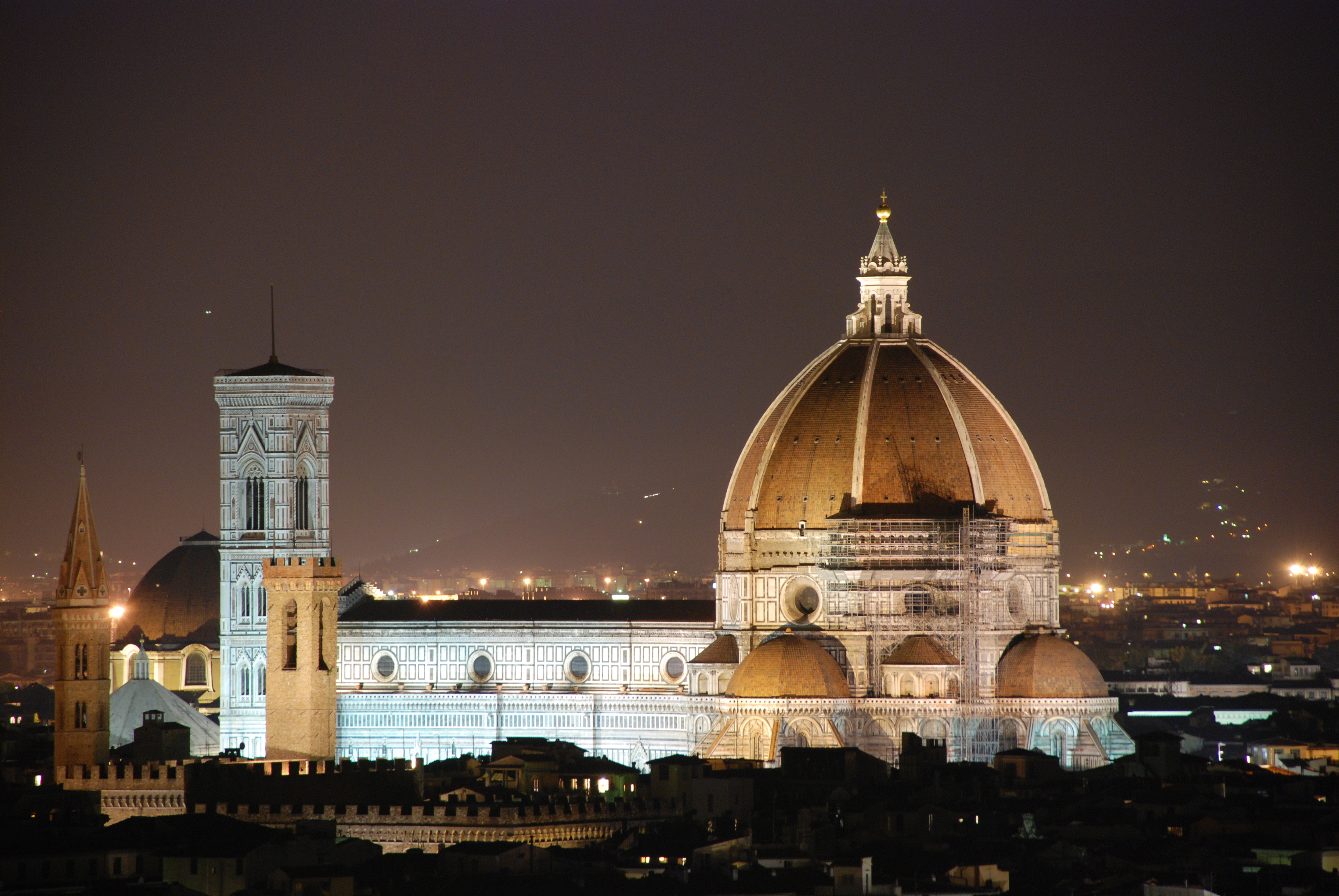
نموذج من عمارة عصر النهضة، كاتدرائية فلورنسا في  إيطاليا.
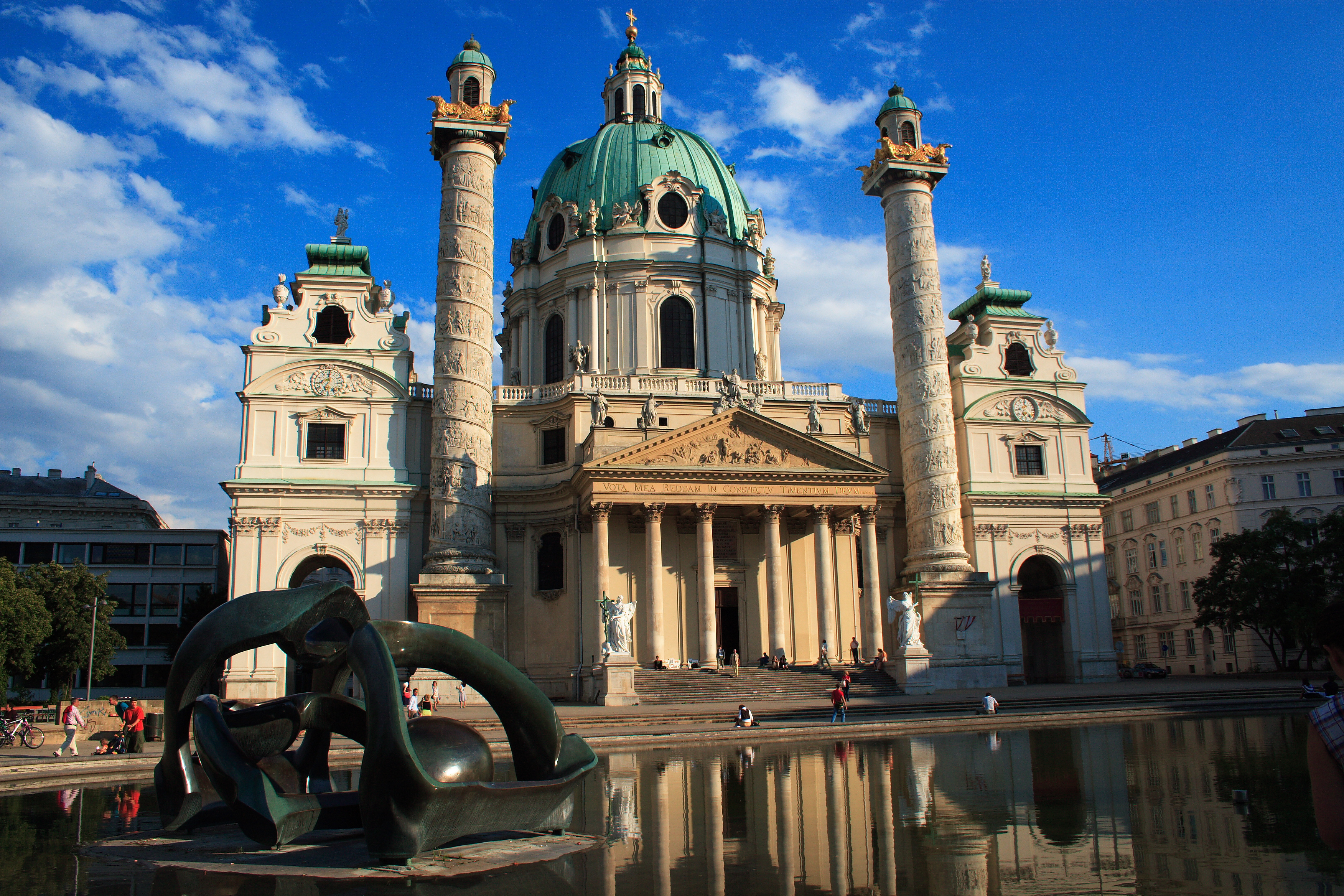
نموذج من العمارة الباروكية، كنيسة القديس شارل في  النمسا.
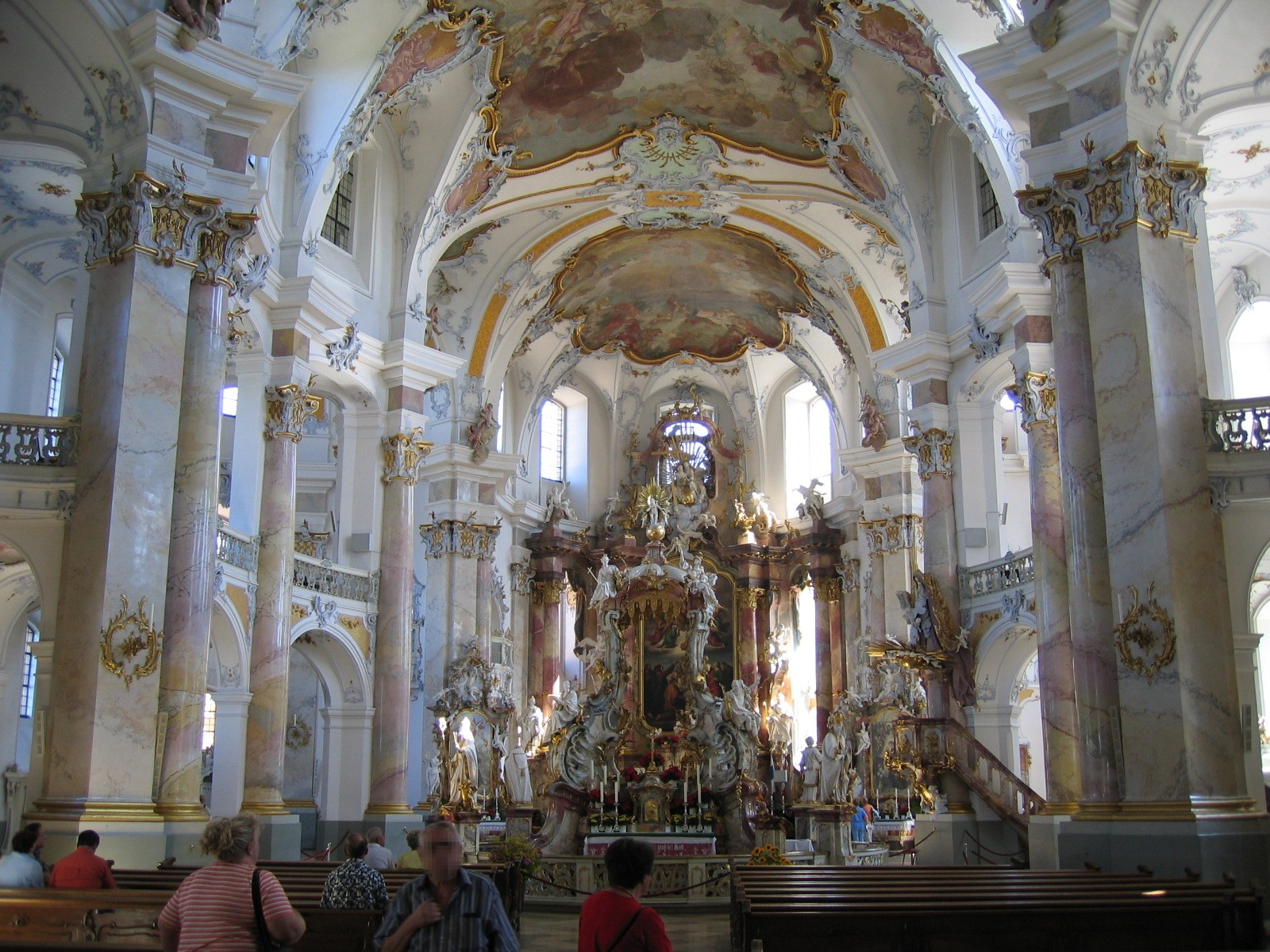
نموذج من عمارة الروكوكو، داخل كنيسة كاثوليكية في بافاريا،  ألمانيا.
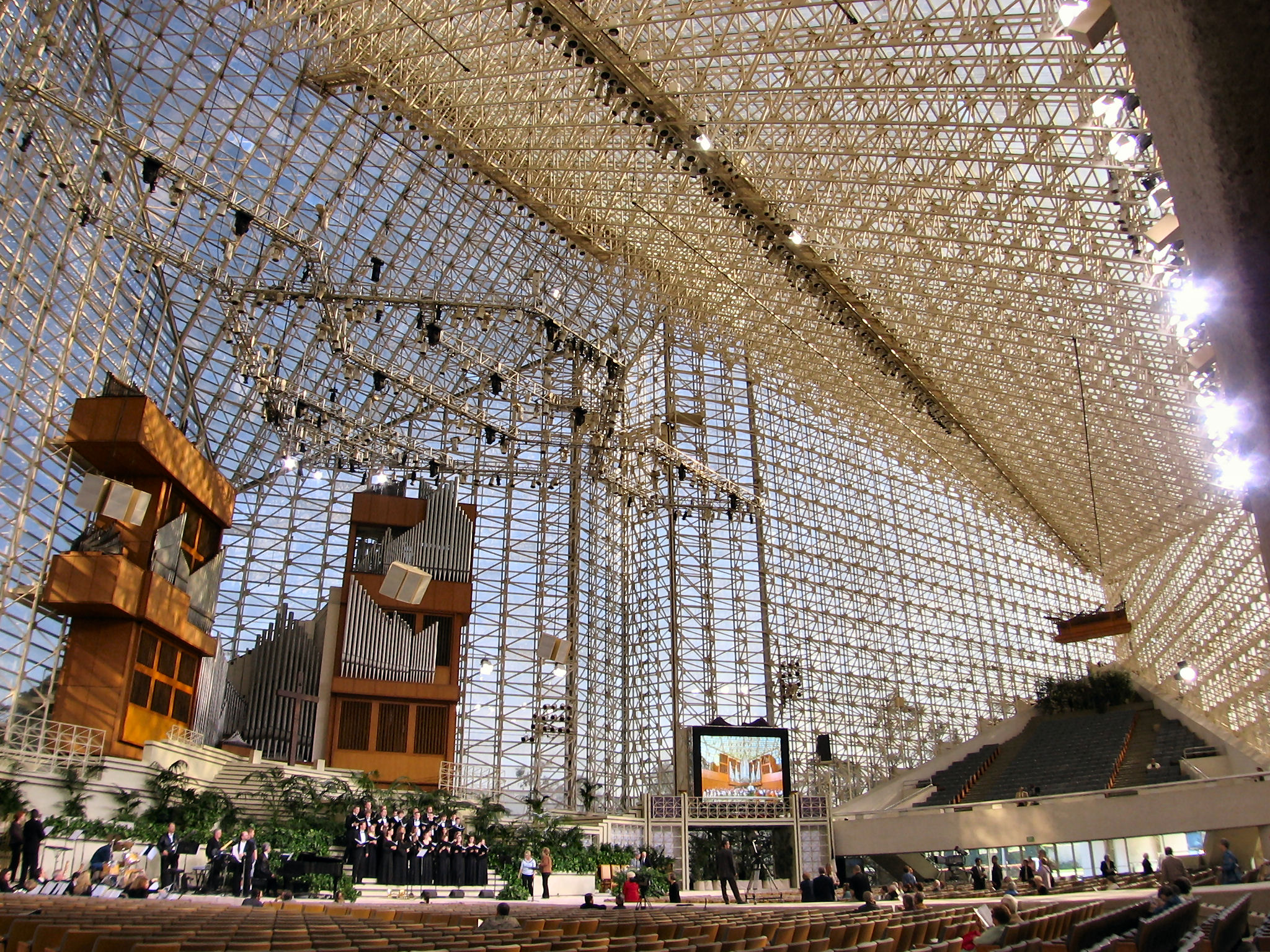
نموذج من العمارة الحديثة، كنيسة كريستال البروتستانتية في  الولايات المتحدة.

## الاقتصاد

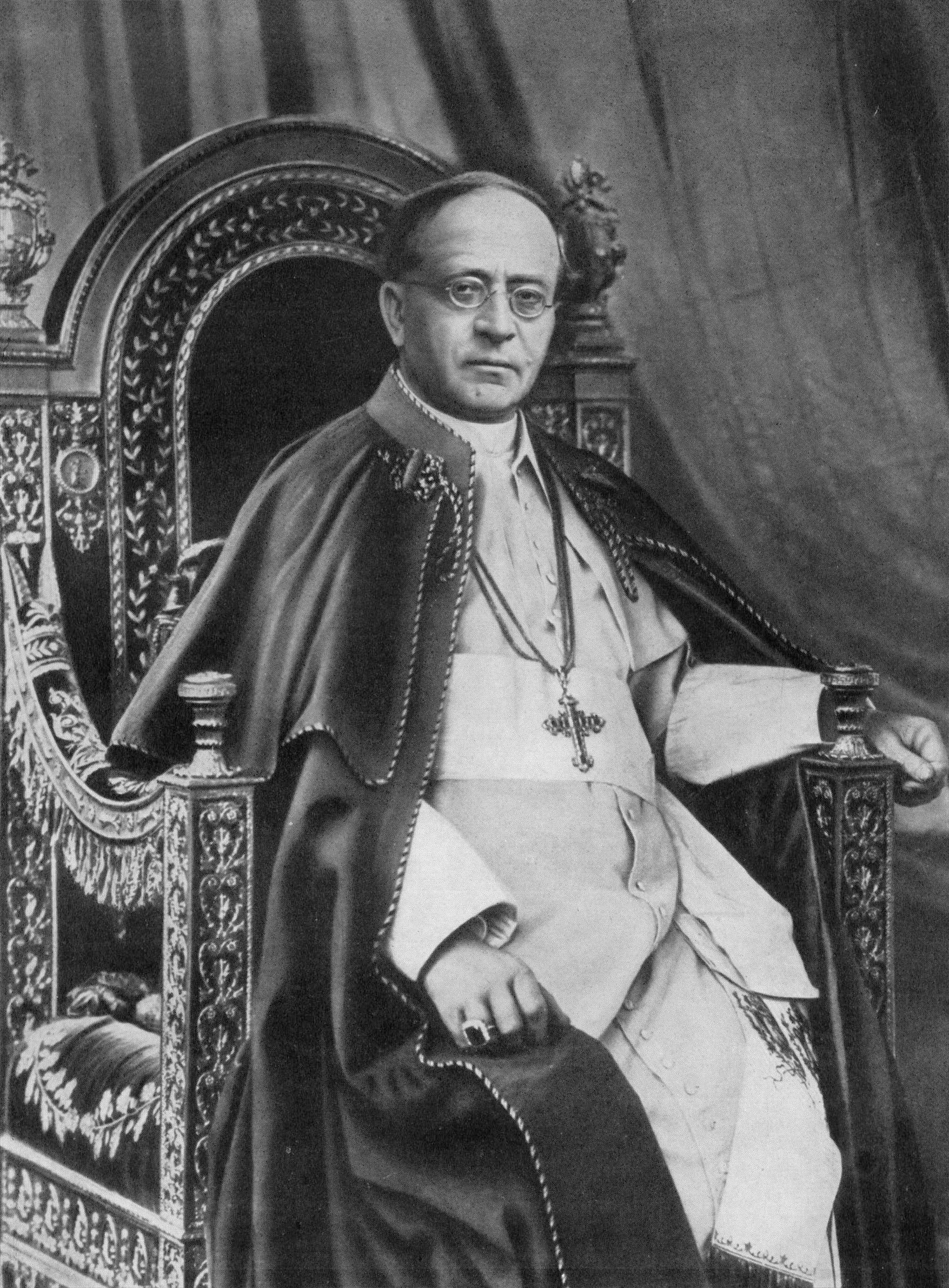
البابا بيوس الحادي عشر عرف في مرسومه البابوي الذي دعا فيه إلى اعتماد الأخلاق المسيحية في الاقتصاد.

يُشير مفهوم التمويل المسيحي إلى الأنشطة المصرفية والمالية التي ظهرت منذ عدة قرون. تٌحظر عدد الكنائس المسيحية، مثل الكنيسة الكاثوليكية والكنيسة الإصلاحية، تقليديًا الربا باعتباره خطيئة ضد الوصية الثامنة المذكورة في الوصايا العشر. وقد تكون أنشطة فرسان الهيكل (القرن الثاني عشر)، أو جبل التقوى (ظهرت عام 1462) أو الغرفة الرسولية المرتبطة مباشرة بالفاتيكان، قد أدت إلى عمليات ذات طبيعة مصرفية أو ذات طبيعة مالية (مثل إصدار الأوراق المالية والاستثمارات). وتشمل العائلات المصرفية الكاثوليكية كل من آل ميديشي،  وفلسر، وفوغر،  وبيروتسي وعائلة باردي.
اعتبر الراهب والمفكر الكاثوليكي فرانثيسكو دي فيتوريا تلميذ مدرسة توما الأكويني والذي درس قضية تتعلق بحقوق الإنسان للمواطنين إبّان الإستعمار، من قبل الأمم المتحدة بمثابة الأب للقانون الدولي، ويعتبر أيضًا من قبل مؤرخي الاقتصاد والديمقراطية القائد والمحارب من أجل الديمقراطية والتنمية الاقتصادية في الغرب. كتب جوزيف شومبيتر وهو خبير اقتصادي، في إشارة إلى السكولائية «كونهم المؤسسين الحقيقيين للإقتصاد العلمي». وكان أيضًا قد أدلى عدد من المؤرخين الاقتصاديين مثل ريموند دي روفر، مارجوري جريس - هتشينسون، واليخاندرو شوفين تصريحات مماثلة. وكتب بول لوتوكو مؤرخ من جامعة ستانفورد أن الكنيسة الكاثوليكية كانت «مركز لتنمية القيم والأفكار والعلوم والقوانين والمؤسسات، أي التي تشكل ما نسميه الحضارة الغربية». في بداية القرون الوسطى، كانت أخلاقيات الأبوية المسيحية، راسخة تمامًا في ثقافة أوروبا الغربية. وأدانت الكنيسة الربا والمادية مثل الجشع والطمع، والخداع واعتبرتها أعمال غير مسيحية.
شجعت الكنيسة الكاثوليكية على التبرع ومساعدة من هم بحاجة. وكان آباء الكنيسة قد أشادوا في أعمال الصدقة والخير. ويرى المؤرخ الآن كوهين في أن تعاليم يسوع مثل رفع قيمة الفقراء كانت ثورة في عالم الفقر والثروة إذ كانت فكرة الإحسان واحترام الفقراء غائبة في الفكر الروماني واليوناني. وما تزال عقلية التبرع ومساعدة الغير راسخة في الفكر الغربي.

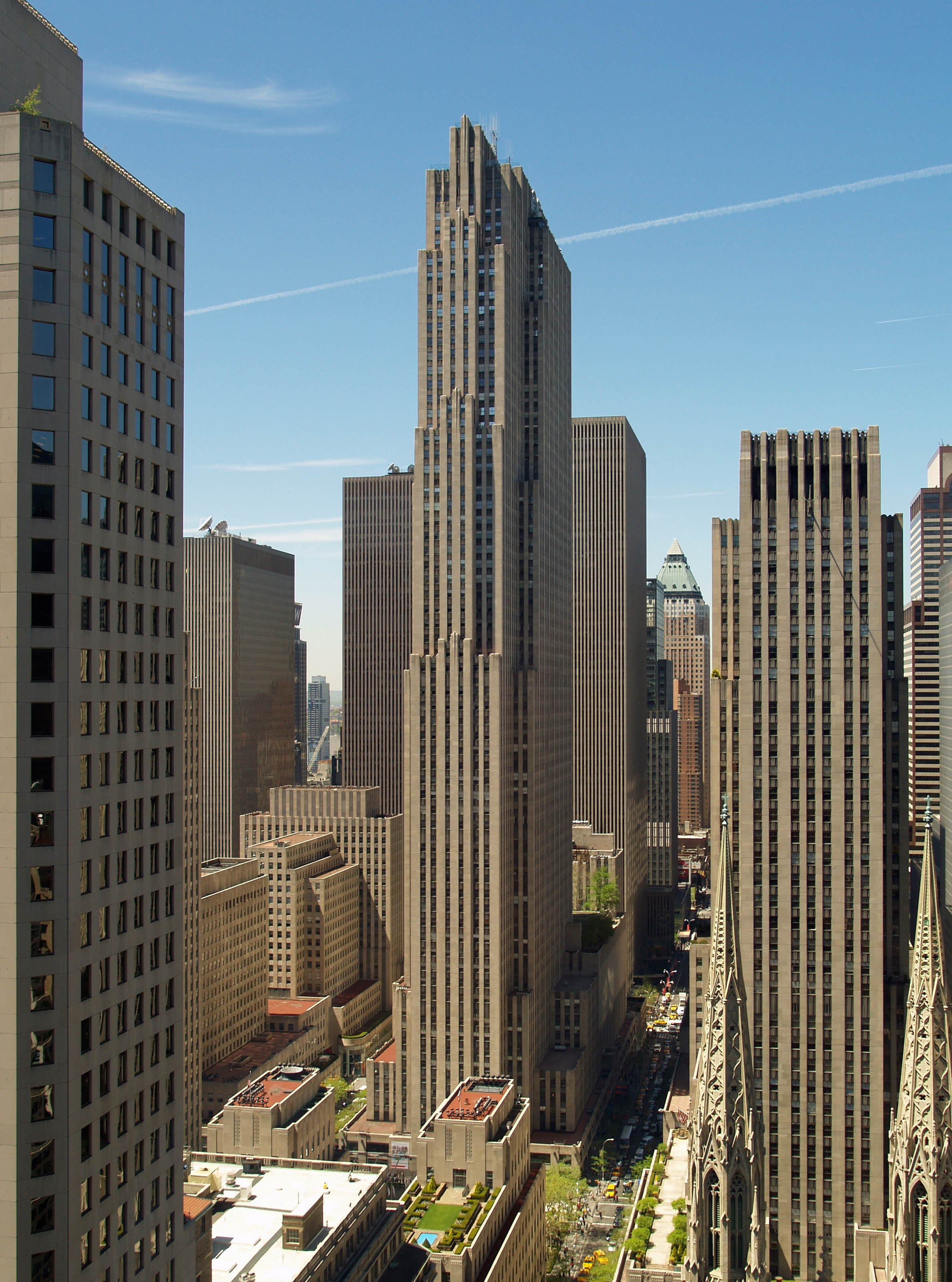
مركز روكفلر، في مانهاتن، مدينة نيويورك، وتعود إلى أسرة روكفلر البروتستانتية التي لعبت دور هام في الاقتصاد العالمي والرأسمالية.

ساهم صعود البروتستانتية في القرن السادس عشر في تطوير الأعمال المصرفية في أوروبا الشمالية. في أواخر القرن الثامن عشر، بدأت العائلات التجارية البروتستانتية في الانتقال إلى الأعمال المصرفية بدرجة متزايدة، خاصةً في البلدان التجارية مثل المملكة المتحدة (آل بارينجز)، وألمانيا (عائلة شرودرز وعائلة بيرنبرغ)،  وهولندا (هوب وشركاه، وجولشر ومولدر) في الوقت نفسه، وسعت أنواع جديدة من الأنشطة المالية نطاق الخدمات المصرفية إلى ما هو أبعد من أصولها. تنسب إحدى المدارس الفكرية الكالفينية إلى أنها مهدت الطريق للتطور اللاحق للرأسمالية في شمال أوروبا. عائلة مورجان هي عائلة أسقفية أمريكية وسلالة مصرفية، والتي أصبحت بارزة في الولايات المتحدة وفي جميع أنحاء العالم في أواخر القرن التاسع عشر وأوائل القرن العشرين.
عقب الإصلاح البروتستانتي غيّرت البروتستانتية في العقلية والفكر الغربي، فبينما كانت الكاثوليكية لا تحبذ تراكم الثروات،  شجعت البروتستانتية على تراكم الثروات وأعتبرتها نعمة من عند الله متأثرة في ذلك في العهد القديم. استنادًا إلى ماكس فيبر فأخلاق العمل البروتستانتية، خاصَة المذهب الكالفيني، من انضباط وعمل شاق وإخلاص، كانت وراء ظهور العقلية الرأسمالية في أوروبا، : وذلك لقولها بأن النجاح على الصعيد المادي هو دلالة على نعمة إلهية واختيار مسبق للخلاص. في دراسة معروفة قام بها عدد من الباحثين في مطلع الألفية ويمكن اختصار اسمها كالتالى: (CMRP) وجد عدد من الباحثين أن المجتمعات التي تسيطر عليها الثقافة البروتستانتية تشمل الولايات المتحدة، الدول الإسكندنافية، ألمانيا، المملكة المتحدة، هولندا، سويسرا، كندا، أستراليا ونيوزيلندا تميل إلى العمل والاجتهاد والإنجاز والإبتكار أكثر من المجتمعات التي تسيطر عليها ثقافات دينية أخرى.
بعض الباحثين يربطون أيضًا دور التطهريين وهم من الكالفينين في تطوير الاقتصاد والرأسمالية في الولايات المتحدة. فقد حثت تعاليمهم بان يكونوا منتجين بدلاً من مستهلكين ويستثمروا أرباحهم لخلق المزيد من فرص العمل لمن يحتاج وبذلك تمكنهم في المساهمة في بناء مجتمع منتج وحيوي ومن الآثار المهمة للحركة التطهرية، بسبب تأكيدها حرية الفرد، ظهور برجوازية جديدة، فالحرية الفردية وما رافقها من نجاح في مجال الصناعة، جعل أتباع البيوريتانية يهتمون بالثروة والمتعة وحب التملك بدلاً من البحث عن خيرات الأرض بالسعي والجد. يعتبر اليوم أحفاد التطهريين أو ما يعرفون بالواسب الطبقة الثرية والمتعلمة في الولايات المتحدة،  وهم بمثابة النخبة الاجتماعية التي تتحكم في الإقتصاد والسياسة والمجتمع الأمريكي. كذلك كانت أخلاق العمل البروتستانتية كقيم الموثوقية، والادخار، والتواضع، والصدق، والمثابرة والتسامح، أحد أسباب نشأة الثورة الصناعية. ويُشير مصطلح المجتمع البروتستانتي الراقي (بالفرنسيَّة: Haute société protestante) إلى مجموعة من العائلات الثرية البروتستانتية، والتي كانت على استعداد للتضامن المتبادل والسلطة الغامضة جزئياً داخل «النخبة (والمجتمع) الفرنسي ذات الأغلبيَّة الكاثوليكيَّة». وبالتالي ينطبق هذا المصطلح أساساً على الأفراد والأسرات البرجوازية البروتستانتية الكبيرة والتي كانت تتألف من كبار الصناعيين والمصرفيين والتجار والحرفيين،  والتي تعود ثرواتها وشبكات نفوذها إلى القرن التاسع عشر.
في العصر الحديث، دعت الكنيسة الكاثوليكية من خلال الرسائل البابوية إلى اعتماد الأخلاق المسيحية من قيم مساعدة الآخر والنزاهة في العمل، في الاقتصاد. وتعتبر العديد من المجتمعات المسيحية واحدة من من أكثر المجتمعات تقدمًا، فمثلًا في الهند يعتبر المسيحيين أكثر المجتعات الدينية تقدمًا. وتأثير المسيحيين من سكان المناطق الحضرية يظهر جليًا في الاقتصاد فالقيم المسيحية المتأثرة من التقاليد الأوروربية تعتبر ميزة ايجابية في بيئة الأعمال والتجارة في الهند الحضرية؛ يعطى هذا كتفسير للعدد الكبير من المهنيين المسيحيين في قطاع الشركات في الهند،  في كوريا الجنوبية معظم الشركات الكبرى بالبلاد يديرها مسيحيون وعلى الرغم من أن المسيحيين ليسوا الغالبية في كوريا الجنوبية.[بحاجة لمصدر] واستنادًا إلى نموذج بارو وماكليري، فإن المسيحية قد لعبت دورًا رئيسًا في نجاح كوريا الجنوبية في المجال الاقتصادي وفي تقدم المجتمع. بالمقابل فإن هذه الدراسة أنتقدت من قبل بعض الباحثين مثل دولراف وتان. كذلك يظهر تأثير المسيحيين الاقتصادي في عدد من دول العالم الإسلامي. يُذكر أن 6 دول مسيحيّة من أصل 10 تتربع قائمة أكثر دول العالم تطورًّا في مجال التكنولوجيا والتقنية العالية.
خلصت دراسة أجرتها مجلة فورتشن أنّ واحد من كل خمسة أكبر الشركات في الولايات المتحدة تُدار من قبل الأسقفيين. واحدة من ثلاثة أكبر وأقوى البنوك في البلاد، يرأسُه أسقفيين. تاريخيًا إنتمت العديد من العائلات الأمريكية الثرية والغنية الشهيرة مثل عائلة عائلة روكفلر، ومورجان، وفورد، وروزفلت، وفاندربيلت، وكارنجي، ودو بونت، وآستور، وفوربس إلى الكنيسة الأسقفية الأمريكية. كما وجدت دراسة أجرتها مجلة فورتشن عام 1976 حول أهم 500 رؤساء تنفيذيين لأهم الشركات والمؤسسات التجاريّة في الولايات المتحدة حضور طاغ للبروتستانت من الكنيسة الأسقفية الأمريكية والكنيسة المشيخية في أمريكا والأبرشانيّة.
كما وكشف تقرير نشرته مؤسسة «نيو ورلد ويلث» سنة 2015 المتخصصة في أبحاث الثروة العالمية عن سيطرة المسيحيين على السواد الأعظم من الثروات العالمية، يليهم المسلمون والهندوس واليهود. وأوضح التقرير أن إجمالي الثروات التي يمتلكها المسيحيون تصل إلى 107.280 مليار دولار، ما يمثل أكثر من 55% من الثروات العالمية، يليهم المسلمون في المرتبة الثانية بإجمالي ثروة تُقدر بـ 11.335 مليار دولار (5.8%) ثم الهندوس بإجمالي ثروة تبلغ قيمتها 6.505 مليار دولار، بما يعادل نسبته 3.3%. وأشار التقرير إلى أن اليهود يمتلكون إجمالي ثروة تقدر بـ 2.079 مليار دولار (1.1%). وحوالي (67.832 مليار دولار، ما يعادل 34.8%) تقع في أيدي أفراد لا ينتمون لأي دين أو حتى في أيدي أشخاص يؤمنون بديانات أخرى.

## العدالة الاجتماعية، تقديم الرعاية، نظام المستشفى

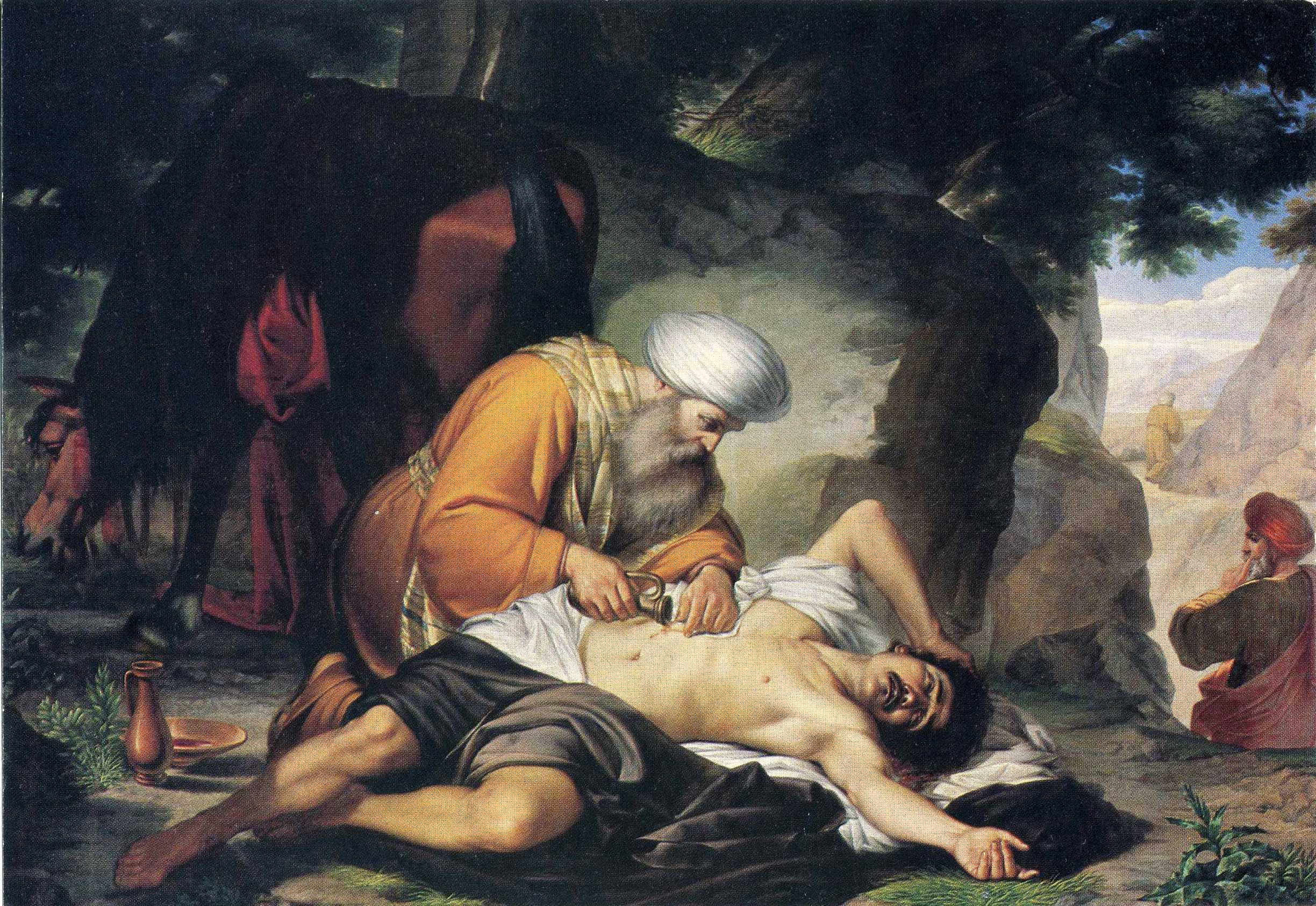
رسمة لقصة السامري الصالح، ومن خلال روح هذه القصة دفعت الكنيسة لبناء المؤسسات الإجتماعية.

ساهمت الكنيسة في المجتمع من خلال عقيدتها الاجتماعية التي قادتها لتعزيز العدالة الاجتماعية وتوفير الرعاية للمرضى والفقراء. وقد تم تبني الأفكار التي تضمنتها «العظة على الجبل» وأمثال يسوع مِثل مَثل السامري الصالح كرسالتها في المجتمع،  كالدعوى إلى عبادة الله، والعمل من دون عنف أو تحامل ورعاية المرضى والجياع والفقراء. هذه التعاليم كانت الدافع الرئيس وراء بناء المؤسسات الاجتماعية، والمستشفيات ودور الرعاية الصحية.

### فترة العصور الوسطى
قاد إعلان المسيحية كديانة رسمية في الإمبراطورية الرومانية إلى التوسع في توفير الخدمات والرعاية الاجتماعية. بعد مجمع نيقية في عام 325 تم بناء في كل مدينة مستشفى قرب الكاتدرائية. ومن أوائل المستشفيات التي اقيمت كانت من قبل الطبيب القديس سامبسون في القسطنطينية، وباسيل أسقف قيصرية في تركيا المعاصرة. وقد بنى باسيل مدينة دعيت «بباسيلاس»، وهي مدينة شملت مساكن للأطباء والممرضين ومبان منفصلة لفئات مختلفة من المرضى. وكان هناك قسم منفصل لمرضى الجذام. بعض المستشفيات حوت على مكتبات وبرامج تدريب، وجمع الأطباء دراستهم الطبية والدوائية في مخطوطات حفظت في مكتباتها. وبالتالي ظهرت الرعاية الطبية للمرضى في معنى ما نعتبره اليوم المستشفى، وكان يقودها الكنيسة الأرثوذكسية والاختراعات والإبتكارات البيزنطية وأعمال الرحمة المسيحية.

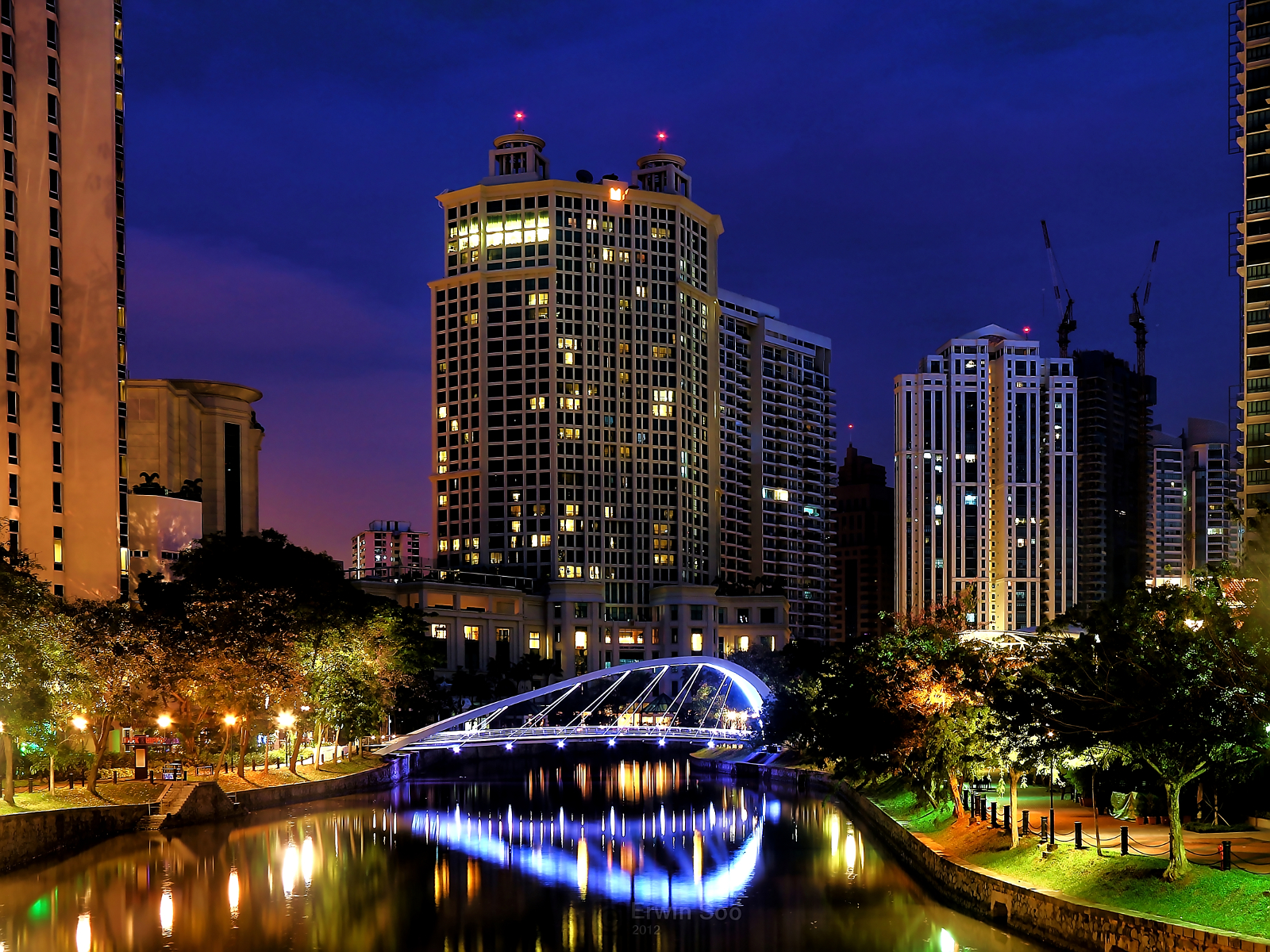
فندق العائلة المقدسة، أقامت الكنيسة مضافات لرعاية وإستقبال الحجاج.

أقامت الكنيسة الكاثوليكية أيضًا عدد من المشتشفيات التي أوت المرضى، بعضها كانت قرب أماكن الحج. خلال الحروب الصليبية ظهرت فرق عسكرية كانت اشبه بكهيئة خيرية هدفها رعاية الحجاج المسيحيين.، وبنت عدد من المستشفيات ومن هذه الفرق فرسان القديس يوحنا وفرسان الهيكل. كما وأقامت فرق الفرسان عدد من المضافات قرب الأماكن المقدسة المسيحية في فلسطين وفي جميع أرجاء أوروبا لرعاية وإستقبال الحجاج، وكانت هذه المضافات النواة الأولى للفنادق. تطورت الأديرة في العصور الوسطى لتصبح ليس فقط مراكز روحية بل أيضًا مراكز للتعليم وممارسة الطب. أماكن الأديرة كانت منعزلة كما كانت مصممة لتكون مكتفية ذاتيا. مما تطلب من سكان الدير لأن ينتجوا طعامهم الخاص وأيضا المحافظة على صحتهم. قبل تطور وظهور المستشفيات، كان الناس من المدن المحيطة ينظرون للأديرة بإعتبارها مكانُا لمساعدة مرضاهم. مزيج من الشفاء الروحي والطبيعي كان يتم استخدامه لعلاج المرضى. أدوية عشبية مع الصلوات وبعض الترانيم الدينية كان يتم استخدامهم من قبل القسيسين والرهبان في الدير. كانت الأعشاب بالنسبة للقسيسين والرهبان خلق الله للمساعدة الطبيعية ولتساعد في الشفاء الروحي للشخص المريض. الطب في الأديرة كان يركز على مساعدة المريض ليعود إلى حالته الطبيعية. كان التركيز ينصب على القدرة على معرفة الأعراض والعلاج. في بعض الحالات ملاحظة الأعراض قادت رجال الدين في الأديرة إلى القدرة على تحقيق واجباتهم لله عن طريق الاعتناء بكل خلقه.

### الثورة الصناعية حتى اليوم

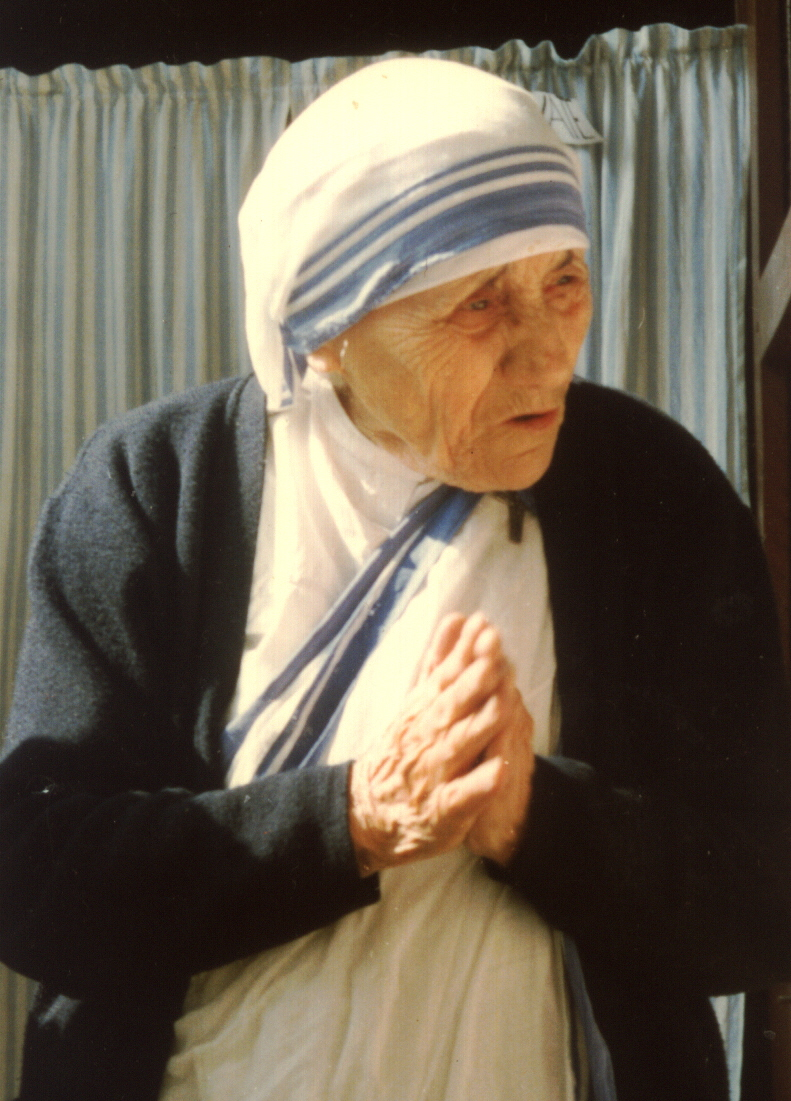
الأم تريزا الحائزة على جائزة نوبل للسلام وأيقونة العمل الخيري في العصر الحديث.

جلبت الثورة الصناعية العديد من المشاكل الاجتماعية كما كانت ظروف العمل والمعيشة المتردية للعمال موضوع مقلق بالنسبة للكنيسة. وقد نشر البابا ليون الثالث عشر في عام 1891 منشور، وحدد فيه التعاليم الكاثوليكية في السياق الاجتماعي، ودعا فيه إلى تحسين ظروف العمال حقهم في تشكيل نقابات عمالية. في 15 مايو 1931، اصدر البابا بيوس الحادي عشر، مرسوم دعي «في العام الأربعين» (باللاتينية: Quadragesimo Anno) وانتقد فيه الطمع الرأسمالي في النظام المالي العالمي بالإضافة فقد ركز على الآثار الأخلاقية للنظام الاجتماعي والاقتصادي. ودعا إلى إعادة بناء نظام اجتماعي قائم على مبدأ التضامن والتبعية.
أعاد البابا بيوس الثاني عشر ذكر أهمية هذه التعاليم، وطالب بتطبيقها، ليس فقط للعمال وأصحاب رؤوس الأموال، ولكن أيضًا لمهن أخرى مثل السياسيين والمربين وربات البيوت، كاتبو الحسابات المزارعين، والمنظمات الدولية، وجميع جوانب الحياة بما في ذلك الجيش. وطالب ان تطبق التعاليم الاجتماعية في كافات المجالات من الطب وعلم النفس والرياضة، والتلفزيون، والعلم والقانون والتعليم. ودعي البابا بيوس الثاني عشر بابا التكنولوجيا، لاستعداده وقدرته على دراسة الآثار الاجتماعية المترتبة بسبب التقدم التكنولوجي، وكان شغله الشاغل الدفاع عن حقوق وكرامة الفرد.
خلال الثورة الصناعية ظهرت عدد من العديد من المشاكل الاجتماعية، أدى ذلك إلى ظهور حركات دينية في الكنيسة الكاثوليكية والبروتستانتية، والتي حاولت ايجاد حلول لهذه المشاكل. في عام 1859 انشأ دون بوسكو الرهبانية الساليزية، وهدفها خدمة الشبيبة المحرومة، وقد قام دون بوسكو ببناء العديد ببناء من المعاهد التي تقوم علي لم شمل الشباب وتعليمهم حرفه أو مهنه. وظهرت داخل الكنيسة الكاثوليكية في اميركا اللاتينية حركة إصلاح دعيت بلاهوت التحرير، والتي ناضلت من أجل العدالة الاجتماعية والقضاء على الفقر والديكتاتورية والدفاع عن المظلومين.

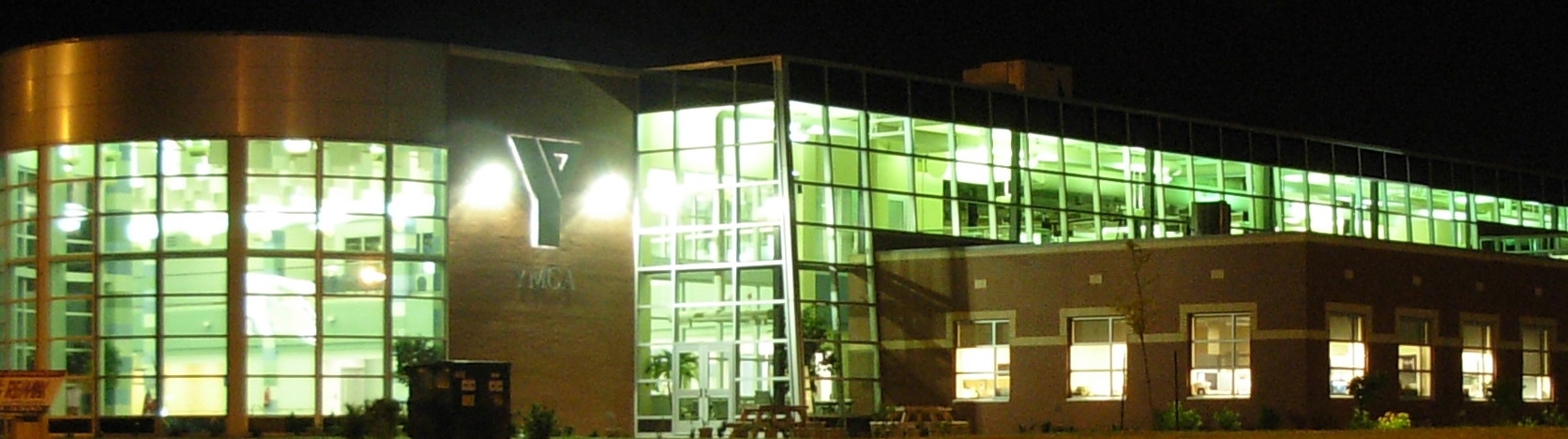
المركز الرئيس لجمعية الشبان المسيحيين وهي مؤسسة تقدم خدمات شتى.

ظهرت داخل الكنائس البروتستانتية منظمات خيرية مثل «جيش الخلاص» و«جمعية الشبان المسيحيين» والتي تدير مؤسسات متعددة تشمل مستشفيات ومراكز تأهيل لمدمني الكحول والمخدرات، ومعسكرات وأندية للصبية والفتيات، وأماكن إقامة للمسنين وأندية ومراكز للعناية اليومية، كما تقدم برامج تعليمية للأمهات غير المتزوجات، ودعمًا للمسجونين وعائلاتهم.
بعد أن كانت المؤسسات الاجتماعية في الدول الغربية محتكرة بيد الكنائس، فقد اختلف الوضع اليوم إذ تمول وتنظم الحكومات الغربية المؤسسات الاجتماعية، وغالبية مؤسسات الخدمة الاجتماعية اليوم هي بيد الحكومة، بالرغم من ذلك لا تزال الكنيسة تحتفظ بشبكة واسعة من مؤسسات الرعاية الصحية والاجتماعية في جميع أنحاء العالم. في عام 2010 أعلن المجلس البابوي للكنيسة الكاثوليكية أن الكنيسة تدير 26% من مرافق الرعاية الصحيّة في العالم، تشمل ذلك شبكة واسعة من المستشفيات والعيادات ودور الأيتام والصيدليات ومراكز لذوي الجذام.

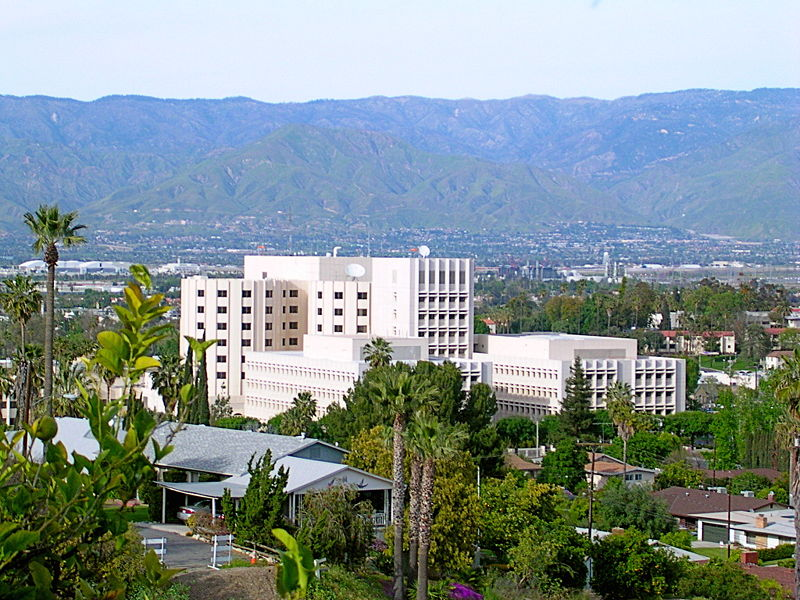
مستشفى لوما ليندا لطائفة السبتيين، للكنيسة تاريخ طويل في رعاية المرضى.

في الولايات المتحدة، واحد تقريبًا من كل ستة مرضى، يعالج في مستشفى كاثوليكي. وتعتبر مؤسسة الصحة الكاثوليكية أكبر مؤسسة اجتماعية غير حكومية في أستراليا، إذا تمثل حوالي 10% من القطاع الصحي. وتمتلك الكنيسة الكاثوليكية اليوم حوالي 5,853 مستشفى و8,695 من ملاجئ ايتام و13,933 من بيوت مسنين ومعاقين و74,936 من مستوصفات ومختبرات ودور حضانة. أمّا في ماكاو وسنغافورة وهونغ كونغ تدير الكنائس الكاثوليكية والبروتستانتية عدد من المستشفيات التي تشكل أكثر من 90% من المستشفيات الخاصة. في الصين كانت للإرساليات الطبيّة البروتستانتية الأثر الأكبر في ادخال الطب الحديث للصين خاصًة من خلال المبشرين أمثال الجراح روبرت موريسون والقس جون ليفينغستون. في تايلند لعبت الكنائس المسيحية دورًا هامًا في تحديث تايلاند فأنشأت الكنائس المسيحية أولى المستشفيات الحديثة في البلاد وأدخل المبشرين الطب الحديث والجراحة واللقاحات ضد الجدري.
كما هو الحال مع التعليم، فقد لعبت المرأة دورًا حيويًا في إدارة مؤسسات الرعاية الكاثوليكية من خلال رهبانيات كراهبات الرحمة، وراهبات الفقير الصغير وراهبات القديسة مريم وجمعية اخوة المحبة التي اسستها الأم تريزا اللواتي بنين المستشفيات ودور الايتام والمسنين والمشردين ودرّسوا التمريض. وبسبب الدور المؤثر للراهبات على هذه المهن فقد نظر إليها في الغرب على أنها مهن نسائية.

## العادات الصحية والنظافة الشخصية

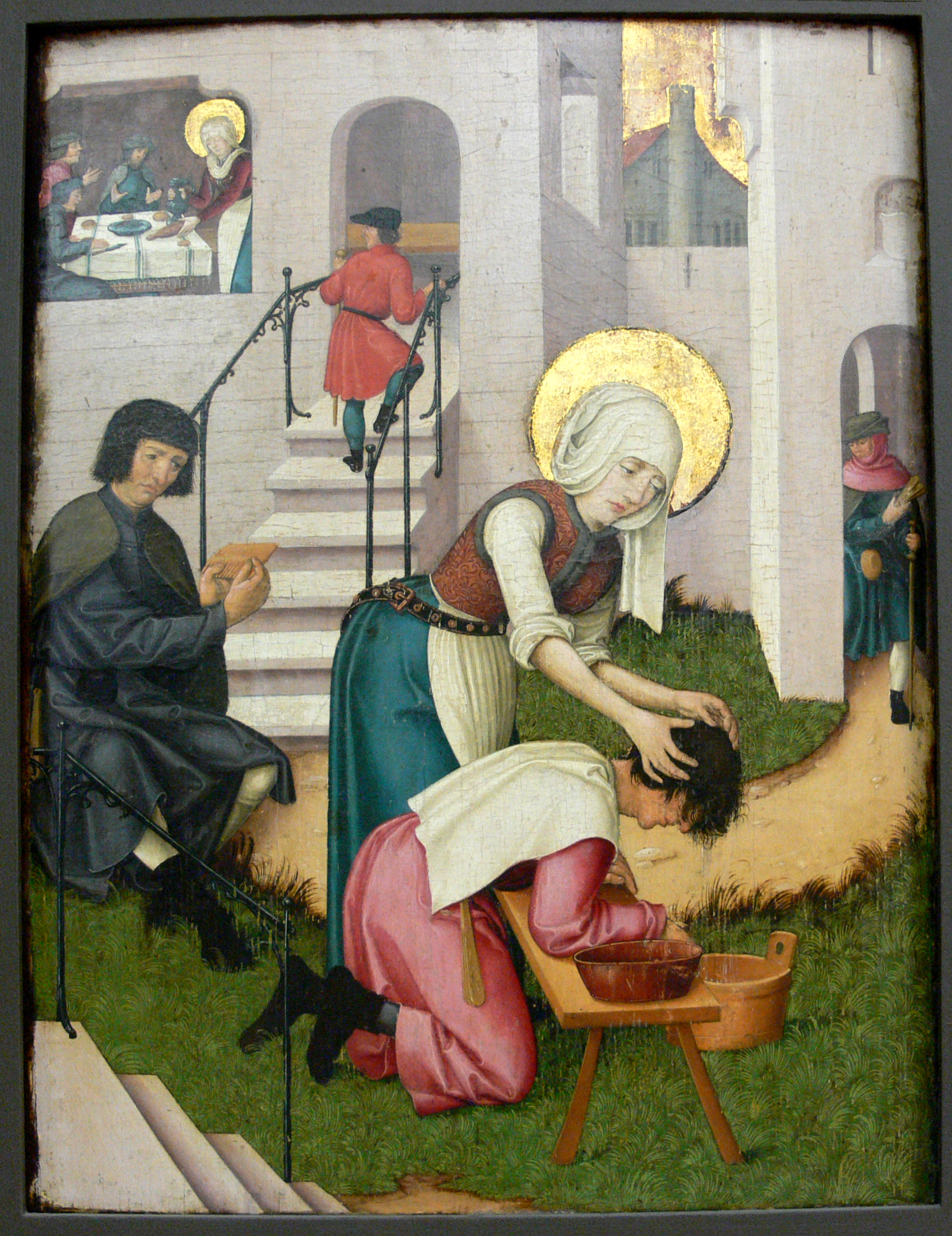
القديسة فيرينا شفيعة النظافة الشخصية بحسب التقاليد المسيحيَّة.

في الكتاب المقدس هنالك عدد من الآيات التي تحث وتدعو إلى النظافة الشخصية، منها على سبيل المثال حث بولس الطرسوسي في رسالته: «أَيُّهَا الأَحِبَّاءُ لِنُطَهِّرْ ذَوَاتِنَا مِنْ كُلِّ دَنَسِ الْجَسَدِ وَالرُّوحِ، مُكَمِّلِينَ الْقَدَاسَةَ فِي خَوْفِ اللهِ». كما فإن الغسل واجب اجتماعي له أهميته، فضلًا عن غسل الجسم كله، وغسل الأيدي والأرجل. وبالتالي شجعت الديانة المسيحية على الاعتناء بالنظافة الشخصية. يذكر في العهد القديم عدد من طقوس الطهارة المطلوبة والمتعلقة في كل من الولادة، والحيض، والعلاقات الجنسية، والإنبعاثات الليليّة، وسوائل الجسم غير العادية، وأمراض الجلد، والموت، والذبائح الحيوانية. وللطهارة في المسيحية عدة أوجه وهي: جسديّة، وروحيّة، وعقليّة، وأدبيّة. فجسديًا مطلوب من المؤمن المسيحي الاهتمام بنظافة بدنه،  والاهتمام في مظهره الخارجي وفي نظافة ثيابه،  والاهتمام بالطيب والتعطر بالروائح العطرة،  أمّا روحيًا فتعنى الابتعاد عن النجاسة الروحية وهي الخطيئة حسب المفهموم المسيحي والتي تنبع من القلب ومصدرها القلب وحده حسب المفهوم المسيحي،  أما من الناحية العقليّة فهي اجتناب الأفكار النجسة مثل الاشتهاء فمثلًا قال يسوع: ««كل من يداوم على النظر إلى امرأة ليشتهيها، فقد زنى بها في قلبه».
لطالما ركزت المسيحية بشدة على النظافة،  على الرغم من استنكار رجال الدين المسيحيين الأوائل لأسلوب الاستحمام المختلط في حمامات السباحة الرومانية، فضلاً عن العادة الوثنية المتمثلة في الاستحمام عاريات أمام الرجال، إلا أن هذا لم يمنع الكنيسة من حث أتباعها على الذهاب إلى الحمامات العامة للاستحمام،  والتي تُساهم في النظافة والصحة الجيدة وفقًا لما قاله آباء الكنيسة إكليمندس الإسكندري وترتليان. حثَّ اللاهوتي كيرلس الأورشليمي على الاهتمام والإستحمام، وأشار إلى أن يسوع كان يتردد على الحمامات العامة في القدس من أجل الإسترخاء. وكان يعتبر الإستحمام عادة جيدة للصحة. وأعتبر بندكت النيرسي الإستحمام علاجًا صحيًا وكان ترتليان يتردد على الحمامات العامة، وتتضمن الديدسكاليا أحد مصادر التشريع المسيحي إرشادات موجهة خاصة إلى الأزواج والزوجات، وتُحذّر من الآداب الوثنية والاختلاط بين الرجال والنساء في الحمامات العامة،  وتَحُثَ الديدسكاليا المسيحيين على الإستحمام كعادة تساهم على الصحة الجيدة والنظافة، وتُقدم مبادئ توجيهية للمسيحيين الذين يرغبون في الذهاب إلى الحمامات العامة. كما بنت الكنيسة مرافق استحمام عامة منفصلة لكلا الجنسين بالقرب من الأديرة ومواقع الحج. أيضًا، أقام الباباوات حمامات داخل كنائس البازيليكا والأديرة منذ أوائل العصور الوسطى. حثَّ البابا غريغوري الأول أتباعه على أهمية الاستحمام كحاجة جسدية. خلال العصور الوسطى عُرفت الأديرة باتباعها معايير عالية من النظافة، فقد فُرض على الرهبان الإستحمام وغسل الأرجل يوميًا،  وهو من الطقوس المهمة في نظام القديس بينديكت، كذلك فقد حثّ البابا غريغوري الكبير عامة الشعب على الاهتمام بالنظافة الشخصية والاستحمام خاصًة عشية يوم السبت ويوم الأحد.

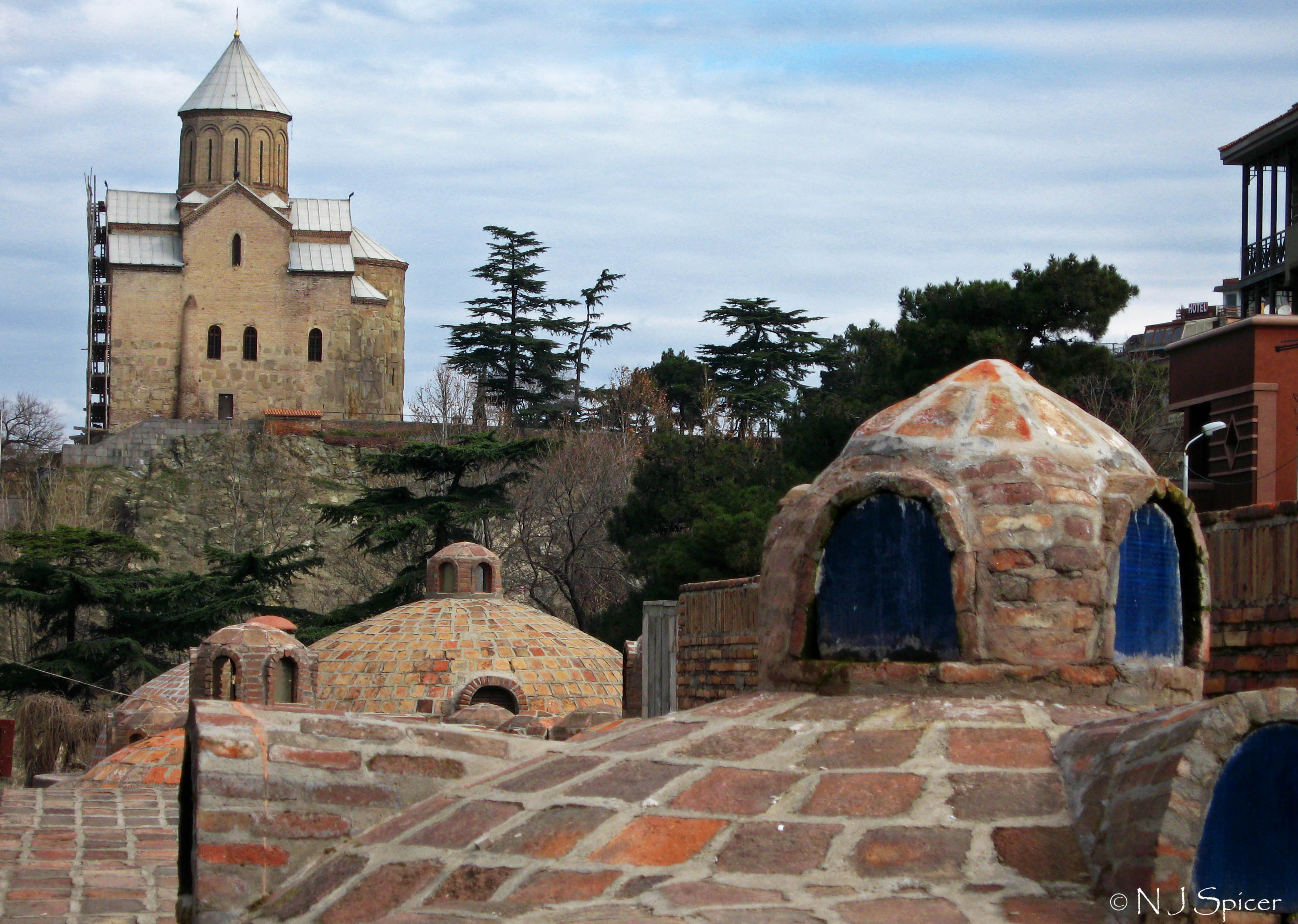
حمامات تفليس، في ؛ تحث المسيحيَّة على الاعتناء بالنظافة الشخصيَّة وعادة الإستحمام.

تم بناء حمامات عامة كبيرة المنفصلة لكلا الجنسين في المراكز الحضريَّة في البيزنطية مثل القسطنطينية وأنطاكية،  وأشتهرت مدينة القسطنطينية في حماماتها الشعبيَّة الفاخرة مثل حمامات زاكبيكوس. وخصصَّ الباباوات لأهل روما حمامات عامة في الدياكونيا (باللاتينيَّة: Diaconia)، أو في حمامات قصر لاتيرانو الخاصة، أو حتى في عدد لا يحصى من الحمامات الرهبانية التي كانت تعمل في القرنين الثامن والتاسع. حافظ الباباوات على حماماتهم المُترفة في مساكنهم، ودُمجت الحمامات العامة المنفصلة لكلا الجنسين بما في ذلك الحمامات الساخنة في مباني الكنيسة المسيحيَّة أو تلك الموجودة في الأديرة، والتي عُرفت باسم «الحمامات الخيرية» بسبب خدمتها لرجال الدين والفقراء المحتاجين. كان الحمامات العامة شائعة في بلدات ومدن العالم المسيحي الكبيرة في العصور الوسطى مثل باريس وريغنسبورغ ونابولي، وتُشير وثائق تاريخية إلى وجود اثنان وثلاثون حماماً عاماً في مدينة باريس بالقرن الثالث عشر. كما وتواجدت الحمامات العامة وثقافتها في إيطاليا،  وألمانيا، والمجر،  وروسيا،  وفنلندا وغيرها من الدول خلال العصور الوسطى. وبُنيت الحمامات العامة والتي دُعيت (بالإسبانيَّة: Baño) في مختلف مدن إسبانيا المسيحيَّة،  وفرَضت القوانين الحضرية على الرجال والنساء، المسيحيون واليهود، بزيارة الحمامات العامة للإستحمام في أوقات مختلفة ومنفصلة.
بالإضافة إلى ذلك، خلال عصر النهضة والإصلاح البروتستانتي، كان يعتقد أن نوعية وحالة الملابس تعكس روح الفرد، وكانت تعكس الملابس النظيفة أيضَا الوضع الاجتماعي للفرد. وظلّت ثقافة الساونا ظاهرة شائعة في فنلندا والدول الإسكندنافيَّة، حتى أنها توسعت خلال فترة الإصلاح البروتستانتي. احتوت الأوامر الدينية الكاثوليكية الأوغسطينية والبندكتية على شرائع خاصة بطقوس الطهارة،  واستلهامًا من تشجيع بندكت النيرسي لممارسة الاستحمام العلاجي؛ لعب الرهبان البينديكتين دورًا في تطوير وتعزيز المنتجعات الصحية. لعبت المسيحية البروتستانتية أيضًا دورًا بارزًا في تطوير المنتجعات الصحية البريطانية. وخلافًا للاعتقاد السائد،  لم تفقد أوروبا الاستحمام والصرف الصحي مع انهيار الإمبراطورية الرومانية. أصبحت صناعة الصابون في البداية تجارة راسخة خلال ما يسمى «العصور المظلمة». استخدم الرومان الزيوت المعطرة (معظمها من مصر)، من بين بدائل أخرى. بحلول القرن الخامس عشر، أصبحت صناعة الصابون في العالم المسيحي شبه صناعية، مع وجود مصادر في أنتويرب وقشتالة ومارسيليا ونابولي والبندقية.

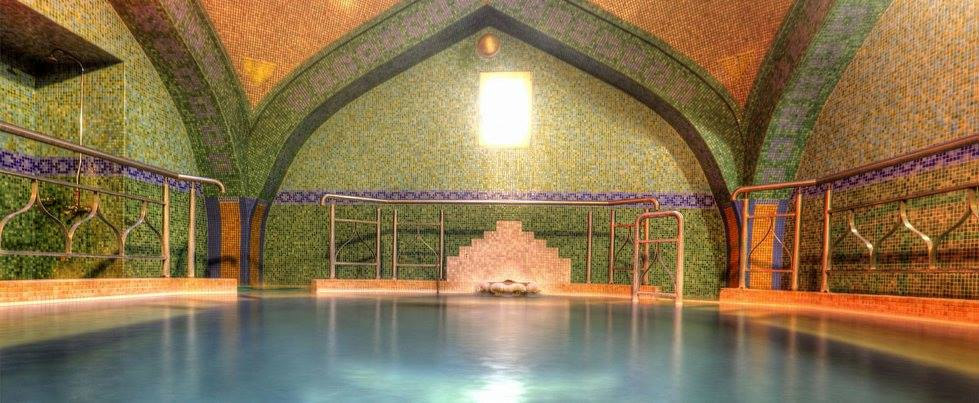
مجمع حمامات أجكيسترو في اليونان، ويعود تاريخه إلى العصر البيزنطي.

تبنّت عدد من الحركات المسيحية نشر والتوعية عن النظافة الشخصية خاصًة خلال الثورة الصناعية، وذلك من خلال عقيدة النظافة من الإيمان، ومنها حركات الإنجيل الإجتماعي التي ظهرت داخل الكنائس البروتستانتية، ولعلّ أبرزها «جيش الخلاص» الذي شكَّله الزوجين وليم وكاثرين بوث، وقد كان لهم دور في نشر والتوعية عن النظافة الشخصية،  وتقديمهم وإنتاج منتجات خاصة بالنظافة الشخصيّة مثل فرشاة الأسنان ومعجون الأسنان والصابون. ونقلًا عن كتاب الصحة والطب في التعاليم الانجيلية،  كان أحد شعاراتهم الأبكر: «الصابون، الحساء، والخلاص». ومن الشخصيات التي برزت في هذه الفترة فلورنس نايتينجيل وهي قديسة في الكنيسة الأنجليكانية،  وقد اهتمت فلورنس بالنظافة وقواعد التطهير، وبتمريض الصحة العامة في المجتمع وتعتبر أول من وضع قواعد للتمريض الحديث وأسس لتعليم التمريض ووضعت مستويات للخدمات التمريضية والخدمات الإدارية في المستشفيات. وفقاً لباحثين ومؤرخين إحدى أبرز المساهمات التي قامت بها البعثات التبشيريَّة المسيحية في أفريقيا،  والصين،  وغواتيمالا،  والهند،  وإندونيسيا،  وكوريا،  وأماكن أخرى كانت تطوير رعاية صحية أفضل من من خلال نشر ثقافة النظافة الشخصية وإدخال ثقافة الصابون وتوزيعه بين السكان بالإضافة إلى فرشان ومعجون الأسنان وخيط الأسنان،  ووفقاً للباحث جون توماس كامينغز من جامعة ديوك "أصبحت النظافة علامة مهمة على كونك مسيحيًا" في هذه المناطق. ووفقاً للباحثة كيدرون توماس من جامعة ديلاوير كانت "النظافة المسيحية" جزءاً مهماً ودائمًا في مشروع التحديث من قبل البعثات التبشيريَّة المسيحية،  وبحسب المؤرخة جين جيلمان تايلور من جامعة جامعة نيو ساوث ويلز أعتبر المبشرين البروتستانت أنَّ الصابون يُعزا إلى الثقافة البروتستانتية.
ومن الموروثات المسيحية حول العادات الصحية والنظافة، المثل الشعبي «النظافة من الإيمان» (بالإنجليزية:Cleanliness Is Next To Godliness)، الذي أطلقه القس البروتستانتي جون ويسلي مؤسس الميثودية خلال إحدى عظاته الدينية. وتعتبر القديسة فيرينا شفيعة النظافة الشخصية فبحسب التقاليد المسيحية كانت القديسة فيرونا قد علّمت أهل سويسرا النظافة، منذ أكثر من خمسة عشر قرناً. يرجع استخدام الماء في العديد من البلدان المسيحية جزئيًا إلى آداب استخدام المرحاض الكتابية التي تشجع على الاغتسال بعد كل حالات التغوط. يُعتبر البيديه شائعًا في البلدان ذات الغالبية الكاثوليكية حيث يُعتبر الماء ضروريًا لتطهير الشرج،  وفي بعض البلدان الأرثوذكسية والبروتستانتية التقليدية مثل اليونان وفنلندا على التوالي، حيث يشيع الاغتسال بالشطاف الصحي.

## الأعياد والتقويم

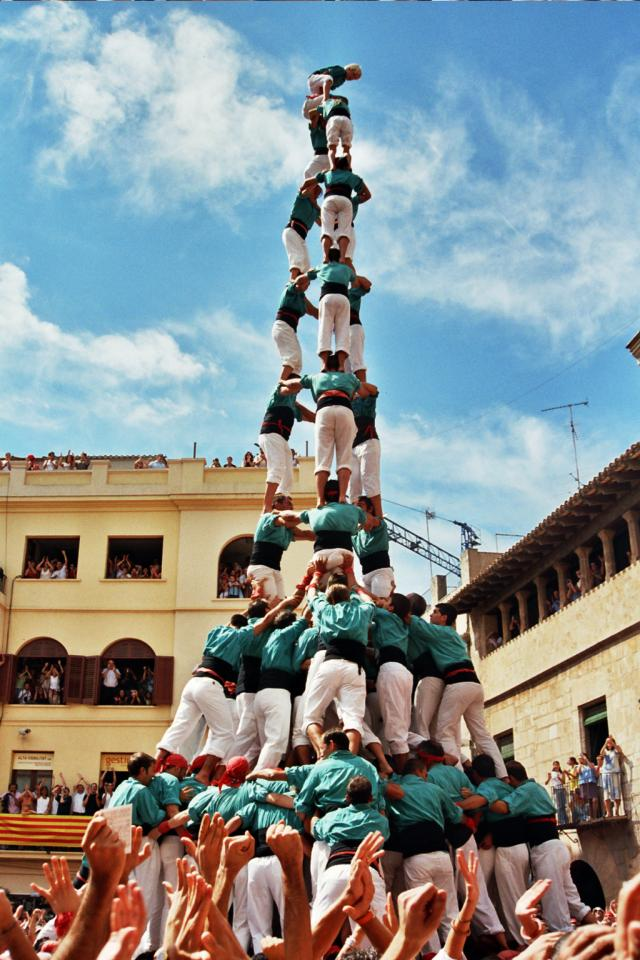
تقليد الكاستيل، الذي يقام في عيد القديس جرجس، في كتالونيا، وهو يعتبر من التراث الثقافي اللامادي للإنسانية.

بسبب هيمنة المسيحية في أوروبا طوال القرون الوسطى، أصبحت العديد من الأعياد المسيحية جزء من الثقافة العلمانية. مثل عيد جميع القديسين (الهالويين)، والفالنتاين دي ويوم القديس باتريك. ومن المواسم المسيحية التي اخذت طابع عالمي موسم الكرنفالات، الذي يبدأ عادة مع العطلة التي تسبق الصوم الكبير، وتبدأ الاحتفالات في الثالث من سيبتواغيسيما، وهو الأحد الأخير الذي يسبق أربعاء الرماد، لكنه في بعض الأماكن يبدأ قبل ذلك التاريخ بإثنى عشر ليلة، ويستمر حتى الليلة التي تسبق الصوم الكبير، وتعتبر الكرنفالات تقليد كاثوليكي، ثم دخلت على الاحتفالات الأرثوذكسية، لكن الكنائس البروتستانتية، وخصوصًا المتشددة منها، كانت ترفض القيام بهذه الاستعراضات. فقدت بعد فترة الكرنفالات هذا المعنى الديني، واتخذت شكلًا علمانيًا لتنتشر في أرجاء العالم الغربي.
ومن الإحتفالات الأخرى ذات الطابع المسيحي الهالووين أو عيد جميع القديسين احتفال يقام في ليلة 31 أكتوبر تشرين الأول من كل عام. ويعد هذا اليوم عطلة سنوية وبشكل خاص في الولايات المتحدة كندا آيرلندا وبريطانيا وأجزاء أخرى من العالم. كما ويحتفل المسيحيين بعيد رأس السنة وهي تصادف ليلة ال 31 ديسمبر من كل عام احتفالاً بانتهاء عام وبدء عام جديد، وعندما أضحت الديانة المسيحية الديانة في الغرب، أضحت مناسبة رسمية في كافة الدول الغربية، وقد انتشر الاحتفال به عالميًا بسبب تأثير الاستعمار الغربي، ليصبح إحدى أكثر المناسبات عالمية.

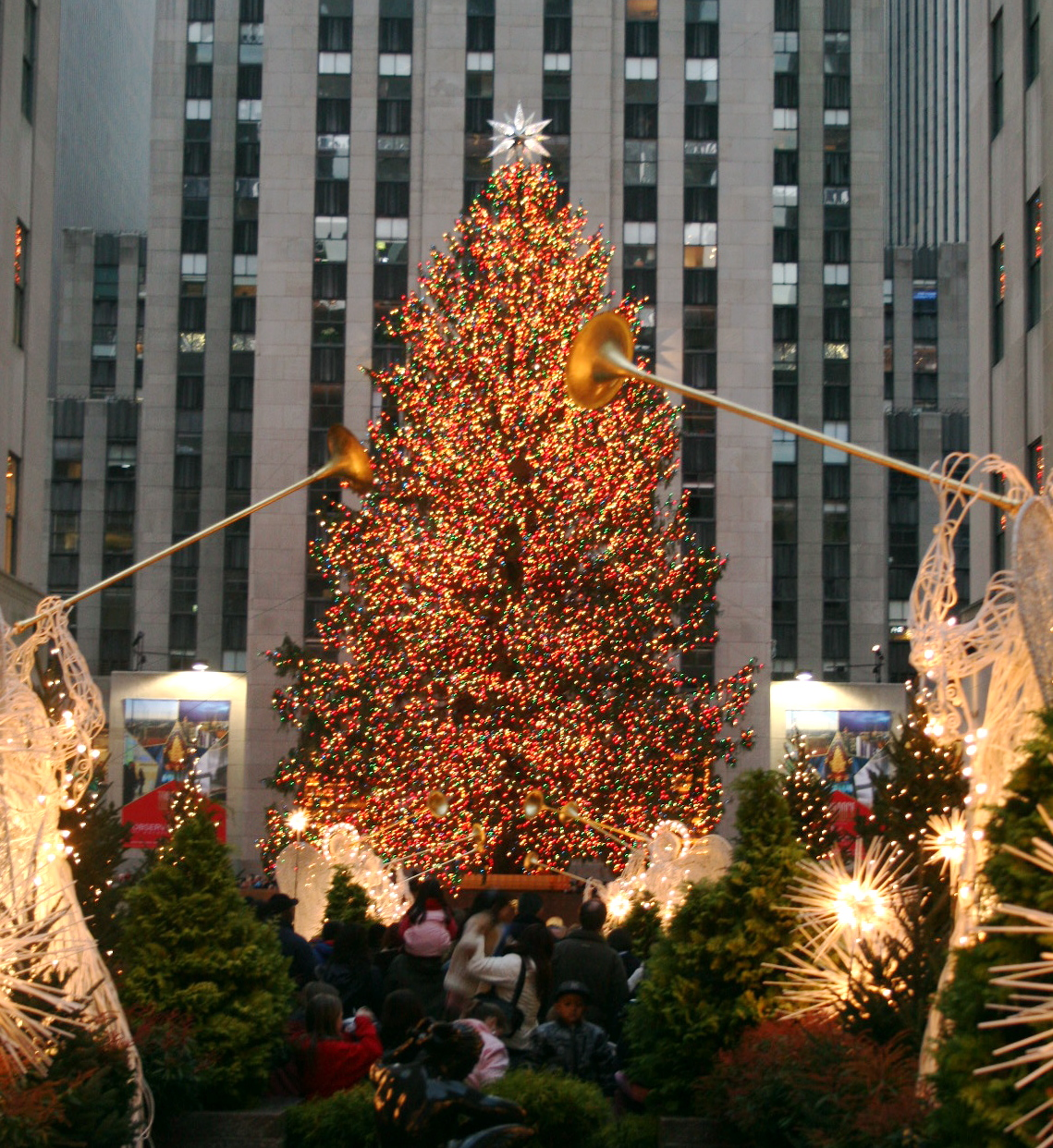
شجرة عيد الميلاد في نيويورك يعتبر عيد الميلاد أهم احتفال في العالم الغربي.

أما أكثر الأعياد المسيحية أهمية في الثقافة الغربية فهو عيد الميلاد، ويحتفل فيه بذكرى ميلاد يسوع وتعتبر عطلة رسمية في عدد كبير من دول العالم ومنها دول ليست مسيحية. ويحتفل به أيضًا عدد من غير المسيحيين.
وأصبحت مظاهر عيد الميلاد من إهداء الهدايا ووضع شجرة الميلاد ووجود شخصية بابا نويل والاجتماعات العائلية، جزء من الفلكلور والثقافة الغربية. ويعتبر موسم عيد الميلاد أكثر المواسم التي ينفق عليها البشر مالاً عليها في مختلف أنحاء العالم،  كما يوجد لهذه المناسبة أغاني وموسيقة وأفلام ومسرحيات عديدة تتناولها، بأبعادها المختلفة. كذلك يعتبر عيد القيامة وهو أهم عيد في الليتورجيا المسيحية، أحد أهم الأعياد في العالم الغربي، وتشكل رموزه وعاداته مثل بيض الفصح جزء من الثقافة الأوروبية.
ومن التقاليد المسيحية الإحتفال في يوم الاسم Onomastico وهو تقليد منتشر في كثير من البلدان في أوروبا وأمريكا اللاتينية بحيث يٌحتفل في يوم من أيام السنة المرتبطة باللاسم الشخصي للفرد. العادة نشأت مع تقويم القديسين للكنيسة اليونانية الأرثوذكسية والكنيسة الرومانية الكاثوليكية، حيث يحمل المؤمنين، اسم قديس معين، وبطبيعة الحال يحتفل في يوم عيد هذا القديس. في كثير من البلدان، ما يزال يبقى الإحتفال بيوم الاسم شعبيًا خاصًة في المناطق التي تسودها الكاثوليكية والأروثوذكسية وذلك بخلاف المناطق التي تسودها البروتستانتية مثل أوروبا الشمالية وأميركا الشمالية. وفي الوقت الراهن، أصبح تقليد الاحتفال بيوم الاسم Onomastico أكثر علمانية، في العائلات التقليدية يتم الاحتفال به عمومًا بجو احتفالي ويتم تبادل الهدايا كما كان في الماضي. ويتم حضور القداس، ويتبعه احتفال عائلي حميم. في الدول ذات الطابع الأرثوذكسي تنتشر تقليد سلافا وبشكل خاص في صربيا لتبجيل قديس معين والذي يعتبر شفيع الاسرة فتقوم الأسر الأرثوذكسية سنويًا بالإحتفال في يوم عيد شفيعها.
يقدس المسيحيون يوم الأحد لأنه اليوم الذي قام به يسوع من الموت وفقًا لمعتقداتهم، وتقام خلال هذا اليوم الصلوات العامة في الكنيسة، لتأثير المسيحية على المجتمع الغربي، يعد في دول الغرب آول أيام الأسبوع، وجزء من العطلة الأسبوعية في العالم الغربي، ويضاف إليه يوم السبت، وذلك اتباعًا لتقليد من العهد القديم. وقد تبنت أغلب دول العالم بما في ذلك الدول الغير مسيحية، اعتبار يوم الأحد يوم راحة. تختلف العادات المتعبة في يوم الأحد باختلاف الكنائس والثقافات، الاّ أنها تشترك في اعتبار يوم الأحد يوم راحة، يترافق يوم الأحد باحتفالات دينية والقداس الإلهي، اجتماعات عائلية أو الأصدقاء، وتناول عذاء الأحد خاصًة في الدول الأنجلوسكسونية وعشاء ليلة الأحد خاصًة في الدول اللاتينية. التقويم المسيحي أي التقويم الميلادي هو التقويم المستعمل مدنيًّا في أكثر دول العالم. وكان البابا غريغوري الثالث عشر قام في إصلاح التقويم واصدار التقويم الغريغوري بمعونة من الكاهن الفلكي كريستوفر كلافيوس عام 1581 وتم تقسيم تاريخ البشرية بحسابه بالنسبة لميلاد يسوع.

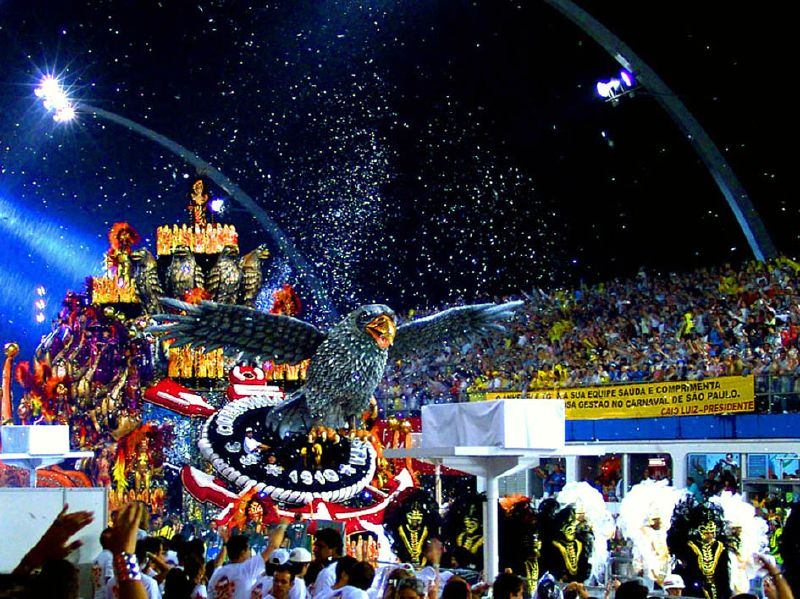
كرنفال ريو دي جانيرو: تتخذ الإحتفالات المسيحية طابعًا اجتماعيًا مميزًا.
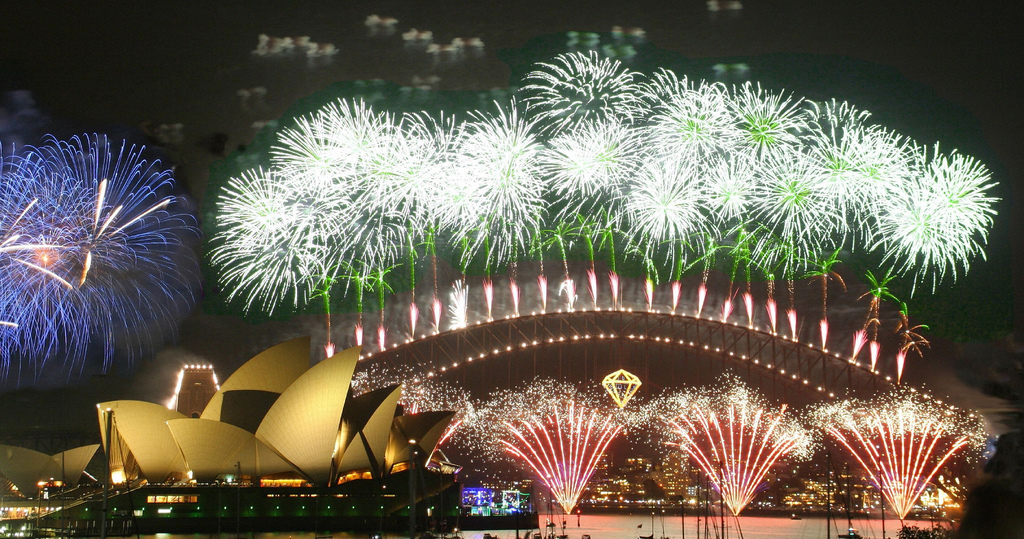
احتفالات رأس السنة الميلادية في سيدني.
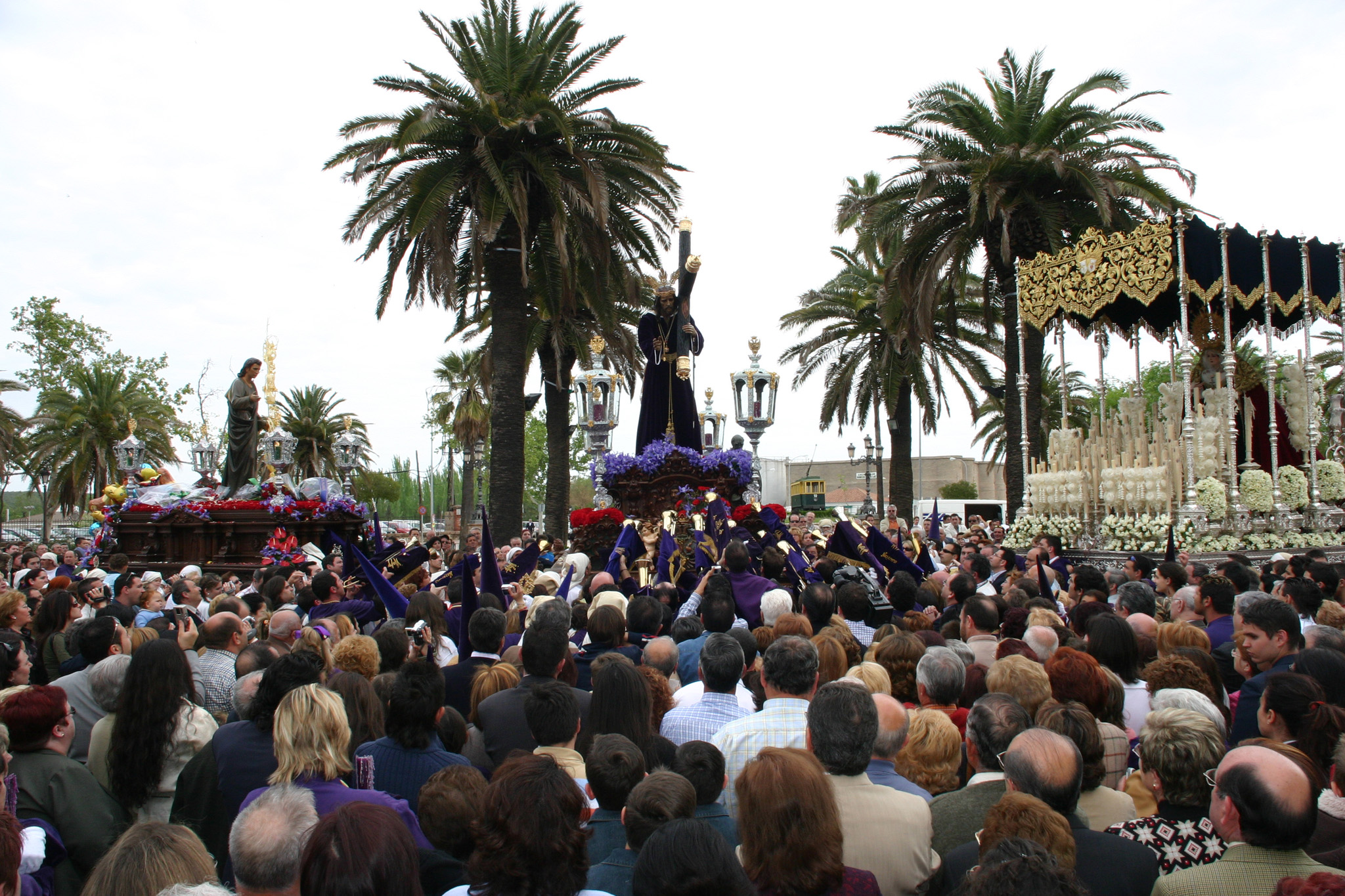
تطواف جمعة الآلام في إسبانيا تعتبر هذه التطوافات جزء هام من الثقافة اللاتينية.
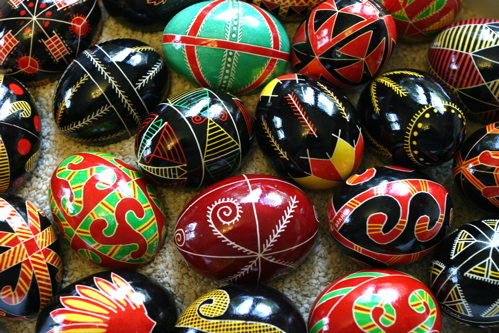
بيض الفصح من الرموز الشعبية لعيد القيامة خاصًة في أوروبا الشرقية.

## نمط الحياة

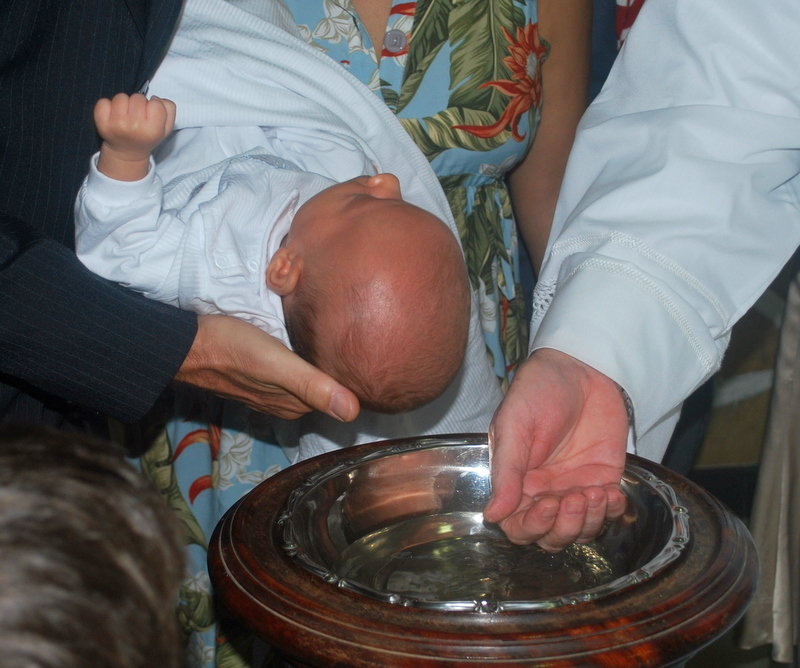
العماد، وهو سر دخول المرء في المسيحية.

تعتبر المسيحية دينًا طقسيًا، أي أنه يترافق مع مجموعة من الطقوس تتم غالبًا في الكنيسة التي هي مركز الحياة الدينية، وإلى جانب القدّاس الإلهي تكثر الطقوس المرتبطة بمراحل حياة الإنسان وترتبط هذه في الأسرار السبعة المقدسة، منها كالعماد وهو سر الدخول إلى المسيحية ويلحق به سر التثبيت باستخدام الميرون، الزواج استنادًا إلى ما ورد في الرسالة إلى أفسس 32/5، الجنازة وهناك أيضًا سر مسحة المرضى. تمنع الكنيسة الكاثوليكية زواج الكهنة، مع وجود استثناء في الكنائس الكاثوليكية الشرقية شرط أن يتم قبل نيل السر،  وينذر الرهبان نذر العفة أي البتولية إلى جانب الطاعة والفقر. بينما تسمح الكنائس الأرثوذكسية الشرقية والمشرقية في زواج الكهنة وتفرض البتولية على الرهبان وحدهم، وكذلك حال الكنائس البروتستانتية التقليديّة، أما البروتستانتية الغير تقليدية فلا يوجد لديها سر كهنوت من الأساس.
بشكل عام تعتبر الكنيسة الكاثوليكية الأكثر تطويرًا للعقائد المسيحية من خلال دراسة خلفية النص بدلاً من حرفيته، على عكس بعض الكنائس البروتستانتية التي تنحو نحو التفسير الحرفي للكتاب المقدس بفرض سلسة من الشرائع كالقيود على الطعام وختان الذكور الذي تفرضه أيضًا كنيسة التوحيد الأرثوذكسية الإثيوبية والكنيسة القبطية الأرثوذكسية، بالإضافة إلى أنتشاره الواسع أيضًا بين المسيحيين في الولايات المتحدة الإمريكية والفلبين وأفريقيا والشرق الأوسط تأثرًا بالعادات الاجتماعية والثقافة السائدة.
الديانة المسيحية لا تحرم أي نوع من المأكولات أو المشوربات، بشكل عام لا توجد قيود على المأكولات وذلك باستثناء كل من كنيسة التوحيد الأرثوذكسية الإثيوبية والأدفنتست التي تقوم بفرض سلسة من الشرائع على الطعام وهي تشابه القيود الموجودة في الديانة اليهودية، أمّا لحم الخنزير لا توجد لدى أغلبية الطوائف المسيحية موانع بأكله. في الثقافة الكاثوليكية تنتشر عادة أكل السمك والمأكولات البحرية في يوم الجمعة. لا توجد أطباق مسيحية موحدّة، بل الأطباق تختلف من بلد إلى بلد باختلاف الثقافات. في بعض الثقافات مثل الهند أضحى لدى المسيحيين مطبخ خاص بهم.

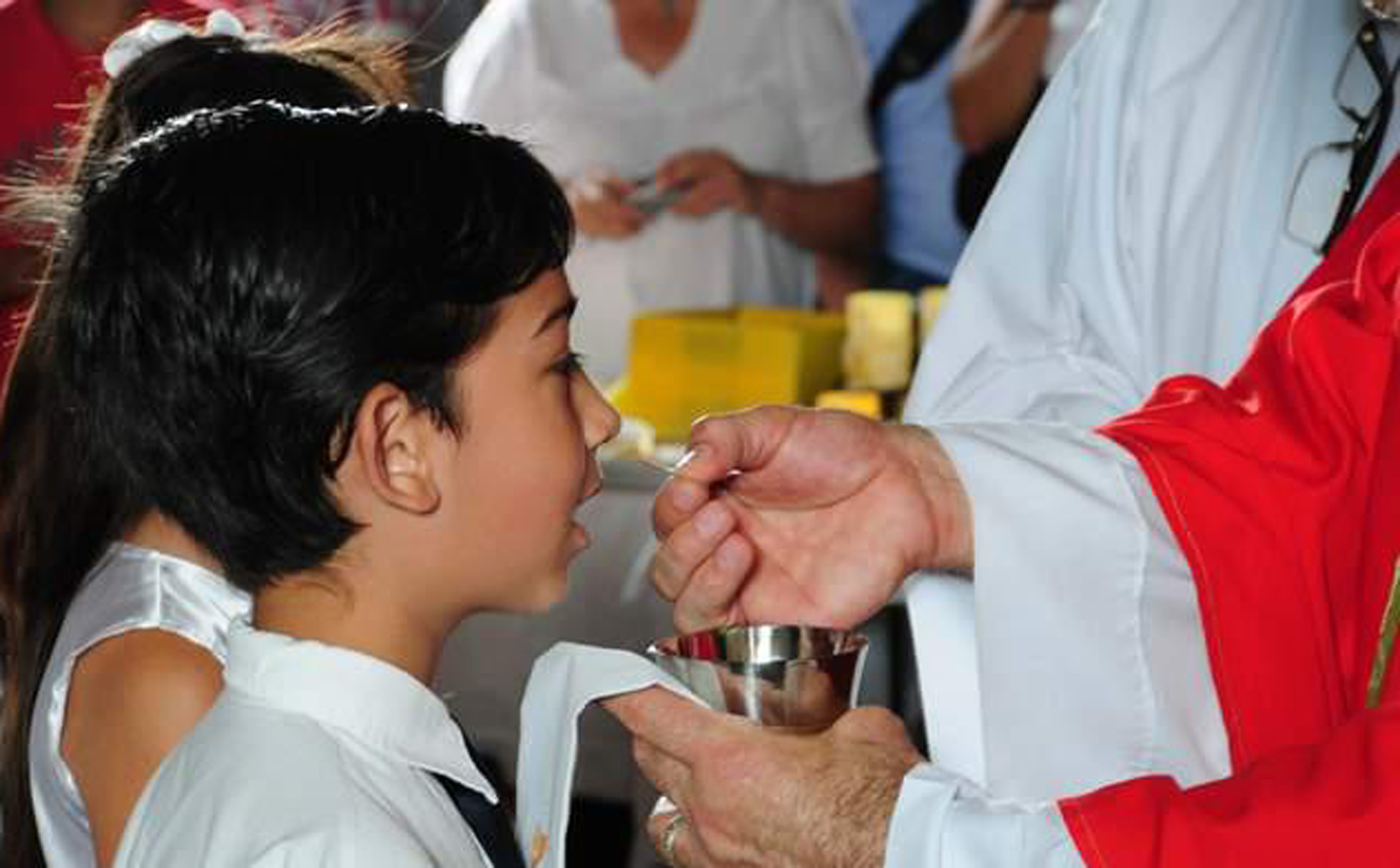
سر الأفخارستيا: ويتم نيل السر عن طريق احتفال ديني أول قربانة.
سر الزواج: زفاف في الكنيسة الصربية الأرثوذكسية ويتم بمباركة رجل الدين.
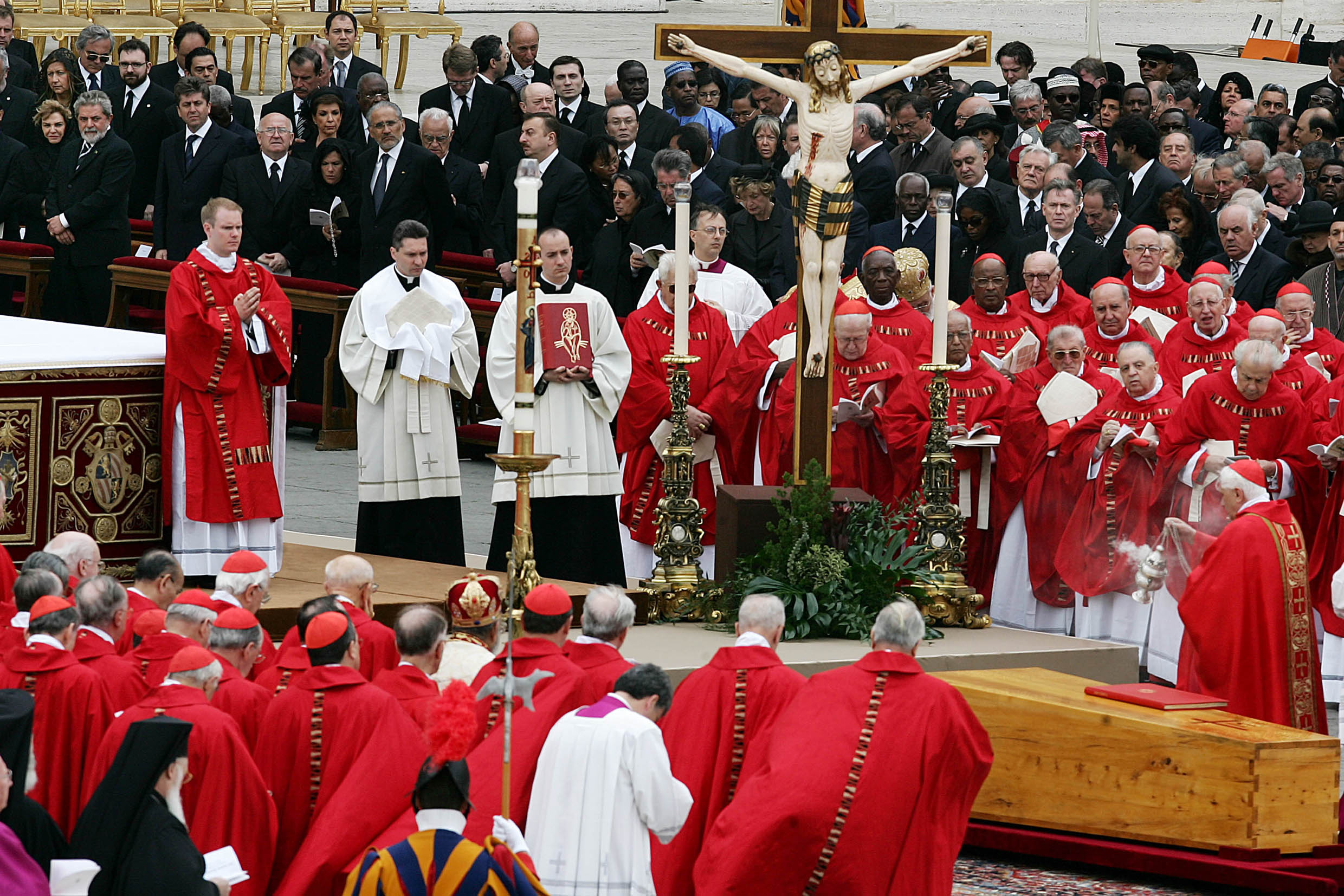
صلاة جناز للبابا يوحنا بولس الثاني.
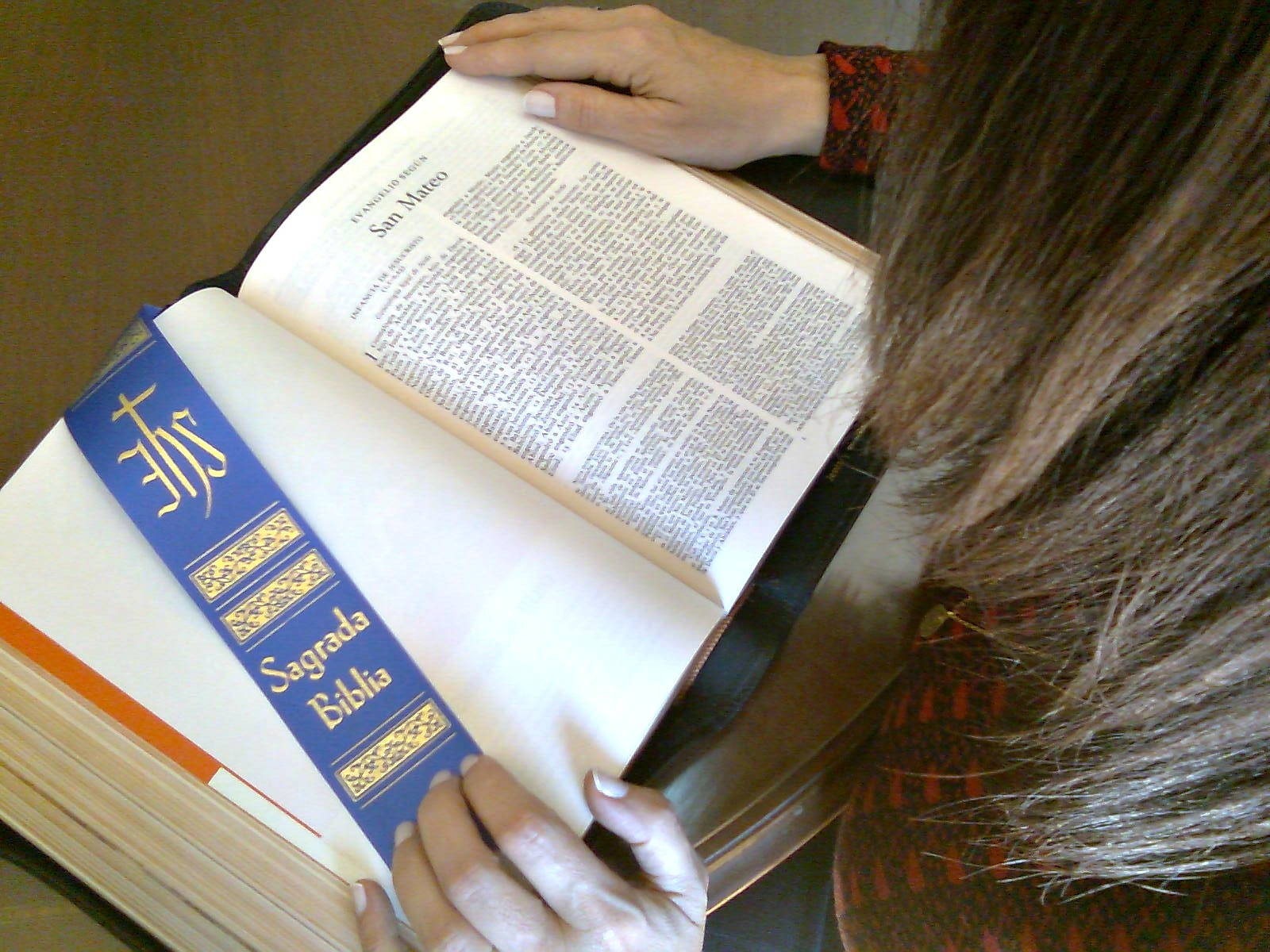
حلقة لمجموعة بروتستانتية إنجيلية تدرس الكتاب المقدس.
عائلة مسيحية تصلّي قبل الطعام في عيد الشكر.

## دور المسيحيين في الحضارة الإسلامية

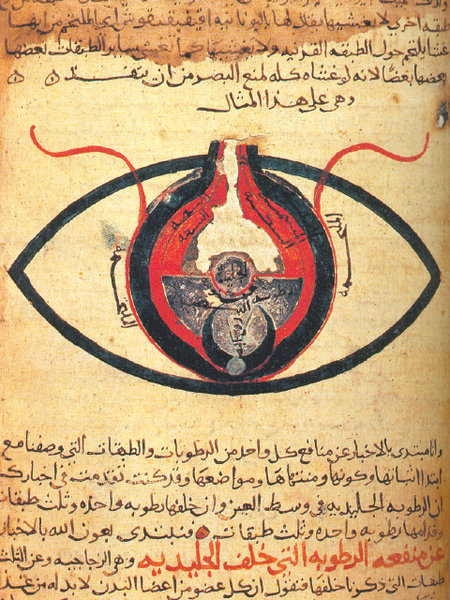
تشريح العين لحنين بن اسحق من كتابه المسائل في العين.

لعب المسيحيون دورا مهما في ظل الدولة الإسلامية حيث برزت مساهمة القبائل المسيحية ابان الفتوحات العربية، وفي تثبيت اركان الحكم، وبقيت مجتمعات مسيحية على دينها مثل أقباط مصر، وموارنة لبنان، وتغالبة الجزيرة، وكان مسيحيو الشام من القبائل التغلبية يشكلون سندًا للامويين في الجيش، وفي الاسطول
اعتمدت الدولة الإسلامية على المسيحيين في إدارة الدولة ودواوينها فقد كان للمسيحيين العرب دور بارز في العصر الأموي، في وظائف هامة منهم من كان أطباء وزراء وشعراء فقد عين معاوية الطبيب ابن آثال عاملاً على ولاية حمص،  كان منصور بن ياسر سرجيون وزيراً، وكان طبيبه الخاص كان عربياً مسيحياً كما وكان شاعر البلاط في عهده الأخطل. وفي إنشاء الدواوين،  فاستفاد الأمويون والعباسيون منهم في تعريب الدواوين والإدارة وأبقوهم على رأس وظائفهم؛ وكذلك فعل الفاطميون في مصر، ولم يقتصر الأمر على موظفي الإدارة، بل تعداه إلى الوظائف الكبيرة في الدولة. كما وأسهم الأقباط بدورهم في التطور العلمي، [بحاجة لمصدر] فهم الذين قاموا بالدور الأساسي في بناء الأسطول العربي في بداية العصر الأموي.
كان للمسيحيين خاصًة السريان والنساطرة دور مهم في الترجمة والعلوم،  بخاصة أيام الدولة العباسية، وأدت الترجمة مهمة رئيسة في ازدهار الحضارة العربية الإسلامية، وقد أتقن العرب، والمسيحيون منهم خاصة، الترجمة واستوعبوا محتويات الكتب المترجمة، بعدما عربوها وأعادوا صياغتها وطوروا مضمونها وأجروا عمليات نقد عليها وأعادوا إنتاج الثقافات السابقة لهم ووضعوها بين يدي العالم في ما بعد. لقد ترجم المسيحيون من اليونانية والسريانية والفارسية،  واستفادوا من المدارس التي ازدهرت فيها العلوم قبل قيام الدولة العربية خصوصاً مدارس مدن «الرها ونصيبين وجند يسابور وإنطاكية والإسكندرية» المسيحية والتي خرجت هناك فلاسفة وأطبّاء وعلماء ومشرّعون ومؤرّخون وفلكيّون وحوت مستشفى، مختبر، دار ترجمة، مكتبة ومرصد. واشتهر من المترجمين شمعون الراهب وجورجيوس أسقف حوران وجوارجيوس وجبريل بن بختيشوع الذين اشتهروا في الطب خصوصاً، وبقيت أسرتهم آل بختيشوع مسؤوله عن الطب في الدولة العباسية طوال ثلاثة قرون وخدمت كأطباء خاصين للخلفاء العباسيين،  وعيّن المأمون يوحنا بن ماسويه الذي ترجم وألف خمسين كتاباً رئيساً لبيت الحكمة وكان أبوه أيضًا طبيبا،  وحنين بن إسحق كان أيضاً رئيساً لبيت الحكمة ومن بعده ابن اخته حبيش بن الأعسم وقد ترجم حنين بن إسحق 95 كتابًا ، وسعيد بن البطريق وله عدد من المصنفات وقسطا بن لوقا وقد أقام المأمون يوحنا بن البطريق الترجمان أميناً على ترجمة الكتب الفلسفيّة من اليونانيّة والسريانيّة إلى العربيّة،  وتولّى كتب أرسطو وأبقراط ومنهم أيضًا إسحق الدمشقي ويحيى بن يونس والحجاج بن مطر وعيسى بن يحيى ويحيى بن عدي وعبد المسيح الكندي،  وقد ترجموا وألفوا في الفلسفة والنواميس والتوحيد والطبيعيات والإلهيات والأخلاق والطب والرياضيات والنجوم والموسيقى وغيرها. عدد من الباحثين يشيرون بنوع خاص إلى تطور الفيزياء في اللغة السريانية. وكان لترجمتهم كتب الفلسفة إلى العربية أثر كبير في ظهور «فرق المعتزلة» التي تجعل من العقل الحكم الوحيد في تفسير أحكام الشريعة الإسلامية.

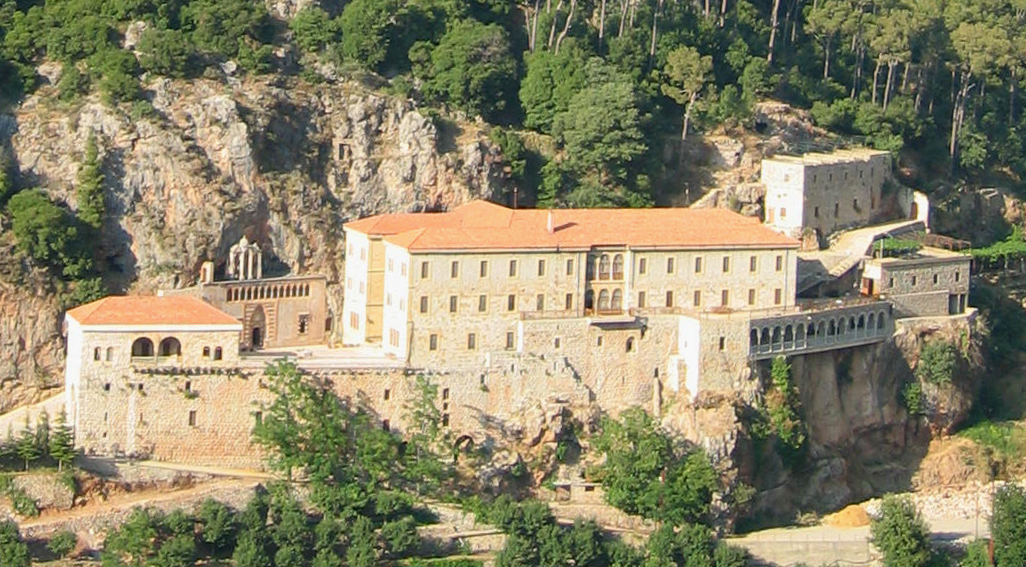
دير مار أنطونيوس قزحيا، تم تأسيس فية أول مطبعة في الشرق الأوسط.

لعب المسيحيون العرب دورًا رائدًا في النهضة الثقافية العربية، فكانوا أول من أدخل المطبعة إلى البلدان العربية مطبعة دير قزحيا في لبنان ثم مطبعة حلب عام 1706، وساعدوا منذ منتصف القرن التاسع عشر على نشر التعليم وتأسيس المدارس العربية، فافتتحت الجامعات المسيحية بجهود المرسلين كانت أولها الجامعة الإمريكية في بيروت عام 1866 وجامعة القديس يوسف عام 1875 مما أدى إلى انتعاش الحركة الفكرية، وقد خرجت المداراس المسيحية عددًا وافرًا من أعلام العربية في تلك المرحلة،  وقد أسهم المسيحيون في إحياء التراث والأدب العربي ومن أبرز أعلام الأدب كانوا جبران خليل جبران وميخائيل نعيمة ومي زيادة وأمين الريحاني وشفيق معلوف وإلياس فرحات ومن الشعراء والمؤرخين وبرز إيليا أبو ماضي، خليل مطران، الأخطل الصغير، نعمة الله الحاج، عيسى اسكندر، صليبا الدويهي ورشيد سليم الخوري. وبرز في الصحافة جرجي زيدان مؤسس مجلة تدعى الهلال عام 1892 ويعقوب الصروف مؤسس صحيفة المقطم وسليم العنجوي مؤسس «مرآة الشرق» واسكندر شلهوب مؤسس مجلة السلطنة وسليم تقلا وشقيقه بشارة تقلا مؤسسي جريدة الأهرام،  كما ولعب كل من ناصيف اليازجي وابنه إبراهيم اليازجي وبطرس البستاني وأول من ابتدأ بمشروع دائرة معارف باللغة العربية، إعادة استخدام اللغة الفصحى بين العرب في القرن التاسع عشر. أما على صعيد المسرح فقد كان للمسيحيين دور متألق مع مارون عبود ومارون النقاش الذين ساهما في تأسيس الحركة المسرحية في مصر. وقد شارك المسيحيون في نقل مفاهيم والدولة الحديثة إلى العرب كمفاهيم الحرية والمساواة وتكافؤ الفرص والحق بالتعليم وتحديث الدولة، وأكدوا اعتزازهم بانتمائهم القومي.، وأسهم المسيحيون العرب في تأسيس الجمعيات، بدءاً من أوائل النصف الثاني من القرن التاسع عشر،  وقد لعب المسيحيين العرب أدوار مماثلة في الأدب والشعر العربيين والمسرح والصحافة، ليس فقط في العالم العربي، إذ إن أعدادًا كبيرة قد هاجرت نحو العالم الجديد وشهدت نيويورك ميلاد الرابطة القلمية.
كوّن المسيحيون في العصر الحديث الطبقة البرجوازية الأساسية في الشام ومصر مما جعل مساهمتهم في النهضة الاقتصادية ذات أثر كبير، على نحو ما كانوا أصحاب أثر كبير في النهضة الثقافية، وفي الثورة على الاستعمار بفكرهم ومؤلفاتهم وعملهم. وحتى اليوم ما يزال المسيحيون يلعبون دوراً حضارياً وثقافياً وعلمياً وقومياً ويشكلون النخبة في مجتمعاتهم. ويعتبر المسيحيون في الشرق الأوسط الأكثر تعلمًا ووضعهم الاقتصادي- الاجتماعي الأفضل مقارنة بباقي السكان. وكذلك الامر في المهجر إذ وصل المسيحيون العرب إلى مناصب سياسية واقتصادية مهمة واستنادًا إلى كريسشان ساينس مونيتور يعتبر المسيحيون العرب في المهجر «أغنياء، متعلمون وذوي نفوذ». يدير المسيحيون في الشرق الأوسط عددًا من المدارس والجامعات ومراكز النشاط الاجتماعي والمستشفيات والمستوصفات وتتبع هذه المؤسسات لكافة الكنائس المسيحية وتعتبر أحيانًا كثيرة الخدمات التي تقدمها على أنها أفضل من المؤسسات الحكومية والخاصة، وكان لهذه المؤسسات دور هام في تحديث العالم العربي ونشر الثقافة والمعرفة. ولا يقتصر دور المسيحيين على الدول الإسلامية العربية بل يمتد إلى كافة الدول فمثلا في إيران وتركيا للمسيحيين دور في التجارة والعمارة والموسيقى والتصوير والطباعة والسينما وغيرها من المجالات.

## الانتقادات

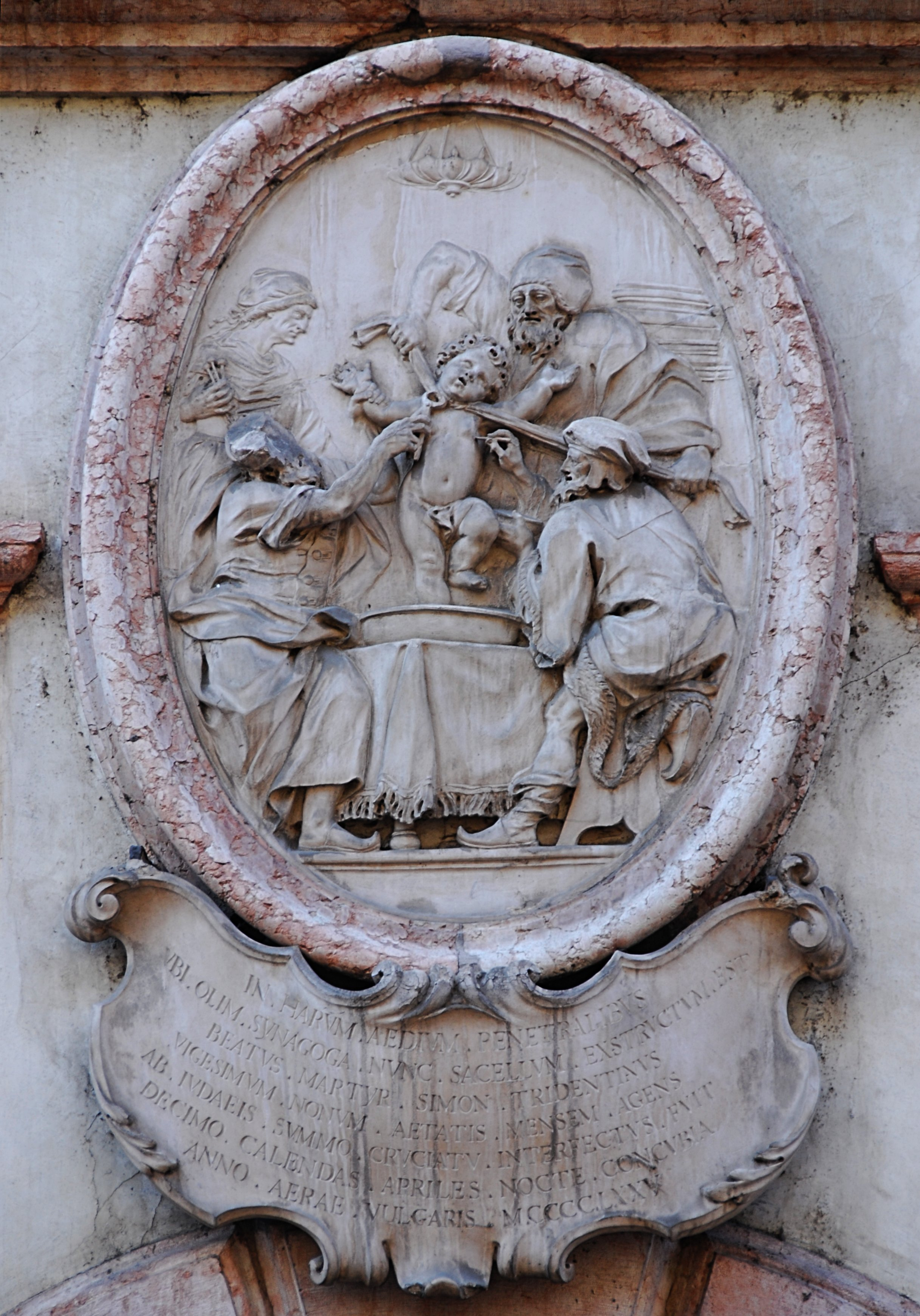
نقش يبين عملية قتل سيمونينو الترينتي من قبل اليهود، تم اتهام اليهود أحيانًا بفرية الدم مما أجج أجواء معاداة السامية.

طوال تاريخ المسيحية، تعرضت المسيحية والكنيسة والمسيحيين أنفسهم إلى الانتقادات. بعض الانتقادات التي وجهت كانت للمعتقدات المسيحية، وتفسير تعاليم الكتاب المقدس. يسمى الرد الرسمي من المسيحيين لهذه الانتقادات باسم اللاهوت الدفاعي. بعض هذه الانتقادات التي وجهت إلى الكتاب المقدس، كانت للأخلاق التي استنبطت من التفسيرات التوراتية والتي استخدمت تاريخيًا لتبرير مواقف وسلوكيات معينة وهي يعتبرها النقاد بوضوح أنها خاطئة. وقبل عام 2000 كان قد أعلن البابا يوحنا بولس الثاني سلسلة من الإعتذارات عن «الأخطاء» التي اقترفتها الكنيسة الكاثوليكية خلال تاريخها،  وقد شملت الإعتذارات اليهود وجاليليو والمسلمين والنساء.
تتنوع الانتقادات والمنتقدين فمثلًا، تواجه الكنيسة انتقادات من الحركات الأنثوية بخصوص عدة قضايا منها عدم منح المرأة سر الكهنوت والتي ترى فيها هذه الحركات تميز بحق المرأة،  والاجهاض وتحديد النسل الذي ترفضه الكنيسة. كذلك يتم توجيه انتقادات إلى الكنائس البروتستانتية الإنجيلية والمحافظة من قبل الحركات الأنثوية بسبب تشجيع الكنائس المحافظة على دور المرأة التقليدي، وهو ما تراه الحركات الأنثوية حط من قيمة المرأة. وتصل أحيانًا الانتقادات إلى العقيدة والمفاهيم المسيحية كون الأنبياء من الذكور، وكون قصص الكتاب المقدس تركز على الرجل وهو ما تراه هذه الحركات ساهم في بناء المجتمع الأبوي.
كذلك تنتقد الحركات المطالبة لحقوق المثليين موقف المسيحية من المثلية الجنسية وتعتبره تحيز ضدها. وترى ان المسيحية كان لها دور في معاداة المثليين جنسيًا إذ أن المجتمعات الغربية كانت متسامحة مع المثليين قبل انتشار واعتماد المسيحية كديانة رسمية وتجريمها للمثلية الجنسية فيما بعد. كما انتقدت مجتمعات المثليين الجنسييين دور الكنائس الإنجيلية في سن القانون الذي يعاقب اولئك الذين يثبت قيامهم بممارسات مثلية جنسية بالسجن المؤبد في عدد من الدول الأفريقية ومنها أوغندا، والذي يجرم أيضاً كل من لا يخبر السلطات عن «المثليين». حيث يعود سنَّ القانون إلى تأثير الحركات الإنجيلية والخمسينية ذات النفوذ السياسي والاجتماعي والمناهضة للمثلية الجنسية والتي تنظر لها بأنها خطيئة وعمل غير أخلاقي.
ومن القضايا التي تثير الانتقادات هي قضية العبيد فبعض المؤرخين يلقون اللوم على الكنيسة لأنها لم تفعل ما يكفي لتحرير الهنود الحمر، والبعض الآخر يشير إلى الكنيسة كانت الصوت الوحيد المدافع عن حقوق الشعوب الأصلية. وعلاقة المسيحية والإستعمار إذ حسب النقاد فانها ترتبط ارتباطًا وثيقًا كون الكاثوليكية والبروتستانتية كانت الأديان الرسمية للقوى الاستعمارية الأوروبية،  وعملت في العديد من الأحيان «كذراع ديني» لتلك القوى. وكذلك فقد تم أحيانًا استخدام التعاليم الدينية لتبرير أعمال المستعمرين. ومن الانتقادات التي توجه حديثًا إلى المسيحية خاصًة الكنيسة الكاثوليكية هي ارتباطها ودعمها للأنظمة الديكتاتورية والشمولية في أميركا الجنوبية (في الأرجنتين وتشيلي ونيكاراغوا) وفي كل من إيطاليا وإسبانيا والبرتغال والنمسا وكرواتيا. في الولايات المتحدة أطلق بعض اليساريين والليبراليين مصطلح «الفاشية المسيحية» لوصف وانتقاد نفوذ اليمين المسيحي إذ يراه البعض أيدولوجية اليمين المسيحي أقرب بالفاشية والثيقراطية.

### العنف

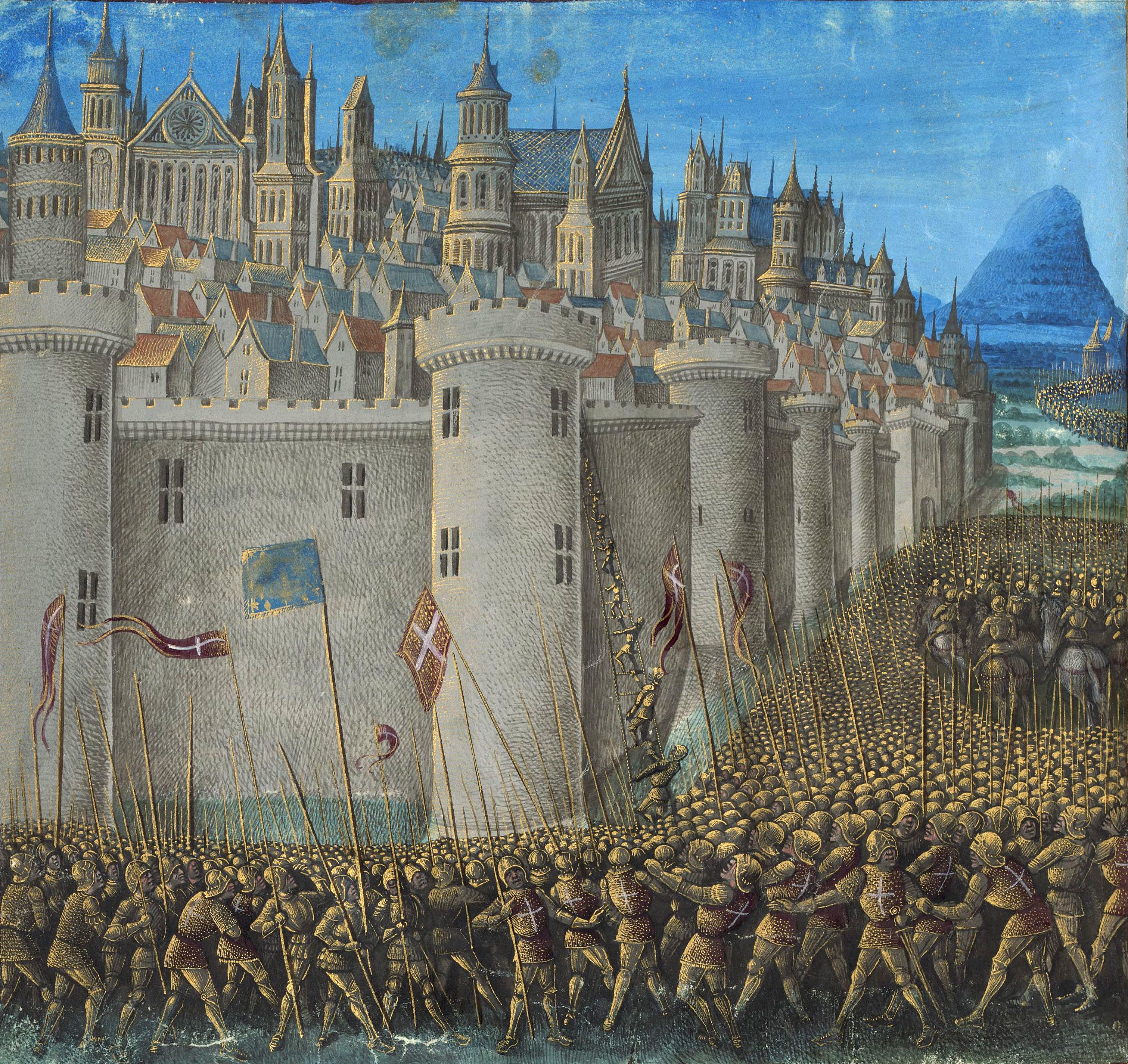
حصار أنطاكية خلال الحملة الصليبية الأولى، تعتبر الحملات الصليبية أبرز الأمثلة على العنف المسيحي.

تواجه المسيحية انتقادات من قبل بعض المؤرخين لدورها في اذكاء مشاعر معاداة السامية بسبب اتهام اليهود بصلب يسوع واضطهاد تلاميذه في القرون المسيحية الأولى مستندين بذلك على قول اليهود أثناء محاكمة يسوع: «دمه علينا وعلى أولادنا». كما تم أتهام اليهود بعدة تهم ومنها تسميم آبار المسيحيين والتضحية بالأطفال كقرابين بشرية وسرقة خبز القربان وتدنيسه. وبسبب هذه التهم تم طرد معظم اليهود من دول أوروبا الغربية إلى شرق ووسط أوروبا والمغرب العربي.
كذلك يتطرق النقاد إلى علاقة المسيحية والعنف، إذ بالرغم من أن تعاليم يسوع دعت إلى السلام والمحبة والرحمة، فقد استخدمت أحيانًا هذه التعاليم لتبرير استخدام العنف. يحدد كل من هيتمان وهاجان كل من محاكم التفتيش، الحروب الصليبية، والحروب الدينية في أوروبا ومعاداة السامية بأنها «من بين الأمثلة الأكثر شهرة للعنف المسيحي». وتضع التقديرات عدد الضحايا الذين قضوا في الحروب الصليبية بين مليون إلى حوالي 3 ملايين شخص، ،  في حين يصل عدد ضحايا محاكم التفتيش حوالي 3,000 شخص. حيث وعلى الرغم من أنه حتى سنة 1834 فقد وجهت محاكم التفتيش التهم إلى حوالي 150,000 شخص إلا أنّ حالات الإعدام لم تتجاوز 3,000 حالة منذ تأسس محاكم التفتيش الإسبانية حتى إلغاؤها. في حين يتراوح عدد ضحايا الحروب الدينية في أوروبا بحسب التقديرات المختلفة بين 3 مليون،  إلى 11.5 مليون. ويصل عدد ضحايا مطاردة الساحرات بين 40,000 إلى 60,000.

### أخلاقيات طبية
تواجه الأخلاقيات الطبيّة التي تعتمدها الكنيسة عدد من الانتقادات خاصًة فيما يخصّ الإجهاض، فمنذ نشوؤها اتخذت المسيحية موقفًا معارضًا للإجهاض، مع أنه لا يوجد أي ذكر له في الكتاب المقدس، إلا أن العقائد أدرجته ضمن فعل القتل المنهي عنه في الوصايا العشر. ويشمل تجريم الإجهاض بدءًا من اللحظة الأولى للتخصيب. أي أنه وبمفهوم الكنيسة العَقدي فإن الجنين يتمتع بكامل حقوق الحياة. لا يزال هذا الموقف، موقف غالبية الطوائف المسيحية وتشجع على الإنجاب، تاركة أيّاه لتقدير الزوجين، وتراه «هبة إلهية». في الآونة الأخيرة أثارت قضايا مثل الإستنساخ، والقتل الرحيم، والخلايا الجذعية، وتنظيم النسل جدلًا وانتقادات في علاقة المسيحية مع الطب. حيث ترفض الجماعات المسيحية القتل الرحيم استنادًا إلى فهمها الديني أنه من الواجب «أن تحترم حياة الإنسان من لحظة الحمل وحتى لحظة الوفاة الطبيعية».

### العلوم

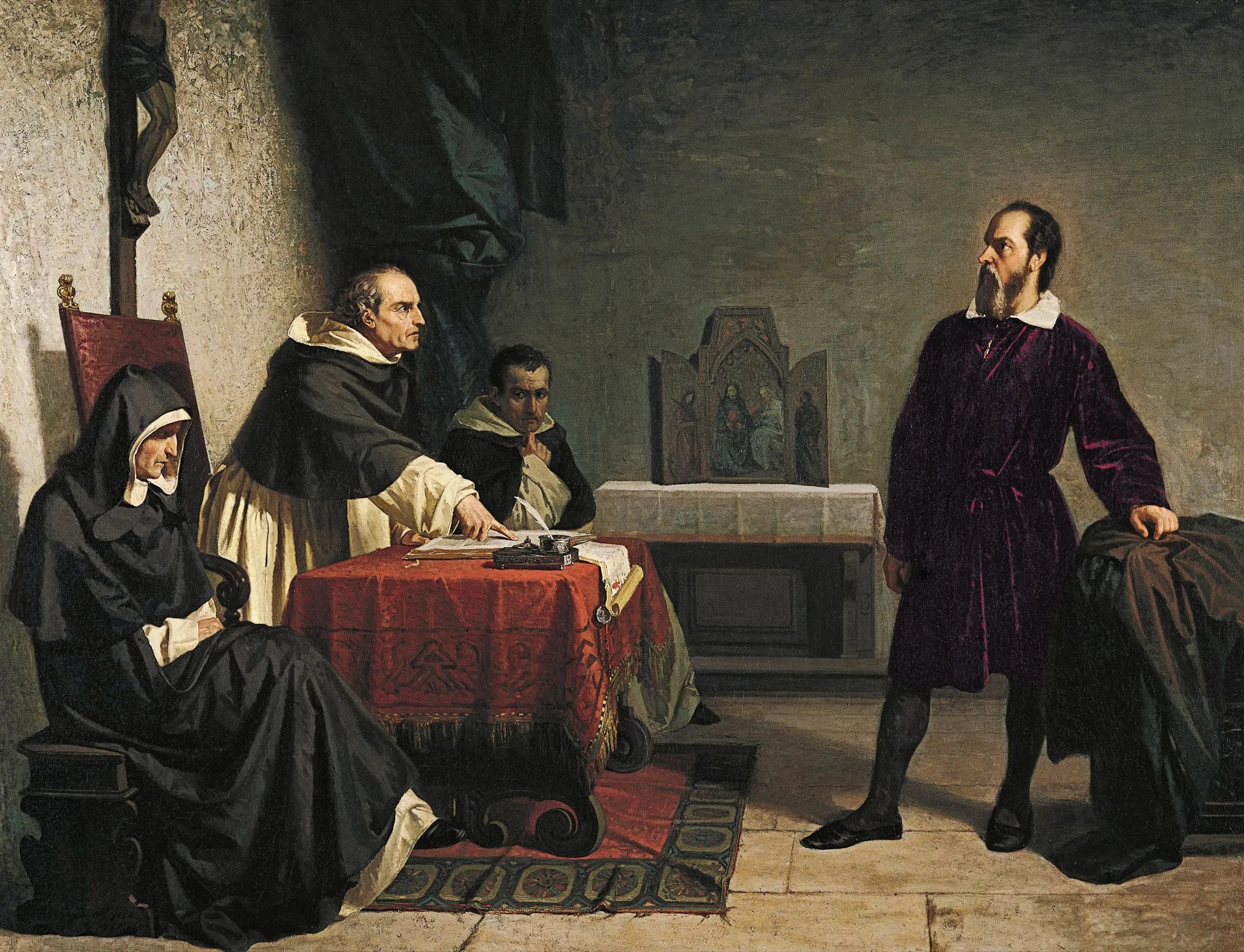
محاكمة جاليليو جاليلي، بريشة كرستيانو باتي.

شكلت قضية علاقة العلم والدين، موضوع شائك في تاريخ العلوم، وظهر عدد من المؤرخين والباحثين ممن وجدوا أن علاقة الدين بالعلم هي علاقة صراع، وذلك استنادًا إلى قضايا تاريخية خلافية مثل قضية غاليليو، وشكلت أطروحة صراع العلم والدين في القرن التاسع عشر النهج والرؤية الشعبية في كتابة تاريخ العلوم،  في أواخر القرن العشرين ومع إعادة تقييم هذه الأطروحة بشكل علمي حديث، فقدت أطروحة صراع العلم والدين مصداقيتها في الوسط الأكاديمي، لكن وعلى الرغم من ذلك فهي لا تزال صورة علاقة العلم والدين كصراع في بين عامة الناس.
ومن المواضيع الشائكة هي علاقة المسيحية والعلم، وغالبًا ما يتم توجيه الانتقادات في هذا الخصوص إلى الكنيسة الكاثوليكية، إذ يرى عدد من المؤرخين والفلاسفة أنّ الكنيسة الكاثوليكية دخلت في صراع مع العلم، وأنها ضيقت على العلماء والبحوث العلمية، ولعل أبرز قضية في صراع الكنيسة والعلم هي قضية محاكمة جاليليو جاليلي ونظرية التطور، ويرى عدد من العلماء أمثال جيري كوين، أن الاعتقاد والإيمان كان عائق لتطوير العلوم،  كما واستنادًا إلى نيل تايسون فإن العلماء المتدينين أمثال اسحق نيوتن، كان بإمكانهم تحقيق انجازات أكثر في تطوير العلم لو لم يقبل أحيانًا الأجوبة الدينية لحل أسئلة المسائل العلمية.
بينما يذهب عدد آخر من المؤرخين والعلماء إلى كون المسيحية عامل ايجابي في تطوير العلوم عن طريق رعايتها لمختلف أنواع العلوم، فقد كانت أيضًا المسؤول الرئيس عن نشوء بعضها كعلم الوراثة، وكون قضية غاليليو غاليلي هي الشاذ وليس القاعدة في علاقة الكنيسة مع العلوم. حيث خِلافاً لِلاعتقاد السائد، كَتب ديفيد ليندبيرغ، «إن الباحِث في العُصور الوسطى المُتأخرة نادرًا ما عانى من القُوة القَسرية لِلكنيسة وكانَ مِنَ المُمكن أن يَعتبر نَفسه حُرًا (خاصَة في العُلوم الطَّبيعية) لِمُتابعة العقل والملاحظة في أي مكان يقوده». وهُناك اعتِقادٌ خاطِئ، انتشر لأول مرة في القرن التاسع عشر وما زال شائعا جدًا هُوَ أنَّ جَميع النَّاس في العُصور الوُسطى كانوا يَعتقدون أنَّ الأرض كانَت مُسطحة. هذا غير صحيح، حيث قال المُحاضرون في الجامعات في العُصور الوسطى أنَّ الأدلة أظهَرَت أنَّ الأرض كانَت كروية. يقول ليندبيرغ ورونالد نمبرز الباحث الآخر في تلك الحقبة، أنه «بالكاد كان هناك عالم مسيحي في العصور الوسطى لم يَعتَرِف بِكروية الأرض بل ويعرف محيطها التقريبي». مفاهيم خاطئة أخرى مثل «حظر الكنيسة للتشريح خلال العصور الوسطى»، و«صعود المسيحية قتل العلم القديم»، أو «الكنيسة المسيحية في العصور الوسطى قَمع نُمو الفَلسفة الطبيعية»، كلها استشهد بها كَنماذج الأساطير الشائِعة عَلى نِطاق واسِع والتي لا تَزال تُمَرَّر كحقيقة تاريخية، على الرُّغم مِن أنَّها لا تَدعَمها البُحوث التَّاريخية الحاليَّة. وهناك عدد من المؤرخين من يفند أنّ علاقة الكنيسة الكاثوليكية بالعلم علاقة صراع وأنها ضد العلم، فاستنادًا إلى وتوماس أي وودز، كانت علاقة الكنيسة الكاثوليكية بالعلم إيجابية وشجعت على العلوم.

## صور ومظاهر من العالم المسيحي

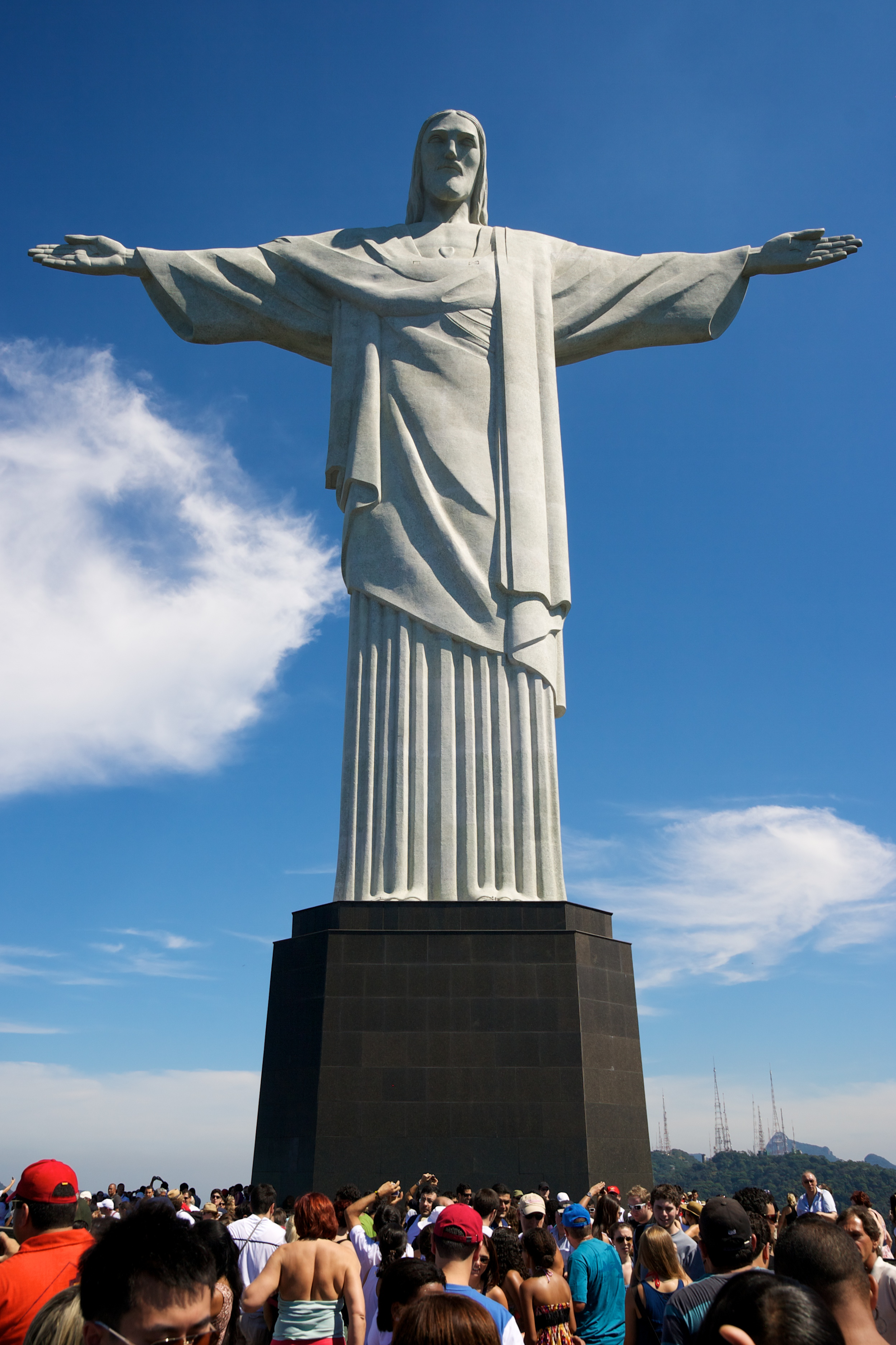
تمثال المسيح الفادي بريو دي جانيرو، ويعد واحدًا من عجائب الدنيا السبع الجديدة.
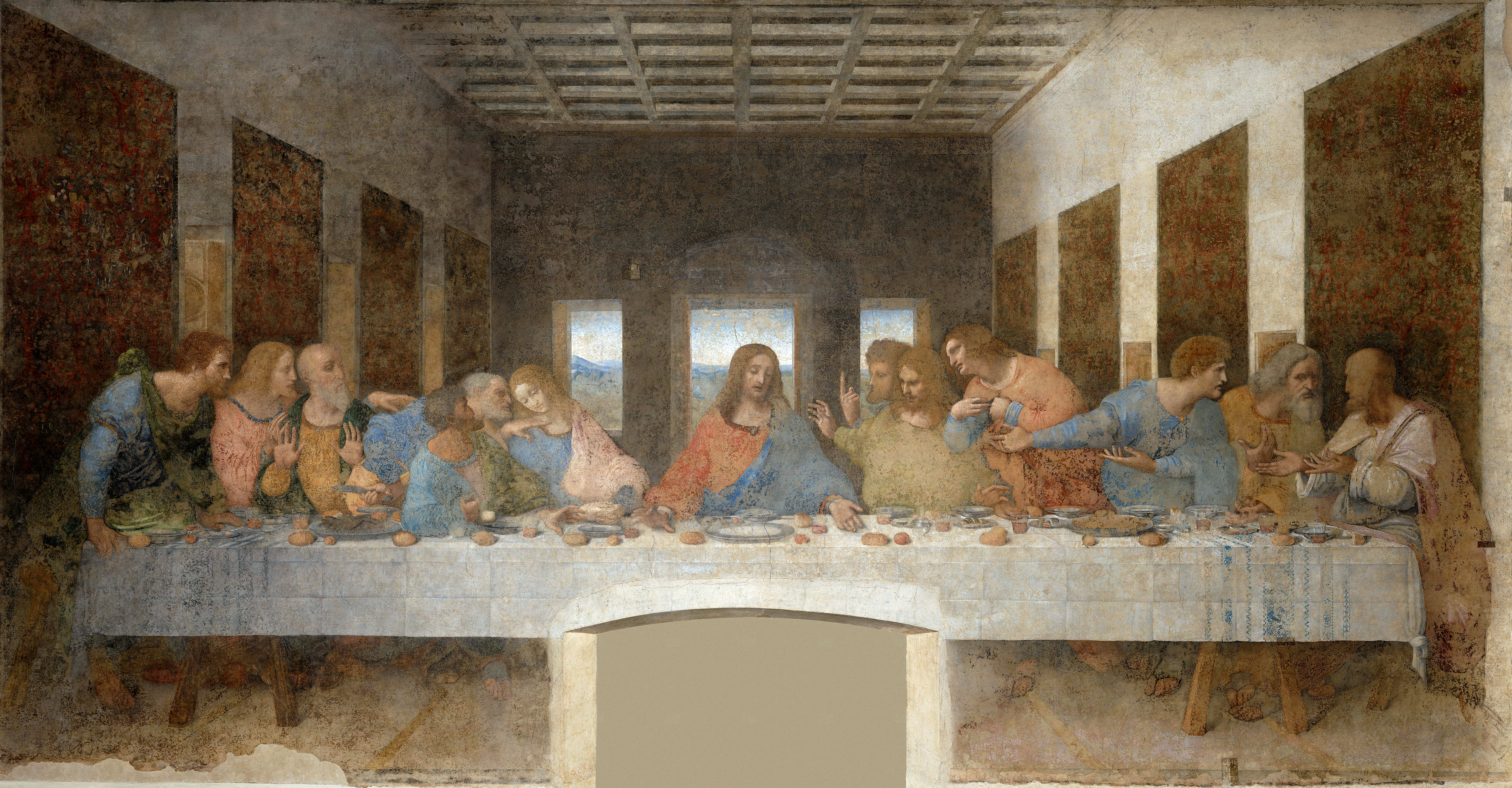
العشاء الأخير، إحدى أهم اعمال ليوناردو دا فينشي.
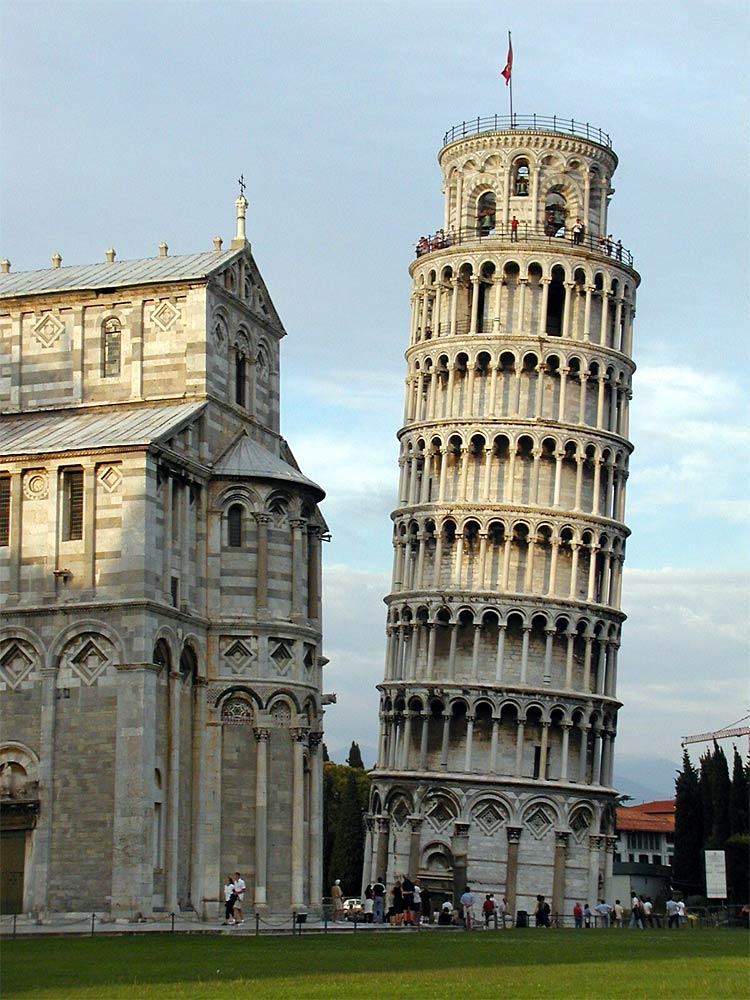
كنيسة بيزا وبرجها المائل وهي معلنة كأحد مواقع التراث العالمي.
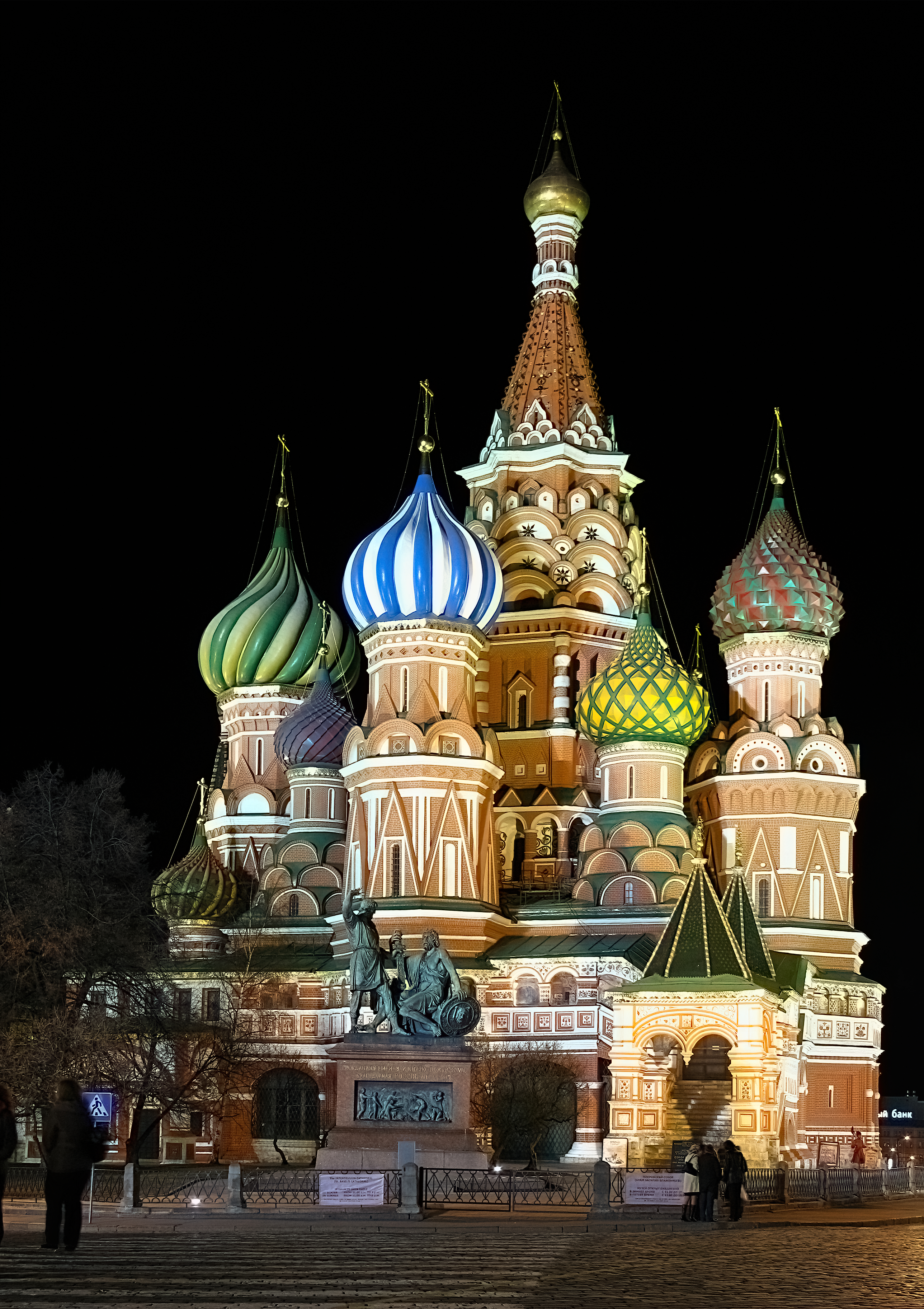
كاتدرائية القديس باسيل في الساحة الحمراء، موسكو.
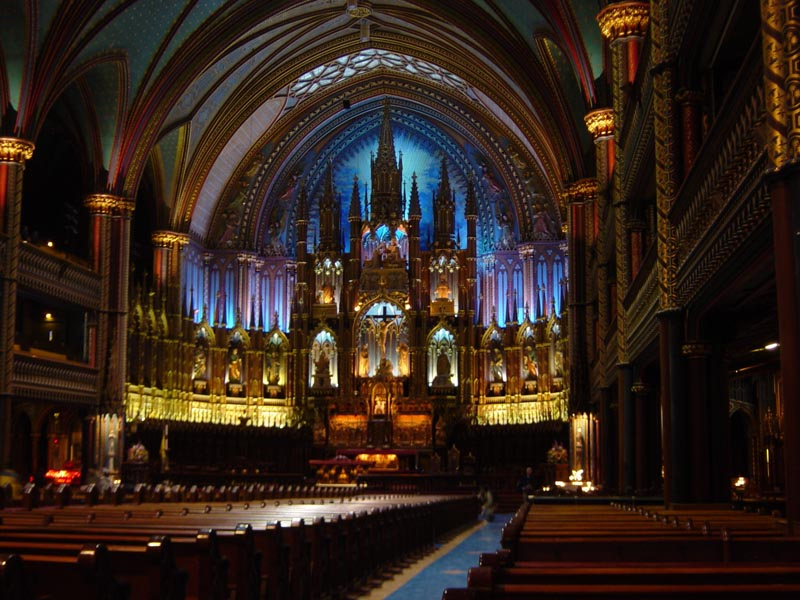
كاتدرائية السيدة، كندا وتعتبر إحدى أهم الكنائس في مدينة كيبك.
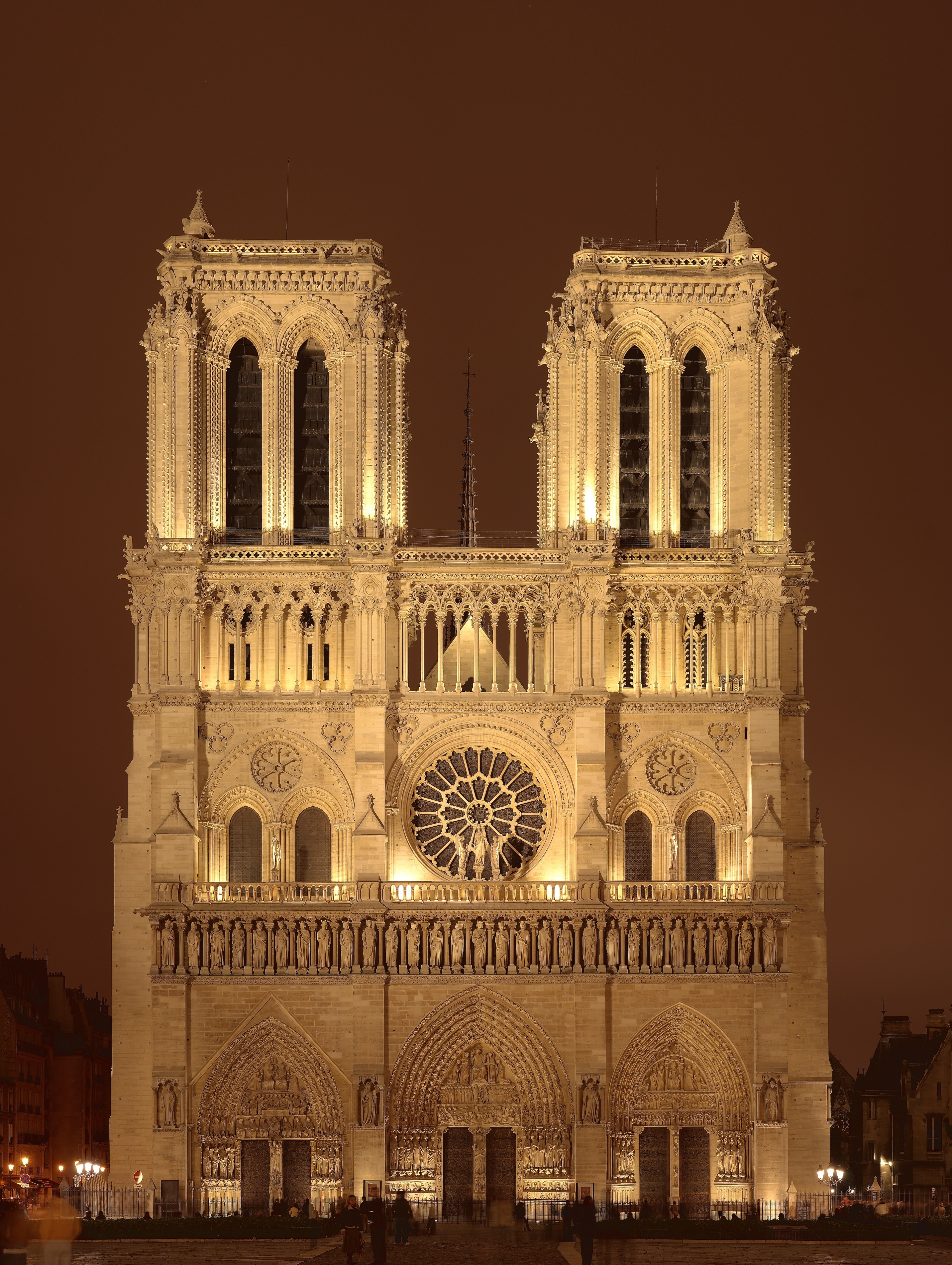
كاتدرائية نوتردام، في باريس وذُكرت مكانًا رئيسًا لأحداث في رواية أحدب نوتردام.
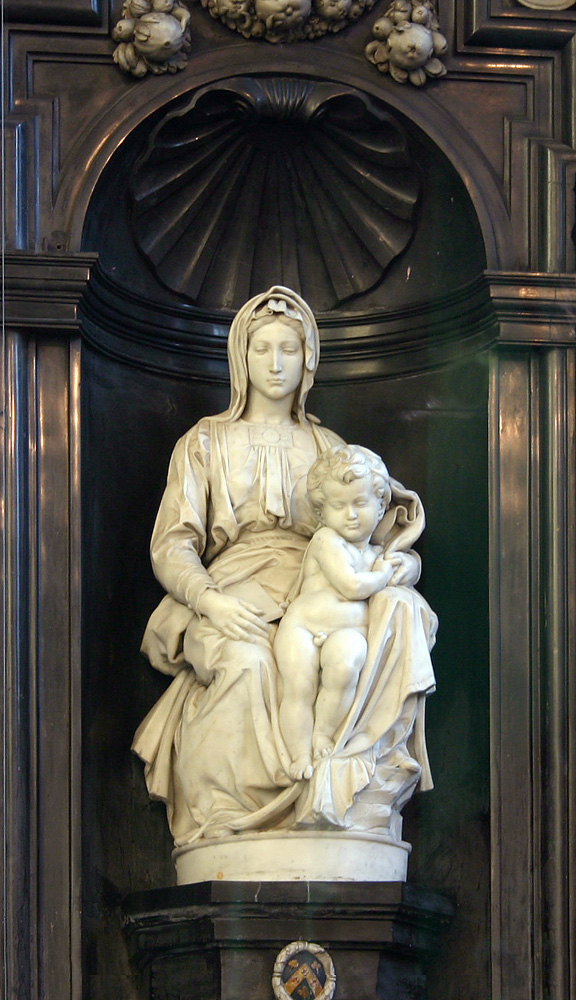
السيدة والطفل، منحوتة لميكيلانجيلو.
حنة ومريم العذراء والطفل يسوع وموجودة في متحف اللوفر.
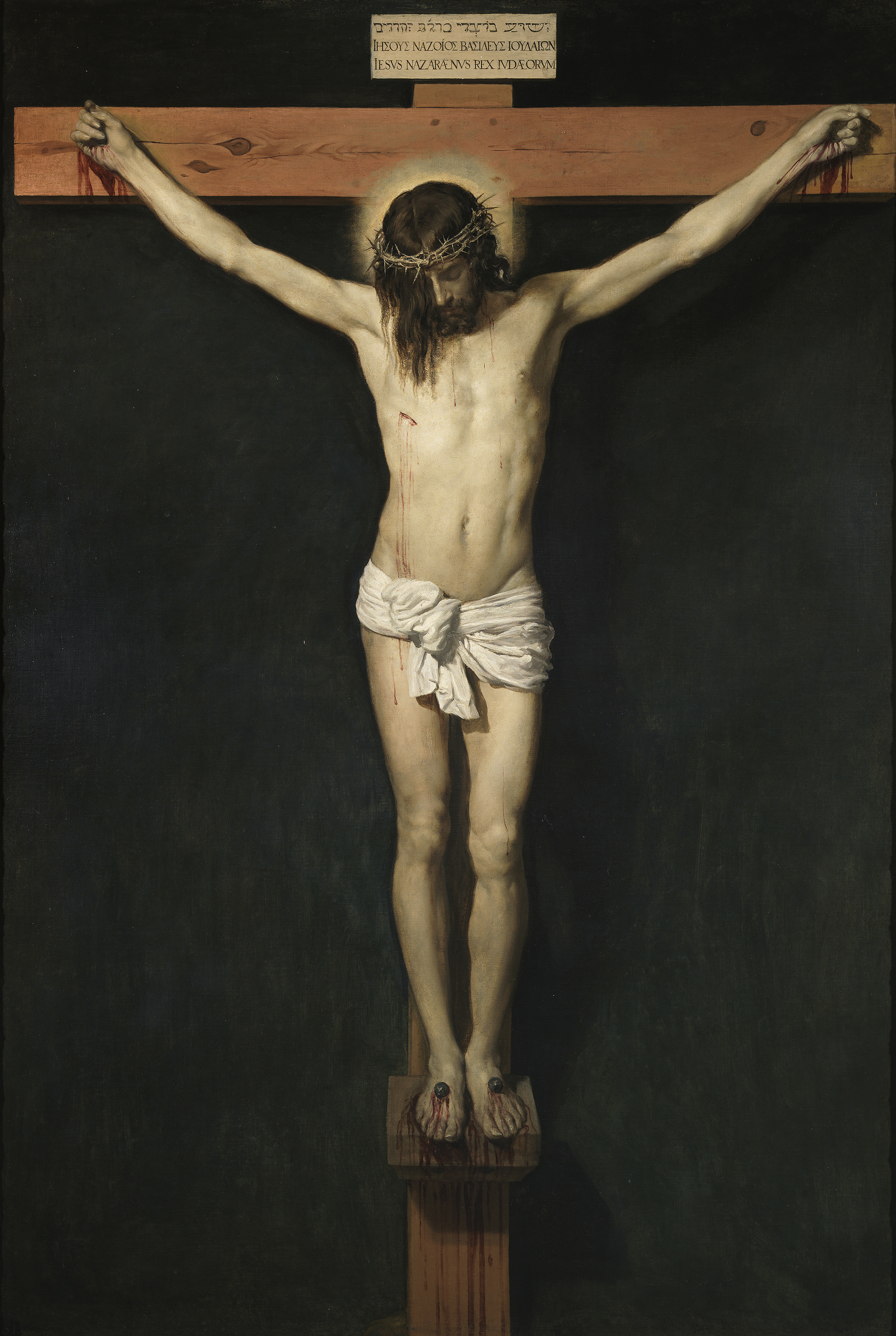
أيقونة «موت المسيح»، بريشة فيلزاكيز 1603.
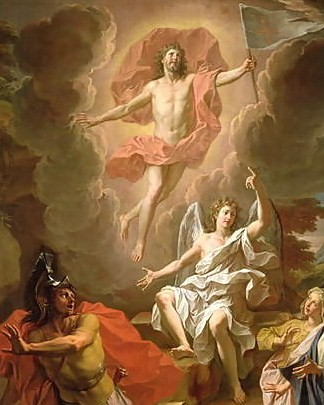
قيامة يسوع، بريشة الفرنسي نويل كويبل.
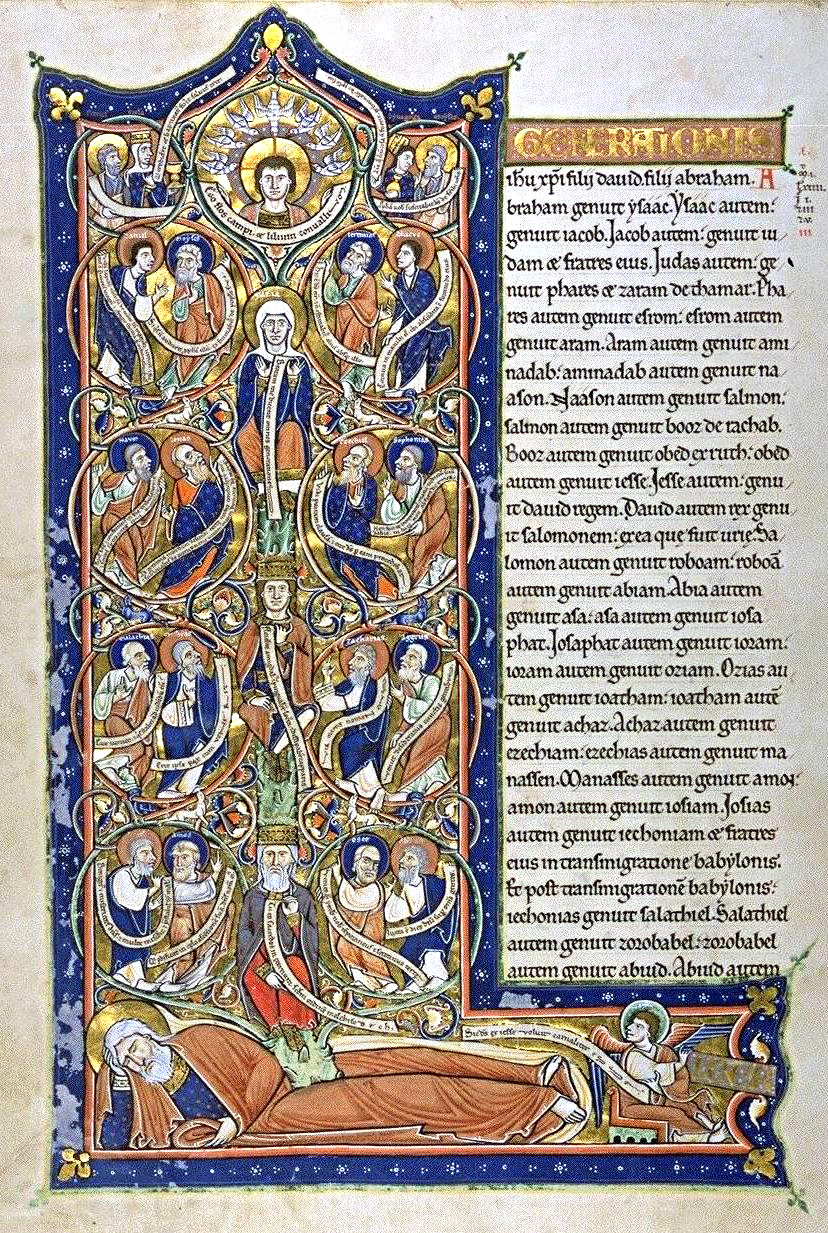
مخطوطة الكتاب المقدس للكبوشين في المكتبة الوطنية، في فرنسا تعود إلى عام 1180.
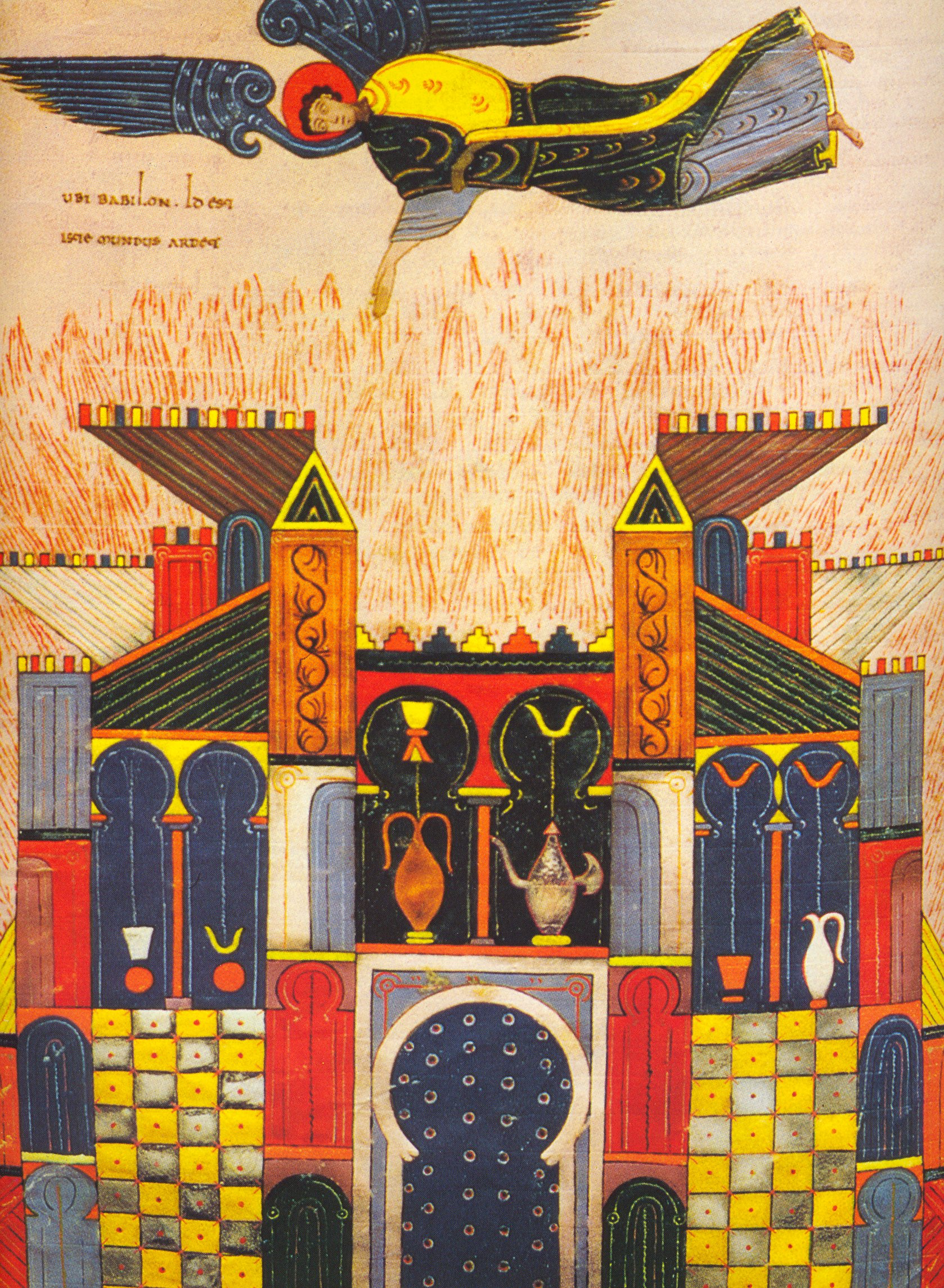
صفحة مصورة من كتاب بابليون، وهي من الأعمال الأدبية للمسيحيين المستعربين.
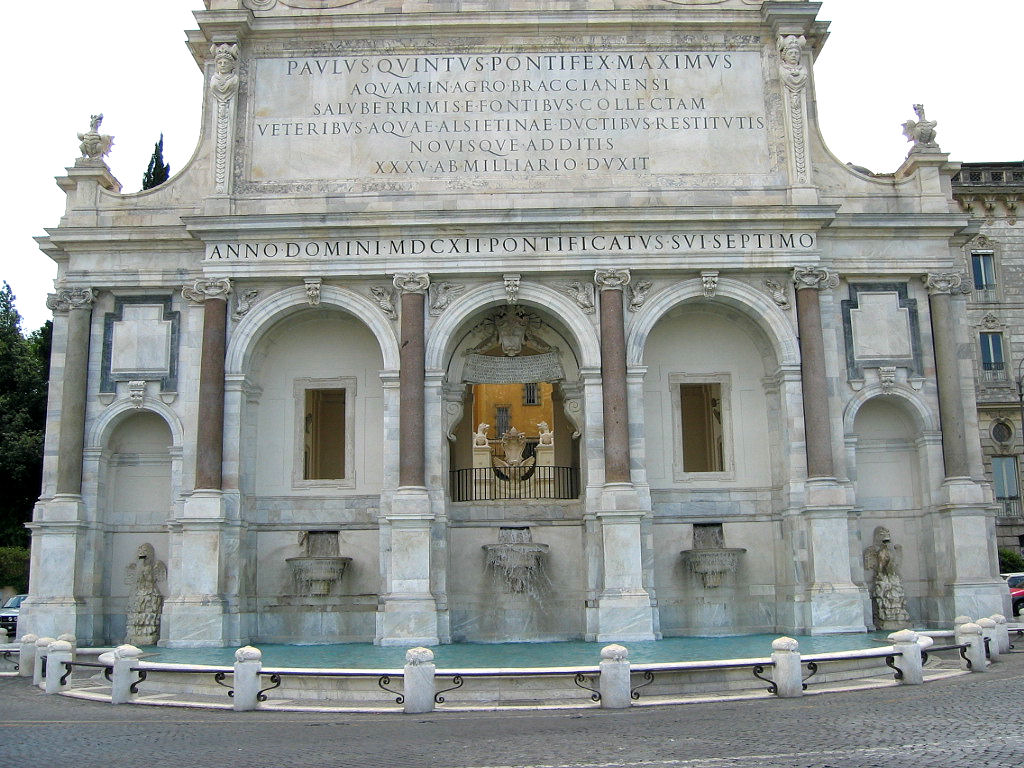
نافورة كنيسة لاكوا باولا في روما، وتعود إلى عصر النهضة.
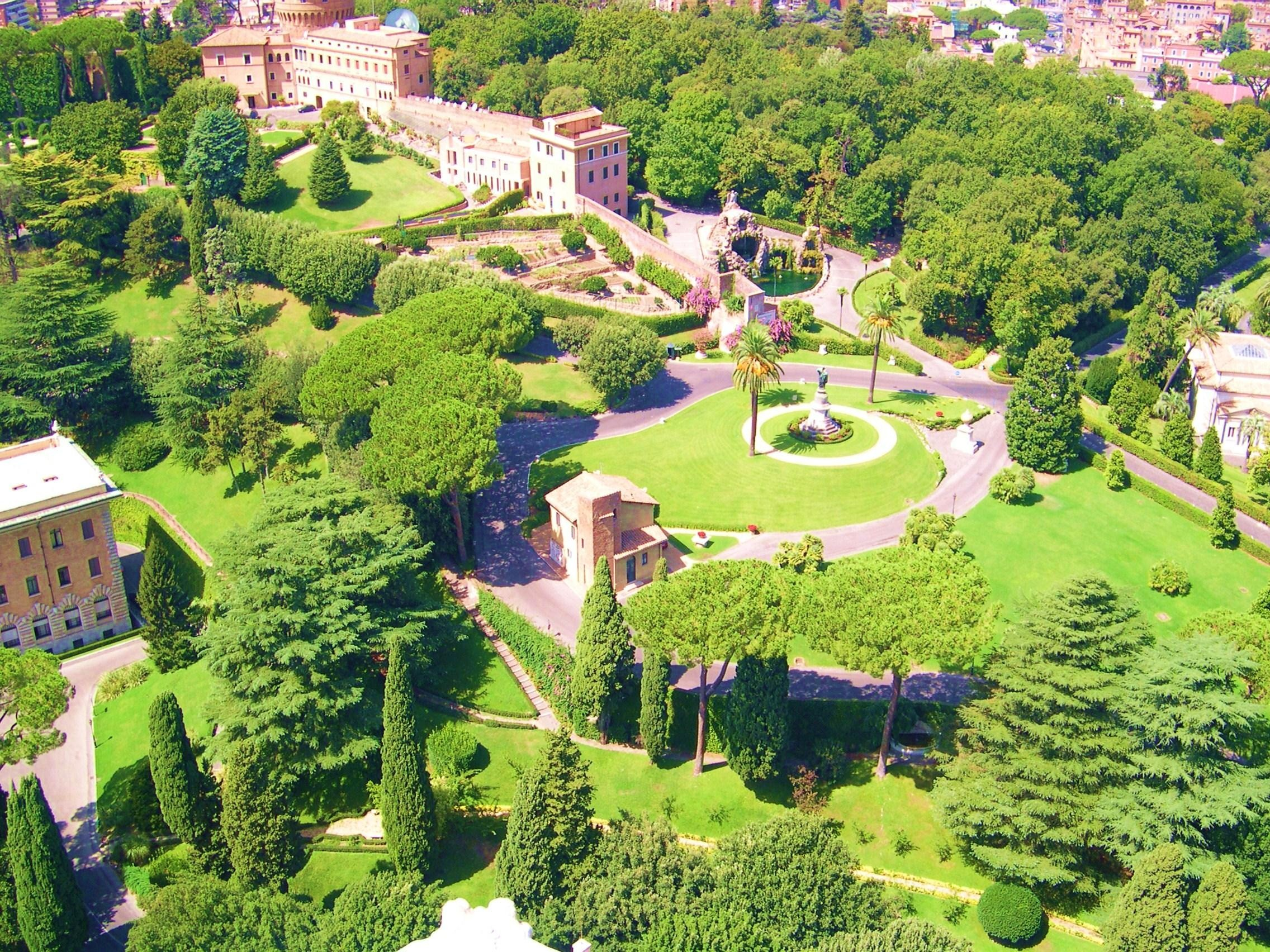
حدائق الفاتيكان، أعتبرت المناطق التي تشغلها حدائق الفاتيكان ذات طابع خاص منذ القرون الأولى للمسيحية.
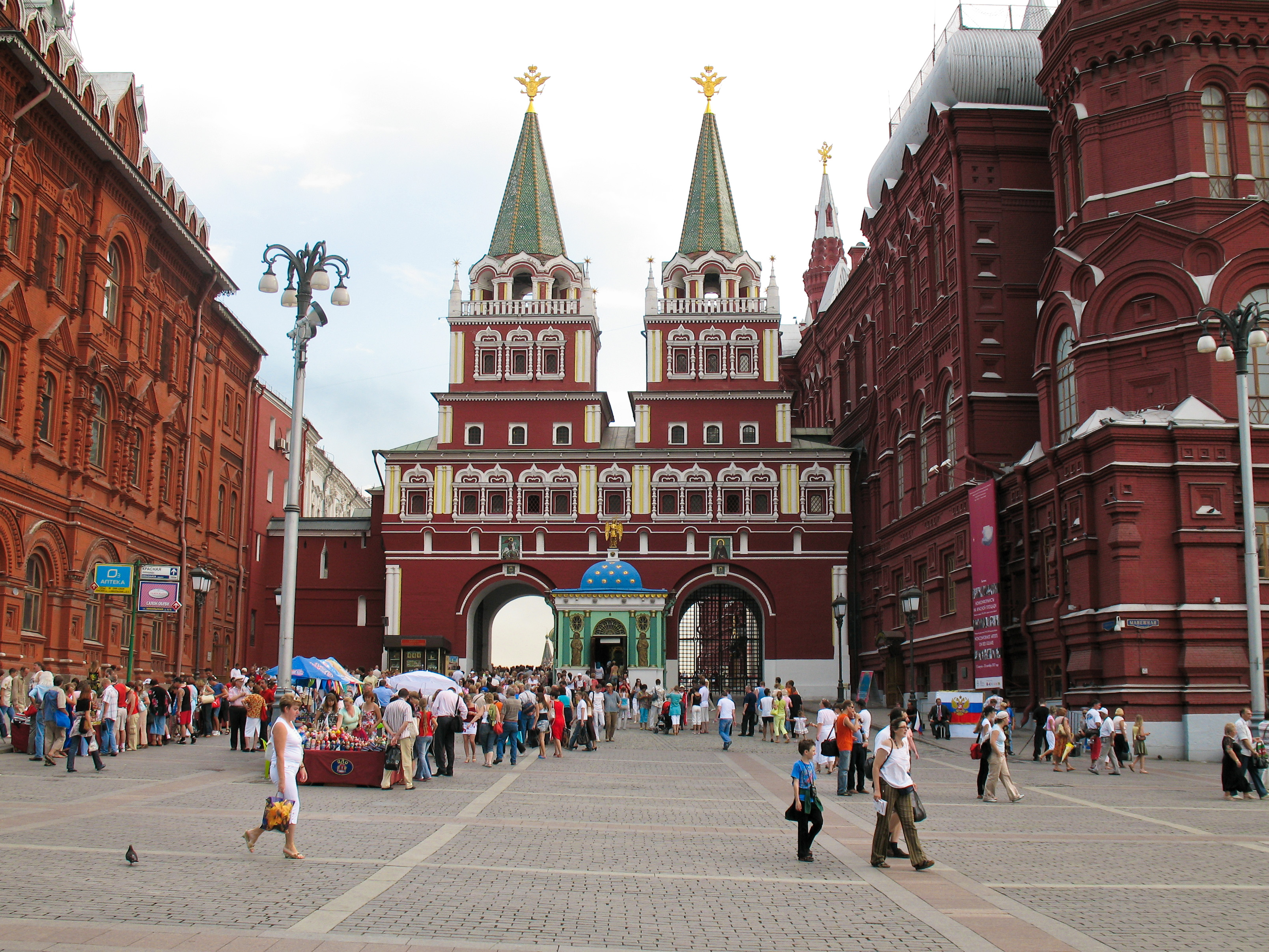
بوابة وكنيسة ايبيريان في موسكو.
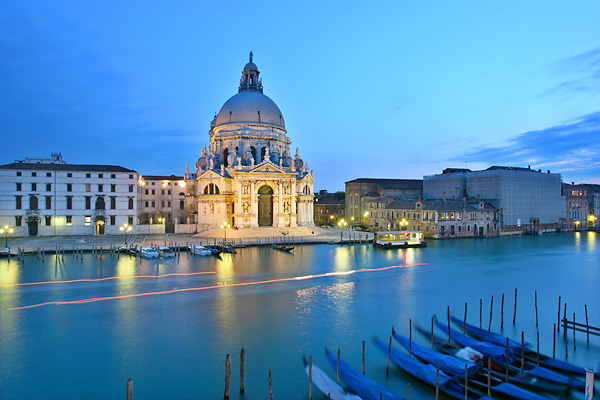
كاتدرائية القديسة مريم سيدة النعم في البندقية، إيطاليا.
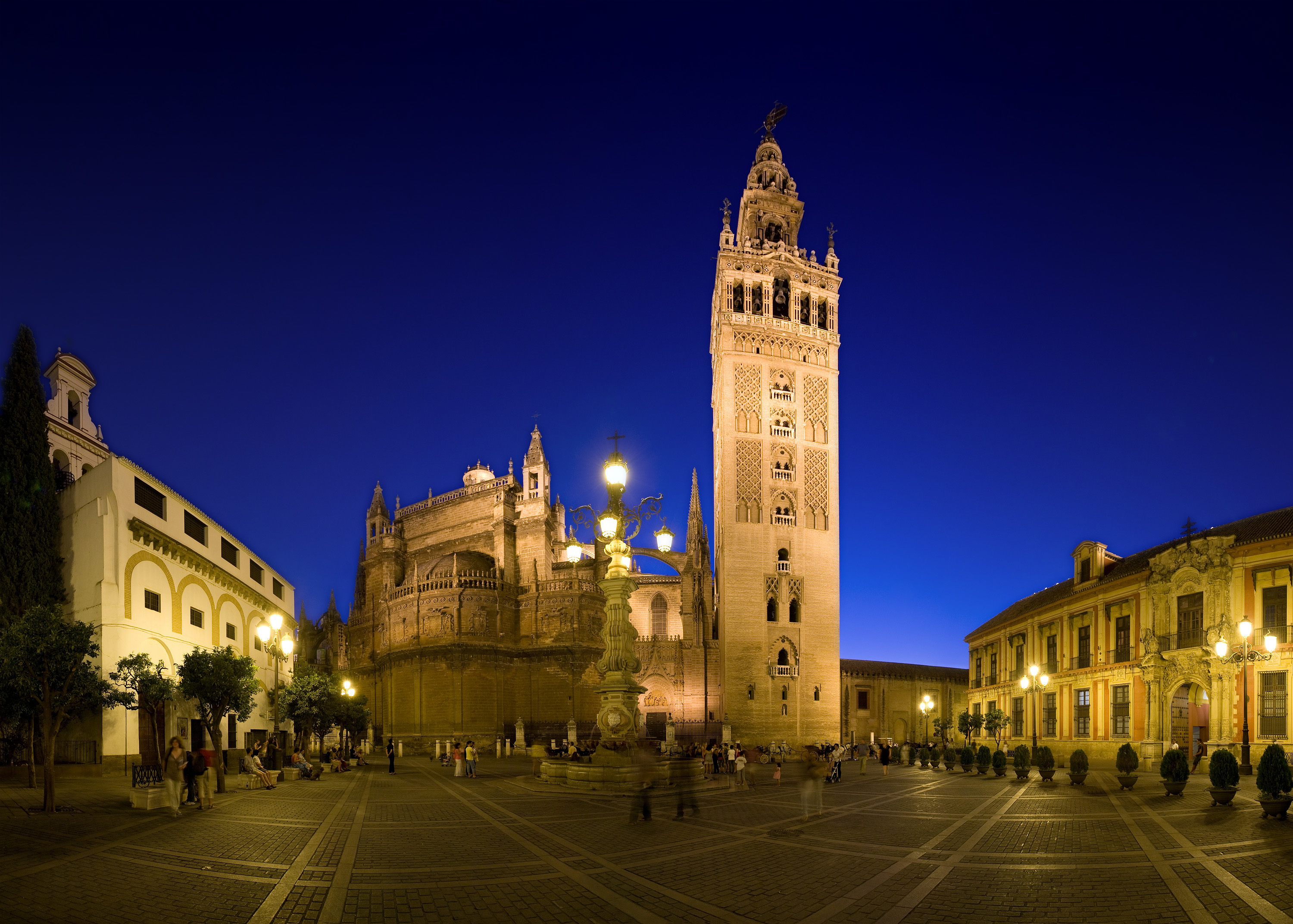
كاتدرائية إشبيلية، في إسبانيا، وتتميز بتمازج العمارة المسيحية والإسلامية.
قلعة وكنيسة القديس ميشيل، في فرنسا.
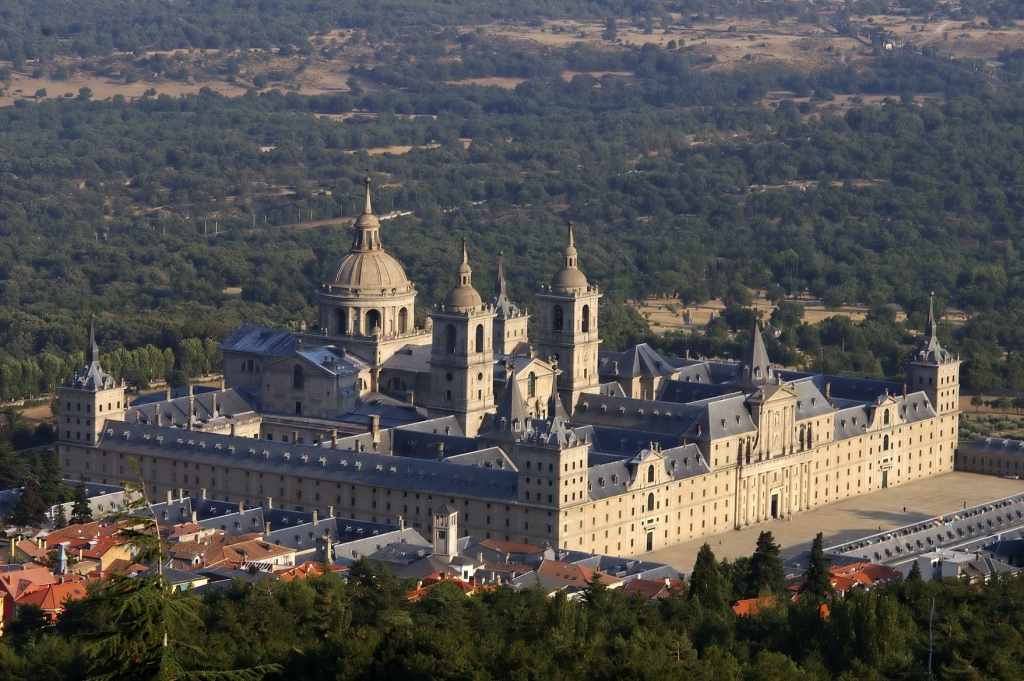
الإسكوريال في إسبانيا، ويضم هذا الصرح القصر الملكي، ودير، وكنيسة، ومكتبة، ومتحف.
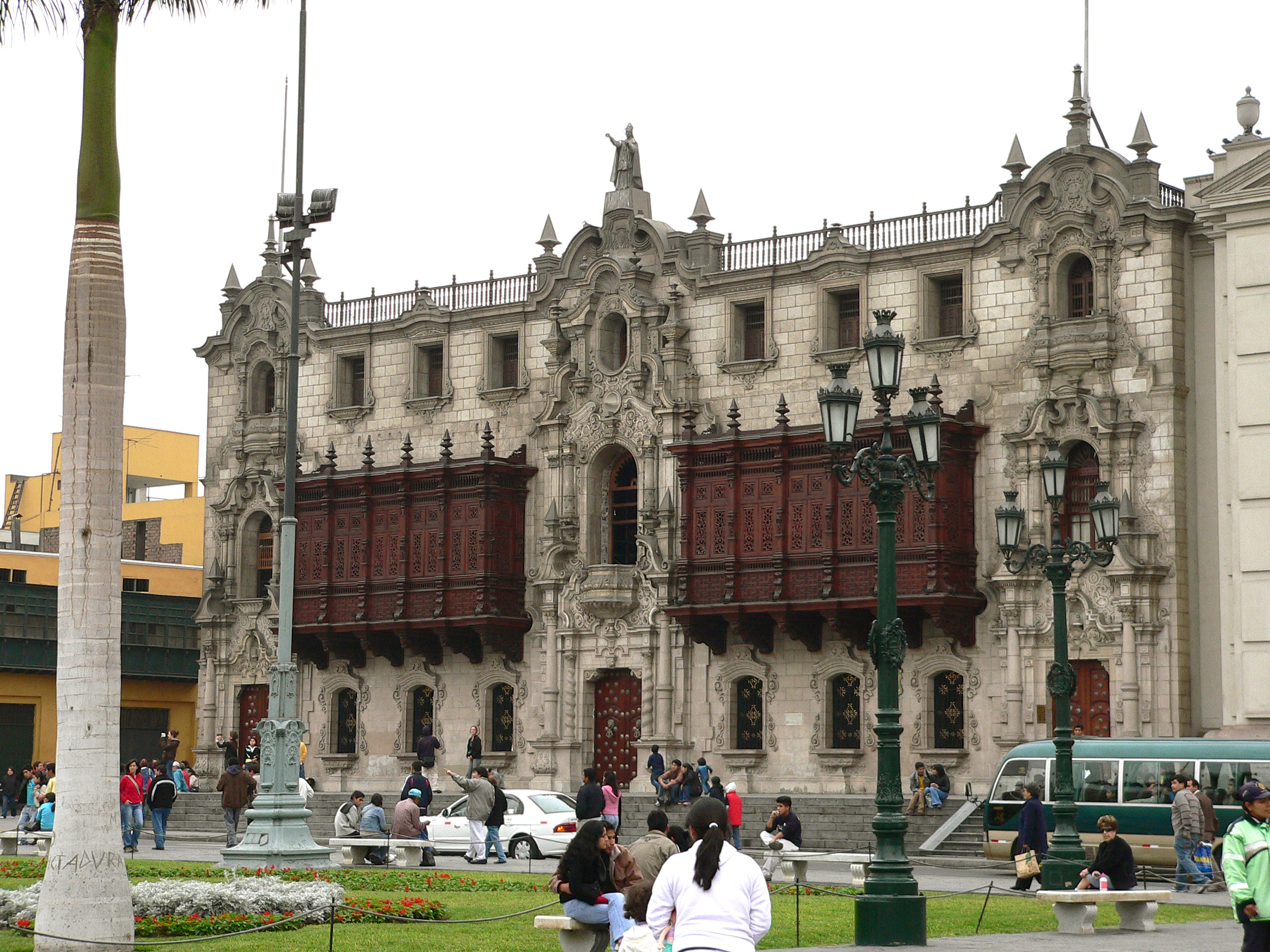
قصر مطران ليما، في البيرو.
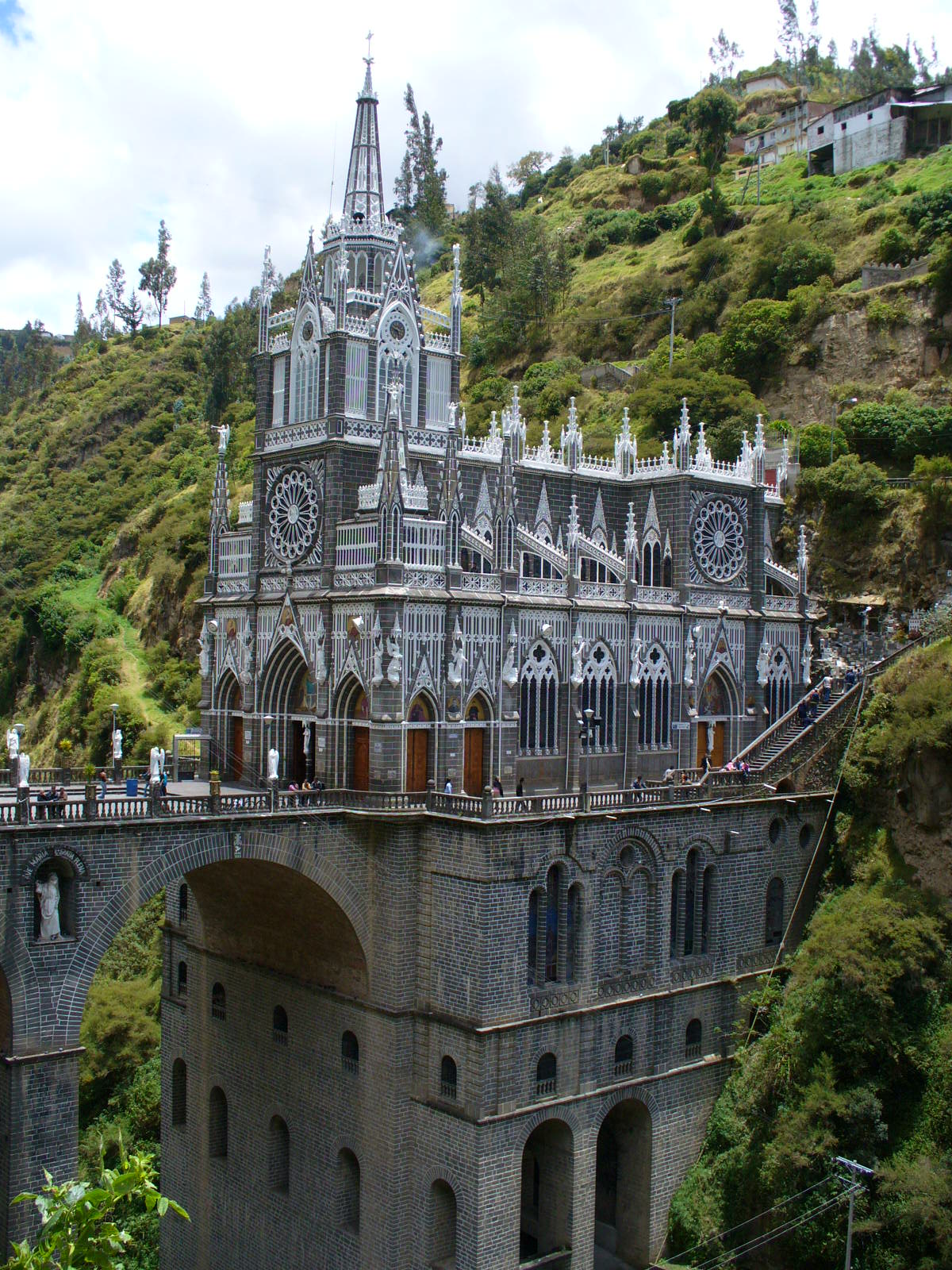
كنيسة لاس لاخاس في كولومبيا.
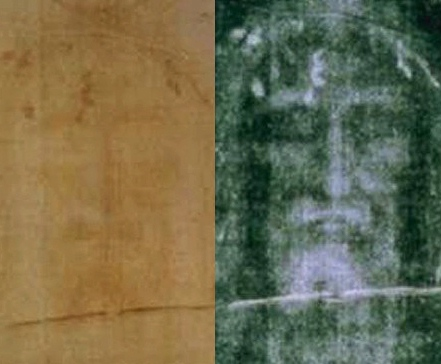
كفن تورينو هو واحد من أهم وأكثر التحف دراسة في التاريخ البشري وإثارة للجدل.
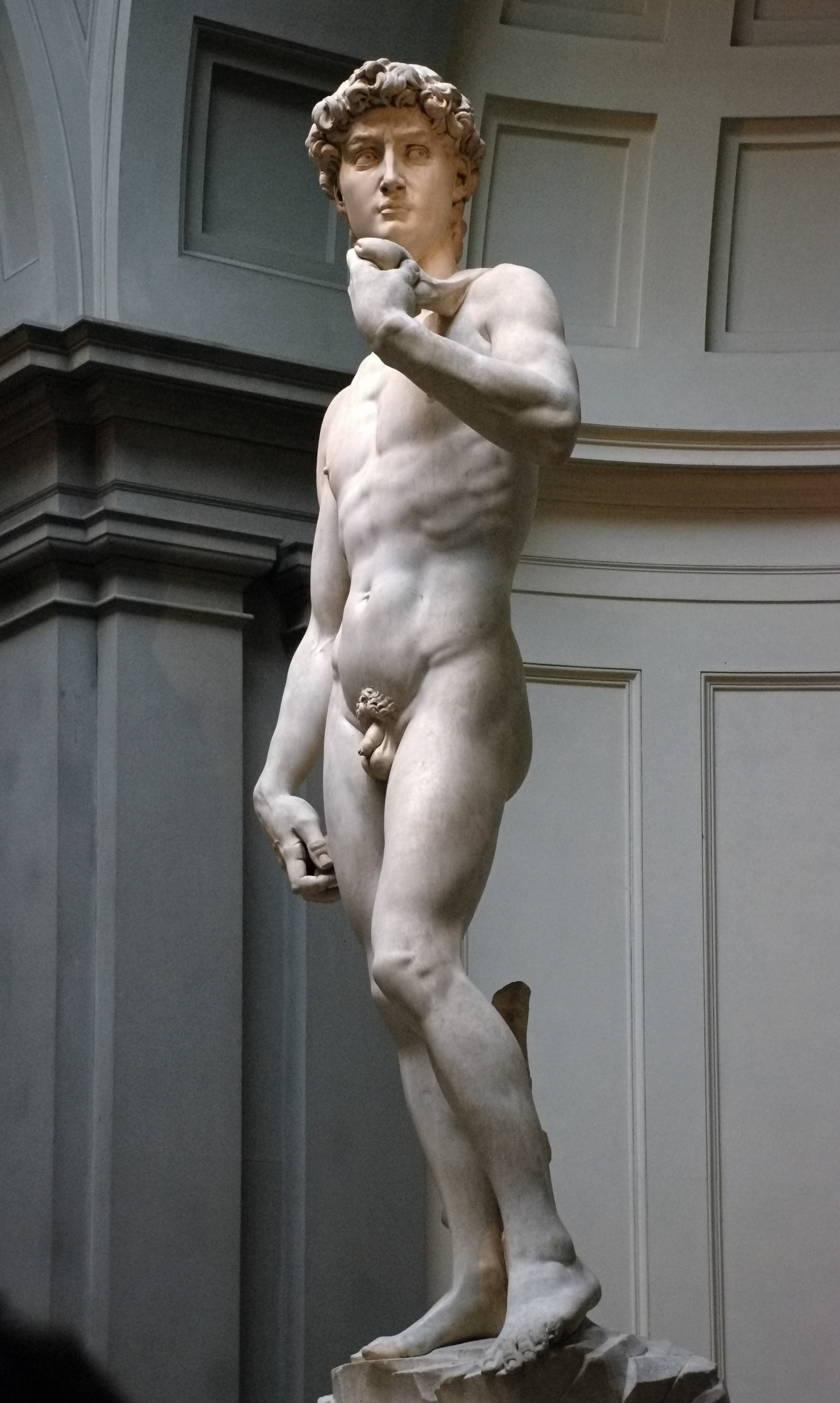
تمثال داود النبي والملك، لمايكل آنجلو، أحد أشهر أعمال عصر النهضة الفنية.
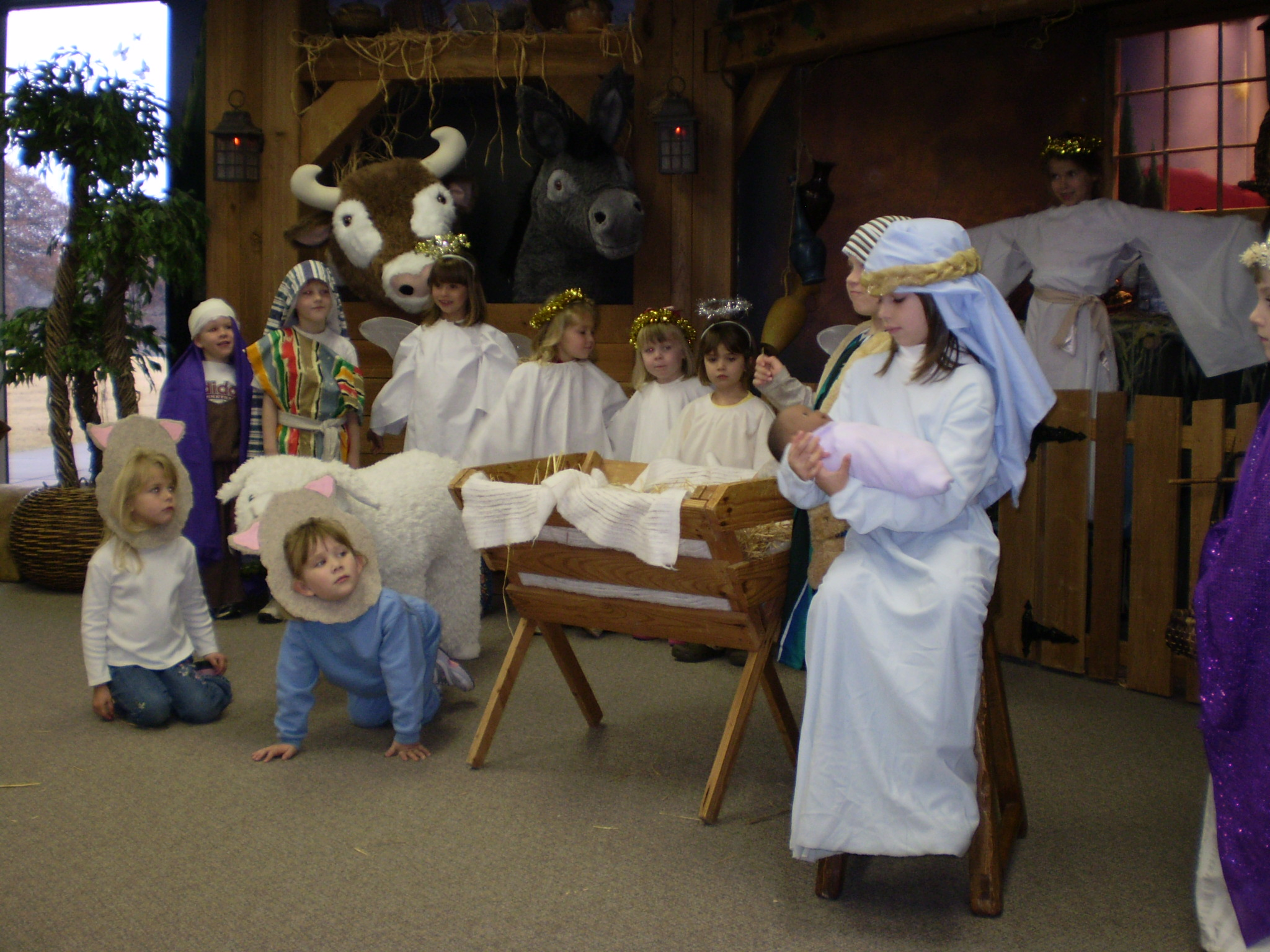
أطفال يشاركون في تمثلية قصة ميلاد يسوع في الولايات المتحدة.
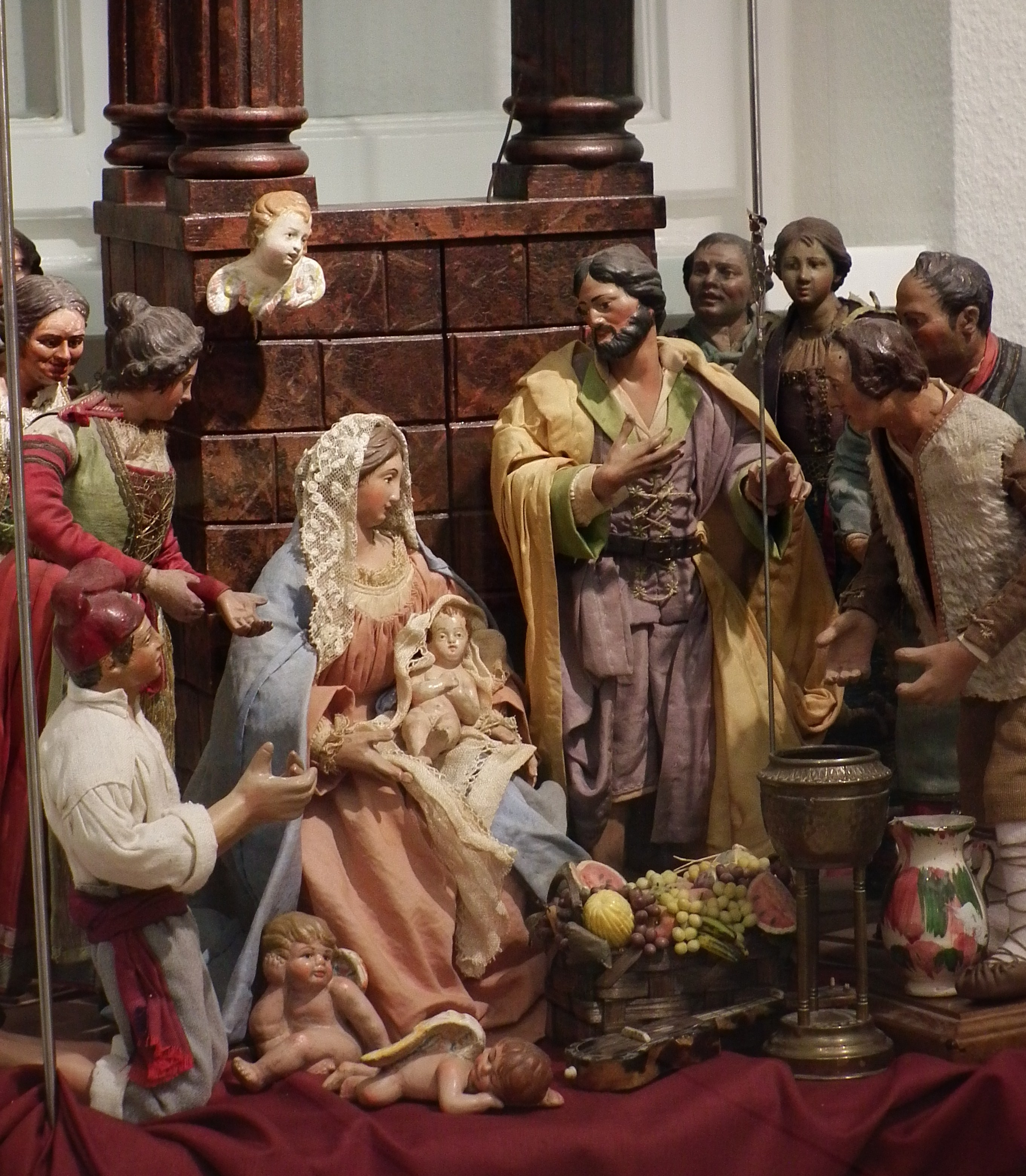
مجسم مغارة عيد الميلاد في متحف نابولي، وتشتهر مدينة نابولي بهذه المجسمات.
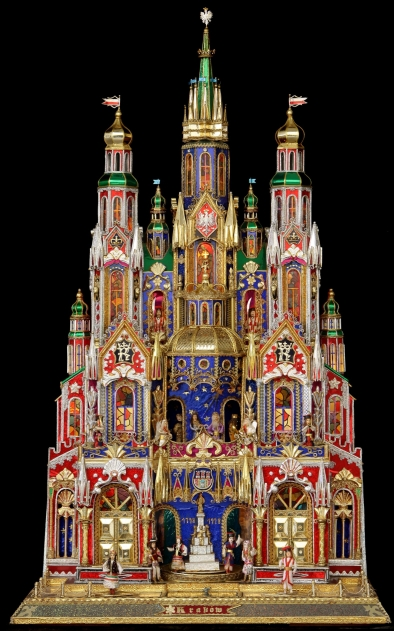
مجسم مغارة كراكوف، وتعتير جزء من الثقافة الشعبية البولندية.
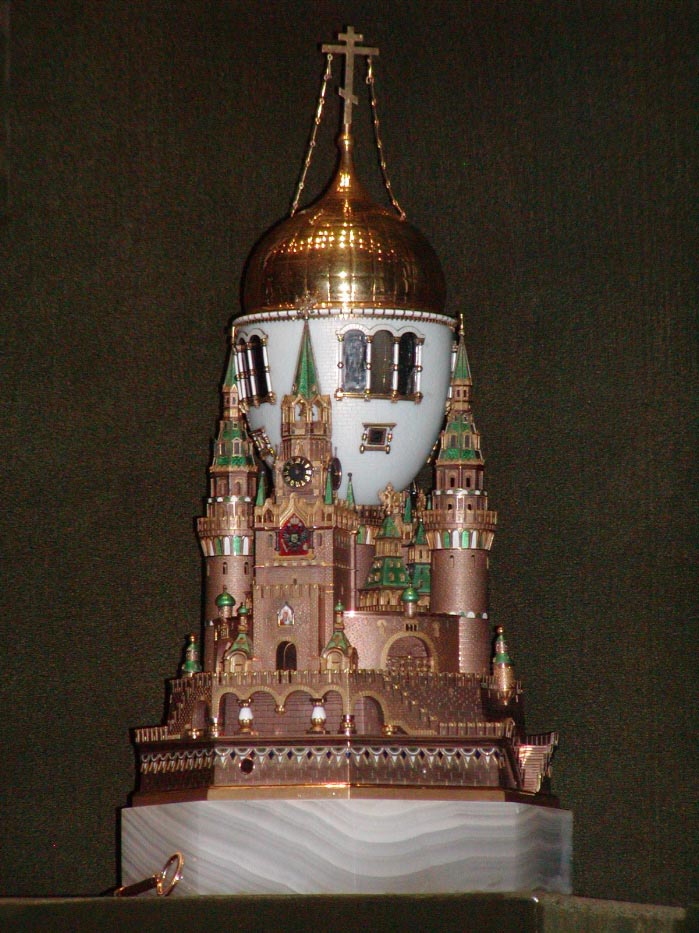
بيضة عيد الفصح الذهبية، لأسرة فابيرغ.
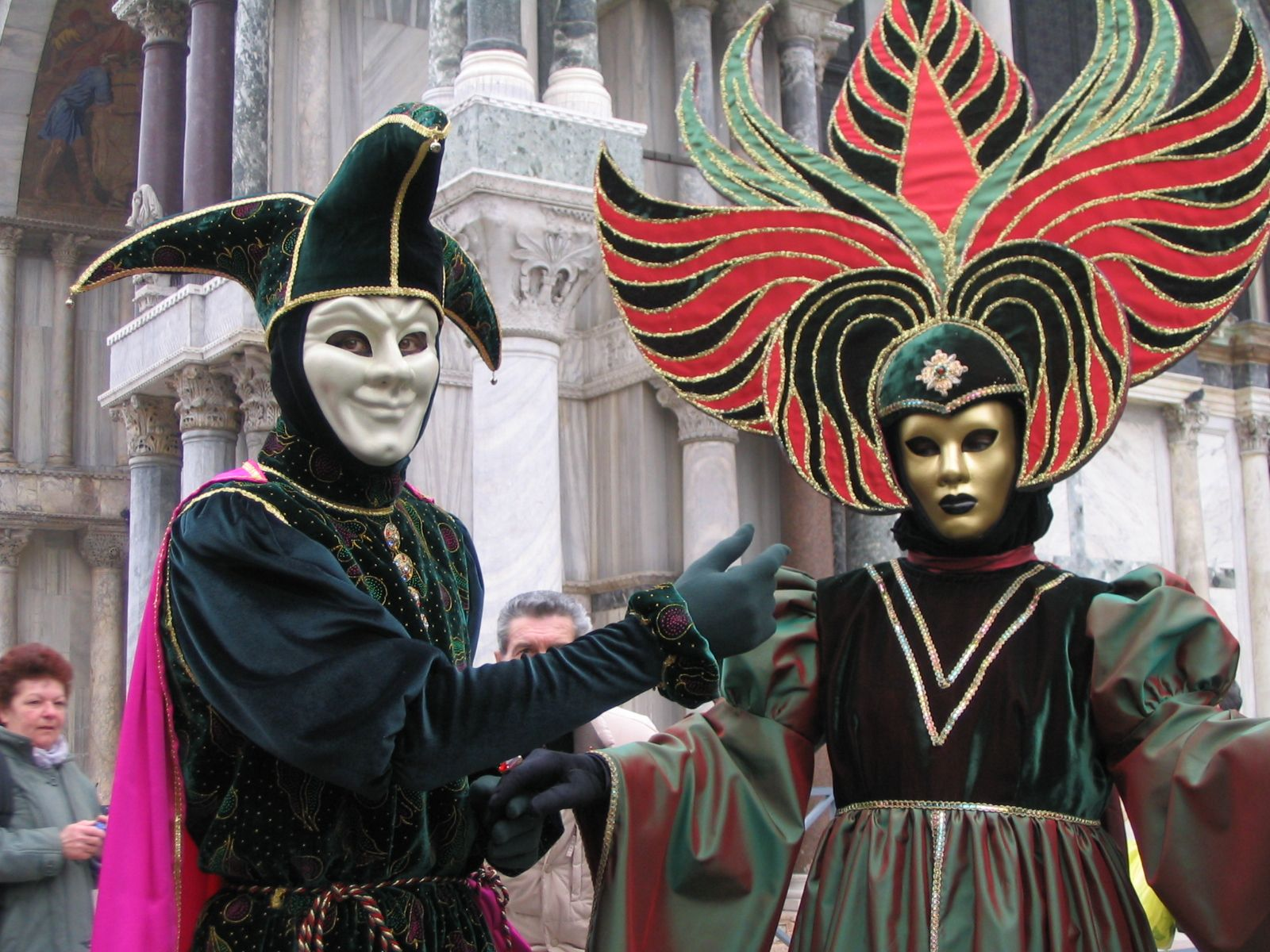
مظاهر من كرنفال مدينة البندقية ويعتبر من الكرنفالات العالميّة.
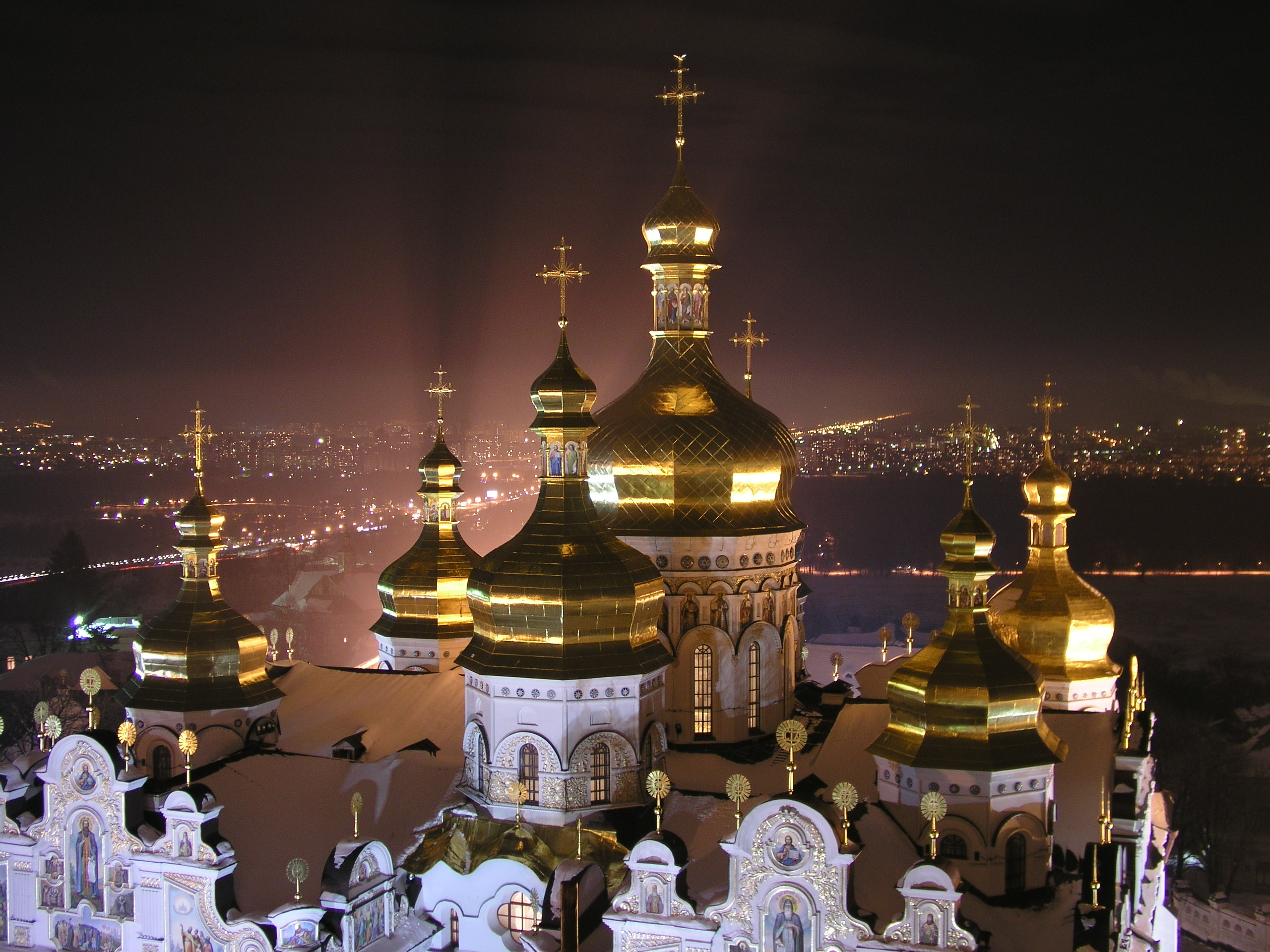
دير بيشيرسك افرا في كييف،  أوكرانيا.
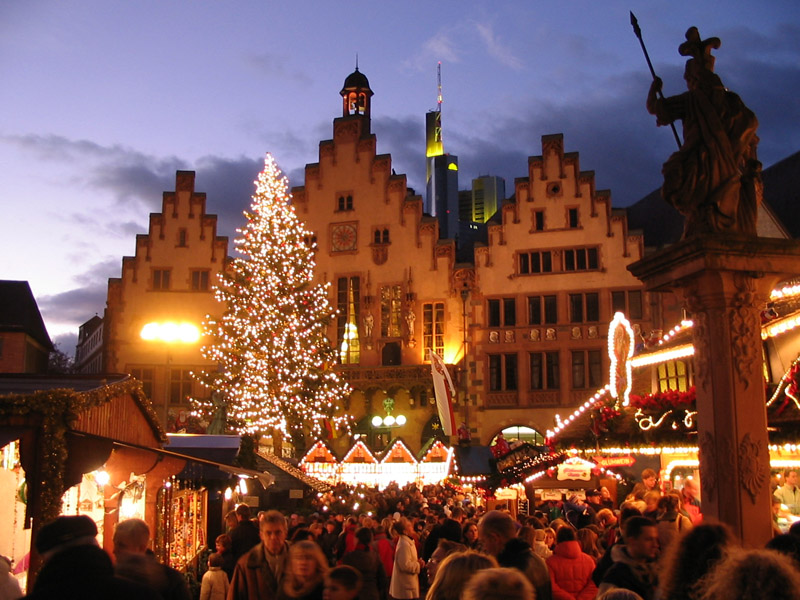
سوق عيد الميلاد، ألمانيا. تُقام هذه الأسواق في جميع أنحاء أوروبا الوسطى.
مائدة عشاء عيد الميلاد، تعرض أصناف من الطعام التقليديّ لعيد الميلاد.
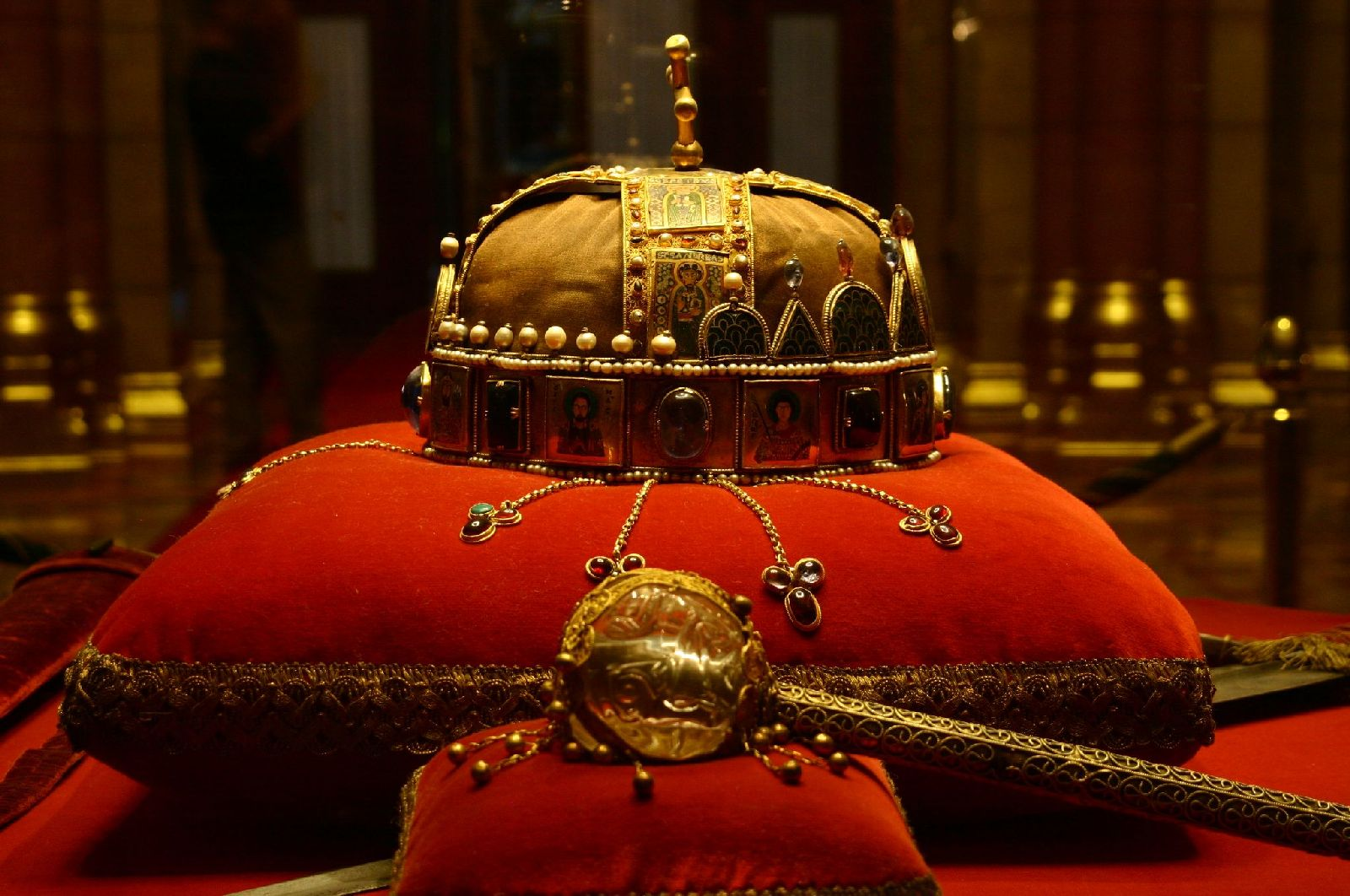
تاج المجر المقدس في  المجر، وهو من الآثار الملكيّة الكاثوليكيّة العريقة.
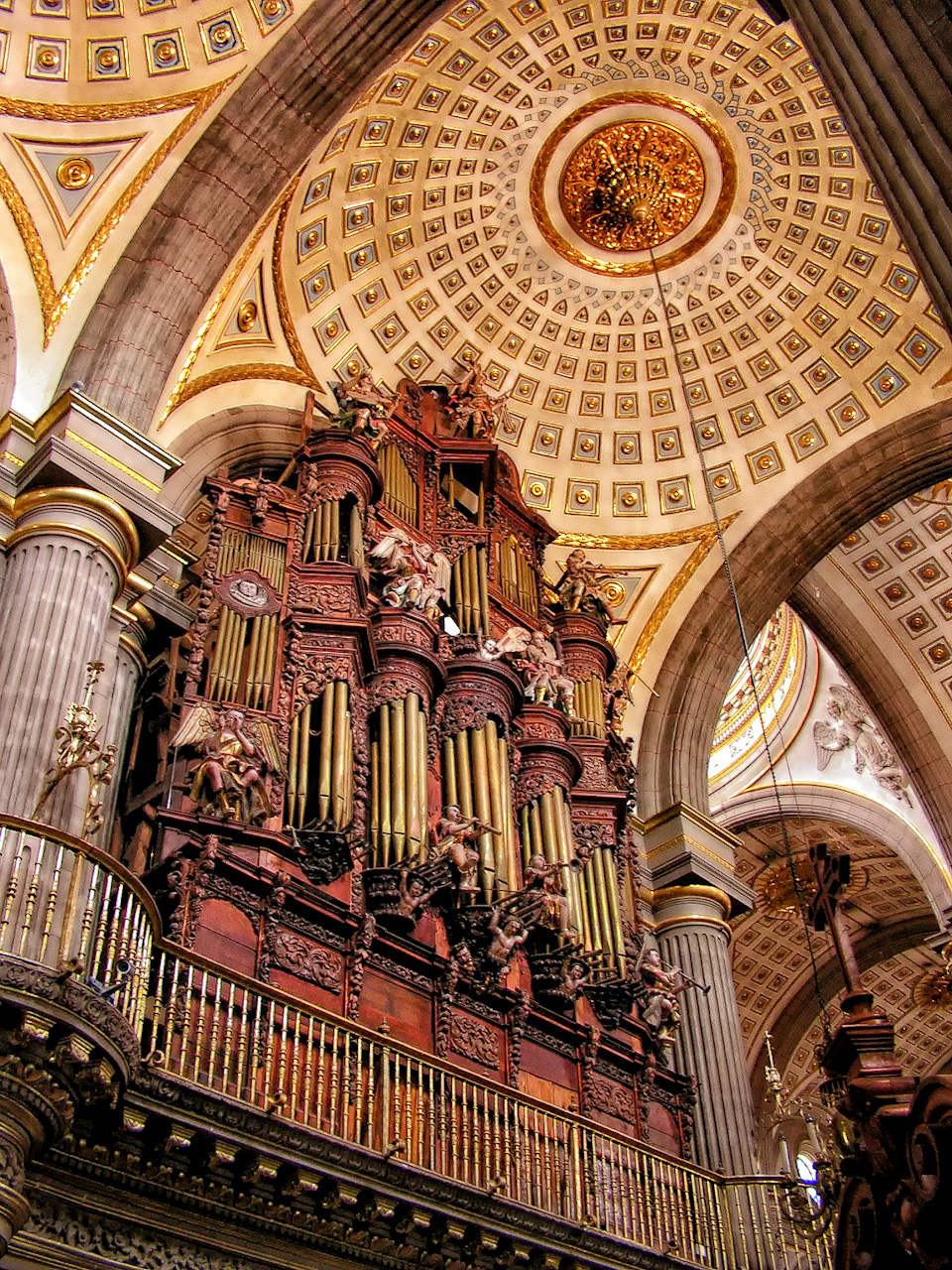
أورغ كاتدرائية ستراسبورغ ويستعمل كثيرًا في الموسيقى الليتورجيّة.
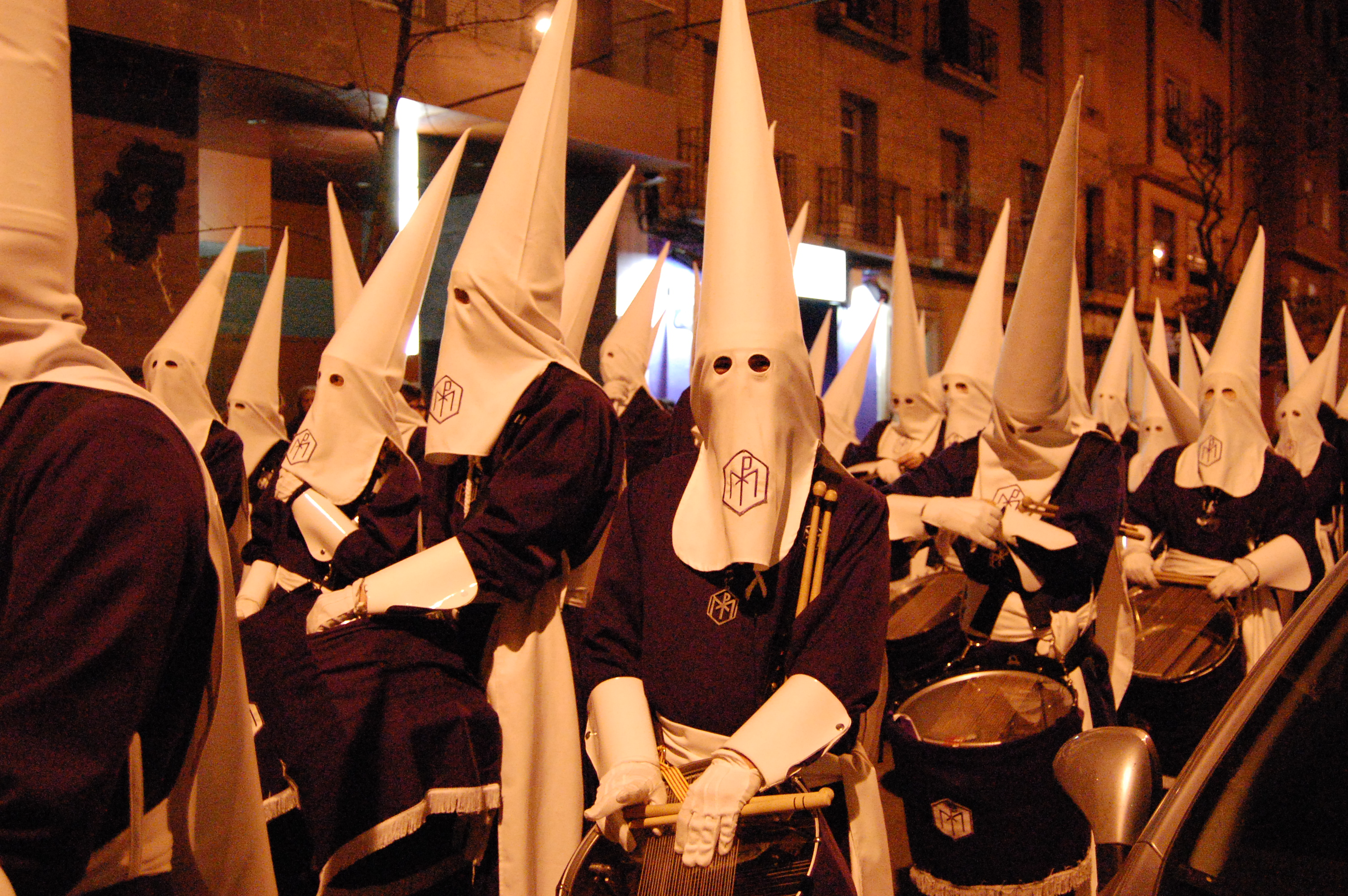
مسيرة مكونَّة من فرق النزارينو خلال درب الصليب في  كوبا.
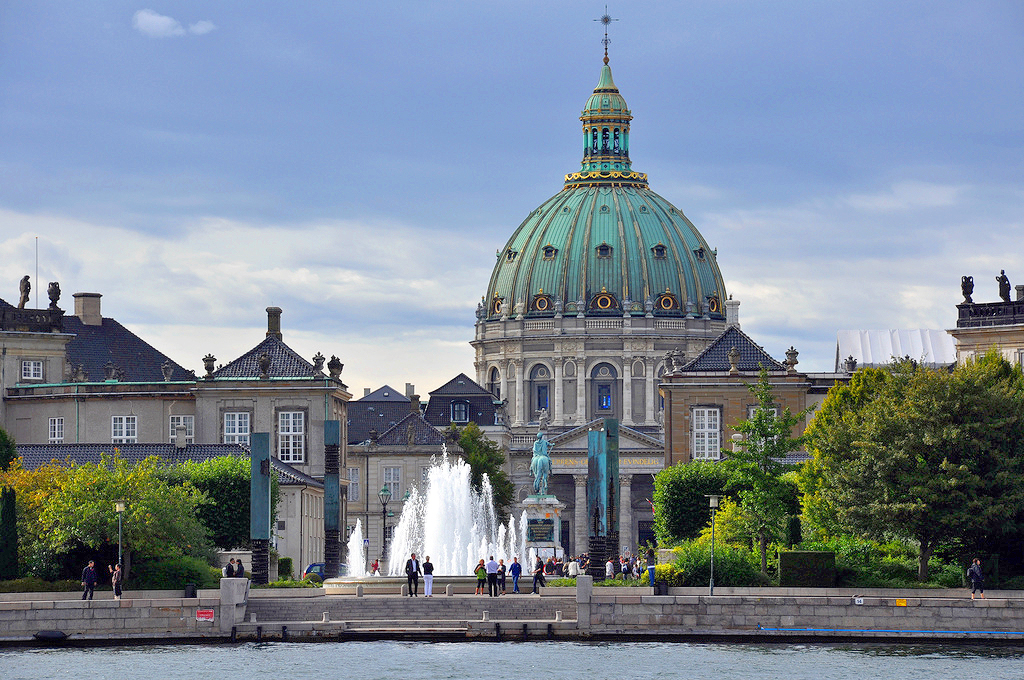
كاتدرائية فريديرك اللوثريَّة، كوبنهاغن،  الدنمارك.
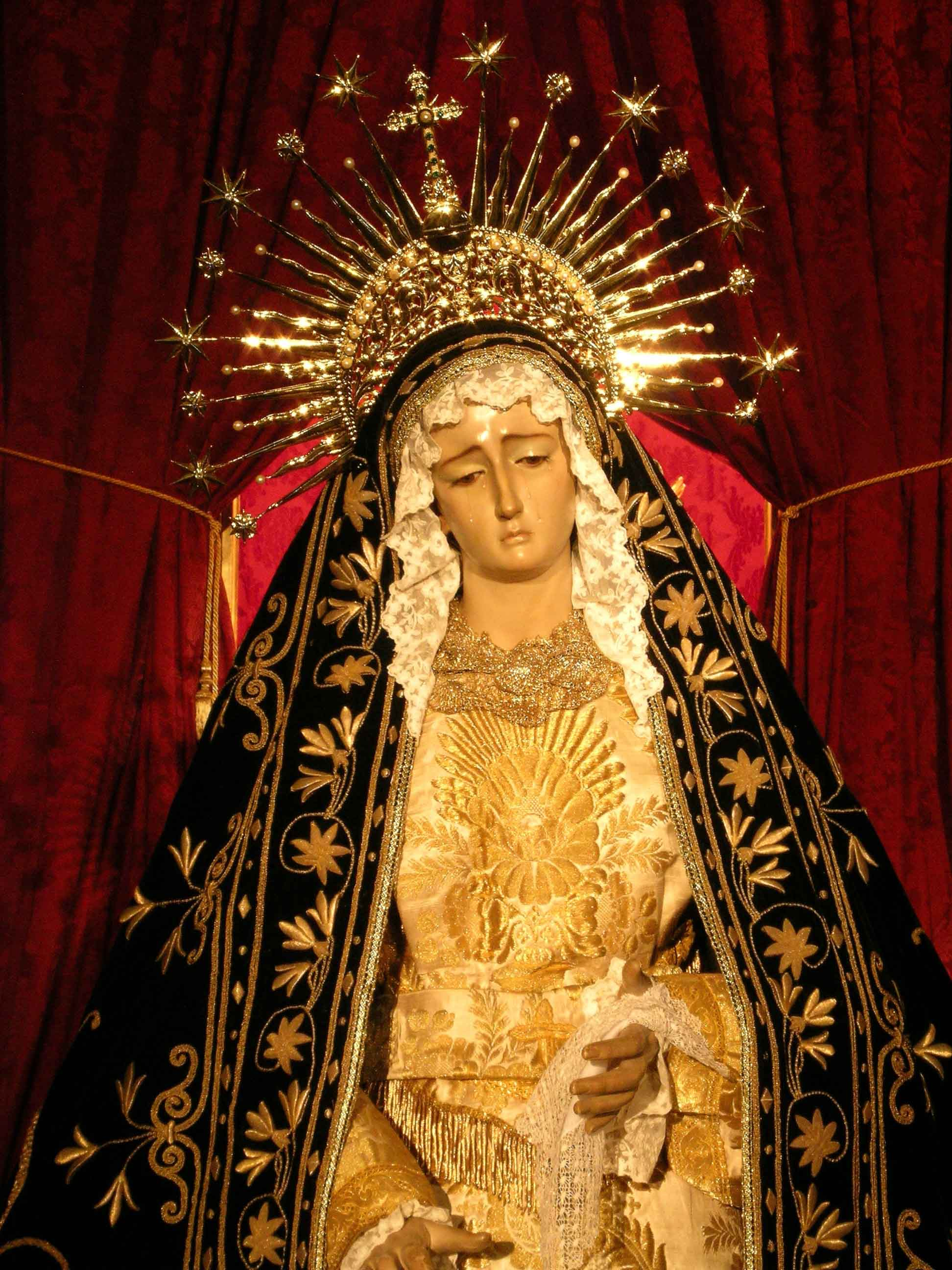
تمثال مريم العذراء سيدة الأوجاع والذي يُطاف فيه في  منطقة الأندلس في أسبوع الآلام.
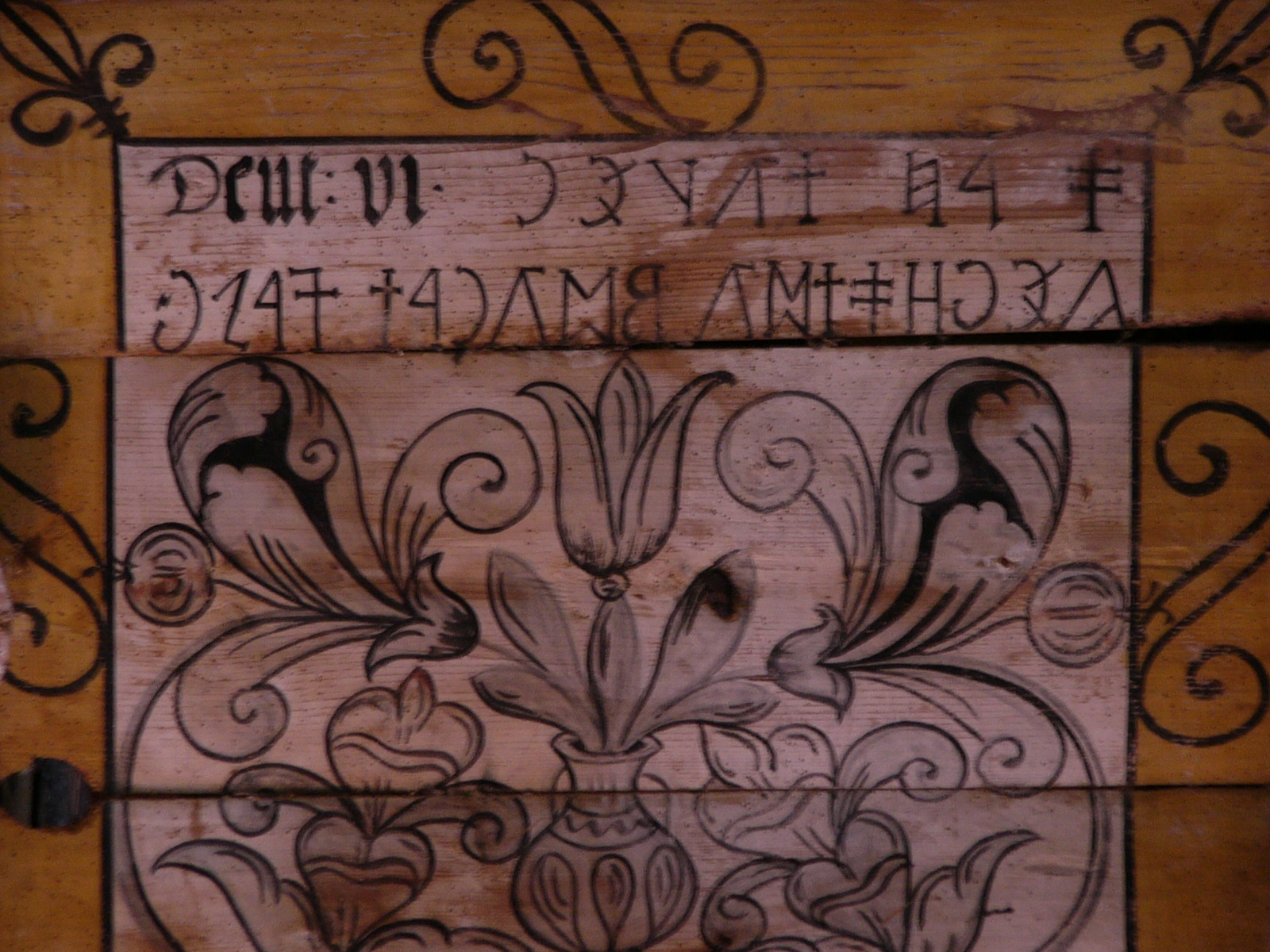
نقش الله واحد في كنيسة توحيديَّة، ساهم فلاسفة ومفكري أتباع المذهب التوحيدي في تشريع حقوق الإنسان الأساسيَّة وإعطائها إطارًا قانونيًا وسياسيًا.
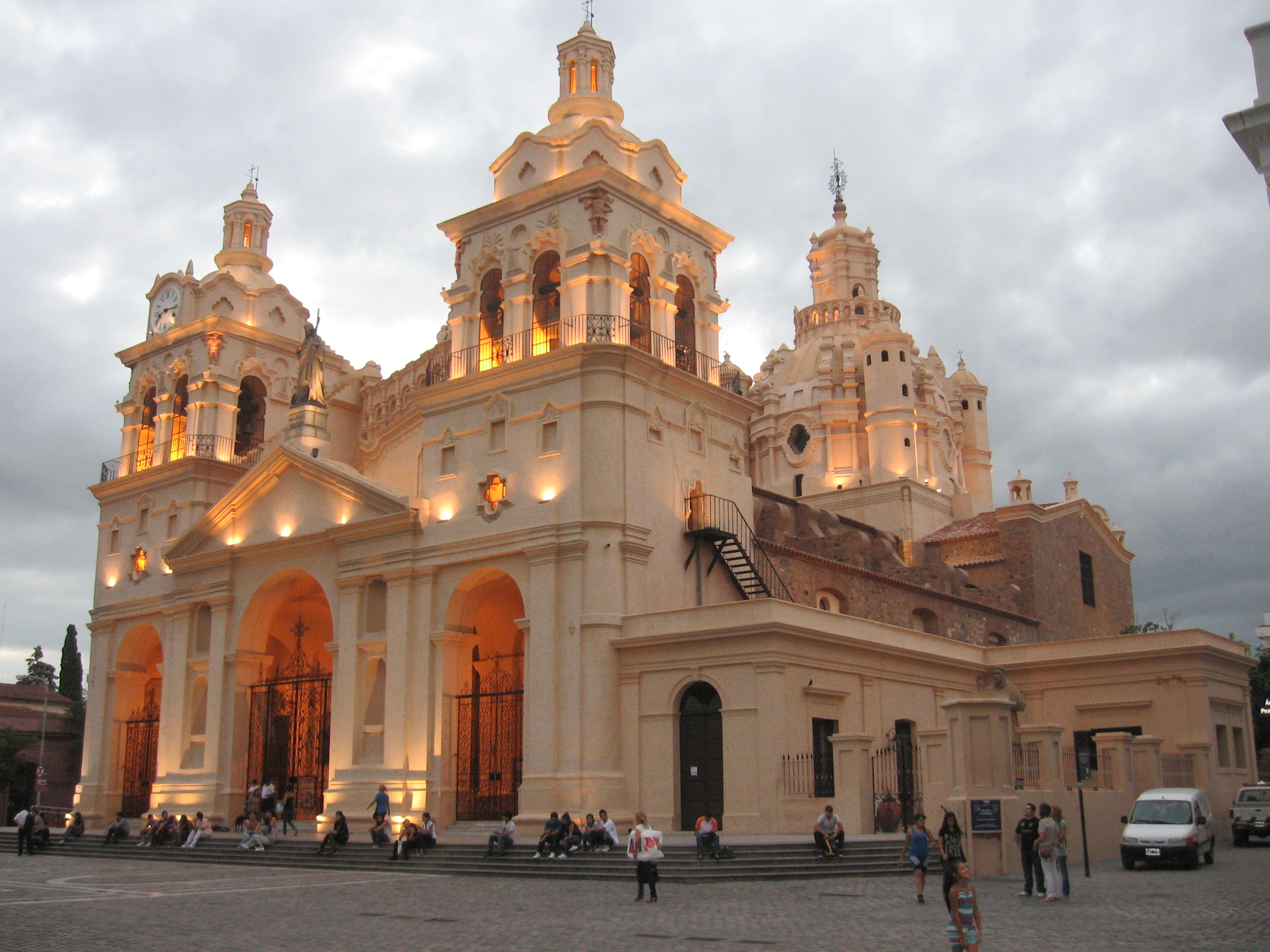
كاتدرائية كوردوبا في  الأرجنتين، رافق اليسوعيون المستكشفين خلال عصر الاستكشاف وأقاموا العديد من المستوطنات حيث عملوا على تحوّل أجزاءً كبيرة من الأقوام الأصلية إلى المسيحية.
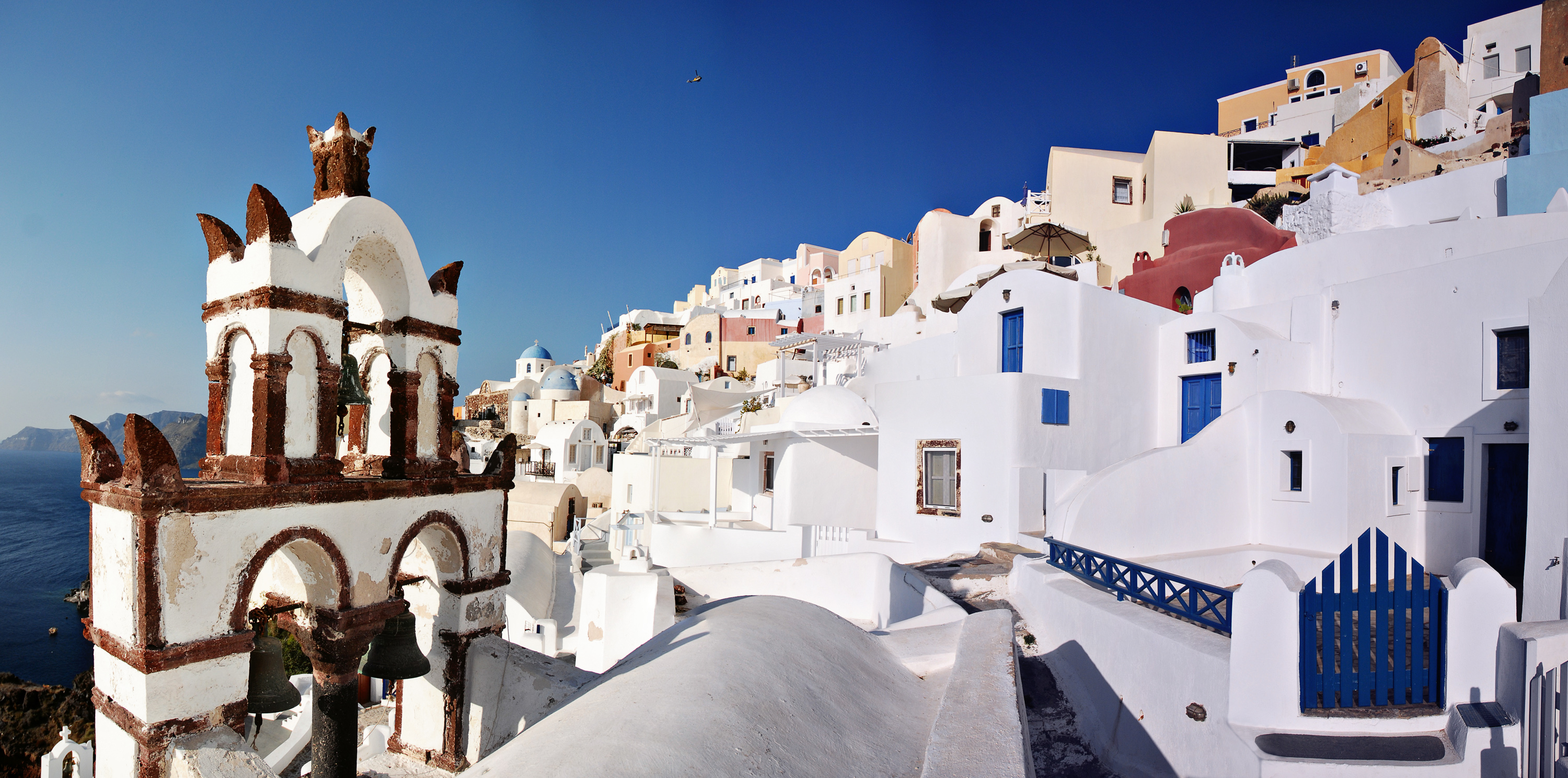
جزيرة سانتوريني في  اليونان، لدى الدول الأرثوذكسيَّة تنوع ثقافي مميز وتزخر الثقافة الأرثوذكسية بالكثير من الفنون الجميلة والأعمال الموسيقيَّة والأدبيَّة والفلسفيَّة المتنوعة.
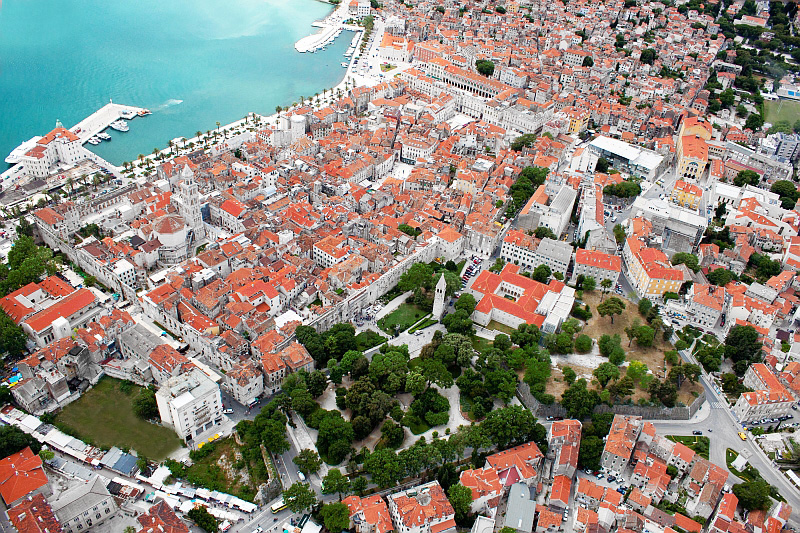
سبليت في  كرواتيا، تشدِّد المجتمعات الكاثوليكية على القيم والروابط الأسريّة وقيم الضيافة والإحتفالات، التراث الكاثوليكية مشبَّع بالأعمال الموسيقيَّة والأدبيَّة والفنيَّة العريقة.
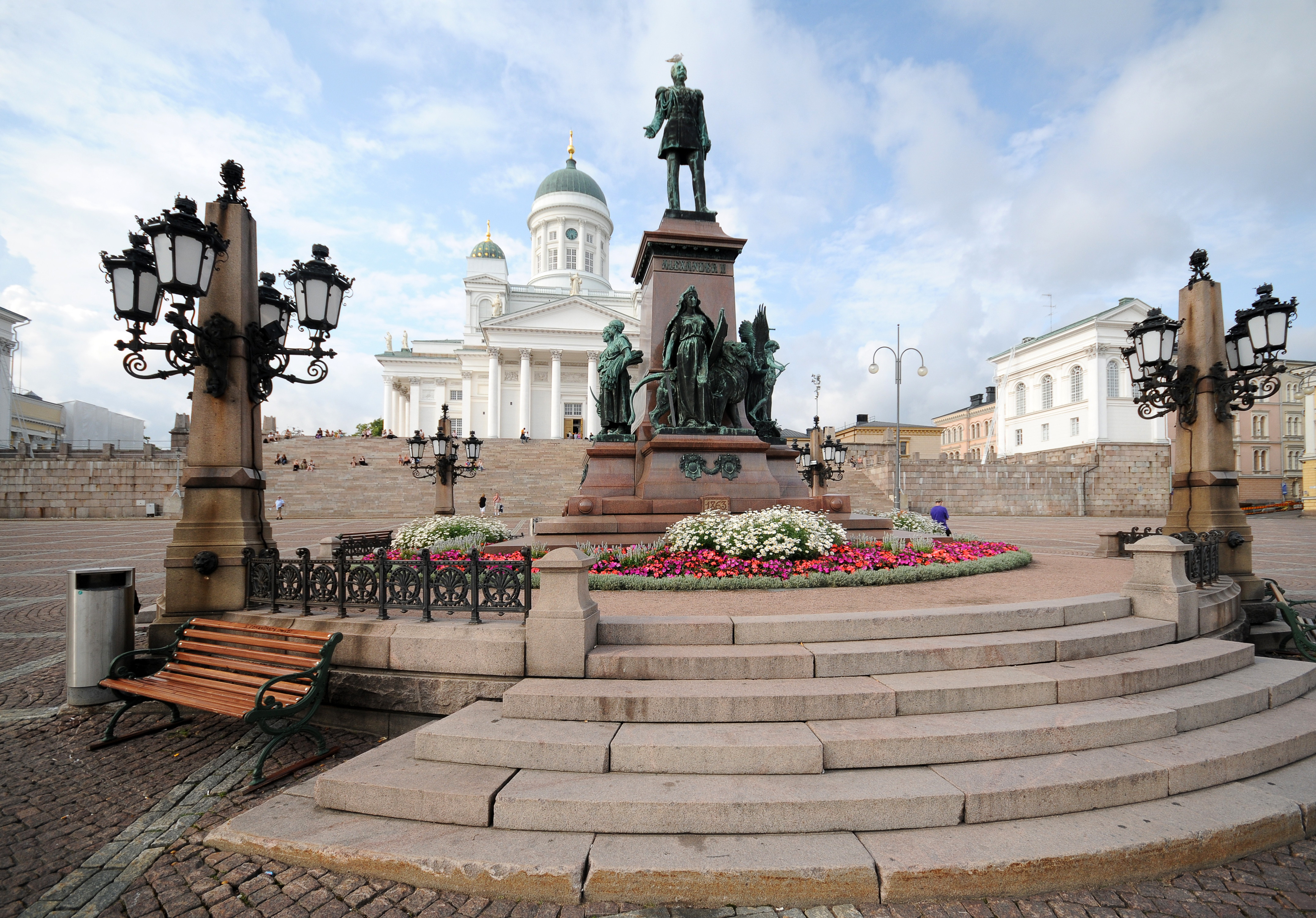
كاتدرائية هلسنكي في  فنلندا، تتمتع الدول البروتستانتيَّة بمؤشر تنمية بشرية وناتج محلي مرتفع، كما وتتربع قائمة دول العالم الأقل فسادًا والأكثر تعليمًا، ويرجع ذلك بسبب تأثير أخلاق العمل البروتستانتية.